# Obrona Warszawy (1939)
Obrona Warszawy – bitwa powietrzno-lądowa stoczona w obronie Warszawy podczas kampanii wrześniowej, w dniach 1–28 września 1939 roku, przez Wojsko Polskie, wspierane przez ludność cywilną, przeciwko oddziałom 3, 8 i 10 Armii Wehrmachtu oraz jednostkom 1 i 4 Floty Powietrznej Luftwaffe. Była to pierwsza wielka bitwa miejska II wojny światowej.
Warszawie wyznaczono stosunkowo skromną rolę do odegrania w przypadku wojny z Niemcami. Z tego powodu, a także na skutek szybkich postępów niemieckiej ofensywy, obrona stolicy musiała być organizowana od podstaw, w warunkach pełnej improwizacji. Dodatkowo przygotowania zakłóciła pośpieszna ewakuacja władz państwowych oraz masowy exodus ludności cywilnej. Niemniej dowódca obrony Warszawy, gen. Walerian Czuma, przy dużym wsparciu komisarycznego prezydenta Stefana Starzyńskiego, zdołał w ciągu niespełna czterech dni przygotować miasto do obrony naziemnej. Warszawa była celem ataków Luftwaffe od 1 września. Próba zajęcia jej z marszu, podjęta 8–9 września przez 4 Dywizję Pancerną, przyniosła Niemcom dotkliwą porażkę.
Nieudany szturm, w połączeniu z rozpoczęciem polskiego kontruderzenia nad Bzurą, chwilowo zmusił Niemców do rezygnacji z prób szybkiego zdobycia Warszawy. Niemniej miasto było bombardowane z powietrza i ostrzeliwane przez artylerię. 15 września na przedpolach Pragi pojawiły się jednostki niemieckiej 3 Armii. Niemcom udało się odnieść na tym odcinku pewne sukcesy, niemniej próba zajęcia prawobrzeżnej Warszawy zakończyła się niepowodzeniem. W międzyczasie polskie oddziały podejmowały liczne wypady na zachodnim przedpolu stolicy, jednakże na skutek biernej postawy dowódcy nowo utworzonej Armii „Warszawa”, gen. Juliusza Rómmla, nie podjęto próby przyjścia z pomocą walczącym nad Bzurą armiom „Poznań” i „Pomorze”. Ostatecznie 19–22 września ich resztki przedarły się do miasta przez Puszczę Kampinoską.
Ważną rolę odgrywała cywilna obrona Warszawy, ogniskująca się w szczególności wokół instytucji miejskich i społecznych, takich jak Straż Obywatelska, Stołeczny Komitet Samopomocy Społecznej, bierna Obrona Przeciwlotnicza, Polski Czerwony Krzyż, Warszawska Straż Ogniowa oraz utworzona z inicjatywy socjalistów Robotnicza Brygada Obrony Warszawy. Niekwestionowanym duchowym przywódcą i spiritus movens cywilnej obrony stolicy był komisaryczny prezydent miasta i Komisarz Cywilny przy Dowództwie Obrony Warszawy Stefan Starzyński.
25–27 września obrońcy zdołali odeprzeć szturmy niemieckiej 8 Armii na lewobrzeżną Warszawę. Jednak brak perspektyw na odsiecz z zewnątrz, tragiczne położenie ludności cywilnej, wyczerpujące się zapasy żywności, amunicji i leków, a także ofiary i zniszczenia spowodowane nalotem dywanowym w „lany poniedziałek” 25 września, zmusiły polskie dowództwo do podjęcia rozmów kapitulacyjnych. Kapitulacja Warszawy nastąpiła 28 września. Broń złożyło 5 tys. oficerów oraz 97 tys. podoficerów i szeregowych. Podczas trwającej blisko trzy tygodnie bitwy poległo 5–6 tys. polskich żołnierzy a 16 tys. zostało rannych. Straty ludności cywilnej sięgnęły od 10 tys. do 25 tys. zabitych oraz kilkadziesiąt tysięcy rannych. Zniszczenia w substancji materialnej miasta wyniosły co najmniej 10–12%.

## Warszawa w planach walczących stron
Warszawa była miastem o bardzo dużym znaczeniu strategicznym. Była bowiem stolicą i największą aglomeracją miejską, głównym węzłem kolejowo-drogowym oraz głównym węzłem łączności radiowej i telefonicznej II Rzeczpospolitej. Znajdował się tam trzeci co do wielkości polski okręg przemysłowy, w tym liczne zakłady przemysłu zbrojeniowego. Wraz ze składnicami w pobliskich Palmirach i Pomiechówku Warszawa była jedną z najważniejszych baz magazynowo-rozdzielczych Wojska Polskiego. Znajdowało się tam centrum polskiego życia politycznego i kulturalnego, w tym siedziby najwyższych władz państwowych i centralnych organów dowódczych Wojska Polskiego: Naczelnego Wodza i Sztabu Głównego. Jednocześnie Warszawa pozostawała miastem o bardzo dużym znaczeniu duchowym i symbolicznym.
Tymczasem plan operacyjny „Zachód” wyznaczał Warszawie stosunkowo skromną rolę do odegrania w przypadku wojny z Niemcami. Polscy stratedzy przyjęli bowiem założenie, że walki będą się toczyć z dala od stolicy. Możliwość szybkiego dotarcia nieprzyjaciela do jej granic, a zwłaszcza jej znalezienie się w okrążeniu, nie były w ogóle brane pod uwagę. Główne zadania o charakterze militarnym, które zamierzano zrealizować na terenie Warszawy, sprowadzały się do odpierania ataków Luftwaffe. Z tego powodu zorganizowano tam najsilniejszy ośrodek obrony przeciwlotniczej w skali całego kraju.
W chwili wybuchu wojny Warszawa nie posiadała żadnych nowoczesnych urządzeń obronnych. Co prawda nadal istniały forty i umocnienia dawnej carskiej twierdzy, zazwyczaj jednak pozbawione wyposażenia, zdewastowane, a w niektórych wypadkach częściowo rozebrane. Tylko nieliczne odegrały poważniejszą rolę podczas wrześniowych walk. W Warszawie nie przygotowano odpowiedniej liczby zastępczych ujęć wody i schronów, nie zgromadzono również wystarczającej ilości środków gaśniczych oraz sprzętu do odgruzowywania. Nieprzygotowanie Warszawy do pełnienia roli miasta frontowego, a także nieuwzględnienie jej w planie operacyjnym „Zachód”, odbiło się niekorzystnie na przebiegu późniejszych walk.
Polityczne i militarne znaczenie Warszawy w pełni docenił natomiast niemiecki przeciwnik. Polska stolica znalazła się na linii natarcia 10 Armii z Grupy Armii „Południe”. W składzie tej armii znajdowało się aż 2/3 niemieckich wojsk szybkich. W myśl założeń Fall Weiss 10 Armia miała nacierać w kierunku na Radom i Warszawę z zadaniem uchwycenia przepraw na środkowej Wiśle, w tym Warszawy i tamtejszych mostów. Jej natarcie miała ubezpieczać od północy 8 Armia, posuwająca się w kierunku Łodzi i Modlina. W tym samym czasie 3 Armia z Grupy Armii „Północ” miała przeprowadzić uderzenie z Prus Wschodnich w kierunku południowym, sforsować Narew i Bug, po czym odciąć Warszawę od wschodu i nawiązać kontakt z 10 Armią. Docelowo manewr ten miał doprowadzić nie tylko do zdobycia polskiej stolicy, lecz również okrążenia i zniszczenia głównych sił Wojska Polskiego, które operowały w łuku Wisły. Polacy straciliby jednocześnie szansę na zorganizowanie nowej linii obrony w oparciu o środkową Wisłę i Bug.

## Preludium

### Ostatnie dni pokoju i pierwsze dni wojny

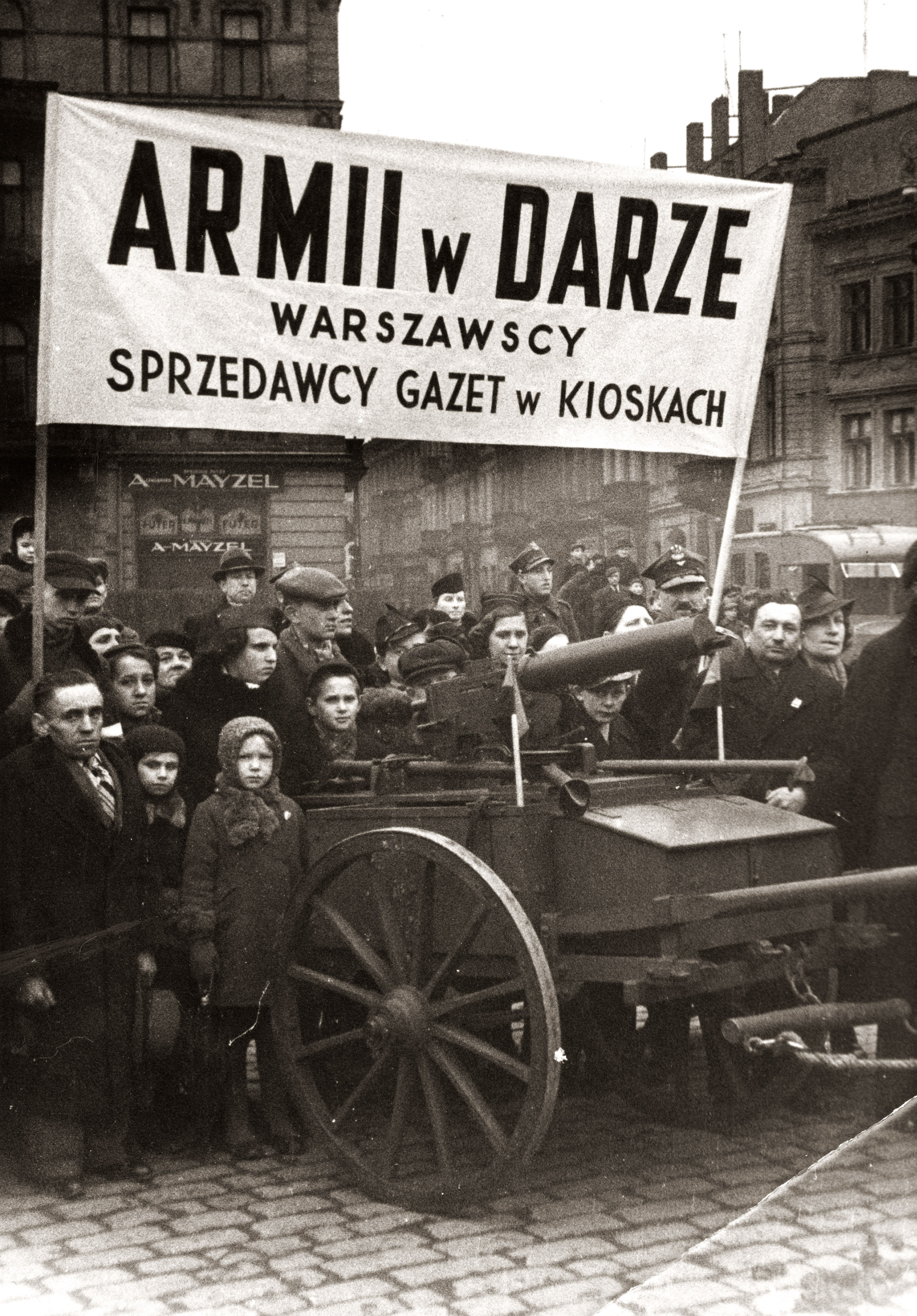
Przekazanie Wojsku Polskiemu przez warszawskich sprzedawców gazet ciężkiego karabinu maszynowego wz. 30. Plac Krasińskich, 1939

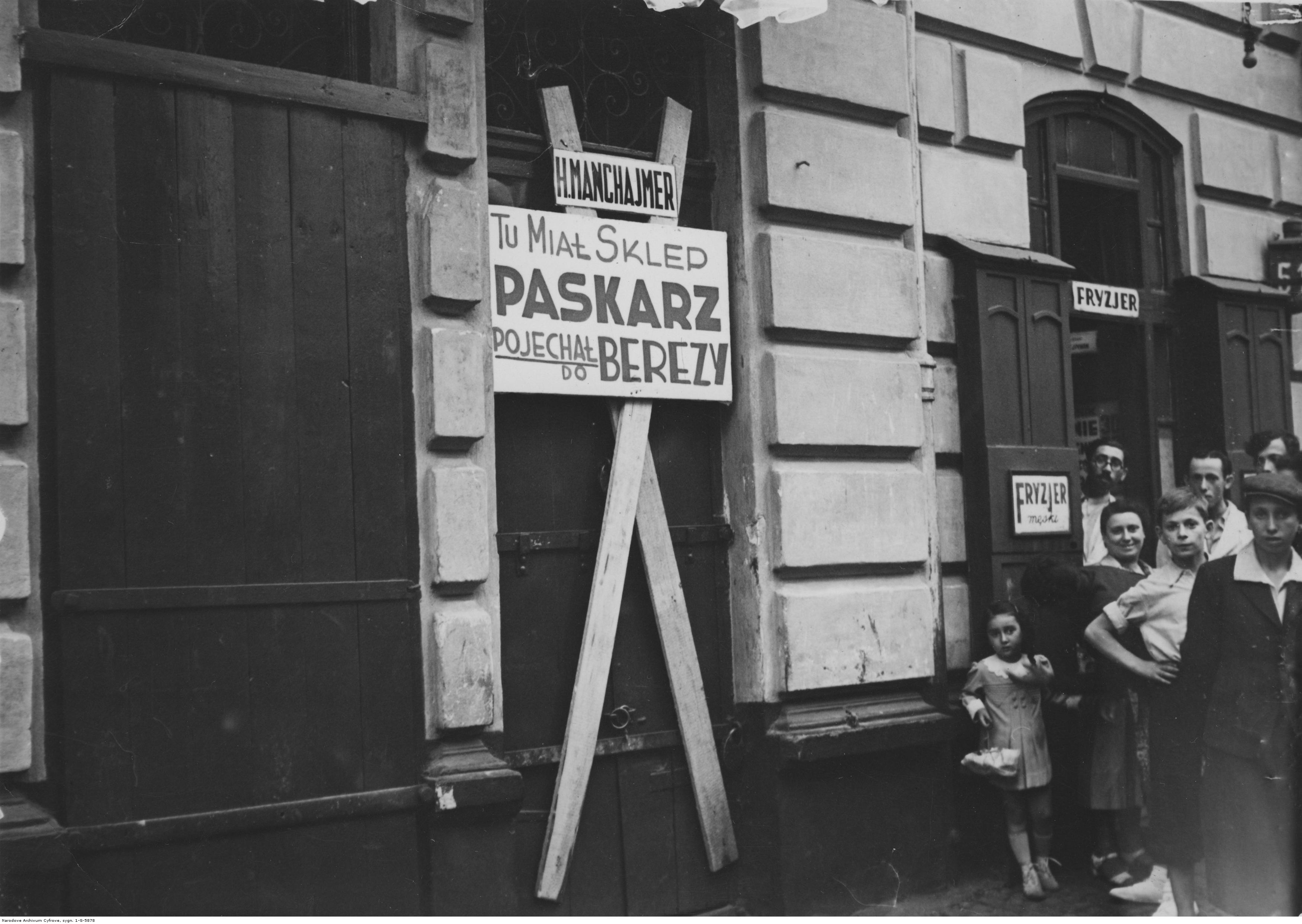
Zamknięty sklep H. Manchajmera podejrzanego o spekulację żywnością, sierpień 1939

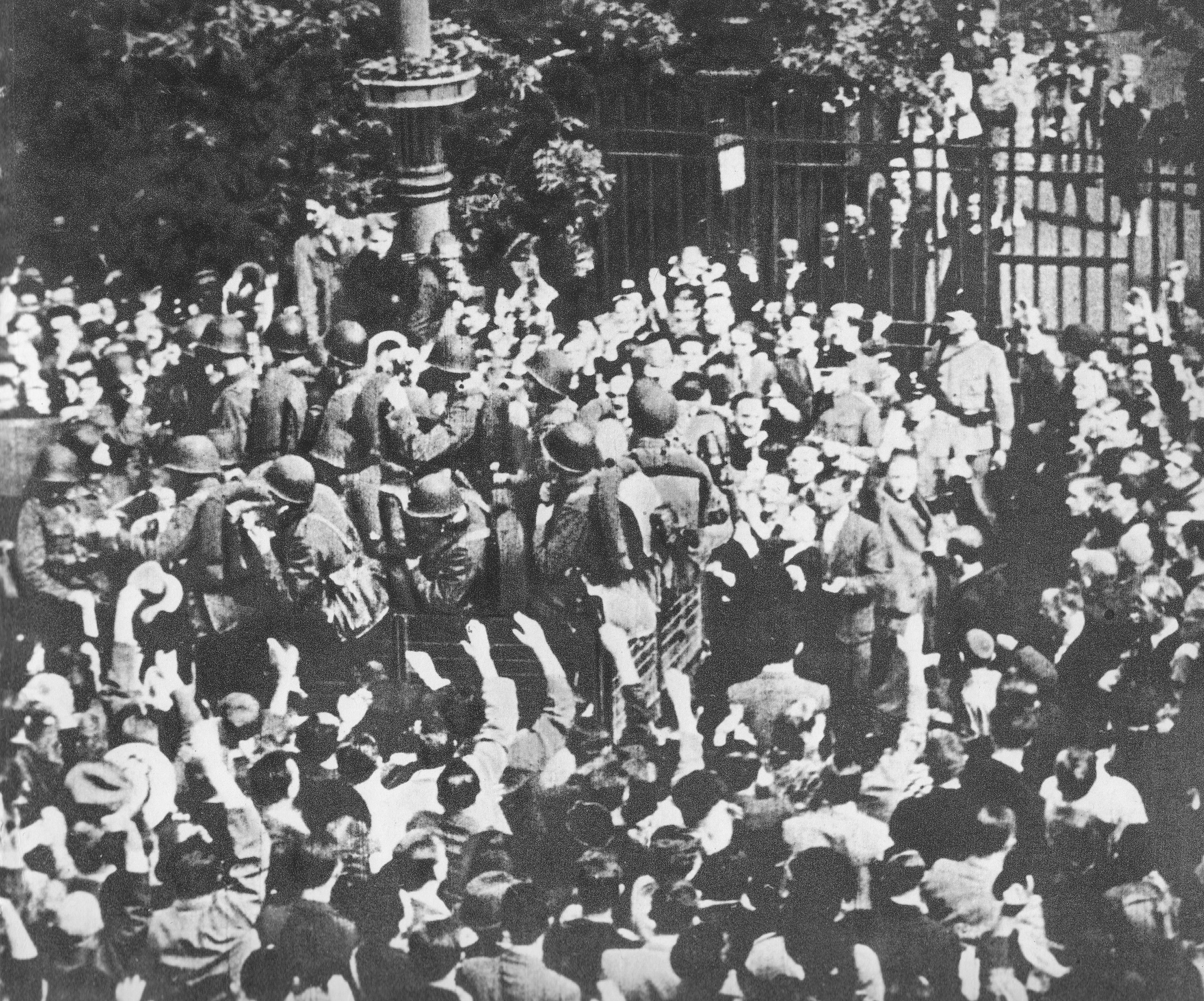
Pożegnanie żołnierzy odjeżdżających na front

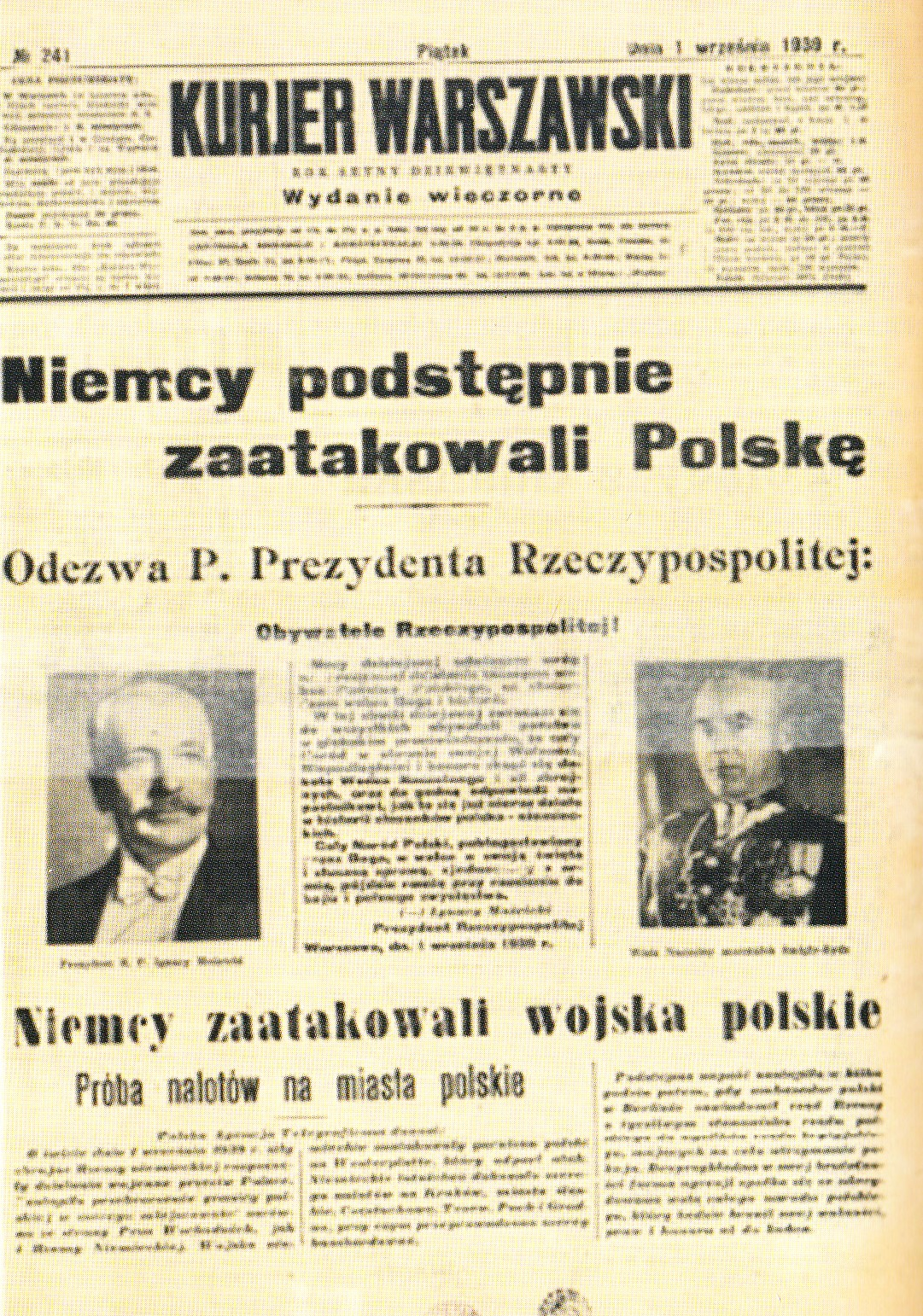
Pierwsza strona popołudniowego wydania „Kuriera Warszawskiego” z 1 września 1939 roku

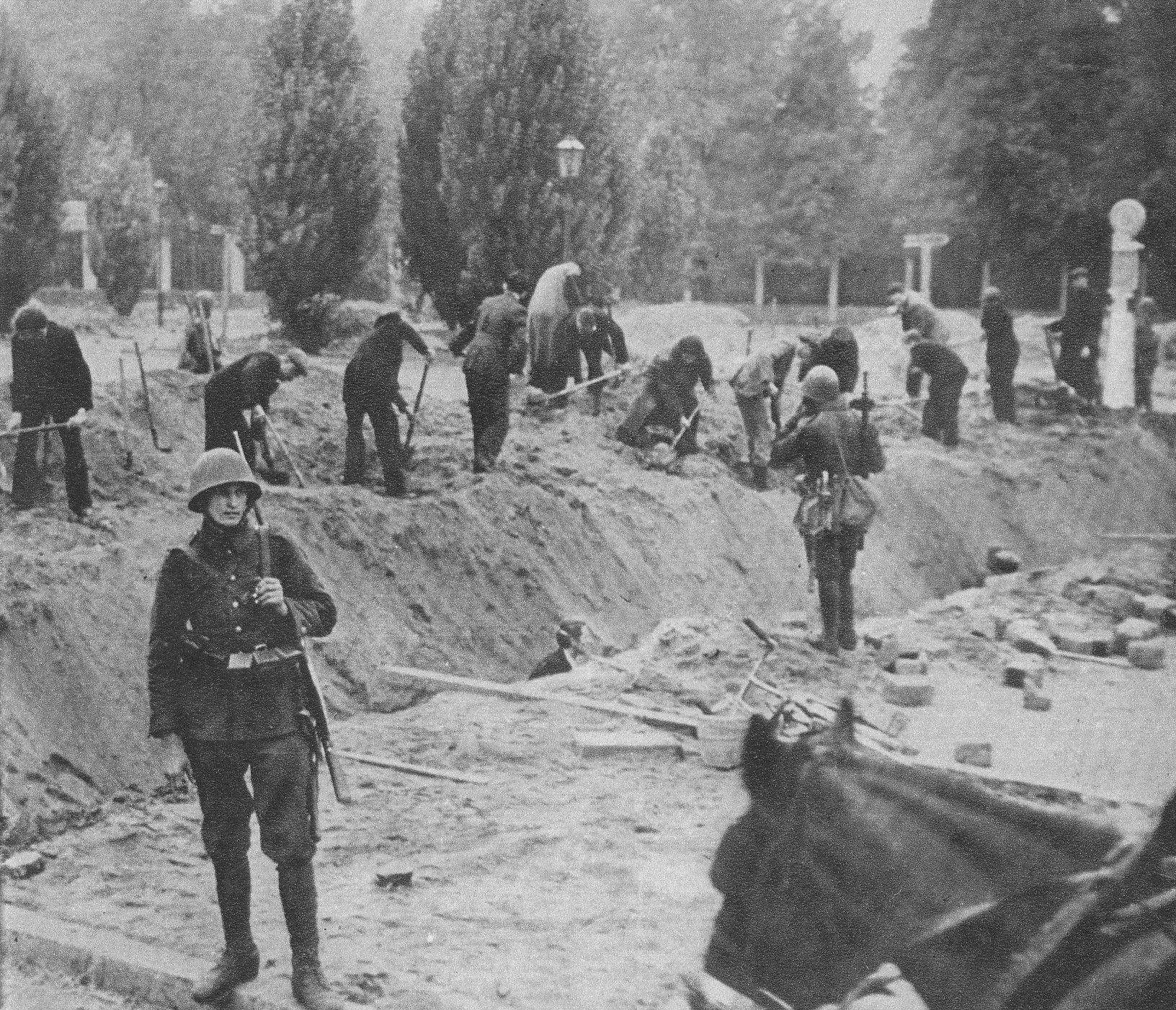
Kopanie okopów na pl. Weteranów przy parku Praskim w pierwszych dniach września 1939 roku

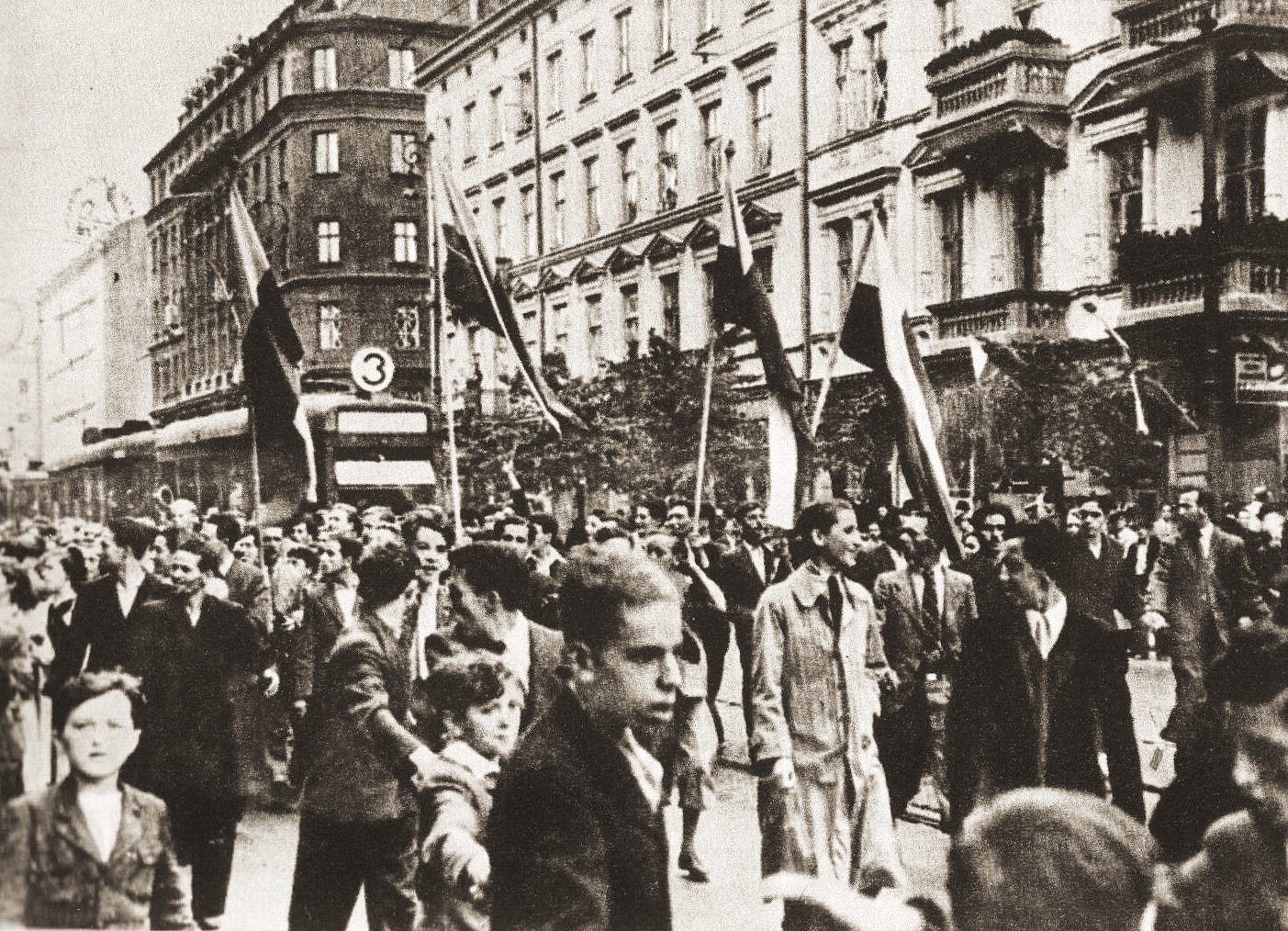
3 września 1939. Manifestacja po wypowiedzeniu wojny III Rzeszy przez Wielką Brytanię i Francję

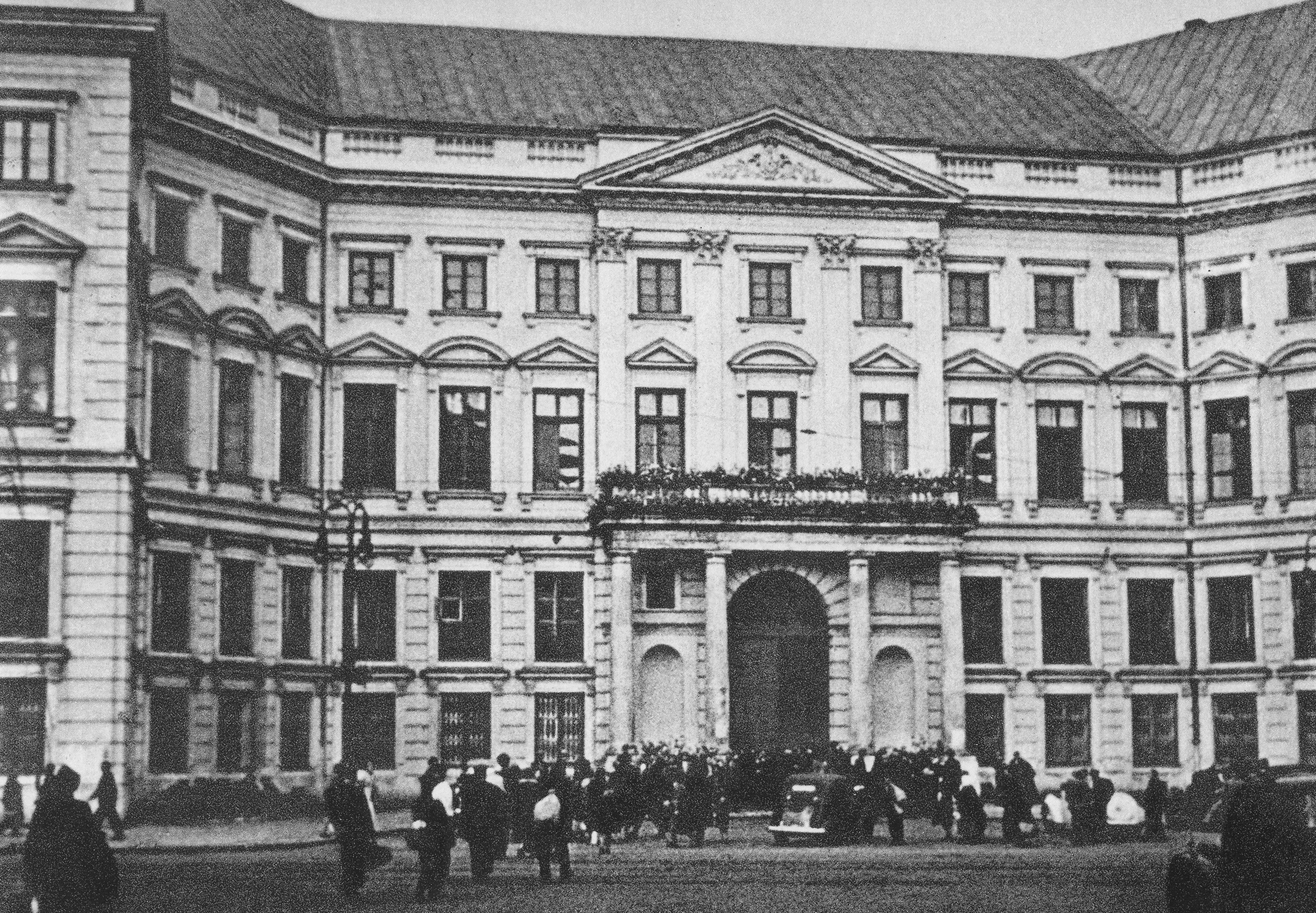
Grupa uchodźców z zachodnich województw pod warszawskim ratuszem

23 sierpnia 1939 roku Generalny Inspektor Sił Zbrojnych marsz. Edward Rydz-Śmigły ogłosił stan czujności w urzędach wojskowych i cywilnych oraz mobilizację alarmową w nadgranicznych okręgach. Pod wpływem tej informacji komisaryczny prezydent Warszawy Stefan Starzyński ogłosił następnego popołudnia społeczną akcję kopania szczelin przeciwlotniczych. Już w pierwszym dniu akcji, tj. 25 sierpnia, do pracy stawiło się ochotniczo 2 tys. mieszkańców stolicy. 26 sierpnia liczba ta wzrosła do 6,5 tys., 27 sierpnia do około 20 tys., natomiast w kolejnych dniach do pracy zgłaszało się już kilkadziesiąt tysięcy osób dziennie. W kopaniu szczelin przeciwlotniczych wzięli udział przedstawiciele wszystkich warstw społecznych. Licznie stawili się m.in. harcerze oraz warszawscy Żydzi, w tym władze Gminy Wyznaniowej Żydowskiej i przedstawiciele rabinatu.
27 sierpnia Starzyński odwołał z urlopów pracowników miejskich instytucji, a Komisariat Rządu zakazał na terenie miasta wyszynku i sprzedaży alkoholu. Podjęto także działania przeciwko podwyżkom cen. Pewna liczba kupców oskarżonych o spekulację została zatrzymana i wysłana do obozu w Berezie Kartuskiej. 30 sierpnia na murach rozwieszono afisze z obwieszczeniem mobilizacyjnym. Następnego dnia Starzyński wprowadził ostre pogotowie we wszystkich podległych mu służbach miejskich. Ograniczono ruch tramwajowy i autobusowy. Wieczorem 31 sierpnia, ze względu na stan pogotowia obrony przeciwlotniczej (OPL), wprowadzono zaciemnienie.
1 września Niemcy rozpoczęły zbrojną agresję przeciwko Polsce. Tego dnia Warszawa została po raz pierwszy zaatakowana przez Luftwaffe. Celem niemieckich lotników było lotnisko na Okęciu oraz osiedla mieszkaniowe na Kole, Rakowcu, Sielcach, Czerniakowie i Grochowie. Odnotowano pierwsze ofiary śmiertelne. Naloty lotnicze nastąpiły także w kolejnych dniach. Niemniej życie w mieście toczyło się początkowo normalnym trybem, a morale ludności cywilnej utrzymywało się na wysokim poziomie. Czynne były zakłady przemysłowe, biura i sklepy, a komunikacja miejska funkcjonowała bez większych zakłóceń. Działały również kina, teatry i lokale rozrywkowe. Charakterystycznym elementem krajobrazu miasta były szyby w oknach, które były wzmacniane naklejanymi białymi paskami papieru (sprzedawanymi w punktach OPL).
W nocy z 1 na 2 września, ze względu na zagrożenie nalotami, prezydent Ignacy Mościcki wyjechał z Warszawy do dworku w majątku Błota koło Falenicy.
2 września odbyło się ostatnie w historii II Rzeczpospolitej wspólne posiedzenie Sejmu i Senatu. Przekształciło się ono w manifestację politycznej i obywatelskiej jedności. Tego dnia do Warszawy przybyły pierwsze pociągi ewakuacyjne z województwa poznańskiego. Prezydent Starzyński wydał polecenie przygotowania punktów etapowych dla uchodźców. Dwa dni później do stolicy nadeszły pierwsze duże transporty z rannymi. Do miasta coraz liczniej docierali uchodźcy z zachodnich województw.
3 września ogłoszono informację o przystąpieniu do wojny Francji i Wielkiej Brytanii. Wieści te wywołały w mieście ogromny entuzjazm. Pod siedzibami ambasad obu państw sojuszniczych, przy ul. Nowy Świat 18 i Frascati 22, odbyły się wielotysięczne manifestacje. Trzecia manifestacja tego dnia odbyła się pod budynkiem Poselstwa Czechosłowacji przy ul. Koszykowej, w związku z informacją o formowaniu Legionu Czechów i Słowaków, mającego walczyć u boku Wojska Polskiego.

### Początki organizacji obrony Warszawy

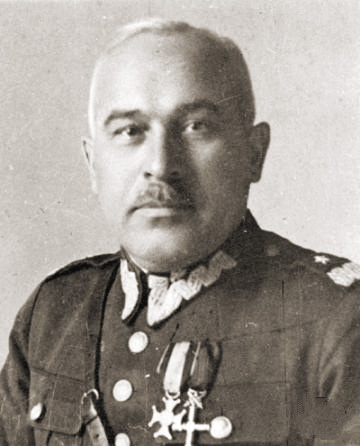
Gen. bryg. Walerian Czuma

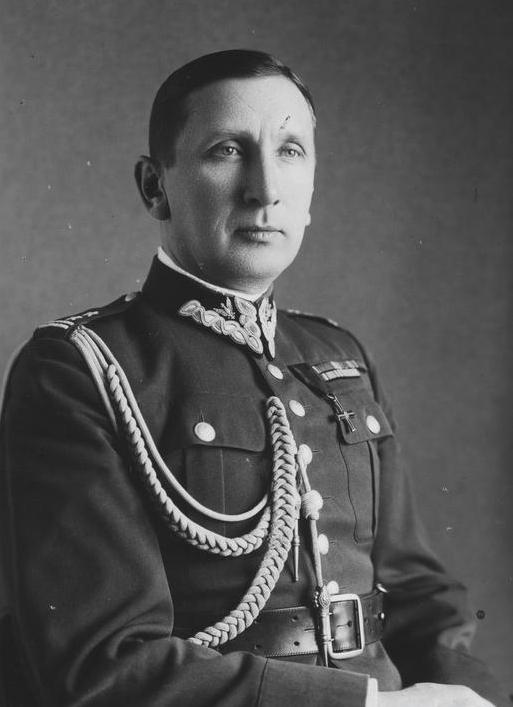
Płk dypl. Tadeusz Roman Tomaszewski

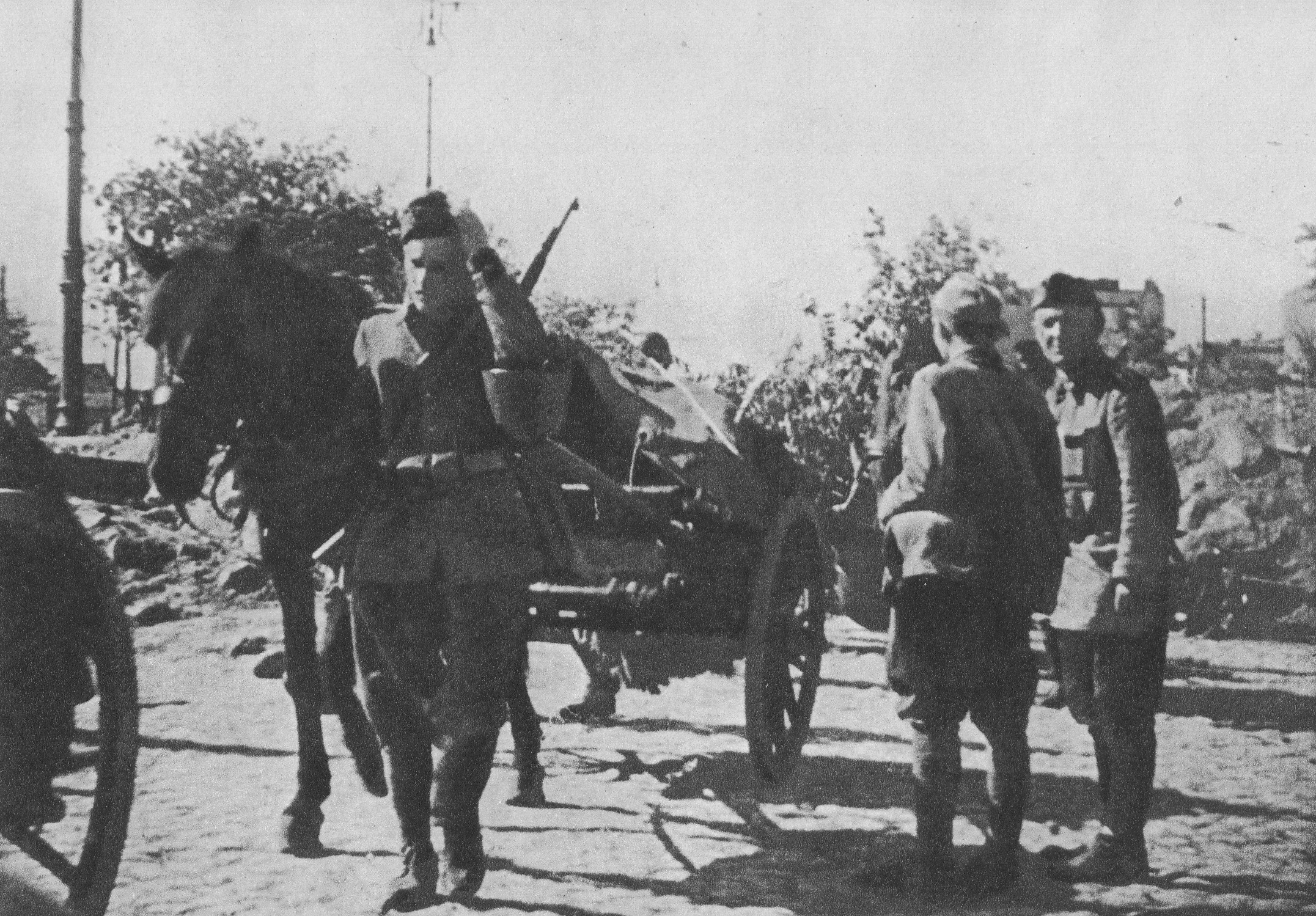
Grupa polskich żołnierzy na przedpolu miasta

W nocy z 1 na 2 września niemiecka 10 Armia przełamała polski front w rejonie Częstochowy. Wieczorem 5 września, wobec rysującej się groźby okrążenia, dowódca Armii „Łódź” gen. Juliusz Rómmel był zmuszony wydać rozkaz opuszczenia głównej pozycji obronnej i rozpoczęcia generalnego odwrotu. Tymczasem w walkach pod Piotrkowem Trybunalskim i Tomaszowem Mazowieckim Niemcy pobili nie w pełni skoncentrowaną i nieudolnie dowodzoną Armię „Prusy”. Warszawa znalazła się w bezpośrednim niebezpieczeństwie.
Wobec gwałtownie pogarszającej się sytuacji militarnej minister spraw wojskowych gen. dyw. Tadeusz Kasprzycki, działając na podstawie poleceń Naczelnego Wodza, wydał 3 września rozkaz zorganizowania obrony środkowej Wisły (od Modlina po Sandomierz). Rozkaz ten przewidywał utworzenie dwóch odcinków obrony. Za obronę pierwszego odcinka, który rozciągał się od Modlina po Dęblin, miał odpowiadać dowódca Okręgu Korpusu nr I (DOK I) gen. bryg. Mieczysław Ryś-Trojanowski. Odcinek ten został podzielony na dwa pododcinki. Za zorganizowanie obrony pododcinka „Warszawa”, rozciągającego się od Modlina do Powsina (obie miejscowości wyłączone), miał odpowiadać gen. bryg. Walerian Czuma (komendant główny Straży Granicznej). Tego samego dnia około godziny 11:00 gen. Kasprzycki wezwał do siebie gen. Czumę, po czym – prawdopodobnie bez konsultacji z gen. Ryś-Trojanowskim – powierzył mu zadanie zorganizowania obrony stolicy.
Natychmiast przystąpiono do formowania sztabu Dowództwa Obrony Warszawy (DOW). Szef Sztabu Naczelnego Wodza, gen. Wacław Stachiewicz, na szefa sztabu DOW wyznaczył płk. dypl. Tadeusza Tomaszewskiego. Pierwsza odprawa odbyła się wieczorem 3 września. Jeszcze tej samej nocy DOW wydało swój pierwszy pisemny rozkaz.
4 września gen. Ryś-Trojanowski oficjalnie mianował Czumę komendantem garnizonu warszawskiego. Tego samego dnia DOW zostało podporządkowane nowo utworzonej Armii „Lublin”, jednakże po rozmowie z gen. Czumą jej dowódca, gen. Tadeusz Piskor, przekonał Naczelnego Wodza, by odwołać ten rozkaz. W konsekwencji DOW ponownie podporządkowano DOK I. W tym samym czasie starania w sprawie objęcia dowództwa nad obroną Warszawy podejmował gen. Kazimierz Sosnkowski, jednakże bezskutecznie
Na skutek wcześniejszych zaniedbań Naczelnego Dowództwa Czuma był zmuszony organizować obronę Warszawy de facto od podstaw, w warunkach całkowitej improwizacji. Początkowo nie dysponował nawet aparatem dowodzenia i łączności. Nie mógł liczyć na wsparcie ze strony gen. Ryś-Trojanowskiego, gdyż ten wraz ze swym sztabem, zapasami oraz środkami łączności szybko ewakuował się na wschód. Niemniej między 3 a 5 września Czuma zdołał skompletować sztab DOW, opierając się początkowo głównie na oficerach Straży Granicznej. Siły, które znalazły się w jego dyspozycji, były bardzo skromne. Ich trzon stanowił początkowo Batalion Stołeczny, będący jednostką reprezentacyjną WP, wsparty przez świeżo sformowany 41 dal (przybył 2 września z Rembertowa). W dyspozycji DOW znalazły się ponadto jednostki marszowe pułków warszawskich: IV batalion 21 pułku piechoty i IV batalion 30 pułku piechoty. Do tego dodać należy jednostki mobilizowane w pułkach stołecznych dla innych związków operacyjnych i taktycznych: 2 batalion karabinów maszynowych i broni towarzyszących, 15 samodzielna kompania karabinów maszynowych i broni towarzyszących (dla 41 Dywizji Piechoty rezerwowej). W dyspozycji DOW znalazły się również jednostki improwizowane: 5 bateria 1 dak (zorganizowana w Ośrodku Zapasowym Artylerii Konnej nr 1) oraz pięć zmotoryzowanych plutonów pionierów, które formowano w Modlinie dla szwadronów pionierów brygad kawalerii.
W kolejnych dniach siły te uległy wzmocnieniu. Z transportów wojskowych, które zmierzały na front, zatrzymano i dołączono go garnizonu warszawskiego: 1. i 2. baterię 29 pal, a ze składu 41 pp – II i III batalion piechoty wraz z kompanią ppanc. i plutonem artylerii piechoty. Jednocześnie na bazie ośrodków zapasowych i pozostałości pułkowych, które znajdowały się w Warszawie, przystąpiono do formowania nowych oddziałów. 3 września opublikowano obwieszczenie mobilizacyjne, powołujące do czynnej służby wszystkich oficerów, podchorążych i szeregowych rezerwy pospolitego ruszenia i stanu spoczynku oraz zaliczonych do pomocniczej służby wojskowej – bez względu na wiek, kategorię zdrowia i rodzaj służby. Na bazie 3 batalionu pancernego i Centrum Wyszkolenia Broni Pancernych udało się zaimprowizować batalion ochrony mostów oraz dwie kompanie czołgów (lekkich i rozpoznawczych). DOW zainicjowało jednocześnie szeroko zakrojoną akcję rozpoznania przedpola. Najdalej wysunięte patrole docierały nawet do Radomia, Kielc, Szydłowca i Opatowa. Gen. Czuma wydelegował oficerów Straży Granicznej do sztabów armii „Modlin”, „Poznań” i „Łódź”, by pełnili tam funkcję oficerów łącznikowych.
Większość jednostek garnizonu warszawskiego skoncentrowano w najbardziej zagrożonej, lewobrzeżnej części miasta. Rozkazem gen. Czumy z nocy 3/4 września zorganizowano tam cztery rejony obrony:
- „Mokotów” (linia Sielce – Mokotów). Skierowano tam III/41 pp, baterię 29 pal, a także pluton zaporowy pionierów i kompanię roboczą.
- „Ochota” (linia Rakowiec – Czyste). Skierowano tam II/41 pp (wraz z plutonem artylerii piechoty), baterię 29 pal, a także pluton zaporowy pionierów i kompanię roboczą.
- „Wola” (linia Wola – Koło – Powązki). Skierowano tam Batalion Stołeczny wraz z dwiema bateriami 41 dal, pluton zaporowy pionierów i kompanię roboczą
- „Marymont” (linia Izabelin – Marymont). Skierowano tam dwie kompanie asystencyjne 30 pp, 15. samodzielną kompanię km i br. tow. , baterię 41 dal (bez jednego plutonu) oraz pluton zaporowy pionierów. Gen. Czuma rozkazał jednocześnie zorganizować wysunięty ośrodek oporu (w sile co najmniej plutonu piechoty i armaty ppanc.) na Wawrzyszewie.

Ten sam rozkaz przewidywał, że dowódcy wspomnianych odcinków zorganizują drugą linię obrony, która biec będzie wzdłuż Cytadeli Warszawskiej, Dworca Gdańskiego, linii kolei obwodowej, Filtrów, Politechniki Warszawskiej, pomnika Lotnika przy pl. Unii Lubelskiej i Łazienek Królewskich. Trzecią linię obrony stanowić miały natomiast warszawskie mosty. Ich osłonę zapewniały: bateria artylerii konnej, pluton 41 dal i dwa plutony minerskie.
Odwód stanowiły: kompania tankietek TK-3, 12 zmotoryzowana kompania przeciwpancerna (obie w Łazienkach Królewskich), kompania czołgów lekkich, pluton zaporowy pionierów i 13 zmotoryzowana kompania przeciwpancerna (w parku Ujazdowskim).
5 września załoga Warszawy liczyła około 4 tys. żołnierzy, w tym 31 oficerów zawodowych i 98 oficerów rezerwy. Jak ukazał przebieg dalszych wydarzeń, w obronę miasta aktywnie zaangażowała się ludność cywilna, wstępując w szeregi uzbrojonych formacji ochotniczych i batalionów roboczych, bądź też uczestnicząc spontanicznie w różnych pracach na wezwanie władz cywilnych lub wojskowych.

### Dni ewakuacji i kryzysu

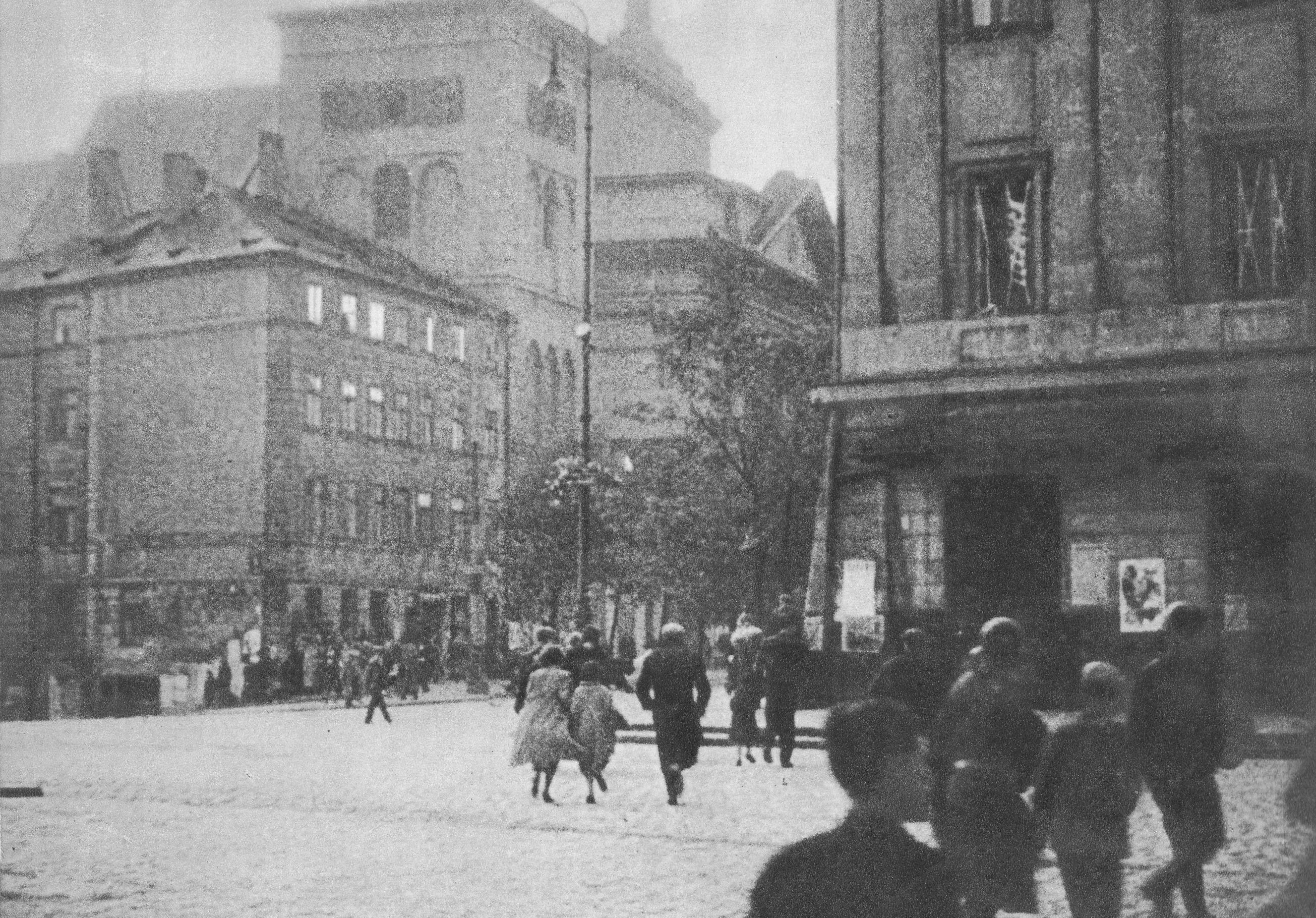
Mieszkańcy kryjący się w czasie niemieckiego nalotu na placu Zamkowym i Krakowskim Przedmieściu. Widoczne szyby zabezpieczone przed wypadaniem naklejonymi paskami papieru

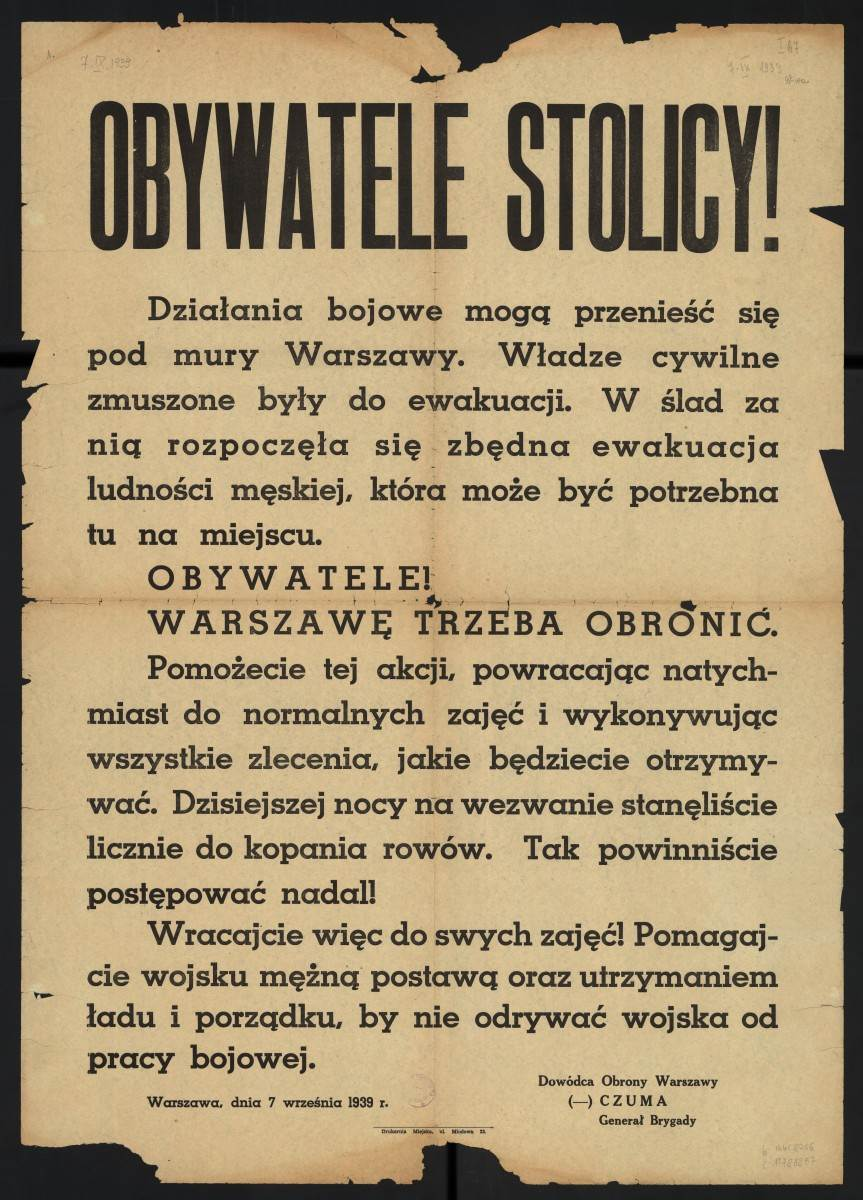
Odezwa gen. Waleriana Czumy do mieszkańców stolicy z 7 września 1939

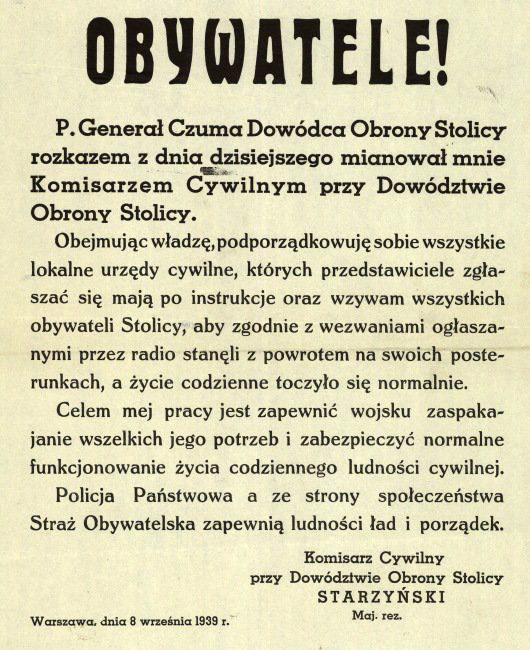
Proklamacja Stefana Starzyńskiego jako Komisarza Cywilnego przy Dowództwie Obrony Warszawy z 8 września 1939

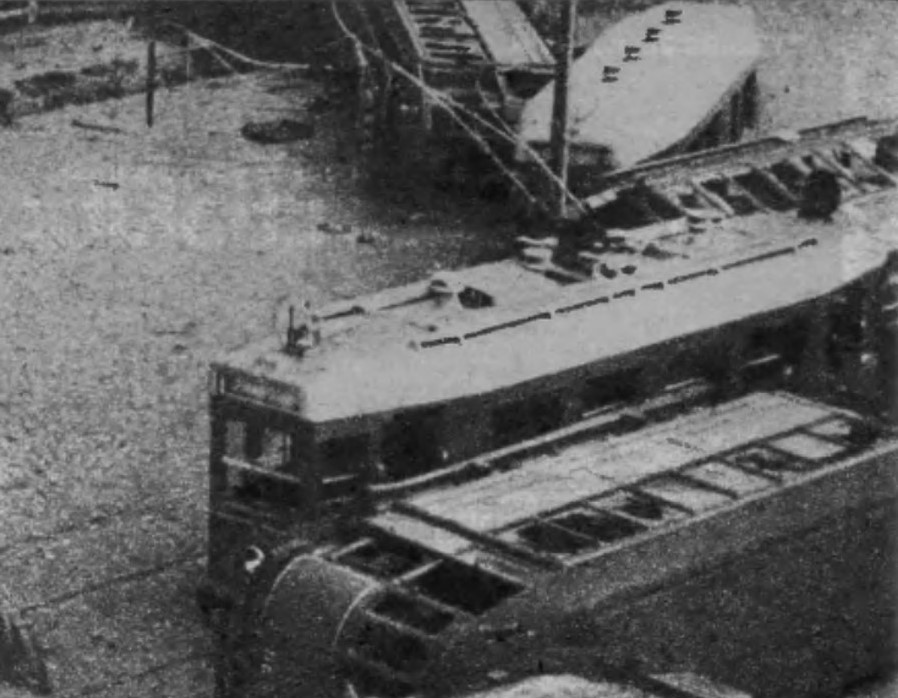
Barykada z wozów tramwajowych

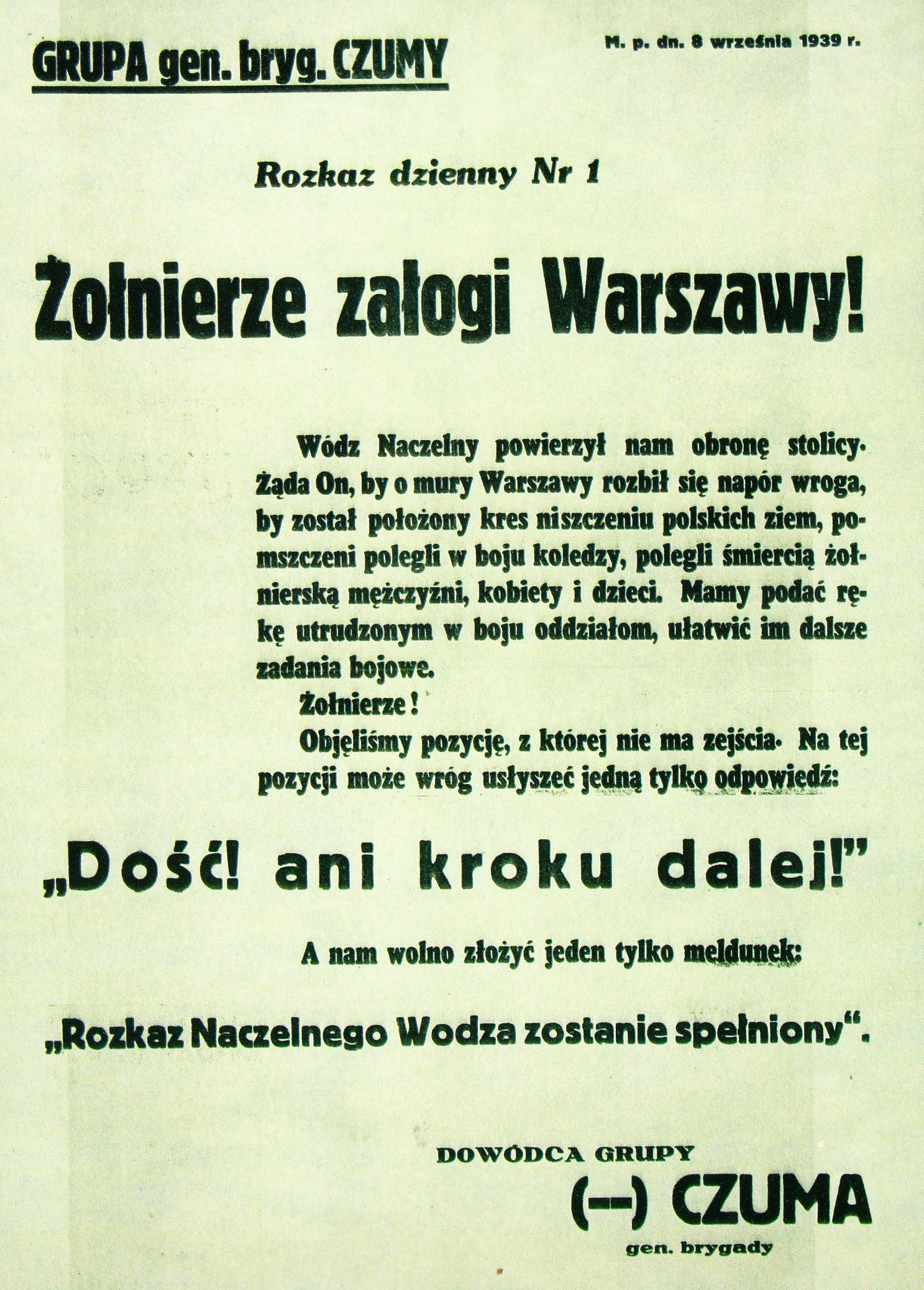
Rozkaz dzienny nr 1 dowódcy obrony Warszawy gen. Waleriana Czumy z 8 września 1939

3 września marsz. Edward Śmigły-Rydz poinformował premiera Felicjana Sławoj Składkowskiego o konieczności rozpoczęcia przygotowań do ewakuacji Rady Ministrów i poszczególnych resortów. Jeszcze tego samego wieczora w niektórych urzędach przystąpiono do palenia akt. Owe pierwsze oznaki zbliżającej się ewakuacji wywołały niepokój w mieście.
4 września – m.in. na skutek silnego nalotu, którego ofiarą padła tego dnia Warszawa – zapadła decyzja o częściowej ewakuacji rządu w okolice Lublina. Jako pierwszy, już w nocy z 4 na 5 września, opuścił stolicę personel Ministerstwa Spraw Wojskowych, który ewakuowano do Piask. Tej samej nocy do Nałęczowa i Kazimierza Dolnego wyjechał personel Ministerstwa Spraw Zagranicznych wraz z częścią korpusu dyplomatycznego. Ze stolicy wywieziono również zasoby złota i dewiz Banku Polskiego oraz majątek Funduszu Obrony Narodowej. 5 września po południu minister propagandy Michał Grażyński ogłosił na konferencji prasowej, że jeszcze tej samej nocy rząd wraz z „sztabami partyjnymi i prasą” ewakuuje się z Warszawy. Ewakuacja rządu była zaskoczeniem dla Dowództwa Obrony Warszawy, którego nie poinformowano o takich planach.
Tego samego dnia stolicę opuścił komisarz rządu na m.st. Warszawę Władysław Jaroszewicz. Zabrał ze sobą część miejskiego taboru autobusowego, a jako eskortę – większość warszawskiej policji i pewną liczbę sekcji Warszawskiej Straży Ogniowej. Jego śladem poszło wielu niższych rangą urzędników i funkcjonariuszy. Wieczorem 5 września z Błot w kierunku Lubartowa wyjechał prezydent Mościcki. 6 września ewakuował się komendant główny Policji Państwowej gen. Kordian Józef Zamorski wraz z przebywającymi w stolicy rezerwami policyjnymi. Tego samego dnia po godzinie 20:00 odczytano oświadczenie radiowe, w którym premier Sławoj Składkowski informował, że „z powodu niebezpieczeństwa zagrażającego stolicy, rząd zmuszony jest opuścić Warszawę z niezłomnym postanowieniem powrotu do niej po wygranej wojnie”. Sześć godzin później członkowie rządu opuścili miasto, udając się w kierunku Łucka.
Ewakuacja władz odbywała się wszystkimi środkami transportu, głównie drogami w kierunku Lublina i Siedlec. Miała często charakter chaotyczny i bezplanowy, co skutkowało zatorami i paraliżem węzłów drogowych i kolejowych. Wielu ewakuujących się na wschód urzędników zabrało ze sobą rodziny, a według niektórych relacji nawet meble i służbę. Wykorzystywano w tym celu m.in. miejskie autobusy i specjalne pociągi ewakuacyjne. Fakty te wywarły negatywny wpływ na nastroje w stolicy; ze szczególnym oburzeniem przyjęto zwłaszcza wyjazd Jaroszewicza. Propozycji ewakuacji odmówił natomiast – pomimo polecenia premiera Sławoja Składkowskiego – komisaryczny prezydent Stefan Starzyński.
Jednocześnie trwała ewakuacja jednostek i zapasów wojskowych. Między 3 a 5 września do miast na wschodzie kraju wywieziono blisko 50% armat przeciwlotniczych, a także balony zaporowe i reflektory przeciwlotnicze. Wieczorem 6 września w okolice Lublina wycofano myśliwce Brygady Pościgowej. Wieczorem 6 września miasto opuścił marsz. Edward Śmigły-Rydz, który udał się w kierunku Brześcia. Do dyspozycji DOW pozostawił 201. i 202. kompanie asystencyjne oraz cztery plutony ckm (uprzednio w składzie kwatery głównej Naczelnego Wodza). Miasto opuściła wtedy także Polowa Kuria Biskupia na czele z bp. Józefem Gawliną. W Warszawie czasowo pozostał szef Sztabu Naczelnego Wodza gen. Wacław Stachiewicz z niewielkim rzutem wydzielonym (opuścił stolicę nad ranem 9 września). 7 września – nie informując DOW o swoich planach – na wschód ewakuował się gen. Mieczysław Ryś-Trojanowski wraz z większością personelu DOK I. Ewakuowano część amunicji i sprzętu z warszawskich i podwarszawskich składnic. Ewakuowano także dyrekcję i znaczną część personelu technicznego Polskiej Akcyjnej Spółki Telefonicznej, co spowodowało chaos w warszawskim węźle łączności. Podczas chaotycznej ewakuacji Centralnego Archiwum Wojskowego pozostawiono w forcie Legionów akta Oddziału II Sztabu Głównego WP, które pozwoliły później Niemcom zdekonspirować i zlikwidować polską siatkę agenturalną w III Rzeszy. Na rozkaz szefa Departamentu Zdrowia Ministerstwa Spraw Wojskowych pośpiesznie ewakuowano nawet personel 1 Szpitala Okręgowego i Szpitala Ujazdowskiego, na skutek czego ich pacjenci chwilowo pozostali bez opieki.
Ewakuacji wojska oraz pracowników aparatu państwowego towarzyszył masowy exodus ludności cywilnej. Wywołała go w szczególności odezwa szefa propagandy Sztabu Naczelnego Wodza ppłk. Romana Umiastowskiego. 6 września, krótko przed północą, wygłosił on przemówienie radiowe, w którym wezwał mieszkańców Warszawy do udziału w budowie barykad i umocnień wobec bezpośredniego zagrożenia miasta przez Niemców. Jednocześnie wezwał wszystkich mężczyzn zdolnych do noszenia broni, a niepowołanych dotychczas do wojska, do bezzwłocznego opuszczenia stolicy i udania się na wschód, gdzie mieli zostać zmobilizowani. Wielu mieszkańców miasta zinterpretowało te słowa jako zapowiedź, że Warszawa nie będzie broniona. Po interwencji DOW i Stefana Starzyńskiego, około godziny 3:00 w nocy, wezwanie Umiastowskiego zostało przez radio odwołane (sam Umiastowski stracił stanowisko szefa propagandy). Niemniej jeszcze przed świtem 7 września tysiące osób zaczęło opuszczać Warszawę. Na widok kolumn mężczyzn podążających na wschód do żywiołowej ucieczki rzuciła się część mieszkańców, których wezwanie nie dotyczyło. Samowolną decyzję o ewakuacji podjął wtedy m.in. dowódca dzielnicy „Południe” Warszawskiej Straży Ogniowej; mimo natychmiastowej interwencji prezydenta Starzyńskiego kilkanaście sekcji zdążyło wyjechać z miasta. Część zgromadzonych mężczyzn wywieziono z Warszawy około 80 autobusami, w większości miejskimi. Niektórzy mieszkańcy, posłuchawszy apelu Umiastowskiego, ruszyli do budowy barykad, przy czym prace prowadzono w sposób całkowicie spontaniczny i bezplanowy, nierzadko uniemożliwiając normalną komunikację oraz przemarsz polskich oddziałów.
Chaos i dezorganizacja osiągnęły apogeum 7 września. Pracy zaprzestała wtedy większość zakładów przemysłowych. Nie funkcjonował transport miejski, w tym tramwaje oraz autobusy. Większość sklepów pozostawała zamknięta. Tego dnia z opuszczonego przez personel Aresztu Centralnego przy ul. Daniłowiczowskiej 7 wydostali się więźniowie polityczni, w większości komuniści.
Ostatecznie kryzys udało się opanować dzięki energicznym działaniom gen. Czumy oraz prezydenta Starzyńskiego, wspomaganych przez komendanta Straży Obywatelskiej Janusza Regulskiego i wiceprezydenta Juliana Kulskiego. 7 września na murach miasta rozwieszono apel gen. Czumy, który informował o możliwości przeniesienia działań bojowych pod mury Warszawy, a jednocześnie wzywał ludność do zachowania spokoju, utrzymania ładu i porządku oraz powrotu do normalnych zajęć i wykonywania poleceń władz. Następnego dnia Czuma powołał Starzyńskiego do pełnienia funkcji Komisarza Cywilnego przy Dowództwie Obrony Warszawy. Ten ostatni niezwłocznie wygłosił przemówienie radiowe, w którym zwrócił się z apelem do mieszkańców o opanowanie, spokój, podjęcie wytężonej pracy oraz wsparcie Straży Obywatelskiej i służb OPL. W osobnym apelu zapowiedział ponadto, że Warszawa będzie broniona, rozkazując pracownikom urzędów i służb miejskich, by pozostali na swych stanowiskach, a tym którzy opuścili miasto – by powrócili w ciągu 12 godzin.
Na wezwanie Starzyńskiego tysiące mieszkańców zgłosiło się do budowy barykad lub pracy przy uruchomieniu zdezorganizowanych zakładów użyteczności publicznej. Tysiące wstąpiło w szeregi Straży Obywatelskiej. Starzyńskiemu udało się także częściowo odbudować aparat administracyjny i służby miejskie. 8 września częściowo przywrócono komunikację tramwajową, jednak tylko na kilka godzin, gdyż naloty Luftwaffe i ostrzał artyleryjski uszkodziły Elektrownię Tramwajową i tory. Niektóre unieruchomione na ulicach tramwaje zostały wykorzystane do budowy barykad.
Do Warszawy nadal napływali cywilni uchodźcy oraz żołnierze z rozbitych oddziałów. W przekonaniu, że osoby te wywierają negatywny wpływ na morale obrońców i ludności, postanowiono odsyłać je w rejon Mińska Mazowieckiego i Garwolina. W tym celu na terenie miasta utworzono dwa punkty zborne: w Cytadeli oraz w koszarach 1 pszwol. i 1 dak. Celem udrożnienia komunikacji w mieście dla wycofującego się wojska wyznaczono ponadto trzy szlaki ewakuacyjne: od ul. Górczewskiej przez ul. Leszno do mostu kolejowego przy Cytadeli, od ul. Wolskiej do mostu Kierbedzia i od ul. Grójeckiej przez Al. Jerozolimskie do mostu Poniatowskiego.

## Działania militarne

### Dalsze przygotowania do obrony

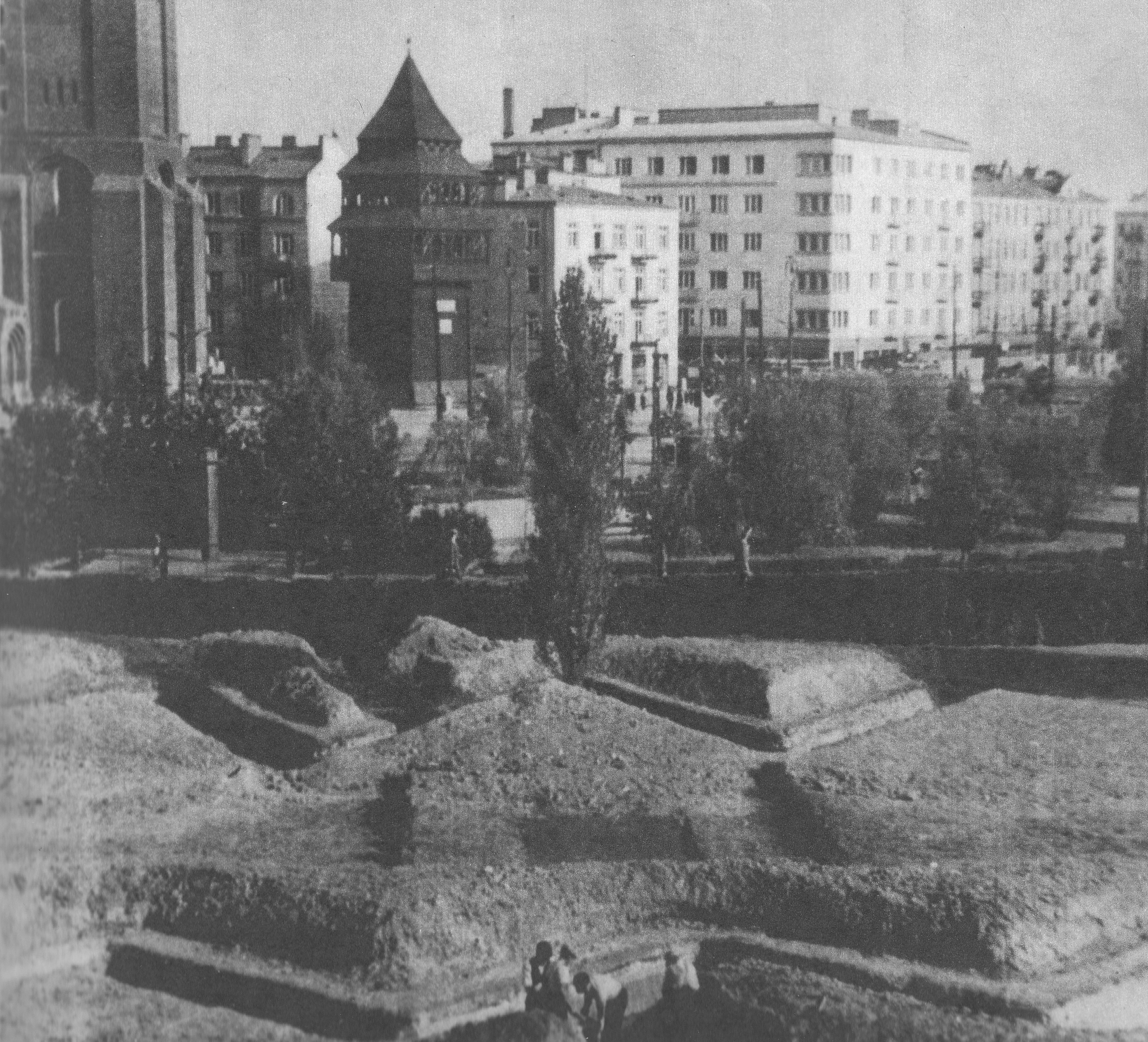
Okopy na pl. Narutowicza

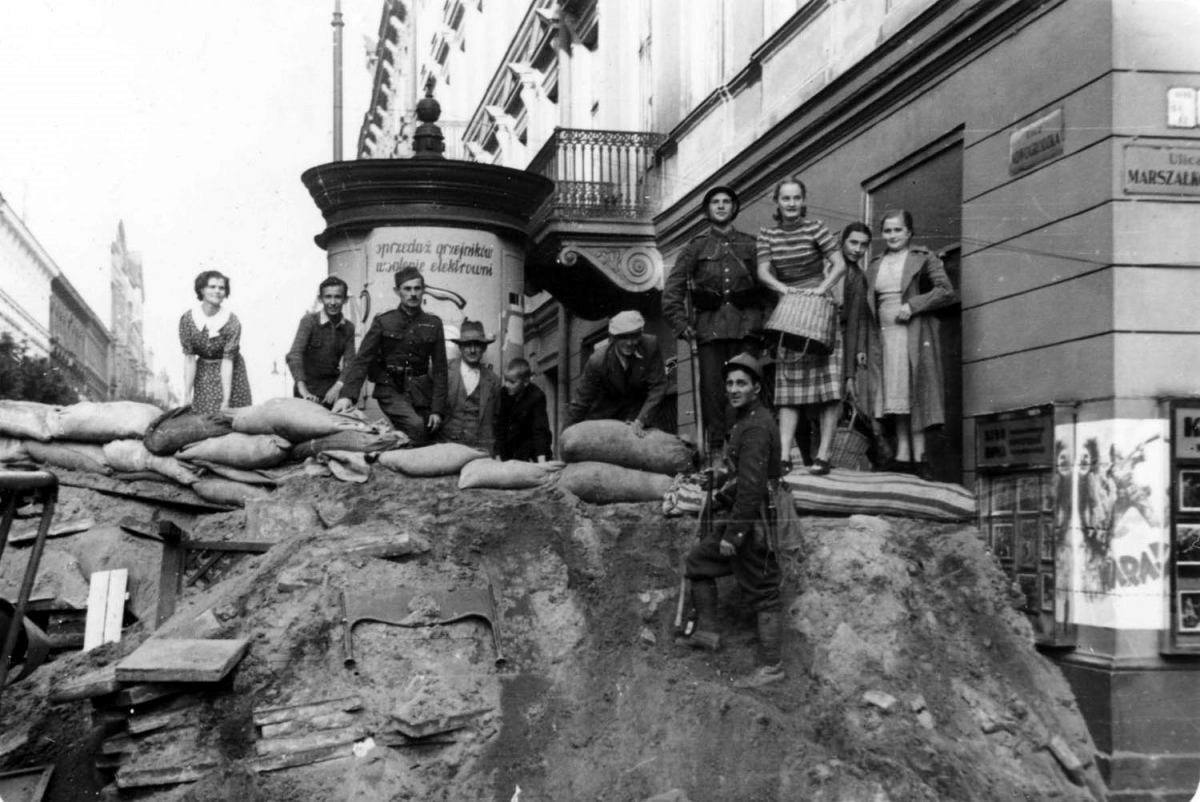
Budowa barykady na ul. Nowogrodzkiej

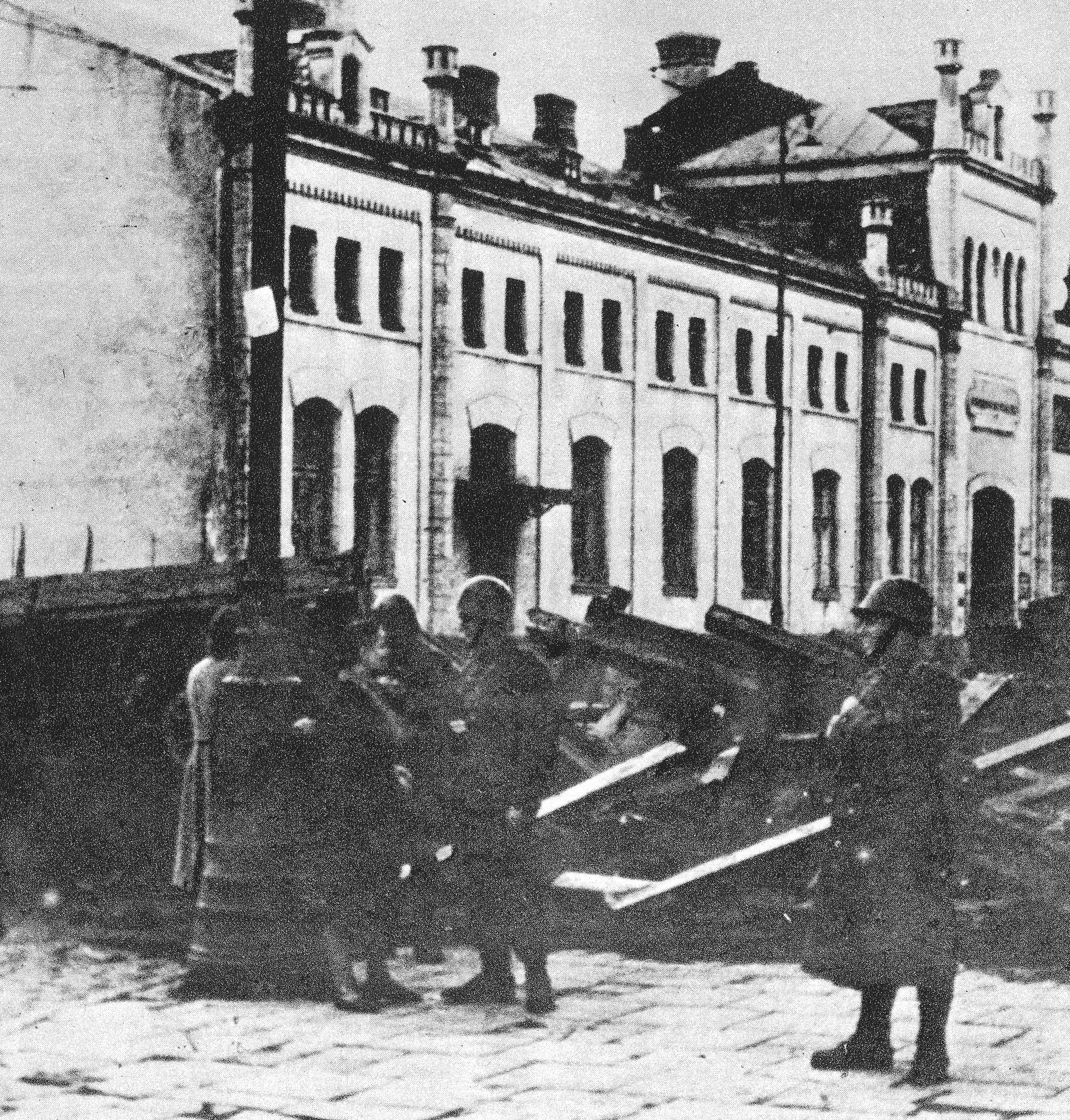
Barykada na ul. Żelaznej

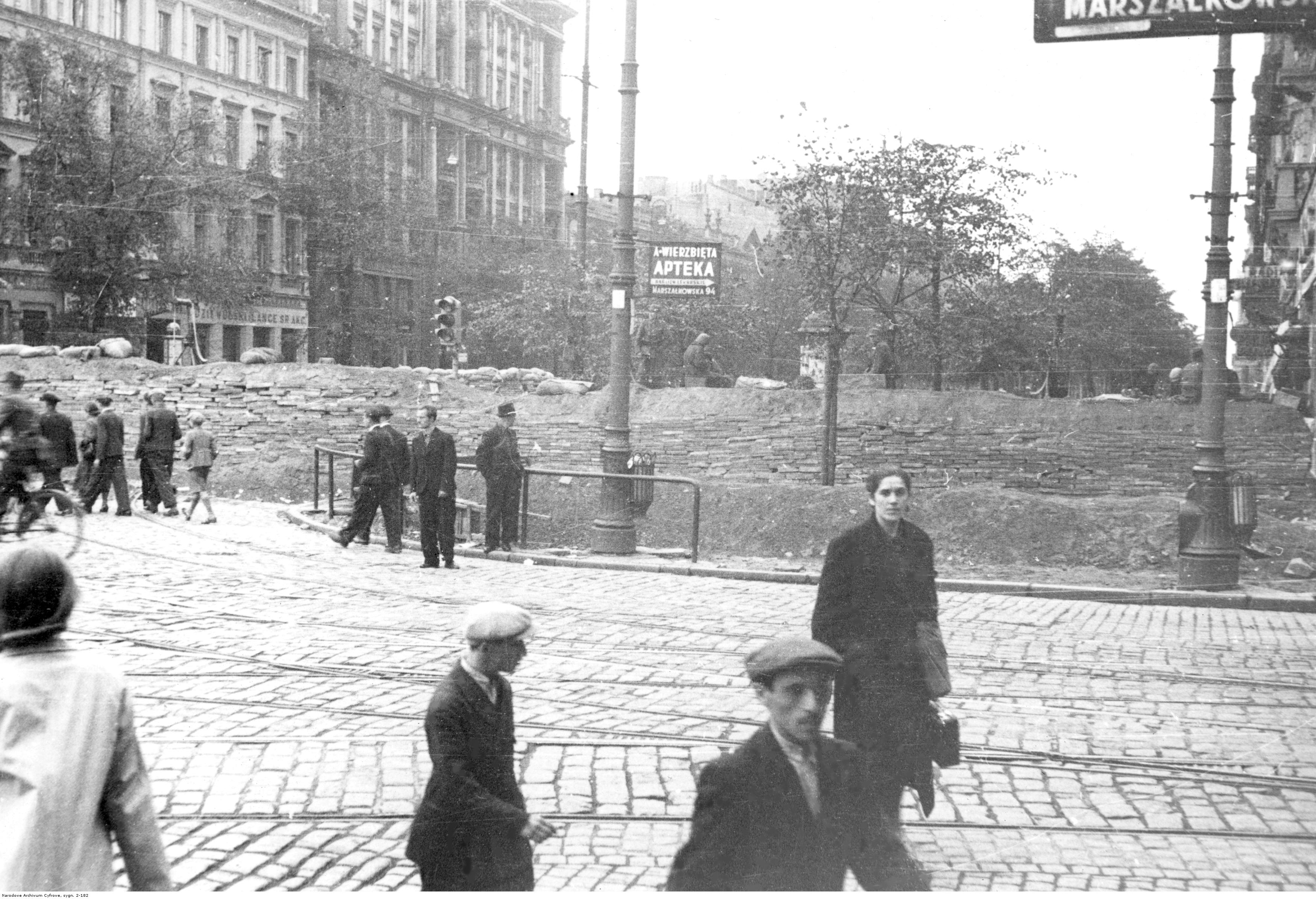
Barykada na rogu ul. Marszałkowskiej i Al. Jerozolimskich

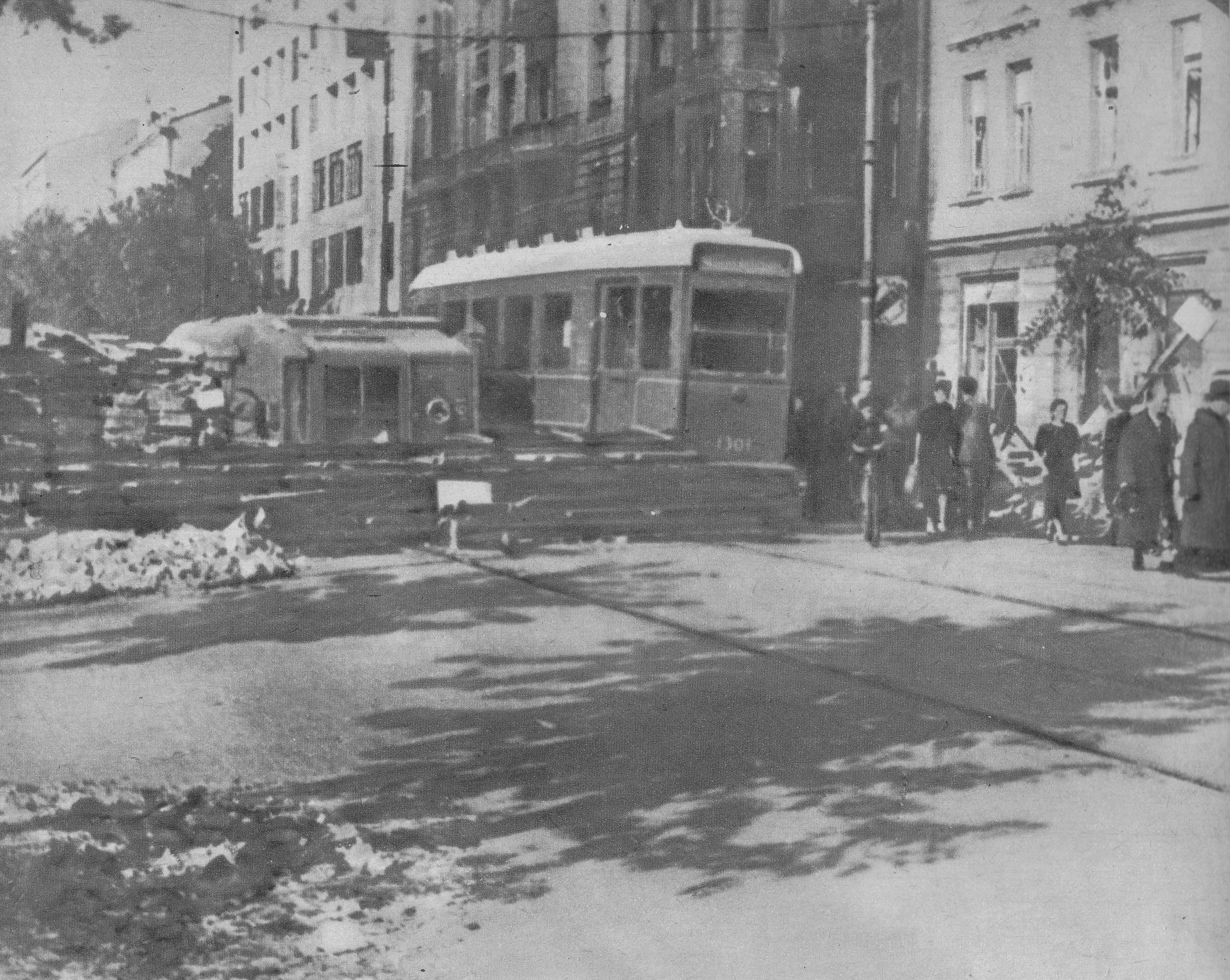
Barykada przy skrzyżowaniu ulic Marszałkowskiej i Pięknej

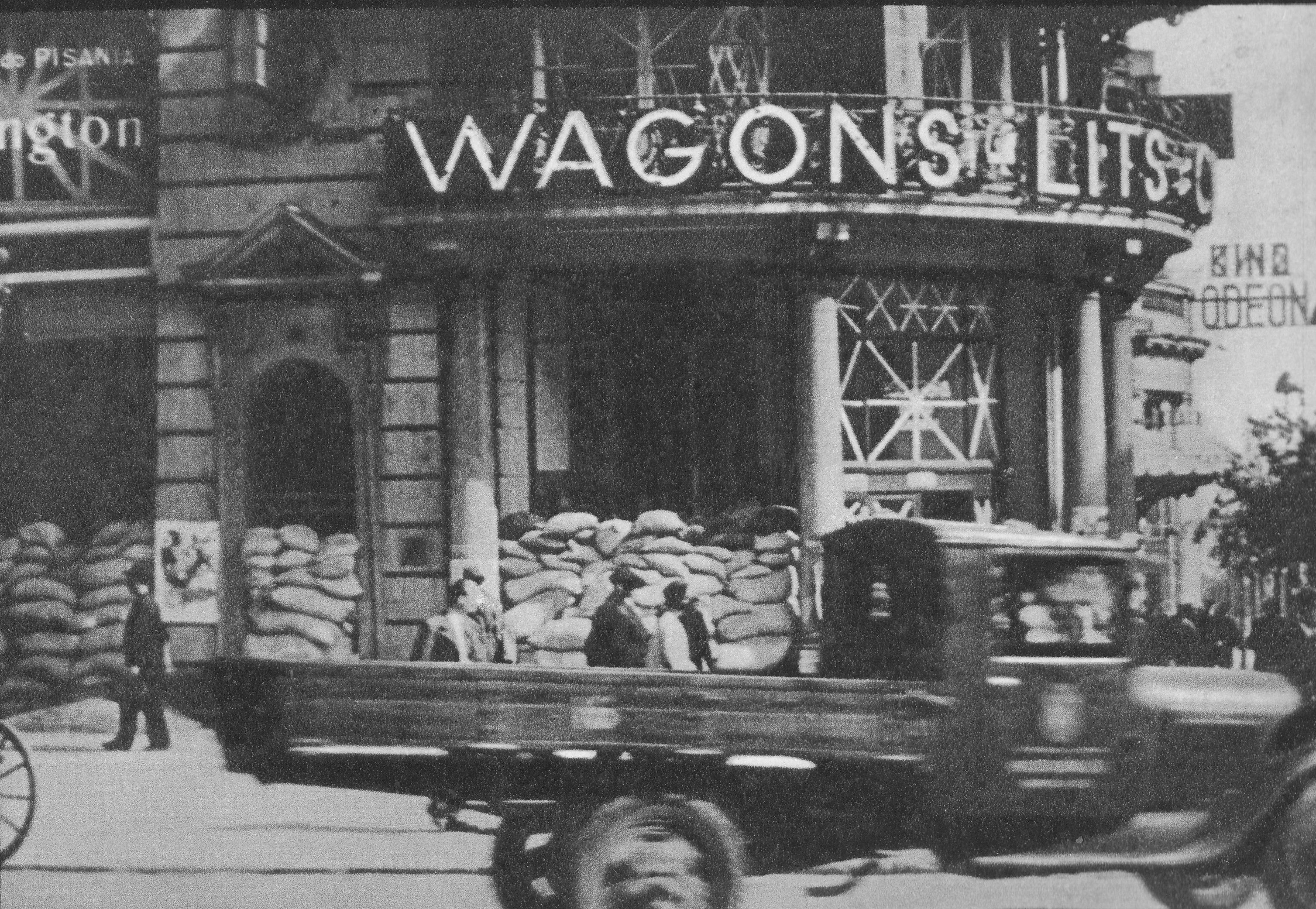
Zabezpieczone wejścia i szyby w oknach w hotelu Bristol

Tymczasem trwała rozbudowa warszawskiego garnizonu. 6–7 września, z inicjatywy gen. Sosnkowskiego, w mieście wywagonowano część 5 Dywizji Piechoty: II i III batalion 40 pp oraz II i III batalion 26 pp. Z Modlina przybył 71 bsap. Do załogi stolicy dołączyły ponadto nadwyżki rekruta z ośrodka mobilizacyjnego w Rembertowie: rezerwowy batalion strzelców mjr. Józefa Rosieka, II batalion 94 pp wraz z plutonem artylerii piechoty 3 bs i 50. kompanią telegraficzną, a ponadto 10 batalion strzelców, który jako nie w pełni zorganizowany został jednak wkrótce odesłany z powrotem do Rembertowa.
Warszawski garnizon wzmocniły również jednostki artylerii ciężkiej. W nocy z 6 na 7 września przybył II dywizjon 3 pac (12 haubic 155 mm). Wieczorem 8 września przybył I dywizjon 9 pac (12 armat 105 mm). Do załogi stolicy dołączył również samodzielny 46 dac (12 armat 120 mm). Jednocześnie trwało formowanie trzech nowych pułków piechoty oraz ochotniczych baterii artylerii. To ostatnie było możliwe m.in. ze względu na fakt, że w opustoszałym forcie Bema odnaleziono blisko 100 haubic 100 mm i około 80 armat polowych 75 mm. Wzmocniono także kadrę oficerską – zarówno poprzez mobilizację oficerów bez przydziału, jak i dzięki przybyciu oficerów ze Sztabu Naczelnego Wodza i sztabu DOK I.
8 września, w dniu pojawienia się niemieckich czołówek pancernych na przedmieściach stolicy, w składzie garnizonu warszawskiego znajdowało się już 17 batalionów piechoty, dziesięć baterii artylerii lekkiej, sześć baterii artylerii ciężkiej oraz improwizowany batalion pancerny.
Tego samego dnia zreorganizowano obronę lewobrzeżnej Warszawy. Podzielono ją na trzy odcinki:
- „Południe”, obejmujący Mokotów, Czerniaków i Siekierki. Do obrony tego obszaru wyznaczono IV batalion (marszowy) 21 pp oraz rezerwowy batalion strzelców z Ośrodka Zapasowego Strzelców w Rembertowie, wsparte przez 15. samodzielną kompanię km i br. tow.  i po jednej baterii armat kal. 75 mm z 1 dak i 29 pal. Dodatkowe wsparcie ogniowe mógł w razie potrzeby zapewnić pluton z 1. baterii Obrony Warszawy, rozlokowany w rejonie Politechniki. Dowódcą odcinka został mianowany ppłk Marian Rozborski[112].
- „Zachód”, obejmujący Wolę i Ochotę. Do obrony tego obszaru wyznaczono II batalion 41 pp oraz II i III bataliony 40 pp, wsparte przez 1. baterię armat 75 mm z 29 pal, dwa lub trzy plutony armat 75 mm z 41 dal, oraz plutony artylerii piechoty 40 pp i 41 pp[113]. Dodatkowe wsparcie ogniowe mogły w razie potrzeby zapewnić dwa plutony z 1. baterii Obrony Warszawy, rozlokowane na Polu Mokotowskim i w rejonie pl. Zawiszy[114]. Dowódcą odcinka został mianowany ppłk Józef Kalandyk[115].
- „Północ”, obejmujący Powązki i Żoliborz. Do obrony tego obszaru wyznaczono Batalion Stołeczny, IV batalion (rezerwowy) 30 pp oraz III batalion 26 pp, wsparte baterią armat 75 mm z 41 dal. Dowódcą odcinka został mianowany ppłk Walerian Tewzadze[114].

Na najbardziej zagrożonych odcinkach utworzono drugą linię obrony. Obsadzał ją nie w pełni sformowany 360 pp, którego trzy bataliony rozlokowano odpowiednio w rejonie ulic Świętokrzyskiej i Królewskiej, na linii Politechnika – ul. Szczęśliwicka, oraz między pl. Unii Lubelskiej a Łazienkami Królewskimi. Trzecia linia obrony nadal znajdowała się na wysokości warszawskich mostów, początkowo obsadzał ją batalion obrony mostów (sformowany na bazie 3 bpanc), zastąpiony 9 września przez I/40 pp. Osłona mostów dysponowała czterema armatami 75 mm.
7 września, w związku z zagrożeniem ze strony Prus Wschodnich, gen. Czuma przystąpił do organizowania obrony Pragi. Rozlokowano tam dwa nowo sformowane pułki: 1 pp „Obrony Pragi” pod dowództwem ppłk. Stanisława Miliana i 2 pp „Obrony Pragi” (późniejszy 336 pp) pod dowództwem ppłk. Stefana Kotowskiego. Do tego drugiego pułku wcielono 2 batalion km i br. tow. mjr. Andrzeja Górnickiego. Pułki obsadziły odpowiednio północno-wschodni i południowo-wschodni odcinek obrony. Jako wzmocnienie przydzielono pluton 1 dak i pluton artylerii piechoty 3 bs (oba plutony uzbrojone w armaty 75 mm). Rozpoznanie na przedpolach Pragi prowadziły szwadron marszowy 1 pszwol. oraz pluton czołgów lekkich.
Odwód DOW stanowił nie w pełni sformowany IV/360 pp oraz grupa pancerno-motorowa pod dowództwem kpt. Bolesława Kowalskiego. W skład tej ostatniej wchodziły trzy kompanie czołgów, mające na stanie odpowiednio: 11 czołgów 7TP w wariancie jednowieżowym, 13 czołgów 7TP w wariancie dwuwieżowym, 13 tankietek TK-3, a ponadto 12 i 13 zmotoryzowane kompanie ppanc. (uzbrojone w armaty 37 mm) i trzy kolumny samochodowe. Dodatkowo gen. Czuma mógł w razie potrzeby rzucić do boju cztery bataliony wartownicze i kilka plutonów żandarmerii, które podlegały Komendzie Miasta. W dyspozycji DOW pozostawała ponadto artyleria ciężka ogólnego działania.
Utworzono także dwa oddziały specjalnego przeznaczenia. Pierwszym był lotny oddział kawalerii pod dowództwem gen. Stanisława Bułak-Bałachowicza, który prowadził działania na tyłach nieprzyjaciela. Drugim był Lotniczy Oddział Szturmowy, złożony głównie z elewów Szkoły Podchorążych Technicznych Lotnictwa oraz żołnierzy personelu naziemnego lotnictwa, którzy znajdowali się w Warszawie. Oddział ten specjalizował się w prowadzeniu działań wypadowych i nękających na przedpolach stolicy, zazwyczaj pod osłoną nocy. Dowodził nim mjr pil. Jerzy Bohuszewicz, a po jego zranieniu – mjr obs. Zygmunt Zbrowski.
Na lewobrzeżnych odcinkach gen. Czuma oparł obronę na zwartej zabudowie miejskiej. Zrezygnował natomiast z prowadzenia działań bojowych na przedpolu, w oparciu o stare forty z czasów carskich. Decyzja ta była podyktowana zarówno szczupłością sił obrońców, jak i dążeniem do zniwelowania nieprzyjacielskiej przewagi w broni pancernej. Polskie oddziały obsadziły przede wszystkim arterie wlotowe do miasta, podczas gdy przestrzenie między nimi były obsadzone tylko placówkami. Całą dostępną artylerię Czuma postanowił wykorzystać do zwalczania niemieckich czołgów. Nieco inaczej zorganizowano obronę prawobrzeżnej Warszawy. Charakteryzowała ją bowiem luźna i w większości drewniana zabudowa, a w dodatku dość licznie występowały tam otwarte i rozległe przestrzenie dworców kolejowych i torowisk. Z tego powodu o wiele większą rolę odegrały tam fortyfikacje ziemne.
Od 8 września między bocznicą przy Dworcu Gdańskim a składnicą w Palmirach regularnie kursowały pociągi towarowe, którymi dostarczano do stolicy amunicję artyleryjską. Transport ten zorganizował płk Jan Hyc przy wydatnym wsparciu warszawskich kolejarzy. Osłonę zapewniał improwizowany pociąg pancerny. Do 18 września udało się sprowadzić do Warszawy blisko 100 wagonów z amunicją.

### Odparcie pierwszego niemieckiego szturmu

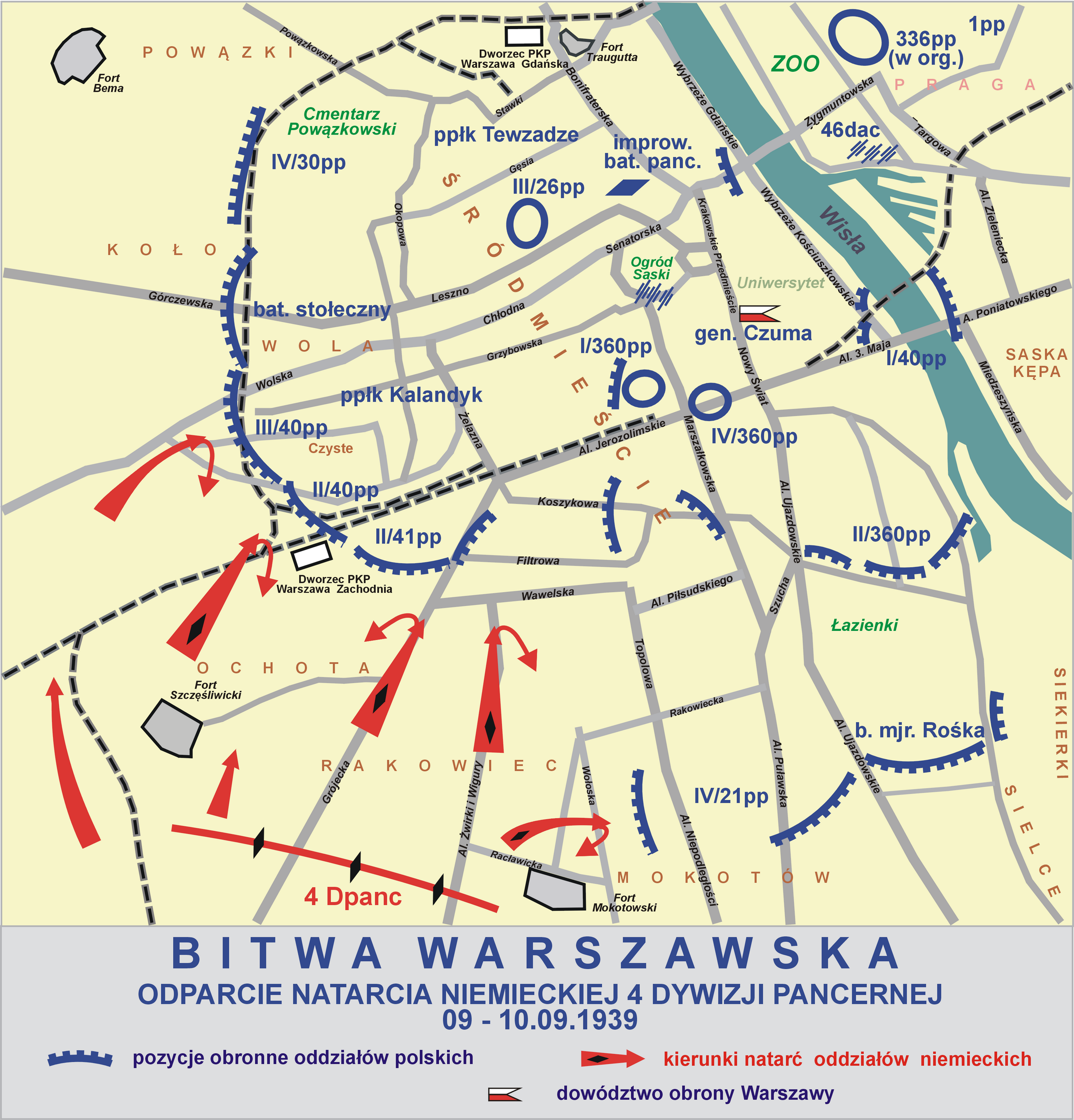
Walki w obronie Ochoty i Woli

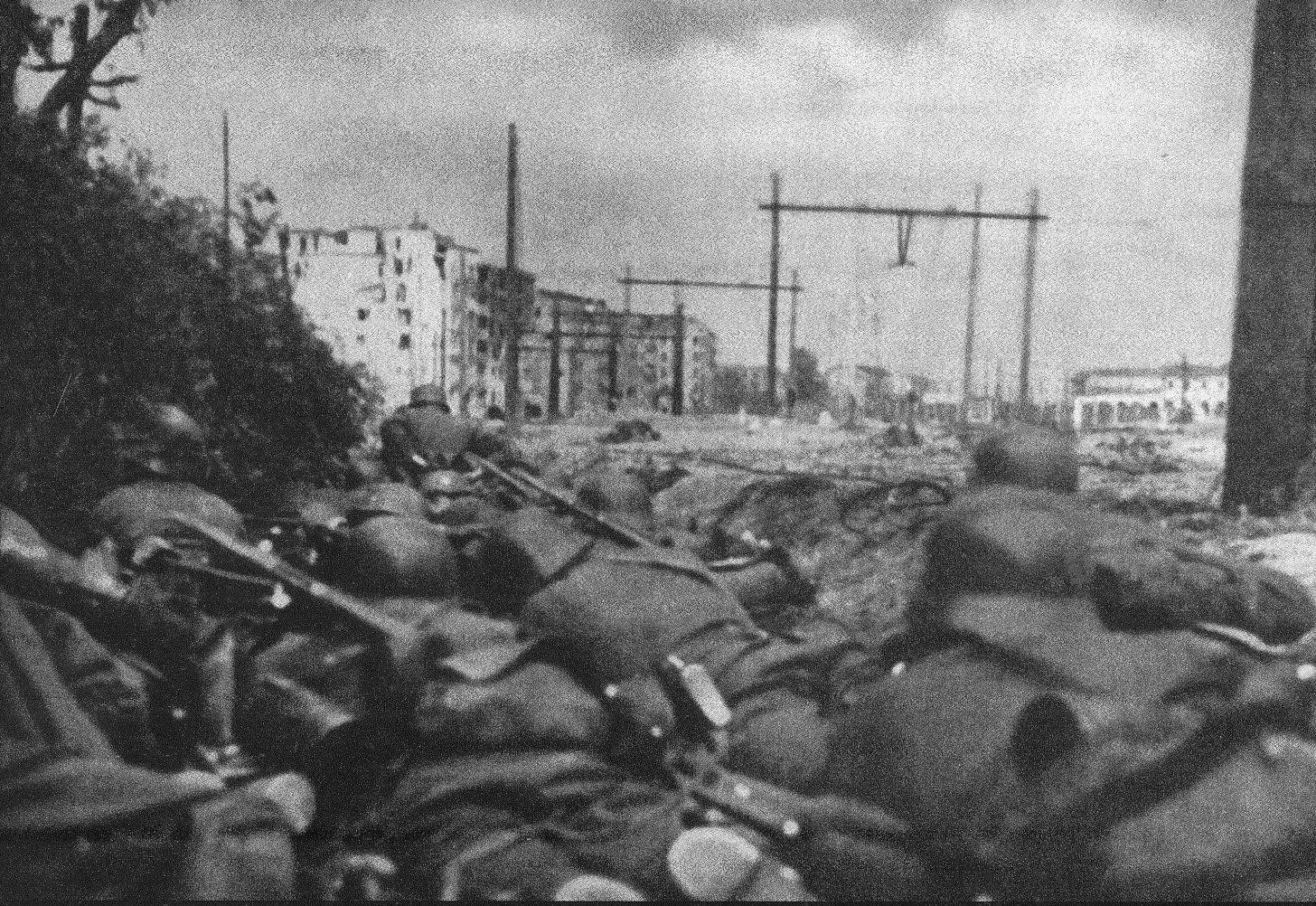
Żołnierze 4 Dywizji Pancernej na Ochocie 8 września 1939

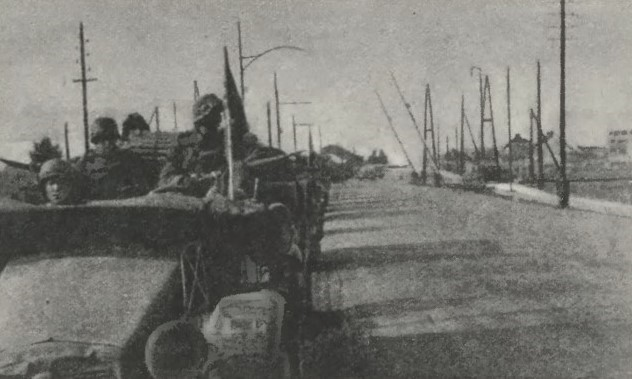
Żołnierze 4 Dywizji Pancernej na Okęciu przed atakiem 9 września 1939

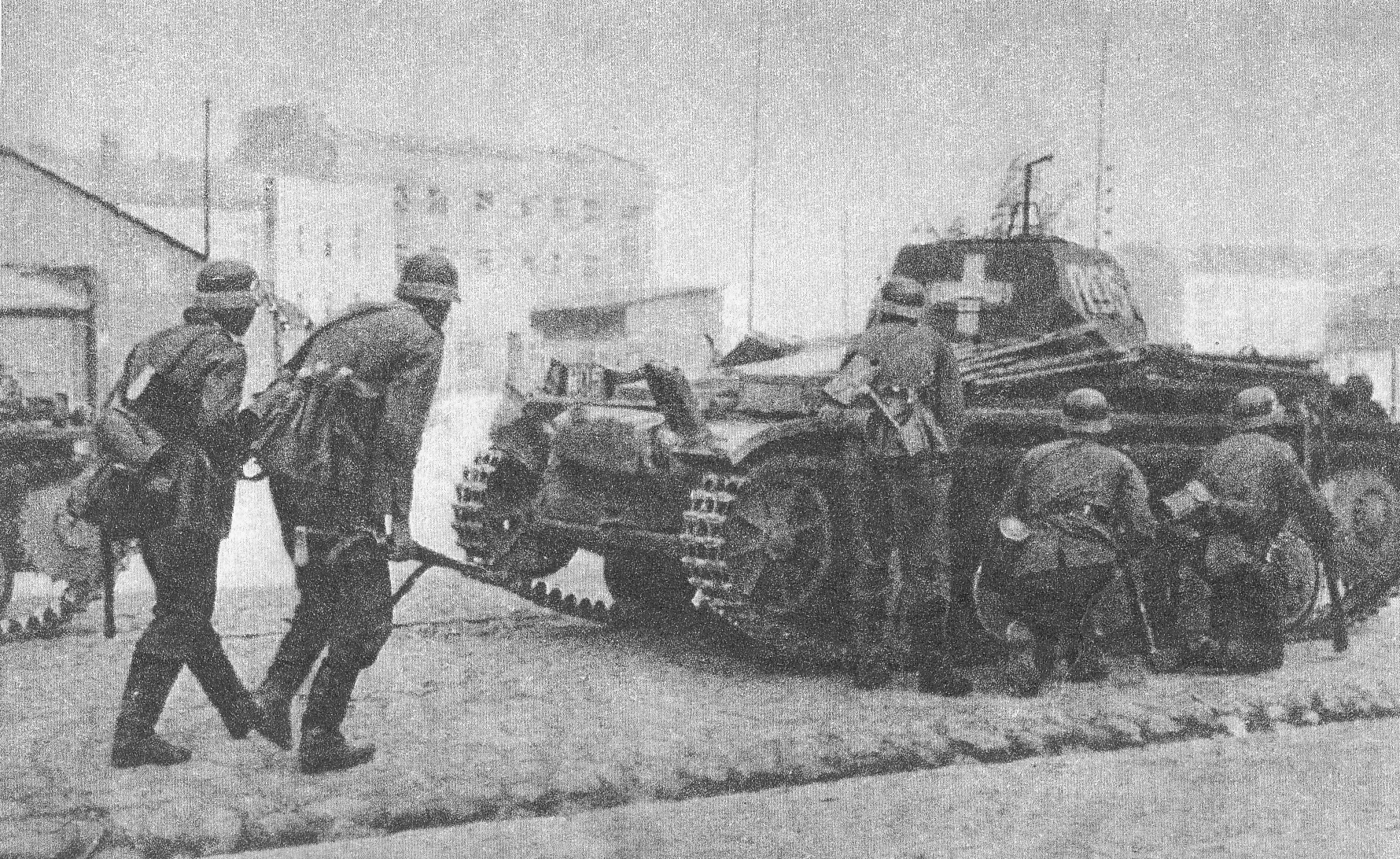
Żołnierze niemieckiej 4 Dywizji Pancernej na ulicy Grójeckiej

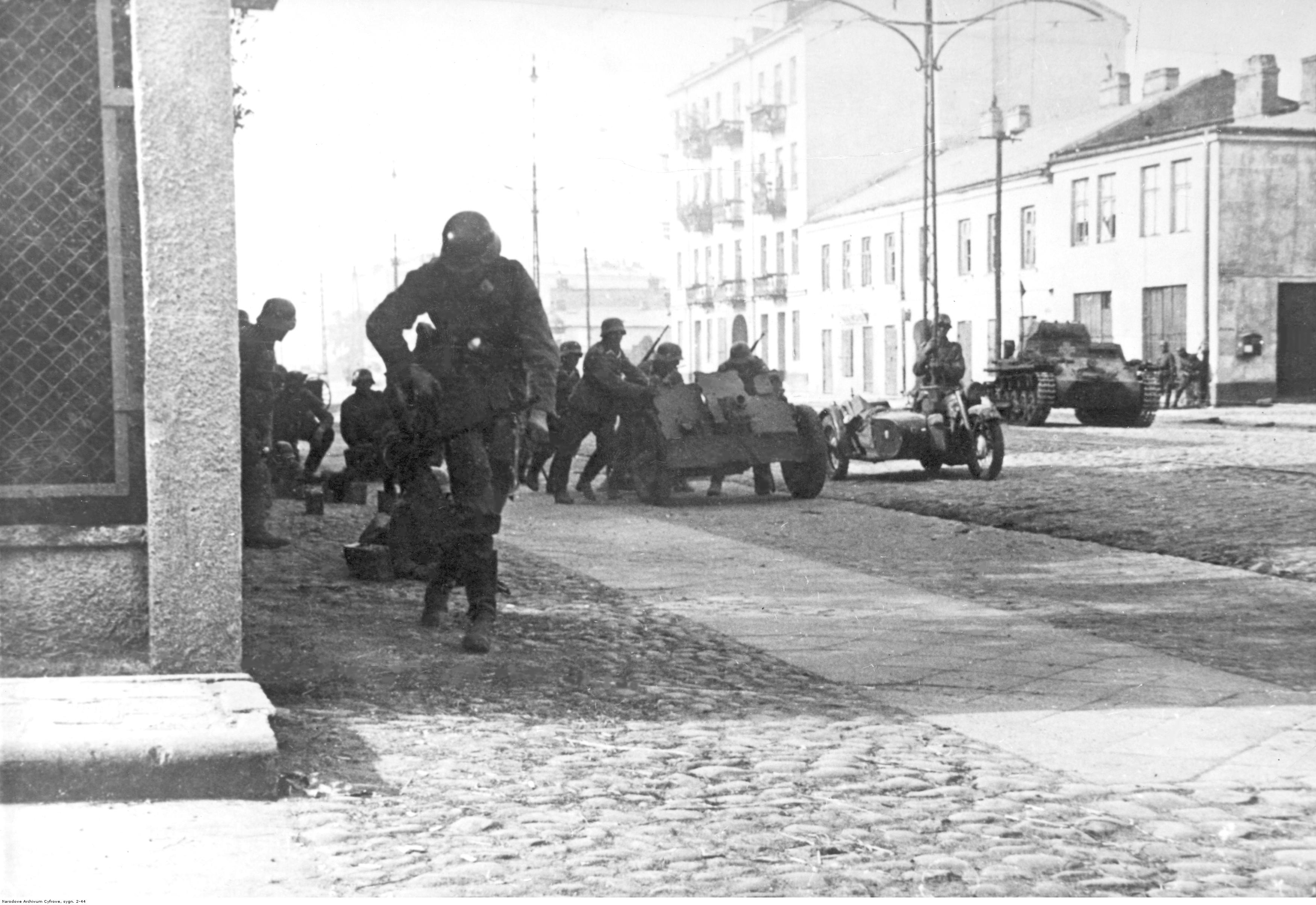
Niemieckie czołgi i strzelcy zmotoryzowani na ul. Grójeckiej (między ul. Siewierską a ul. Przemyską), 9 września 1939. Widoczne czołg PzKpfw I Ausf A i armata 7,5 cm le.IG 18

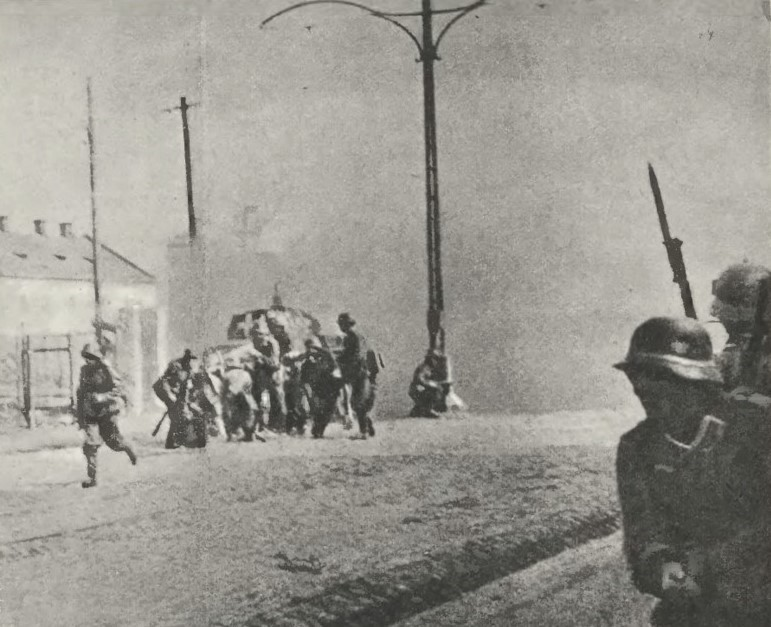
Walki na Ochocie 9 września 1939

8 września niemiecki XVI Korpus Armijny dowodzony przez gen. Ericha Hoepnera dotarł pod Warszawę. Jego prawoskrzydłowa 1 Dywizja Pancerna zajęła Górę Kalwarię. Z kolei 4 Dywizja Pancerna (4 DPanc.) dotarła około południa do linii Pruszków – Raszyn. Jej czołowe pododdziały napotkały i rozbiły kompanię tankietek pod dowództwem kpt. Antoniego Brażuka, którą wysłano z Warszawy celem rozpoznania przedpola. Do godziny 15:00 niemieccy czołgiści opanowali lotnisko na Okęciu. Opanowali także niebronione Włochy oraz Raszyn, gdzie w ich ręce wpadła unieruchomiona przez Polaków radiostacja Polskiego Radia.
4 DPanc. dysponowała w tym czasie dysponowała około 250–260 czołgami i 50 samochodami pancernymi. Nie była jeszcze w pełni skoncentrowana. Niemniej jej dowódca gen. Georg-Hans Reinhardt postanowił jeszcze tego samego dnia podjąć próbę zdobycia Warszawy z marszu. Był bowiem przekonany, że sam widok czołgów sparaliżuje wolę walki obrońców. Niemiecka kolumna pancerna wyruszyła w kierunku Warszawy około godziny 17:00. Jednocześnie z okolic Raszyna niemiecka artyleria po raz pierwszy w kampanii wrześniowej ostrzelała miasto. Gdy czołgi dotarły na odległość około 400–500 metrów od pierwszej polskiej barykady na ul. Grójeckiej, znalazły się pod ostrzałem polskiej piechoty i broni ppanc. Wywiązała się walka ogniowa, podczas której niemieckie pociski podpaliły barykadę. Niemcom nie udało się zidentyfikować żadnej luki w polskiej obronie. W obawie, że czołgi zostaną uwikłane w nocne walki na terenie miasta, gen. Reinhardt w porozumieniu z gen. Hoepnerem rozkazał przerwać natarcie. Według meldunku gen. Czumy polskie straty w tym pierwszym boju wyniosły 5 poległych i dwóch rannych (wszyscy z 41 pp). Niemcy mieli natomiast stracić 4 czołgi, z których wszystkie, poza jednym, zdołali odholować z placu boju.
Pierwsze niepowodzenie nie zniechęciło Reinhardta. Był wciąż przekonany, że koncentryczny atak całą dywizją, wsparty ogniem artylerii, doprowadzi do szybkiego zdobycia polskiej stolicy. Być może chciał również uniknąć wizerunkowej kompromitacji, którą mogło przynieść ujawnienie faktu, że informacja o wkroczeniu Wehrmachtu do Warszawy, podana poprzedniego dnia przez radio berlińskie, nie miała pokrycia w faktach.
9 września od godziny 4:30 samoloty Luftwaffe regularnie atakowały miasto. Około godziny 7:00 do walki włączyła się niemiecka artyleria, ostrzeliwując dzielnice mieszkalne. Pół godziny później 4 DPanc. rozpoczęła szturm na Warszawę. Jego główny punkt ciężkości znajdował się na Ochocie. Niemcy nacierali tam dwiema kolumnami, każda złożona z pułku czołgów, pułku piechoty zmotoryzowanej i dywizjonu artylerii, wspartych przez działa ppanc. i pododdziały pionierów. Jedna kolumna nacierała wzdłuż ulic Grójeckiej i Szczęśliwickiej, a druga wzdłuż al. Żwirki i Wigury. Na skrzydłach ubezpieczały je mniejsze grupy bojowe, nacierające na Wolę i przez Pole Mokotowskie.
Kolumna, która nacierała wzdłuż ul. Grójeckiej, zdołała przełamać opór 6. kompanii II/41 pp i sforsować barykadę, która zamykała tę ulicę między domem nr 104 a murem targowiska Zieleniak. Część pojazdów, nie będąc w stanie pomieścić się na niewystarczająco szerokiej ulicy, wjechała w boczne ulice i zaułki, w tym w ulice Białobrzeską i Wolnej Wszechnicy. W walce z nimi pomagali żołnierzom mieszkańcy Ochoty. Gdy Niemcy dotarli do drugiej barykady, znajdującej się w rejonie skrzyżowania ulic Grójeckiej i Winnickiej, natknęli się na armatę 75 mm z 1. baterii 29 pal, której załogą dowodził ppor. Józef Suchocki. Ogniem z najbliższej odległości polscy artylerzyści zniszczyli 6 czołgów i 2 samochody pancerne oraz celnie ostrzelali piechotę, która wyładowywała się z samochodów ciężarowych. Niedługo później Niemcy wstrzymali atak na tym odcinku.
Na odcinku między torami kolei średnicowej a ul. Szczęśliwicką Niemcy początkowo nie uzyskali powodzenia, ponosząc straty na polskich minach i od ognia artylerii. Po pewnym czasie udało im się jednak spenetrować luki w polskich pozycjach i przejściowo otoczyć broniącą tego odcinka 4. kompanię II/40 pp. Wkrótce natknęli się na odwodową 6. kompanię 40 pp, która obsadzała linię ul. Częstochowskiej. Polakom udało się odseparować niemiecką piechotę od czołgów. Pewna liczba czołgów, mimo braku osłony, kontynuowała jednak natarcie. Niektóre zdołały dotrzeć aż do ul. Niemcewicza, gdzie zostały zatrzymane i odrzucone przez 9. kompanię 360 pp.
Żadnego powodzenia nie uzyskała kolumna, która nacierała wzdłuż al. Żwirki i Wigury. Polscy żołnierze mieli tam dobre pole ostrzału, ponieważ alei nie zamykała barykada, lecz rów przeciwpancerny. W konsekwencji niemieckie natarcie zostało zatrzymane już na przedpolu. 4 DPanc. straciła w tym rejonie kilkanaście czołgów, w tym sześć zniszczonych ogniem dział 75 mm, którymi dowodził ppor. Jan Koreywo. Z kolei 2. batalion 12. pułku strzelców zmotoryzowanych i 2. batalion 35. pułku czołgów, które nacierały przez Pole Mokotowskie z zadaniem osłony głównej kolumny, zdołały dzięki sprzyjającym warunkom terenowym dotrzeć aż do skrzyżowania ul. Wawelskiej z al. Niepodległości. Tam natarcie załamało się w krzyżowym ogniu polskiej artylerii i piechoty, prowadzonym zarówno ze strony Ochoty, jak i Mokotowa.
Na Woli główna oś niemieckiego natarcia biegła wzdłuż ul. Wolskiej. Na wysokości ulic Redutowej i Gizów, w pobliżu cmentarza prawosławnego i historycznej reduty nr 56, znajdowała się barykada, której broniła 8. kompania 40 pp pod dowództwem por. Zdzisława Pacak-Kuźmirskiego. Gdy nieprzyjacielskie czołgi zbliżyły się do barykady, porucznik rozkazał otworzyć ogień oraz podpalić beczki z terpentyną, które dzień wcześniej przetoczono z pobliskiej Fabryki Przetworów Chemicznych „Dobrolin” i rozstawiono przed barykadą. Jednocześnie polska artyleria ostrzelała tyły niemieckiej kolumny, uniemożliwiając nieprzyjacielowi zarówno odwrót, jak i podciągnięcie posiłków. Ogień z podpalonej terpentyny szybko ogarnął stłoczone na wąskiej ulicy pojazdy, powodując wybuch paniki wśród czołgistów i piechurów. Jednocześnie niemieckie pojazdy były z najbliższej odległości ostrzeliwane przez dwie polskie armaty ppanc. W ciągu trwającej około 45–60 minut walki niemiecka kolumna została całkowicie zniszczona. Także pomocnicze natarcia: na pozycje 7. kompanii 40 pp w rejonie ulicy Górczewskiej oraz na pozycje 5. kompanii 40 pp w rejonie zbiegu ulic Mszczonowskiej, Gizów i Gniewkowskiej, nie przyniosły Niemcom żadnych sukcesów.
Płk Marian Porwit za zgodą gen. Czumy podjął próbę odzyskania linii ul. Opaczewskiej, którą niemiecka piechota obsadziła po przełamaniu pierwszej polskiej pozycji obronnej. W kontrataku, który rozpoczął się o około godziny 16:20, wzięły udział II/41 pp, wsparty przez pluton kolarzy 40 pp, oraz kompania I/360 pp i pluton czołgów 7TP. Do wieczora Polakom udało się odrzucić przeciwnika i odzyskać przednią linię zabudowy ul. Opaczewskiej, w tym gmach Wolnej Wszechnicy Polskiej. W niektórych punktach Niemcom udało się jednak utrzymać do następnego dnia, a w domu przy ul. Grójeckiej 68 – aż do 13 września.
4 DPanc. okupiła nieudaną próbę zdobycia Warszawy utratą nawet do 50% wozów bojowych. Józef Kazimierz Wroniszewski nie wykluczał, że straciła do 120 czołgów, w tym 60 bezpowrotnie. Niemieckie straty w ludziach sięgnęły prawdopodobnie kilkuset zabitych i rannych. Polskie straty również były poważne. Niemniej pomyślne odparcie pierwszego ataku wpłynęło pozytywnie na nastroje żołnierzy i mieszkańców stolicy.

### Osłabienie niemieckiego nacisku i utworzenie Armii „Warszawa”

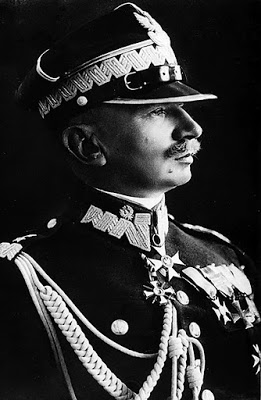
Gen. Juliusz Rómmel

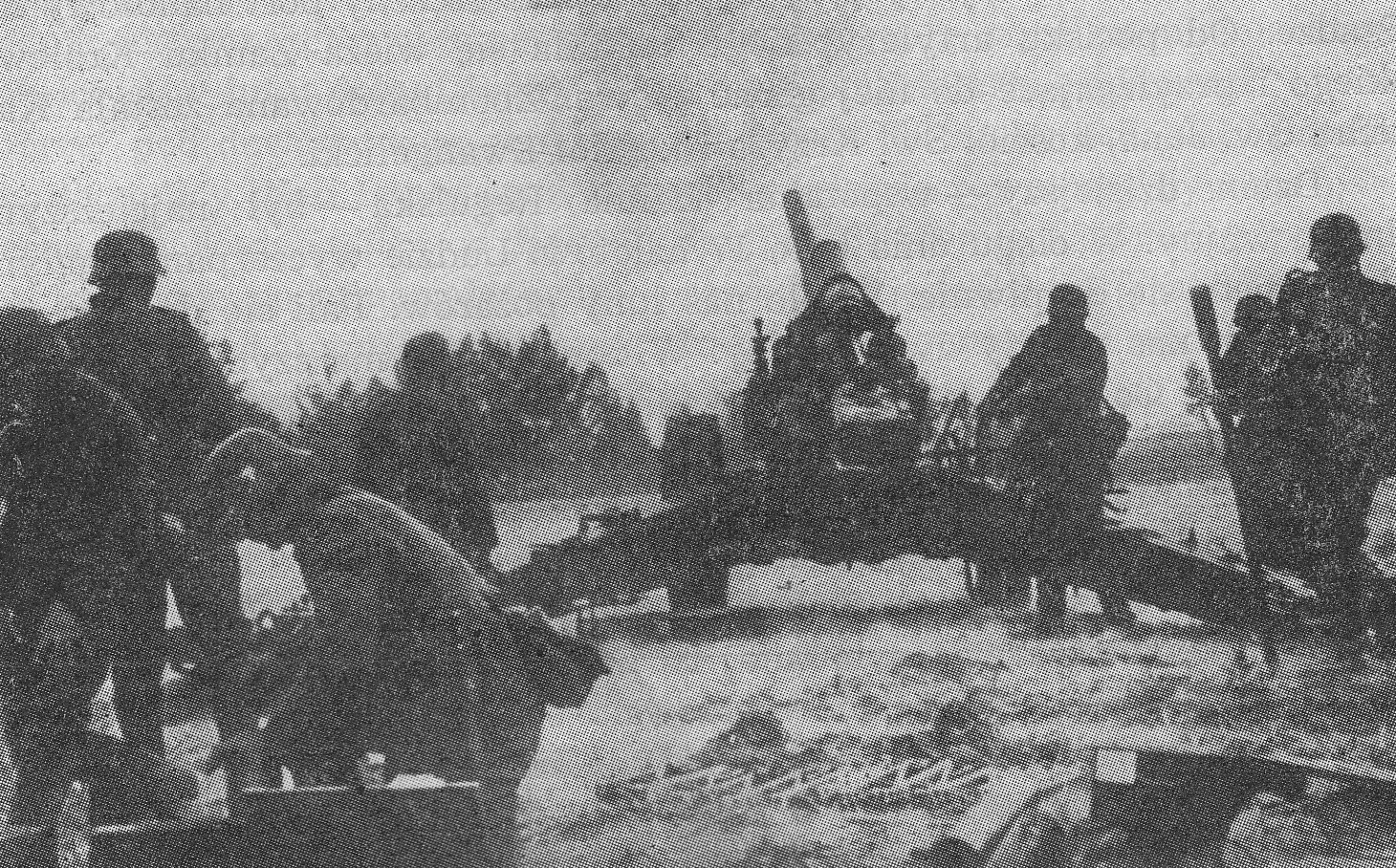
Niemiecka artyleria ostrzeliwująca Warszawę

10 września Niemcy przeprowadzili serię niezbyt silnych ataków na polskie pozycje na Woli, Ochocie i Mokotowie. Najprawdopodobniej ich celem było odwrócenie uwagi Polaków i umożliwienie ewakuacji wozów bojowych, które zostały uszkodzone i porzucone poprzedniego dnia.
Niemcy chwilowo zrezygnowali z prób zdobycia Warszawy bezpośrednim szturmem. Przyczyną była zarówno porażka poniesiona w pierwszym szturmie, jak i rozpoczęcie 9 września przez polskie armie „Poznań” i „Pomorze” kontruderzenia nad Bzurą.
W nocy z 10 na 11 września 4 DPanc. została wycofana do Piastowa. Na pozycjach pod Warszawą zluzowała ją 31 DP (bez jednego pułku, za to z pięcioma dywizjonami artylerii polowej i ciężkiej).
Tymczasem w systemie dowodzenia obroną Warszawy i środkowej Wisły zaszły istotne zmiany. 8 września przed południem do stolicy dotarł dowódca Armii „Łódź” gen. Juliusz Rómmel. Przebywający nadal w mieście szef Sztabu Naczelnego Wodza gen. Stachiewicz zaproponował mu objęcie dowództwa nad Grupą Armii „Warszawa”. Wedle jego koncepcji, Rómmlowi miała podlegać obrona linii Wisły (od ujścia Pilicy po Modlin) oraz Bugo-Narwi i Bugu (aż po Małkinię). Tym samym Rómmlowi zostałyby podporządkowane załogi Warszawy i Twierdzy Modlin, armie „Łódź” i „Modlin” oraz mniejsze zgrupowania, które broniły linii Wisły na południe od Warszawy. Na takie rozwiązanie nie wyraził jednak zgody marsz. Rydz-Śmigły (kwaterujący w tamtym czasie w Brześciu nad Bugiem). Rozkazał on Rómmlowi „jak najwięcej sił nieprzyjaciela ściągnąć na Warszawę”, a samego miasta bronić „jak długo starczy amunicji i żywności”.
W tych okolicznościach Rómmel został ostatecznie mianowany dowódcą Armii „Warszawa” (nazwa obowiązująca od 10 września). Podporządkowano mu Dowództwo Obrony Warszawy, Grupę Operacyjną Zulaufa, załogę Twierdzy Modlin oraz zgrupowanie płk. Jerzego Grobickiego, które dozorowało Wisłę na południe od Warszawy. Spod zwierzchnictwa Rómmla wyłączono natomiast Armię „Modlin”. Siedziba dowództwa Armii „Warszawa” mieściła się w gmachu Sztabu Głównego przy ul. Rakowieckiej. Zgodnie z wytycznymi Naczelnego Wodza, miała ona bronić linii Wisły i Narwi na odcinku od ujścia Pilicy po Zegrze, ze szczególnym naciskiem na obronę Warszawy i Modlina. Gdyby dalsza obrona Narwi okazała się niemożliwa, walczące tam oddziały miały zostać ściągnięte do stolicy.
Praktyka pokazała, że kompetencje Armii „Warszawa” i Dowództwa Obrony Warszawy nierzadko się pokrywały, co nie sprzyjało wypracowaniu jednolitej koncepcji obrony miasta i wydłużało proces decyzyjny. Początkowo gen. Rómmel nie przejawiał jednak większej aktywności. W sprawy obrony Warszawy zaczął się poważniej angażować dopiero w drugiej połowie września. Zastrzegł sobie wyłączne prawo do dysponowania odwodami. Niekiedy ingerował również w kwestie dotyczące budowy fortyfikacji, rozmieszczenia poszczególnych jednostek czy przydziałów zaopatrzenia. Jego ewidentną słabością było dążenie do drobiazgowych uregulowań – nawet w sprawach niskiej wagi; preferowanie sztywnych reguł pracy sztabowej, nieprzydatnych w warunkach improwizowanej obrony miasta; brak zainteresowania wykorzystaniem potencjału ludności cywilnej. Wywarł natomiast pozytywny wpływ na unormowanie systemu zaopatrzenia załogi stolicy.
Tymczasem 10 września gen. Czuma ponownie zreorganizował obronę Warszawy, dzieląc ją na dwa odcinki:
- odcinek „Warszawa–Zachód” pod dowództwem płk. Mariana Porwita. Obejmował on lewobrzeżną część miasta i nadal pozostawał podzielony na trzy pododcinki: „Północ” (Żoliborz), „Zachód” (Wola i Ochota) oraz „Południe” (Mokotów). Do połowy września jego załoga wzrosła do około 30 tys. żołnierzy i około 80 dział[176].
- odcinek „Warszawa–Wschód” pod dowództwem płk. Juliana Janowskiego[176]. Obejmował on prawobrzeżną część miasta i był podzielony na trzy pododcinki: „Północny” (od Annopola i Pelcowizny poprzez Golędzinów, cmentarz Bródnowski, Zacisze, Targówek, Szmulowiznę aż do ul. Ząbkowskiej), „Południowy” (od ul. Ząbkowskiej po folwark Dotrzyma) oraz „Wewnętrzny” (rejon mostów Kierbedzia, Poniatowskiego i średnicowego)[177].

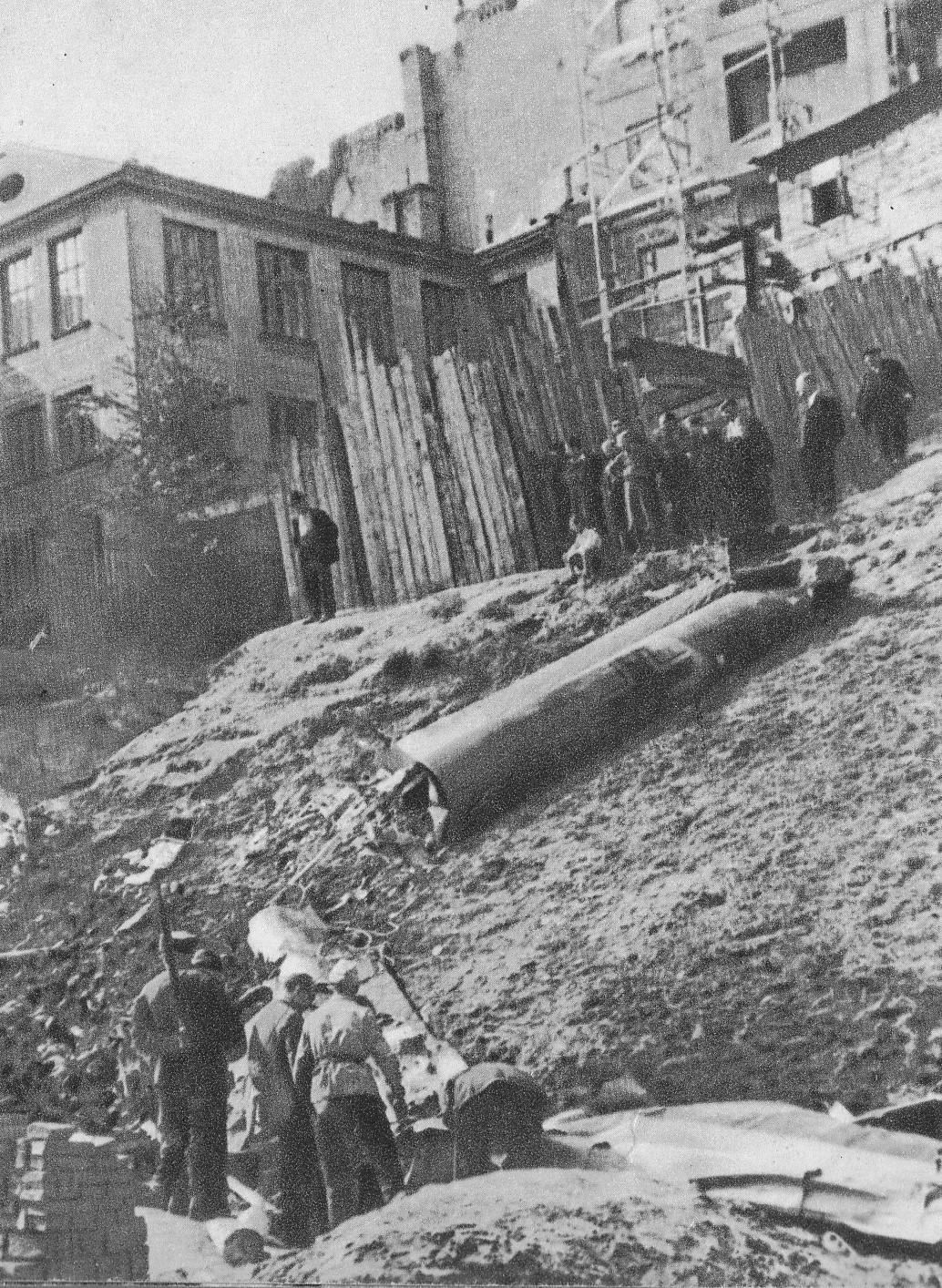
Szczątki zestrzelonego niemieckiego samolotu, który spadł w rejonie al. Na Skarpie (obecnie ul. Bartoszewicza)

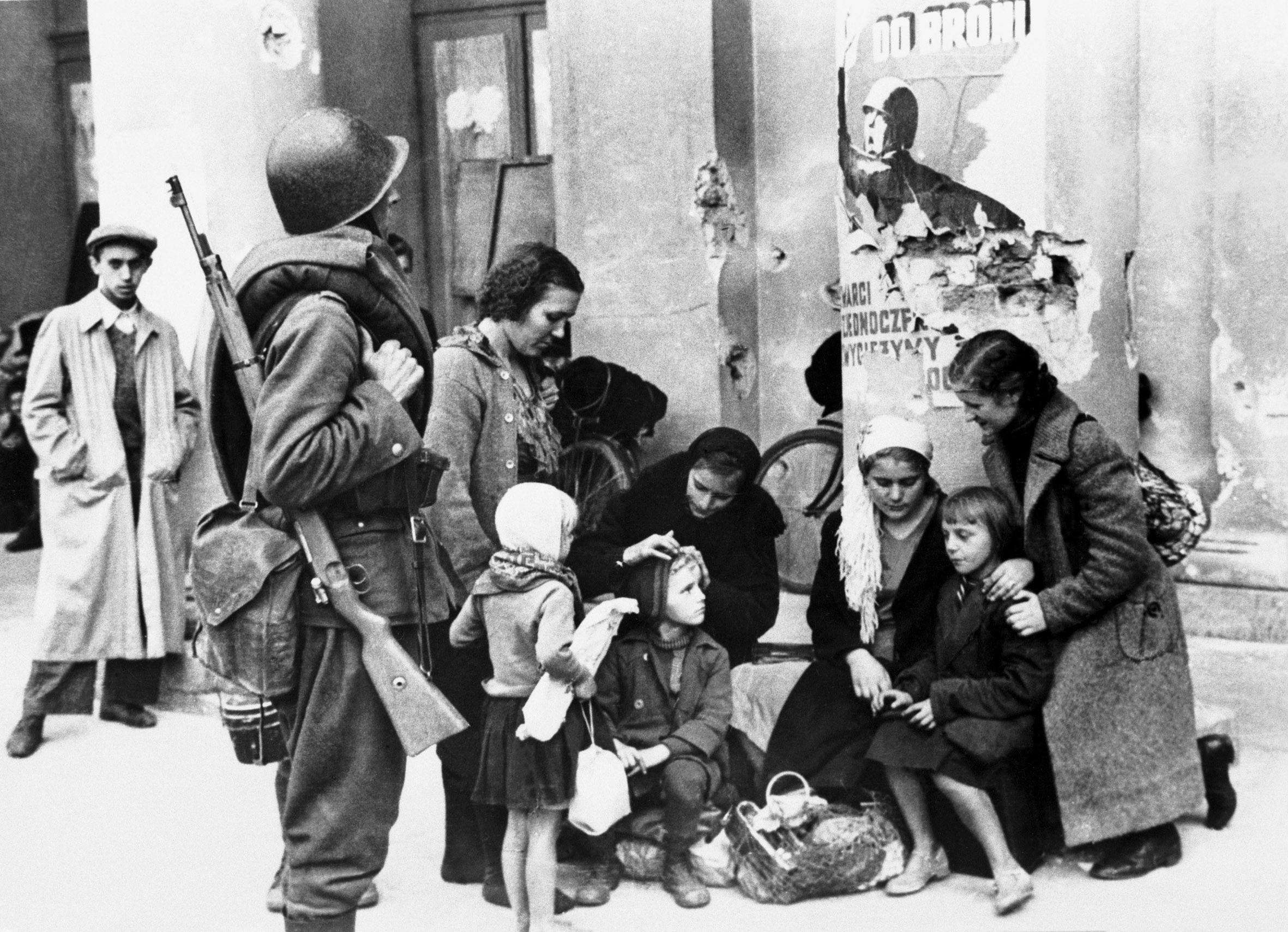
Rodzina uchodźców i polski żołnierz nieopodal kolumny Opery Narodowej

11 września niemiecka artyleria ciężka po raz pierwszy zaczęła ostrzeliwać Śródmieście, w dodatku równocześnie od strony Okęcia, Marymontu i Pragi.
12 września prezydent Starzyński zaapelował, by przeszkoleni wojskowo mężczyźni zgłosili się do czynnej służby. Jeszcze tego samego dnia pod pałacem Mostowskich zebrało się kilka tysięcy ochotników. Wybrano ośmiuset, którzy stali się zalążkiem dwóch ochotniczych Batalionów Warszawy (tzw. batalionów Starzyńskiego). Dowództwo nad batalionami objęli mjr Jan Niedziela i kpt. Konstanty Zbijewski. Tego dnia wprowadzono zakaz przebywania osób cywilnych na ulicach w godzinach od 19:00 do 4:00, cenzurę prewencyjną oraz zarządzono zarejestrowanie i rekwizycję wszystkich szpadli, łopat i taczek.
Wielu oficerów sztabu Armii „Warszawa” i DOW – w tym gen. Czuma oraz pułkownicy Tadeusz Tomaszewski, Marian Porwit, Leopold Okulicki i Stefan Koeb – opowiadało się za podjęciem akcji ofensywnej na zachodnim przedpolu Warszawy, której celem byłoby odciążenie walczących nad Bzurą armii „Poznań” i „Pomorze”. Czuma był zdania, że należy wywalczyć szeroki „przyczółek mostowy”, który zapewniłby stałą łączność między Warszawą i Modlinem oraz umożliwił zabezpieczenie magazynów amunicji w Palmirach. Płk Koeb opracował kilka wariantów działania na zachodnim przedpolu stolicy, z których najbardziej ambitny przewidywał rzucenie do boju aż osiemnastu batalionów piechoty. Nieco skromniejszy wariant przewidywał natomiast wykorzystanie dwunastu batalionów. Także Stefan Starzyński starał się wywrzeć w tej sprawie nacisk na dowódcę Armii „Warszawa”, wskazując w „tajnym raporcie sytuacyjnym nr 1” z 17 września, że ludność stolicy z rozczarowaniem przyjmuje brak działań zaczepnych, nawet na ograniczoną skalę.
Gen. Rómmel, wspierany przez swego szefa sztabu płk. Aleksandra Pragłowskiego, zajął jednak nieprzejednane stanowisko. Prawdopodobnie obawiał się zaryzykować osłabienia obrony Warszawy. Negatywnie oceniał również decyzję gen. Tadeusza Kutrzeby o rozpoczęciu zwrotu zaczepnego nad Bzurą, uważając, że armie „Poznań” i „Pomorze” powinny były maszerować bezpośrednio na Warszawę. W szczególności forsował jednak koncepcję zwrotu zaczepnego na wschód (w kierunku Węgrowa), którego celem miało być odciążenie Armii „Modlin” i odtworzenie frontu na linii Bugu. Dowódca Armii „Warszawa” nie zdawał sobie jednak sprawy, iż marsz. Rydz-Śmigły zrezygnował już z obrony linii Wisły i Bugu, postanawiając ściągnąć wszystkie dostępne siły na przedmoście rumuńskie. W dodatku planowane przeciwuderzenie wymagało wspólnego działania kilku związków operacyjnych, pozbawionych ze sobą łączności i częściowo rozproszonych w toku wcześniejszych walk. Ostatecznie, z pierwotnie zamierzonej operacji zaczepnej na szeroką skalę, udało się zorganizować jedynie uderzenie Grupy Operacyjnej Kawalerii gen. Andersa na Mińsk Mazowiecki (13 września).
Z czasem gen. Rómmla w coraz większym stopniu zaczęło pochłaniać przygotowywanie Warszawy do długotrwałego oblężenia, a toczącej się nad Bzurą bitwie poświęcał niewiele uwagi. Stąd gdy Niemcy wzmagali nacisk na armie „Poznań” i „Pomorze”, dążąc do ich okrążenia i całkowitego zniszczenia, Armia „Warszawa” ograniczała się do biernej obrony Warszawy i Modlina.

### Walki na zachodnim przedpolu
Po odparciu ataku 4 DPanc. płk Porwit usiłował prowadzić obronę aktywną. Rozkazał intensywnie patrolować przedpole i wysunąć silne czaty na linię Siekierki–Czerniaków–Królikarnia–Wyględów–Rakowiec–Szczęśliwice–Czyste. Podjęto jednocześnie kilka wypadów na dalsze przedpole.
W nocy z 9 na 10 września oddział wydzielony III/26 pp przeprowadził wypad w kierunku Rakowca. Pod osłoną nocy Polakom udało się prześlizgnąć między nieprzyjacielskimi pozycjami i zaskakującym uderzeniem od tyłu zniszczyć granatami niemiecką placówkę. W drodze powrotnej, na oświetlonym reflektorami przedpolu, oddział wypadowy znalazł się pod gwałtownym ostrzałem karabinów maszynowych. Poległo lub zaginęło 37 żołnierzy. Trzech innych, w tym dowódca oddziału ppor. Feliks Szawłowski, zostało rannych.

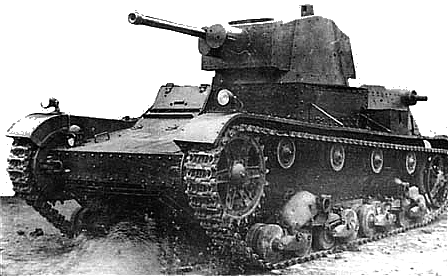
Polski czołg lekki 7TP. Maszyny tego typu zostały wykorzystane podczas wypadów na Wawrzyszew, Okęcie i Jelonki

W nocy z 10 na 11 września wypad w kierunku Wawrzyszewa przeprowadził oddział pod dowództwem kpt. Witolda Chotkowskiego, w którego skład weszły: kompania kolarzy 360 pp, kompania czołgów pod dowództwem rtm. Stanisława Grąbczewskiego (15 7TP), 13. kompanię ppanc. i pluton ckm. Celem wypadu było rozpoznanie pozycji nieprzyjaciela na południowym skraju Puszczy Kampinoskiej oraz zabezpieczenie drogi do Palmir. W nocnych ciemnościach, w rejonie cmentarza Wawrzyszewskiego, idące w szpicy 7TP natknęły się na nieubezpieczony pluton niemieckich czołgów. Wywiązał się bój, w którym Polacy unieszkodliwili trzy czołgi PzKpfw I, zniszczyli trzy samochody ciężarowe, a także zabili lub wzięli do niewoli kilkunastu niemieckich żołnierzy. W walce poległ jednak kpt. Chotkowski. Polski oddział nad którym dowództwo przejął rtm. Grąbczewski, kontynuował wypad. Wkrótce jednak pojawiły się wysłane na odsiecz niemieckie czołgi, które niespodziewanie wjechały w szyk polskiego ugrupowania. Wybuchła panika, a polskie czołgi rzuciły się do ucieczki w kierunku Marymontu. Rtm. Grąbczewski pognał za nimi, usiłując przywrócić porządek w oddziale, podczas gdy por. Stanisław Stopa, z pojedynczym działem ppanc., osłaniał odwrót. Ostatecznie Niemcy zostali odparci. Dwa 7TP zostały uszkodzone, jednak udało się je ewakuować z placu boju. Udało się także odholować do Warszawy uszkodzone PzKpfw I. Droga do Palmir pozostała w polskich rękach aż do godzin porannych 11 września.
12 września dowódca pododcinka „Południe” ppłk Jakub Chmura zorganizował wypad z Mokotowa na zajęte przez Niemców lotnisko na Okęciu. Celem było rozpoznanie pozycji przeciwnika oraz wzięcie jeńców. W wypadzie wziął udział II/360 pp (według niektórych źródeł także IV/360 pp), wsparty przez dwie kompanie czołgów i zmotoryzowaną kompanię ppanc. Wypad pierwotnie miał zostać przeprowadzony pod osłoną nocy, jednak na skutek kilkugodzinnego opóźnienia polscy żołnierze wyruszyli do boju w świetle dnia. Lewoskrzydłowe ubezpieczenie zdołało opanować tor wyścigów konnych na Służewcu, jednakże później zaległo pod silnym ogniem nieprzyjaciela i w konsekwencji nie zdołało zdobyć fortu Okęcie. Prawoskrzydłowe ubezpieczenie zdołało dotrzeć do fortu Mokotów, gdzie nawiązało kontakt z odciętym od trzech dni polskim plutonem piechoty. Dalsze natarcie zostało zatrzymane ogniem niemieckich czołgów, które obsadzały linię al. Żwirki i Wigury. Tymczasem główne zgrupowanie uderzeniowe, które nacierało w centrum, przejściowo opanowało lotnisko, zdobywając czołg PzKpfw IV i niszcząc kilka samochodów. Zachęcony sukcesem ppłk Chmura kontynuował natarcie, jednakże w okolicach Załusek jego żołnierze natknęli się na silną i zaalarmowaną niemiecką obronę. Znajdujący się na otwartym polu Polacy zostali z dwóch stron ostrzelani skoncentrowanym ogniem niemieckiej piechoty i artylerii. Natarcie załamało się, a polska piechota osłaniana przez czołgi przystąpiła do chaotycznego odwrotu. Polskie straty sięgnęły 280 żołnierzy i 7 czołgów. Ppłk. Chmura poległ, a dowódca kompanii czołgów, kpt. Feliks Michałkowski, dostał się do niewoli.
14 września oddział niemieckiego 33. pułku piechoty zmotoryzowanej, wsparty kilkunastoma czołgami, wyparł z Boernerowa wysuniętą placówkę Batalionu Stołecznego. Ogień polskiej artylerii zatrzymał dalsze natarcie nieprzyjaciela. Następnego dnia około 17:00 do natarcia wyruszył III/26 pp pod dowództwem mjr. Jacka Decowskiego. Zdołał bez walki odzyskać osiedle, a następnie wysłał patrole w kierunku na Stare Babice, Klaudyn i Laski. Pod polską kontrolą znalazły się w ten sposób drogi prowadzące z Leszna do Warszawy i z Puszczy Kampinoskiej do Wawrzyszewa. Po południu 16 września Niemcy zajęli kompleks koszarowy leżący na południe od Boernerowa. Po kilkugodzinnej walce zostali stamtąd wyparci kontratakiem Batalionu Stołecznego i III/26 pp.
Gen. Czuma pod wpływem wieści o ciężkich walkach toczących się nad Bzurą rozkazał przygotować silny wypad w kierunku zachodnim. Zadanie to miała wykonać załoga odcinka „Warszawa–Zachód”, siłami siedmiu batalionów piechoty, wspartych przez trzy dywizjony artylerii o zaprzęgu konnym i pozostające jeszcze na służbie czołgi. Szef sztabu czynnej OPL mjr Antoni Mordasewicz zadeklarował gotowość wsparcia zgrupowania uderzeniowego dwoma plutonami artylerii plot. Polskie zgrupowanie miało uderzyć wzdłuż południowego skraju Puszczy Kampinoskiej, w kierunku Bzury. W tym czasie opuszczone przezeń stanowiska w zachodnich dzielnicach Warszawy obsadzić miała przesunięta z Pragi 44 DP. Uderzenie miało się rozpocząć 17 września, lecz wieczorem 16 września gen. Rómmel rozkazał odwołać akcję.
Ostatecznie płk Porwit uzyskał zgodę na zorganizowanie jedynie lokalnego wypadu, siłami trzech batalionów piechoty (I/360 pp, IV/360 pp, Batalion Stołeczny) wspartych przez dwa plutony czołgów i 47 dac. Dowództwo nad zgrupowaniem uderzeniowym objął ppłk Leopold Okulicki. Natarcie rozpoczęło się 18 września. Polscy żołnierze zepchnęli stojące na ich drodze niewielkie patrole nieprzyjaciela, jednakże po wyjściu na otwarty teren I/360 pp znalazł się pod silnym ostrzałem artylerii, moździerzy i broni maszynowej. Jego 2. kompania musiała cofnąć się na pozycje wyjściowe, a pozostałe dwie zaległy pod ostrzałem z kilku stron. Do akcji wszedł IV/360 pp, jednakże jego natarcie na folwark Jelonki oraz pobliską cegielnię również zaległo pod ogniem nieprzyjaciela. Pluton czołgów 7TP, który wspierał natarcie IV/360 pp, natknął się na niemieckie PzKpfw 35(t) z 1 Dywizji Lekkiej i został praktycznie zniszczony. Niemniej dzięki związaniu części sił niemieckich przez IV/360 pp, a także dzięki wsparciu własnej artylerii, 1. kompania I/360 pp za cenę poważnych strat zdołała około 13:00 zdobyć szturmem wieś Jelonki. Późnym południem w polskich rękach znalazł się również Chrzanów Nowy. W nocy z fortu Bema wyruszył do boju Batalion Stołeczny, który zdołał opanować wieś Blizne. Następnego dnia podjął także próbę opanowania fortu Blizne, lecz mimo odciążającego uderzenia 8. kompanii III/26 pp nie uzyskał powodzenia i poniósł znaczne straty. Oddziały ppłk. Okulickiego przeszły do obrony, organizując wysunięty ośrodek oporu.
W międzyczasie, w nocy z 18 na 19 września, pluton 4. kompanii 41 pp wyparł Niemców, a następnie obsadził folwark „Agrilu” przy ul. Księcia Trojdena na Rakowcu. Na terenie folwarku znaleziono znaczne ilości zboża, co poprawiło sytuację aprowizacyjną stolicy. Ze względu na fakt, że folwark przylegał do obsadzonej przez Niemców kolonii WSM, jego obrońcy musieli toczyć niemal codzienne potyczki.
W nocy z 19 na 20 września, na rozkaz płk. Porwita, I/30 pp obsadził wzgórze 109, położone między Młocinami a Placówką, organizując tam samodzielny punkt oporu.

### Obrona przedmościa praskiego

#### Preludium

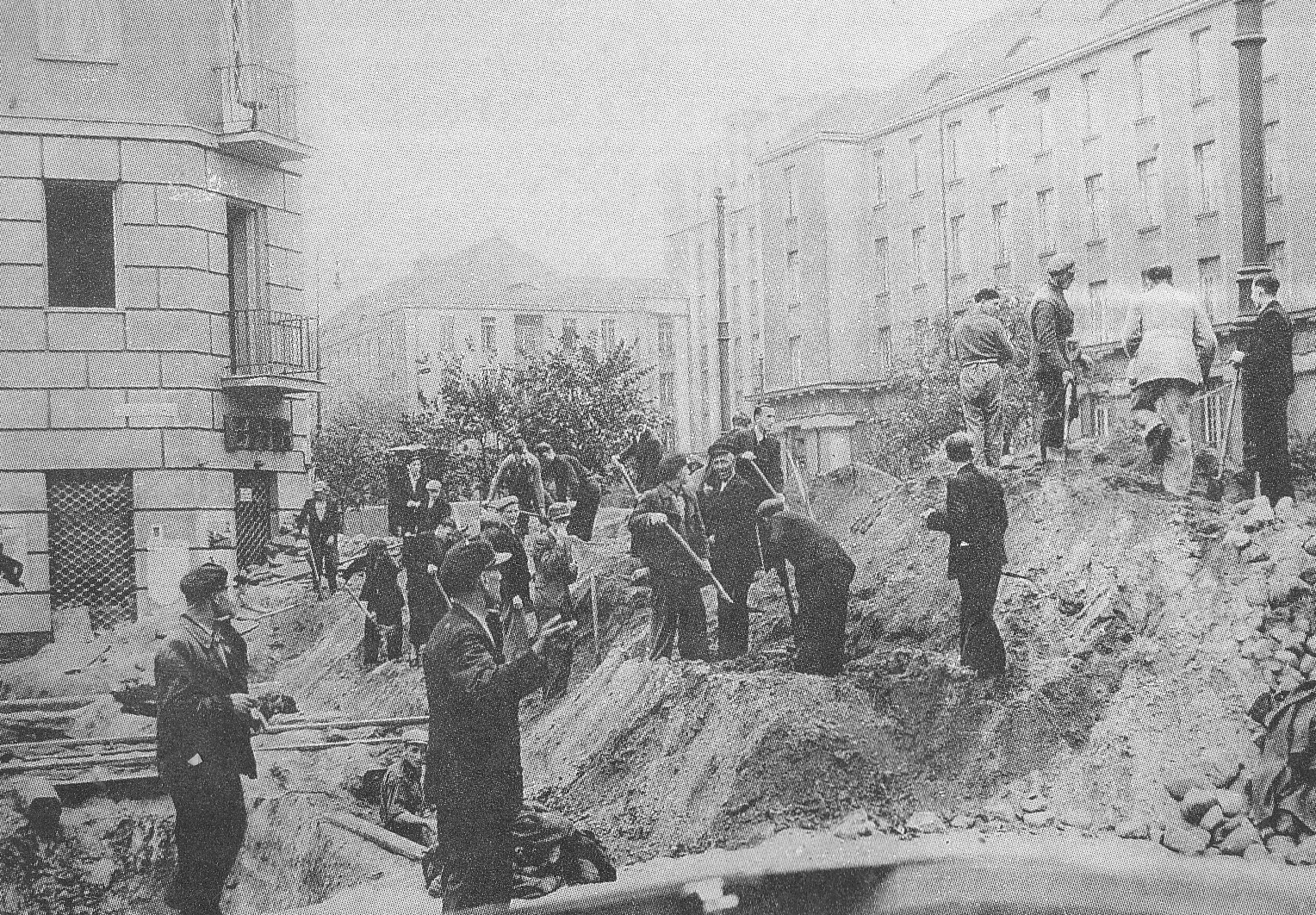
Kopanie rowów przeciwczołgowych na ul. Targowej

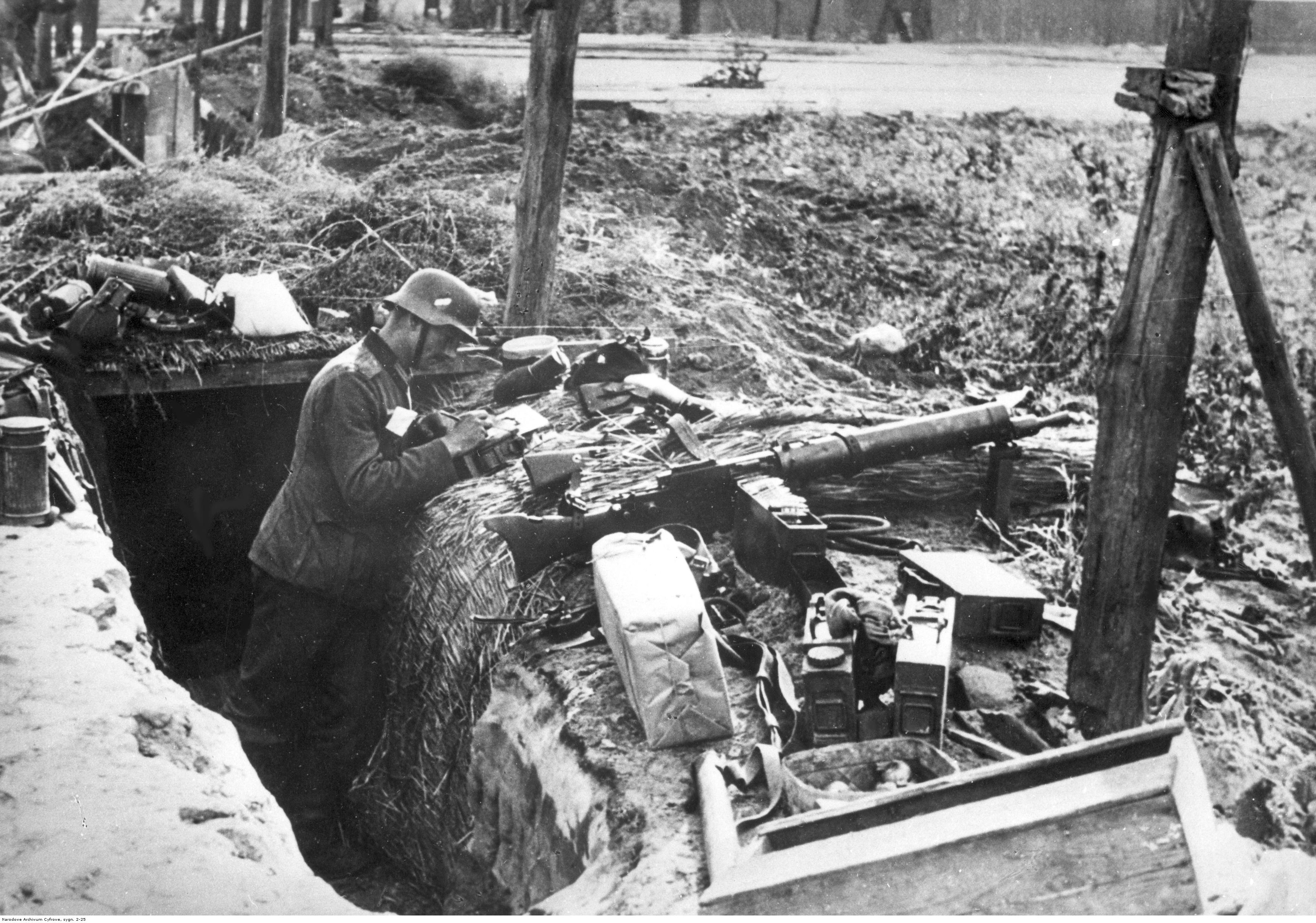
Stanowisko niemieckiego karabinu maszynowego na Grochowie

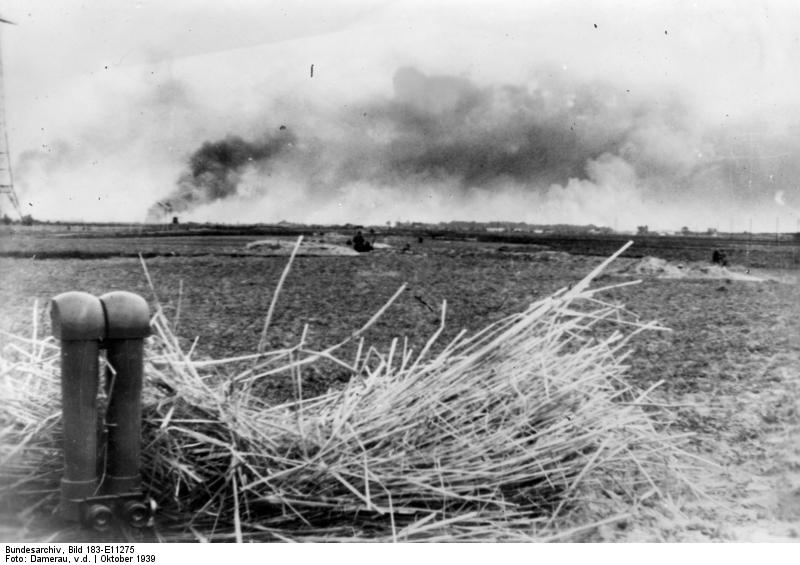
Stanowisko niemieckiej artylerii pod Warszawą, w tle płonące miasto

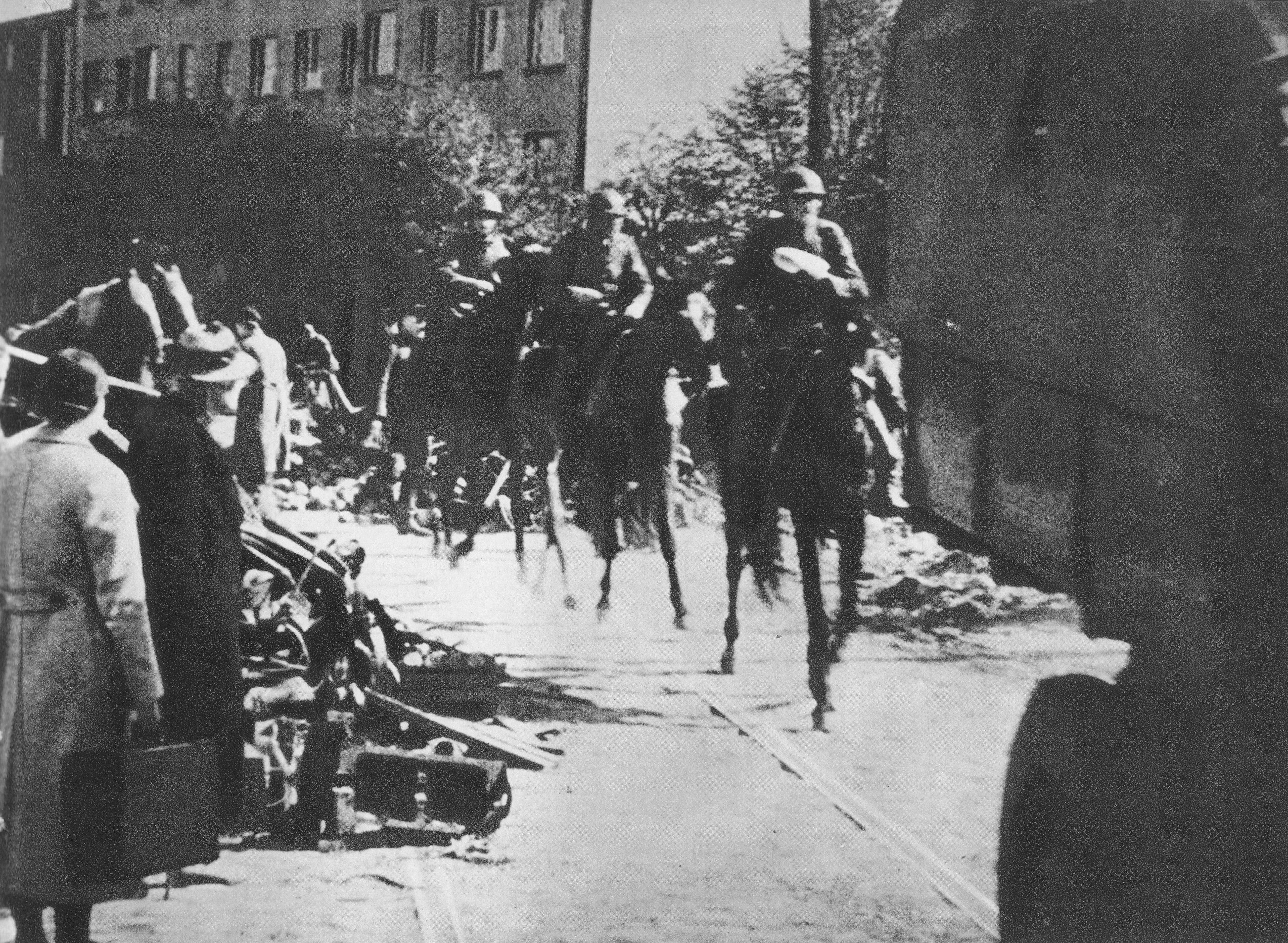
Oddział polskich żołnierzy na ul. Zamoyskiego w drodze na swoje pozycje

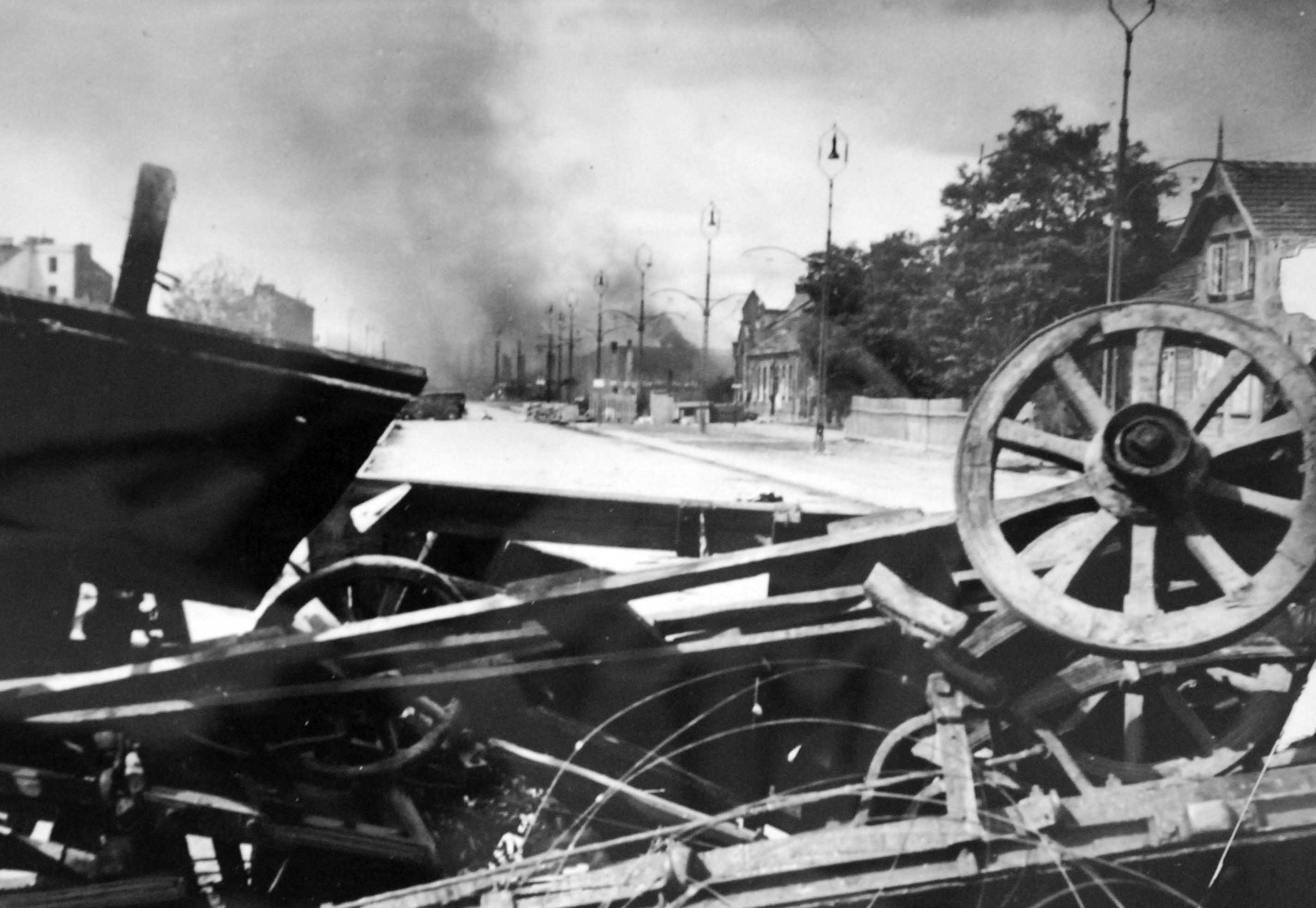
Barykada na ul. Grochowskiej, w rejonie ul. Karczewskiej

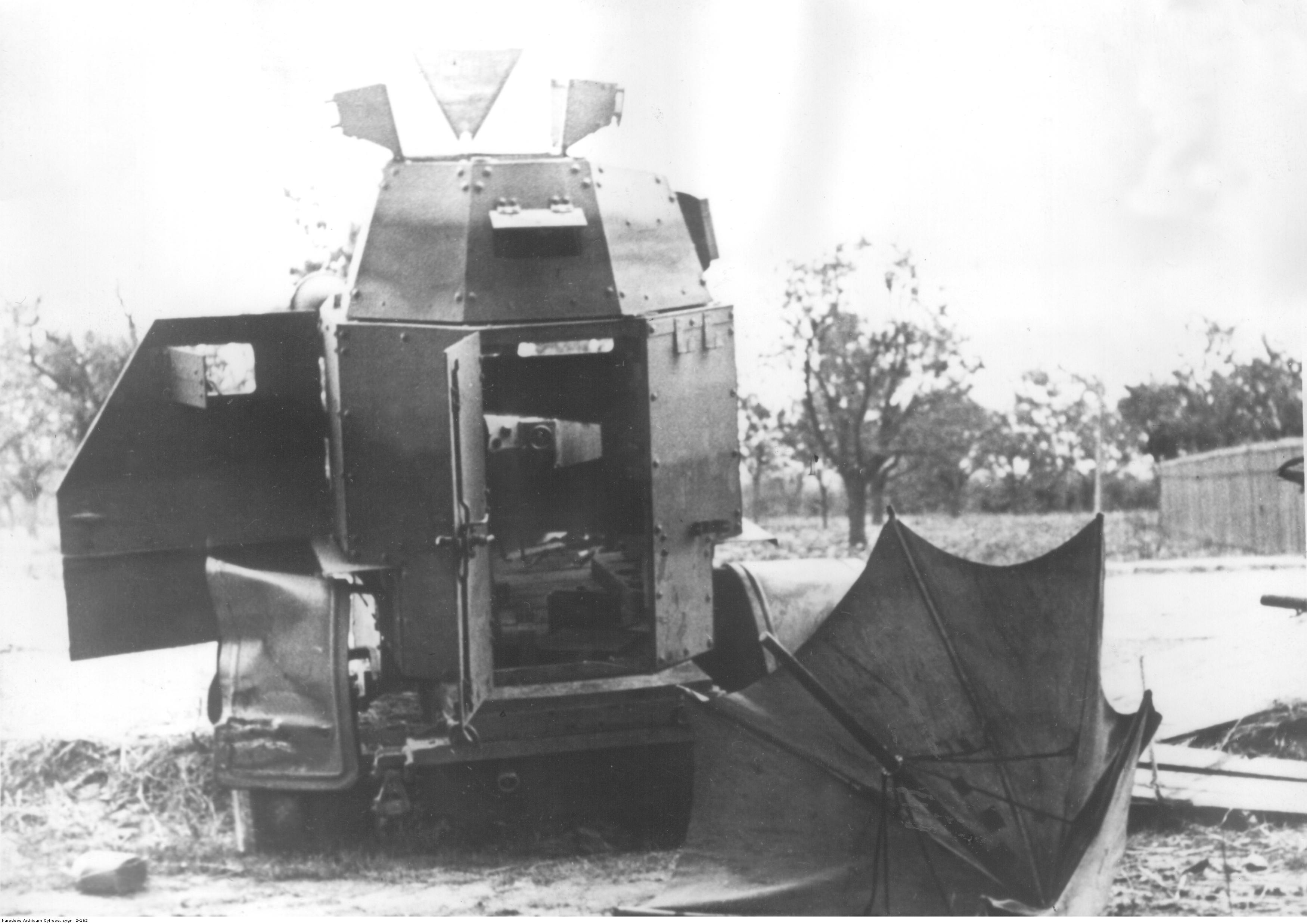
Zniszczony polski samochód pancerny wz. 34 na Saskiej Kępie

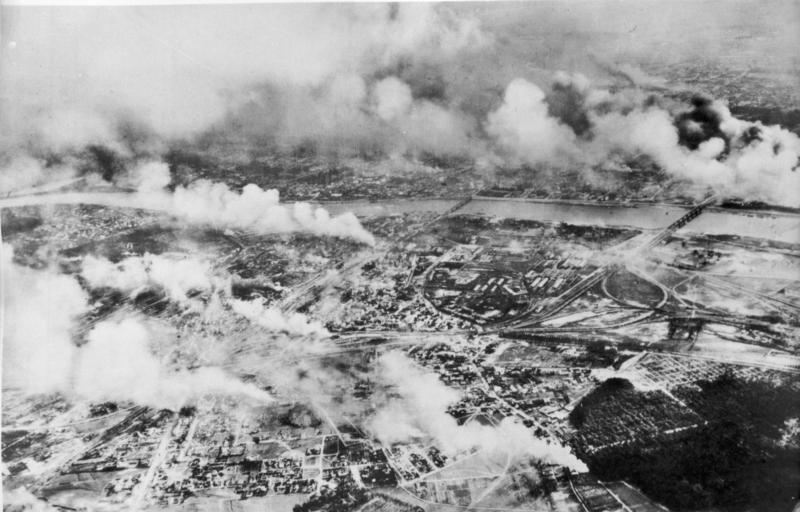
Pożary na Pradze wywołane niemieckimi bombardowaniami

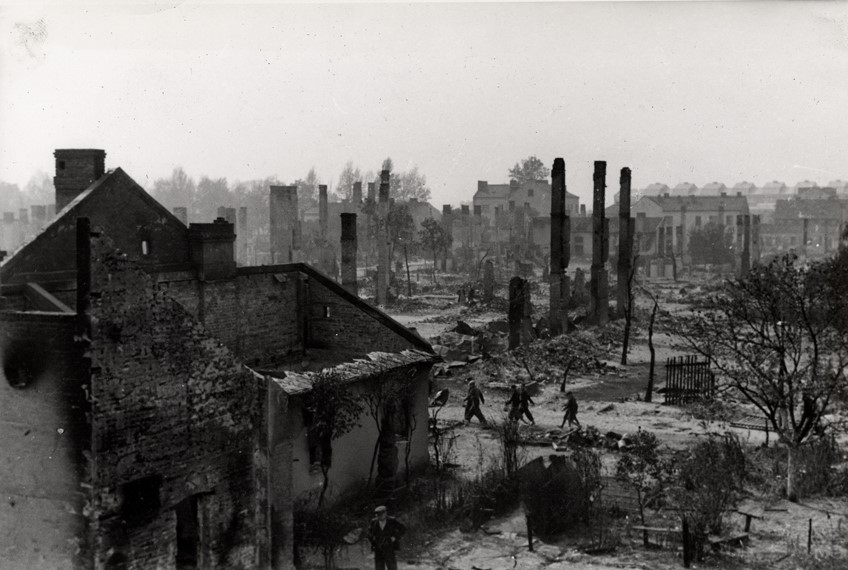
Zniszczona w wyniku nalotów Luftwaffe zabudowa pomiędzy ulicami Siedzibną i Budowlaną na Nowym Bródnie

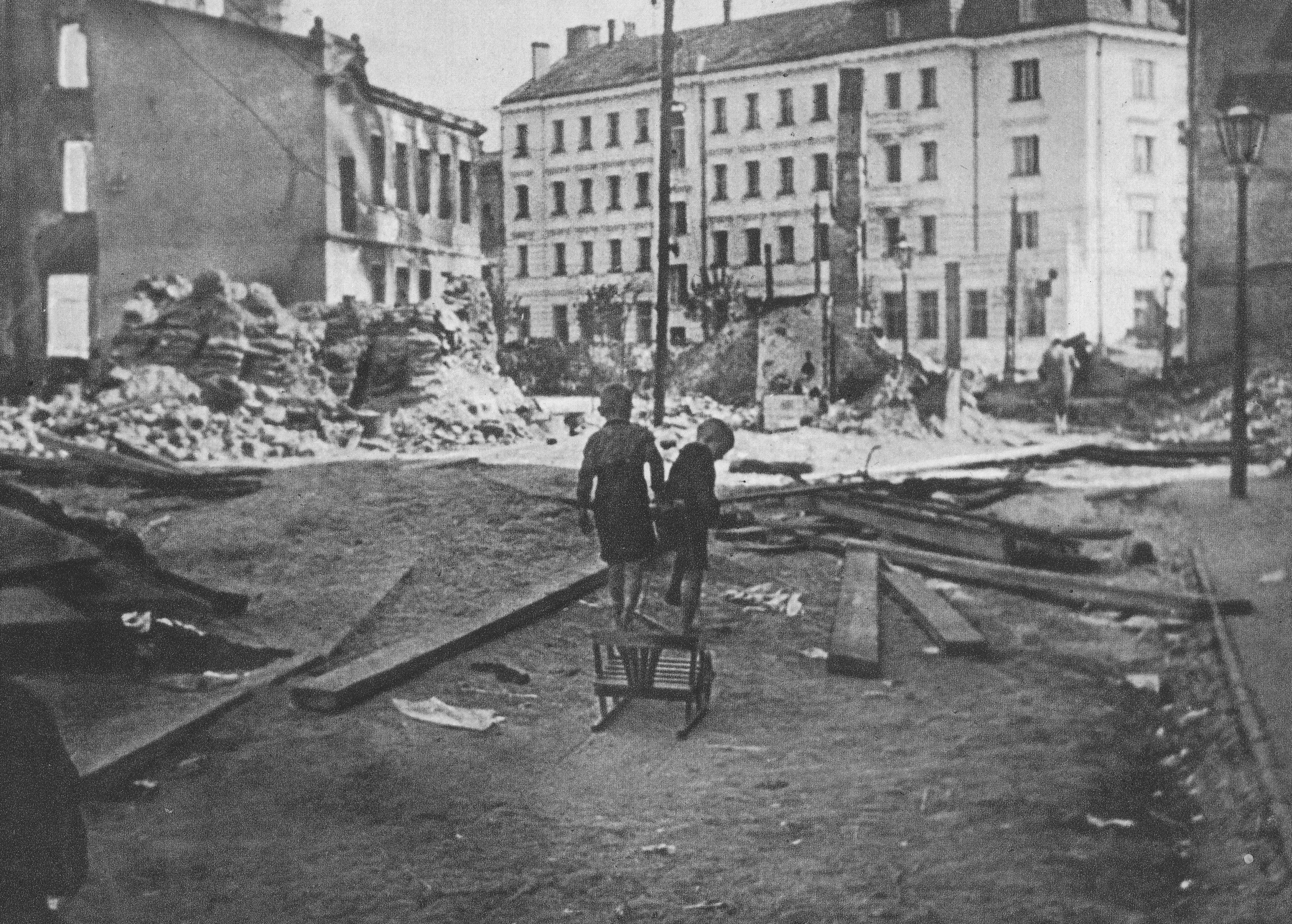
Zniszczenia po niemieckich nalotach w rejonie ulic Folwarcznej i Kawęczyńskiej

Wszystkie siły niemieckiej 8 Armii oraz część 10 Armii były zaangażowane w walki nad Bzurą. Do czasu ich zakończenia Niemcy nie podejmowali prób ataku na Warszawę od zachodu.
Wkrótce jednak zagrożenie pojawiło się z kierunku wschodniego. Między 11 a 13 września II Korpus Armijny niemieckiej 3 Armii zdołał sforsować Bugonarew. Sąsiedni I Korpus Armijny przeprawił się natomiast przez Bug i 12 września zdobył Mińsk Mazowiecki. 13–14 września Niemcy odcięli i rozbili polskie 1 Dywizję Piechoty Legionów i Mazowiecką Brygadę Kawalerii. 3 Armia uzyskała w ten sposób swobodę manewru na obszarze Mińsk Mazowiecki – Garwolin – Maciejowice.
Gen. Rómmel zarządził wycofanie Grupy Operacyjnej Zulaufa do prawobrzeżnej Warszawy. Nastąpiło to w nocy z 13 na 14 września. W tym samym czasie spod Cegłowa dotarła część rezerwowej 44 DP. Załogę przedmościa praskiego wzmocniło także kilka mniejszych oddziałów, które walczyły dotąd na wschód od Wisły. Jednocześnie Rómmel odesłał na południe, do dyspozycji Naczelnego Wodza, Grupę Operacyjną Kawalerii gen. Andersa oraz 10 DP.
Liczebność załogi odcinka „Warszawa–Wschód” wzrosła w tych dniach do około 40 tys. żołnierzy i 70 dział. Generał Juliusz Zulauf zastąpił płk. Janowskiego na stanowisku dowódcy odcinka. Po raz kolejny zreorganizowano obronę przedmościa, dzieląc odcinek „Warszawa–Wschód” na dwa pododcinki: „Północny” i „Południowo-Wschodni”. Ich linia rozgraniczenia znajdowała się na północ od ul. Kawęczyńskiej. Pododcinek „Północny”, którego dowódcą był płk Wilhelm Lawicz-Liszka, obejmował trzy rejony obrony: Pelcowiznę, Targówek i Elsnerów. Pododcinek „Południowo-Wschodni” obejmował z kolei Utratę, Grochów i Saską Kępę. Jego dowódcą był płk Ludwik de Laveaux, zastąpiony 16 września przez płk. Eugeniusza Żongołłowicza.
Tymczasem 15 września niemieckie I KA i II KA dotarły na przedpola Pragi. Dowódca 3 Armii gen. Georg von Küchler był przekonany, że Polacy nie zdołali jeszcze zorganizować obrony prawobrzeżnej Warszawy. Rozkazał więc obu korpusom, by podjęły próbę zajęcia jej z marszu. II KA, siłami 32 DP i 217 DP, miał nacierać od północnego wschodu, z rejonu Jabłonny. I KA, siłami 11 DP, 61 DP i 1 Brygady Kawalerii, miał natomiast przeprowadzić uderzenie od wschodu i południowego wschodu, odpowiednio przez Wawer, Rembertów oraz Wołomin i Zielonkę. Linię rozgraniczenia obu korpusów stanowiła szosa radzymińska.

#### Przebieg
15 września na przedpolach odcinka „Warszawa–Wschód” doszło do pierwszych starć patroli. Około południa Niemcy zajęli Białołękę. Jednocześnie ich artyleria ostrzelała Targówek i Stare Bródno. II KA, który atakował niewielkimi oddziałami piechoty, nie odnotował większych sukcesów. Większe powodzenie uzyskała natomiast 11 DP z I KA. Tego poranka na wieść, że od Mińska Mazowieckiego zmierza silna niemiecka kolumna, dowódca obrony Grochowa płk Stanisław Sosabowski wysłał na przedpole I/21 pp. Jego zadaniem było zablokowanie dróg, którymi przeciwnik mógł się wedrzeć do stolicy, w tym zwłaszcza skrzyżowania szosy grochowskiej z szosą rembertowską. Rozkaz został jednak wydany zbyt późno. W rezultacie 1. kompania, przekroczywszy pętlę tramwajową na Gocławku, około 17:00 natknęła się przypadkowo na przeważające siły nieprzyjaciela. Polakom udało się chwilowo zatrzymać Niemców. Ogniem działa ppanc. zdołali także zapalić dwa czołgi. Wkrótce polska kompania została jednak zdziesiątkowana ogniem niemieckiej piechoty i artylerii. Osłaniający jej odwrót 3. pluton został niemal całkowicie zniszczony, podczas gdy łączne straty kompanii sięgnęły 50%. W ślad za cofającymi się Polakami niemiecka piechota przeszła do natarcia i zdobyła pl. Szembeka. Jej dalsze natarcie wzdłuż ul. Grochowskiej zostało zatrzymane wieczorem. Tymczasem 2. kompania I/21 pp, która obsadzała Witolin, znalazła się w okrążeniu. Wyrwała się z niego jeszcze tej samej nocy, jednakże za cenę kilkunastu zabitych. Również tej samej nocy Niemcy przełamali słaby opór samotnej polskiej placówki i zajęli Wał Gocławski.
W nocy z 15 na 16 września płk Sosabowski siłami 8. kompanii III/21 pp zorganizował wypad na Wawer, gdzie według doniesień miała zatrzymać się niemiecka kolumna pancerna. Polscy żołnierze zdołali niepostrzeżenie przedostać się w rejon, gdzie szosa mińska zbiegała się z torami kolejowymi. Na jednym z podwórzy polscy żołnierze podpalili kilkanaście niemieckich samochodów pancernych. Dodatkowo w drodze powrotnej obrzucili granatami niemiecką piekarnię polową, wzięli 15 jeńców, a później zdobyli jeszcze niemiecki samochód, biorąc do niewoli trzech pasażerów. Na koniec, przebiwszy się atakiem na bagnety przez niemiecką placówkę, powrócili do własnych linii. Udany wypad kosztował 8. kompanię utratę 45 zabitych, rannych i zaginionych. Tej samej nocy na pododcinku „Północnym” dwie kompanie 78 pp przeprowadziły uwieńczony powodzeniem wypad na Annopol, niszcząc kilka niemieckich wozów pancernych i biorąc jeńców.
Tymczasem utrata Wału Gocławskiego znacznie skomplikowała sytuację obrońców. Niemieccy obserwatorzy artyleryjscy uzyskali bowiem dogodny wgląd w głąb Saskiej Kępy. Już w nocy z 15 na 16 września kombinowany batalion pod dowództwem mjr. Andrzeja Górnickiego podjął próbę odzyskania wału. Polscy żołnierze zalegli jednak pod silnym ostrzałem nieprzyjaciela. Jedynie pluton ppanc. 21 puł zdołał dotrzeć na wał, na którym pod silnym ogniem artylerii i broni maszynowej wytrwał do godziny 11:00. Polskie dowództwo postanowiło ponowić natarcie 16 września, tym razem ze wsparciem artylerii z lewego brzegu Wisły. Niemiecki ogień kontrbateryjny zmusił jednak do milczenia polskie działa, które prowadziły ostrzał ze stanowisk w Łazienkach Królewskich. Polacy ponieśli straty w ludziach i koniach, ranny został m.in. dowódca 5. baterii 1 dak kpt. Stanisław Kozika. Z kolei atak piechoty załamał się pod ogniem Niemców i nie doprowadził do odzyskania Wału Gocławskiego. W walce poległo wielu polskich żołnierzy, wśród nich mjr Górnicki.
Von Küchler, zachęcony dotychczasowymi sukcesami, jeszcze tego samego dnia wysłał na Pragę parlamentariusza z żądaniem bezwarunkowej kapitulacji. Gen. Rómmel odmówił przyjęcia wysłannika. Jednocześnie nad Warszawą zrzucono ulotki, w których wzywano obrońców do kapitulacji w przeciągu 12 godzin. W przypadku odmowy niemieckie dowództwo dawało ludności cywilnej 12 godzin na opuszczenie miasta, grążąc, że po upływie tego terminu cały jego obszar będzie traktowany jako teren walki, „co pociągnie za sobą odpowiednie skutki”. Po południu jeden z batalionów 26 pp przeprowadził uderzenie z Utraty w kierunku Grochowa, którego celem było odzyskanie rejonu ul. Chrzanowskiego i kompleksu domów na południe od ul. Grochowskiej, a w miarę możliwości – odbicie Witolina. Atak załamał się w ogniu niemieckiej artylerii i ckm-ów, nie doszło także do współdziałania z 21 pp.
Również po południu niemiecka artyleria wznowiła ostrzał miasta. Około 17:00 oddziały 11 DP uderzyły wzdłuż ul. Grochowskiej. Tym razem Niemcy nie uzyskali jednak powodzenia. II/21 pp pod dowództwem mjr. Wiesława Radziszewskiego, wsparty przez I/336 pp i II/336 pp, zdołał mimo poważnych strat (ok. 100 zabitych) utrzymać pozycję obronną przy skrzyżowaniu ul. Grochowskiej z al. Waszyngtona, w tym newralgiczną „Redutę Skrzyżowanie” w pięciopiętrowej kamienicy przy narożniku al. Waszyngtona i ul. Żymirskiego. Natarcie niemieckiego 23 pp załamało się około 23:00. Nad ranem, na rozkaz płk Sosabowskiego, II/21 pp przystąpił do kontrataku. Po zdobyciu najsilniejszego punktu oporu, którym był dom przy ul. Grenadierów 77, niemiecka obrona załamała się. W polskie ręce wpadło 123 jeńców, w tym 11 oficerów. Tego samego wieczora na pododcinku „Północnym” Niemcy zaatakowali pozycje 20 DP, jednakże zostali odparci. 78 pp stoczył zacięty bój o Aleksandrów, który dwukrotnie przechodził z rąk do rąk.
17 września Warszawa była silnie ostrzeliwana przez niemiecką artylerię i atakowana przez Luftwaffe. Tego dnia na miasto spadło ponad 5 tys. pocisków artyleryjskich. Jednocześnie oddziały 3 Armii nadal atakowały polskie pozycje na przedmościu praskim. Polacy zdołali utrzymać główną pozycję obronną. Wieczorem III/21 pp za cenę 40 zabitych i rannych opanował zabudowania w rejonie ulic Korytnickiej i Krypskiej, skąd jednak został wyparty już około godziny 20:00. Na Saskiej Kępie – po całonocnej walce, która trwała aż do świtu 18 września – Polacy obronili barykadę na skrzyżowaniu ulic Francuskiej i Zwycięzców.
Tymczasem 17 września Adolf Hitler rozkazał wstrzymać dalsze natarcia, uważając, że priorytet powinien zostać nadany zniszczeniu polskich armii wycofujących się znad Bzury. II KA został przerzucony w rejon Modlina. Do walki z oddziałami generałów Kutrzeby i Bortnowskiego skierowano także większość sił Luftwaffe i ciężką artylerię. Niemniej von Küchler nie zrezygnował całkowicie z działań ofensywnych. 19 września Niemcy przeprowadzili kilka ataków na Saską Kępę, jednak zostali odrzuceni przez I/336 pp.

### Zamknięcie pierścienia okrążenia
13 września na prawym brzegu Wisły, na odcinku między Wilgą a ujściem Okrzejki, czołowe oddziały niemieckiej 3 Armii nawiązały kontakt z oddziałami 10 Armii. Tym samym zamknięty został pierścień okrążenia Warszawy od wschodu.
19–22 września przez Puszczę Kampinoską przedarły się do Warszawy resztki armii „Poznań” i „Pomorze”: Wielkopolska Brygada Kawalerii, Podolska Brygada Kawalerii, 15 DP i 25 DP, a ponadto grupki żołnierzy z innych rozbitych jednostek. Przebijały się bez łączności i bez współdziałania z załogą stolicy. Realnego wsparcia niedobitkom znad Bzury udzielił jedynie I/30 pp. Gdy 25 DP dotarła w rejon Burakowa i Młocin, jej dowódca gen. Franciszek Alter rozkazał I/30 pp opuścić dotychczasową pozycję na wzgórzu 109 i okopać się we wsi Placówka. Tymczasem 21 września niemiecka 24 DP podjęła próbę odcięcia Polakom drogi odwrotu. Dwa bataliony jej 31 pp, wsparte silnym ogniem artylerii, uderzyły na Placówkę. Po zaciekłej walce I/30 pp został niemal całkowicie zniszczony. Poległo około 500 polskich żołnierzy, w tym dowódca batalionu mjr Bronisław Kamiński. Bój ten jest określany mianem „Warszawskich Termopil”. Zniszczony został także III/29 pp z 25 DP, który bronił się na wzgórzu 109. Niemniej poświęcenie obu batalionów pozwoliło głównym siłom 15 DP i 25 DP przedostać się do Warszawy.
22 września 24 DP, nie napotykając już polskich oddziałów, zajęła Młociny, a następnie dotarła do Wisły. Droga między Warszawą a Modlinem została zablokowana. Pierścień okrążenia wokół stolicy został tym samym zamknięty.
Po przebiciu się resztek armii „Poznań” i „Pomorze” do Warszawy, gen. Tadeusz Kutrzeba został mianowany zastępcą dowódcy Armii „Warszawa”. Dowódcą odwodów został z kolei mianowany gen. Edmund Knoll-Kownacki. W praktyce obroną stolicy nadal kierowało jednak Dowództwo Obrony Warszawy z gen. Czumą na czele.
Gdy niedobitki armii „Poznań” i „Pomorze” przebijały się przez Puszczę Kampinoską, na wschodnim przedpolu Warszawy pojawiło się 1600-osobowe zgrupowanie, złożone głównie z żołnierzy 13 DP z Armii „Prusy”. Rankiem 19 września stanęło w Falenicy, gdzie po całodziennej walce odparło uderzenia niemieckiej 1 DP. W nocy podjęto próbę przebicia się na Pragę, jednakże bez powodzenia. W tej sytuacji dowódca 13 DP, płk Władysław Kaliński, postanowił podzielić resztki zgrupowania na małe grupy. Ostatecznie około 200 żołnierzy, w tym płk Kaliński, zdołało jeszcze tej samej nocy przeprawić się na zachodni brzeg Wisły i tą drogą przedostać się do stolicy. Osłonę zapewnili im kawalerzyści z oddziału gen. Bułak-Bałachowicza. Pozostali żołnierze zgrupowania trafili następnego dnia do niemieckiej niewoli.
Dzięki napływowi nowych oddziałów liczebność załogi Warszawy wzrosła do 100 tys. żołnierzy i około 400 dział. Między 14 a 22 września na odcinku „Warszawa–Zachód” liczba obrońców wzrosła z 11 tys. do 30 tys. Z kolei załoga przedmościa praskiego osiągnęła 20 września liczebność 36 tys. żołnierzy; do 26 września ich liczba przekroczyła 40 tys. Większość nowo przybyłych jednostek była jednak wykrwawiona i wyczerpana, co wymusiło ich rozwiązanie lub reorganizację. Na bazie Wielkopolskiej, Podolskiej i Pomorskiej brygad kawalerii utworzono Zbiorczą Brygadę Kawalerii, podczas gdy 15 i 25 DP scalono w tzw. Dywizję Manewrową. W praktyce ta ostatnia nie działała jednak jako zwarta jednostka, gdyż jej poszczególne pułki przydzielono do istniejących już zgrupowań. Poważnym problemem był niedobór amunicji artyleryjskiej, który nasilił się po 18 września, gdy Niemcy odcięli Warszawę od magazynów w Palmirach. Około 20 września artylerii narzucono limit zużycia 20 pocisków dziennie na lufę, zmniejszony wkrótce do 10 pocisków.

### Przygotowania do szturmu generalnego

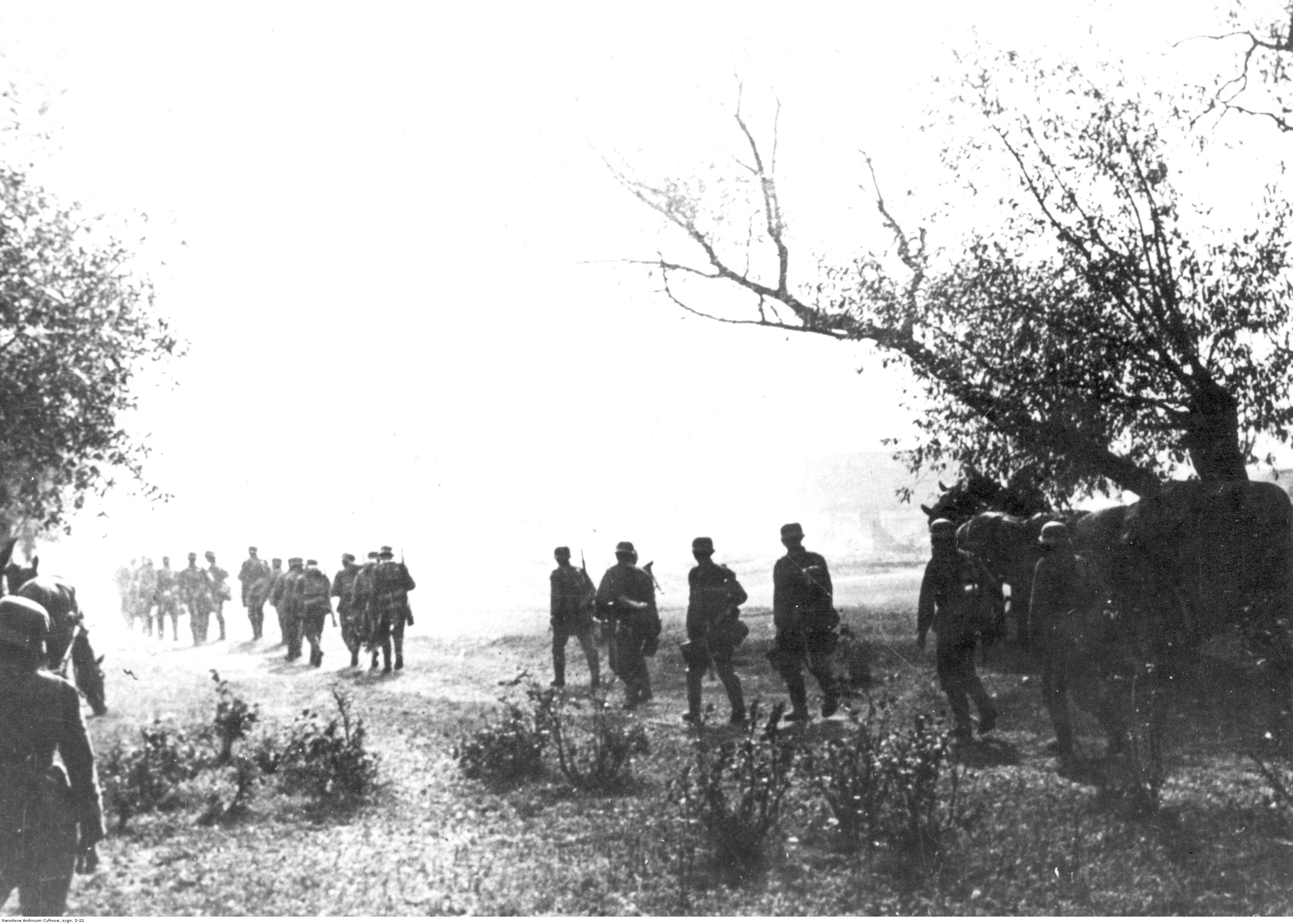
Niemiecka piechota w marszu na Warszawę

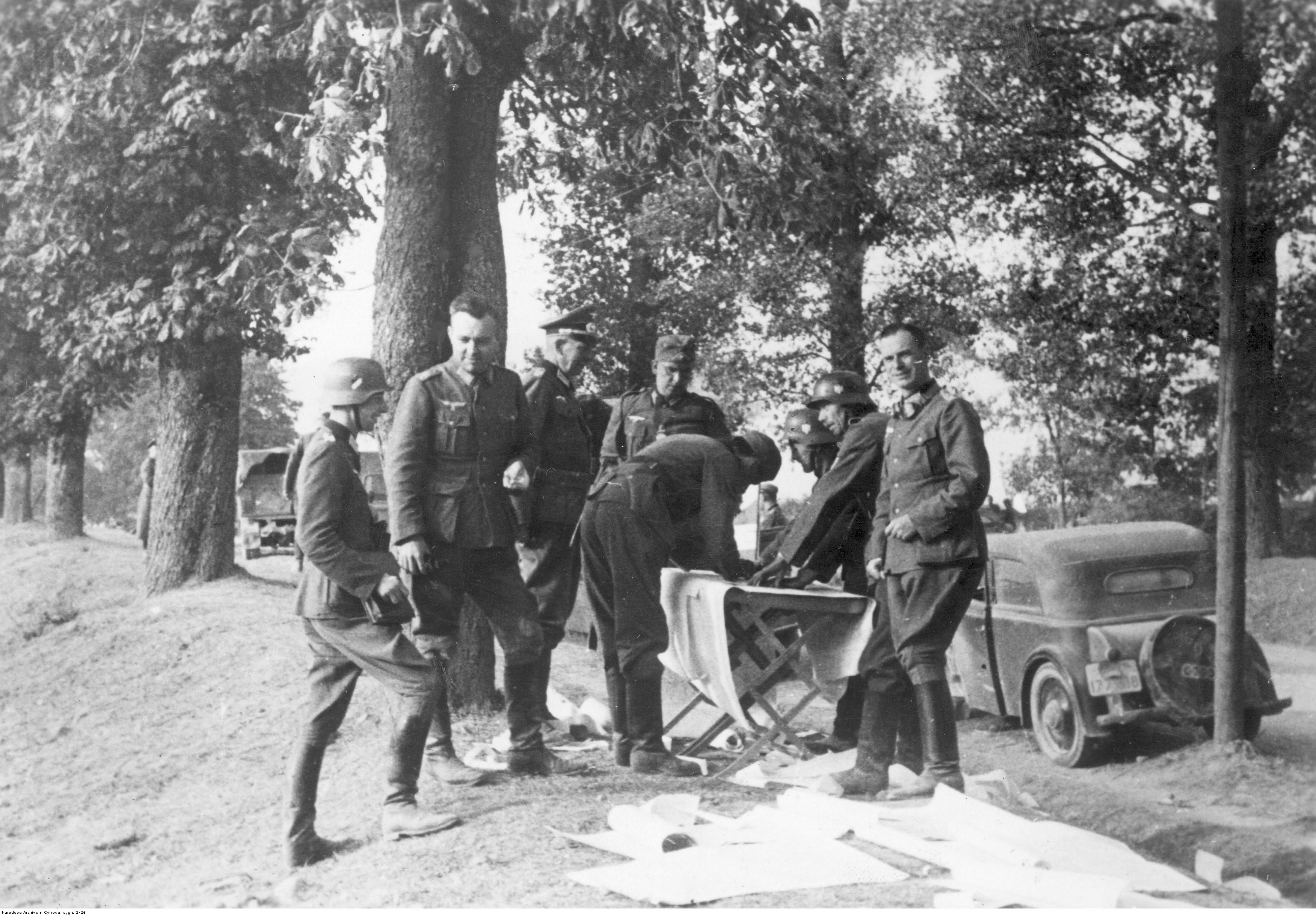
Polowe stanowisko dowodzenia niemieckiej dywizji piechoty pod Warszawą

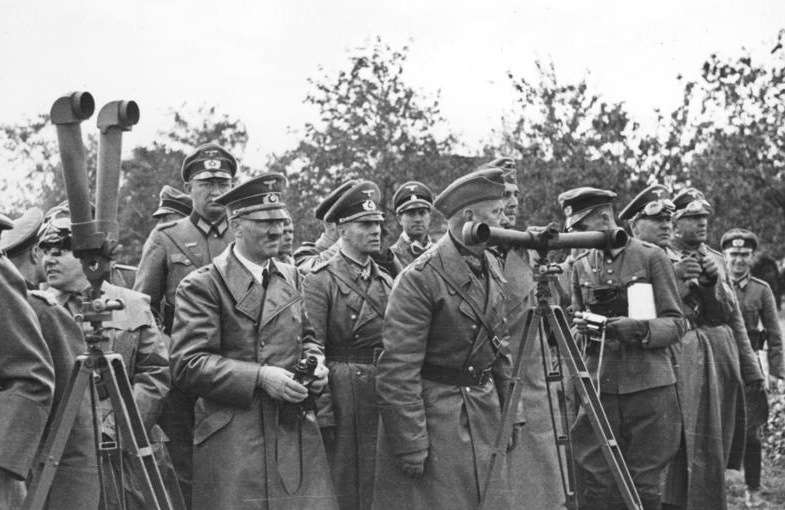
Adolf Hitler, Walter von Reichenau i sztab Hitlera (widoczni Erwin Rommel i Martin Bormann) obserwują ostrzał Warszawy

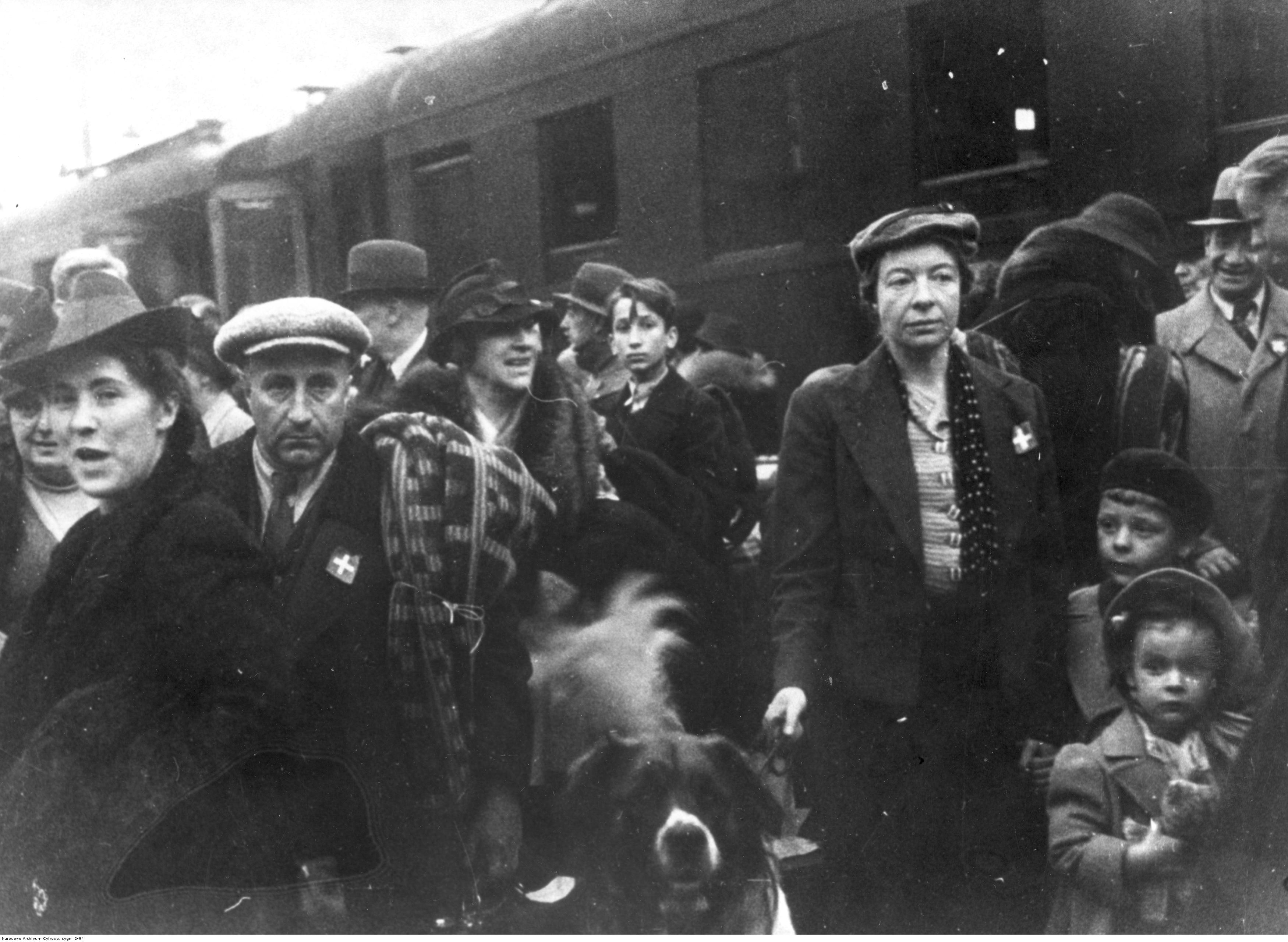
Dyplomaci i obywatele państw neutralnych opuszczający Warszawę 21 września, w trakcie krótkotrwałego zawieszenia broni

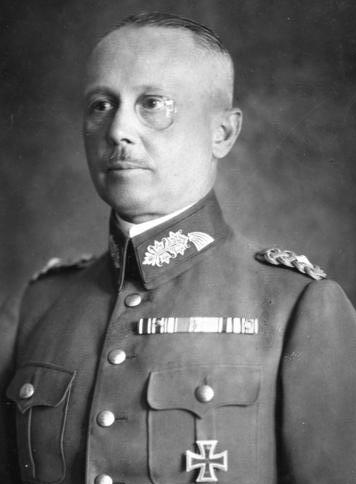
Werner von Fritsch, najwyższy stopniem niemiecki wojskowy, który poległ w czasie oblężenia Warszawy 22 września 1939 roku

Po zakończeniu bitwy nad Bzurą Warszawa nie mogła już liczyć na odsiecz z zewnątrz. Generał Kutrzeba, poparty przez szefa sztabu DOW płk. Tomaszewskiego, zaproponował przerwanie niemieckiego pierścienia okrążenia celem stoczenia walnej bitwy na otwartym polu – i tym samym zapobieżenia dalszym ofiarom i zniszczeniom w mieście. Jego propozycja nie została jednak przyjęta przez gen. Rómmla i większość przywódców cywilnych, ze Stefanem Starzyńskim na czele.
Tymczasem po zakończeniu bitew nad Bzurą i pod Tomaszowem Lubelskim niemieckie dowództwo mogło zająć się kwestią zdobycia Warszawy. 18 września Oberkommando des Heeres (OKH) wydało dowódcy Grupy Armii „Południe” gen. płk. Gerdowi von Rundstedtowi rozkaz przegrupowania wojsk przed planowanym szturmem. Niemieckie dowództwo rozważało przy tym różne warianty zdobycia polskiej stolicy. Istotnym czynnikiem, który musiało wziąć pod uwagę, był fakt, że w myśl postanowień paktu Ribbentrop-Mołotow na prawym brzegu Wisły miała stanąć Armia Czerwona. Jeden z wariantów przewidywał koncentryczny szturm na miasto z kilku stron i jego opanowanie jeszcze przed nadejściem Sowietów. Drugi, zaproponowany przez naczelnego dowódcę wojsk lądowych gen. Walthera von Brauchitscha, przewidywał poddanie Warszawy długotrwałemu ostrzałowi artyleryjskiemu i nalotom lotniczym, po czym zdobycie szturmem jej lewobrzeżnej części. Zdobycie Pragi zostałoby natomiast pozostawione Armii Czerwonej, która według niemieckich prognoz miała stanąć pod Warszawą najwcześniej 3 października. Prawdopodobnie to właśnie ten drugi wariant został zaaprobowany przez Hitlera. 22 września OKH wydało bowiem rozkaz, który przewidywał, że Grupa Armii „Południe” opanuje lewobrzeżną Warszawę najpóźniej do 3 października. W tym czasie Grupa Armii „Północ” miała prowadzić wyłącznie działania pozorowane, mające na celu związanie obrońców przedmościa praskiego. Miała jednocześnie kontynuować niszczenie Pragi ogniem artyleryjskim, być gotowa wesprzeć natarcie GA „Południe” ogniem części artylerii 3 Armii z wschodniego brzegu Wisły (gdyby GA „Południe” tego zażądała), a jednocześnie być gotowa na zluzowanie przez wojska sowieckie, gdy tylko te zgromadzą wystarczające siły w rejonie Pragi i Nowego Dworu Mazowieckiego.
Gen. von Rundstedt zadanie zdobycia lewobrzeżnej Warszawy powierzył gen. Johannesowi Blaskowitzowi i dowodzonej przez niego 8 Armii. Do tego zadania planowano zaangażować:
- XI KA pod dowództwem gen. Maximiliana von Weichsa, w składzie: 18 DP i 19 DP. Korpus dysponował 9 dywizjonami artylerii ciężkiej i 9 dywizjonami artylerii lekkiej. Jego odwód stanowiła 24 DP rozmieszczona w okolicach Błonia.
- XIII KA pod dowództwem gen. Emila Leeba(inne języki), w składzie: 10 DP, 31 DP, 46 DP. Korpus dysponował 17 dywizjonami artylerii ciężkiej i 15 dywizjonami artylerii lekkiej. Jego odwód stanowiła 3 DLek. rozmieszczona w okolicach Nadarzyna i Piaseczna.

Linię rozgraniczenia obu korpusów stanowiła linia kolejowa Warszawa – Skierniewice (według innych źródeł szosa Warszawa – Babice). Niemieckie plany przewidywały, że uderzenie na Warszawę zostanie przeprowadzone z północy i południa, wzdłuż Wisły. XIII KA miał, począwszy od 25 września, atakować w pasie od Czerniakowa po Ochotę i osiedle Czyste, przy czym punkt ciężkości natarcia miał się znajdować się na Czerniakowie. XI KA miał wyruszyć do natarcia dwa dni później, uderzając z podstaw wyjściowych w Puszczy Kampinoskiej w kierunku Bielan, Żoliborza i Woli.
W pobliżu Warszawy znajdowały się jeszcze trzy inne korpusy GA „Południe”, które mogły w razie potrzeby zostać użyte jako wsparcie. Po drugiej stronie Wisły załogę przedmościa praskiego wiązały jednostki 3 Armii, dysponujące 11 dywizjonami artylerii ciężkiej i 9 dywizjonami artylerii lekkiej. Łącznie Niemcy dysponowali pod Warszawą prawie tysiącem dział różnego kalibru, w tym 675 działami na zachodnim brzegu Wisły oraz 288 działami na jej wschodnim brzegu. Z powietrza wspierały ich dwie floty powietrzne, przy czym Luftflotte 4 atakowała cele w lewobrzeżnej Warszawie, a Luftflotte 1 – Pragę. Niemcy, pomni doświadczeń z 8–9 września, zamierzali maksymalnie wykorzystać swoją przewagę w artylerii i lotnictwie, do ataków na polskie pozycje wykorzystując natomiast grupy szturmowe, dobrze wyposażone w techniczne środki walki. Broni pancernej używano tylko sporadycznie.
W tym czasie siły polskie w lewobrzeżnej Warszawie stanowiły według obliczeń płk Porwita równowartość 23 batalionów piechoty, 16 baterii artylerii polowej i 10 baterii artylerii ciężkiej. Oceniał on, że w momencie rozpoczęcia szturmu generalnego Niemcy dysponowali na tym odcinku co najmniej dwukrotną przewagą w piechocie i sześciokrotną przewagą w artylerii. W dodatku posiadali całkowitą przewagę w powietrzu i cztery dywizje w odwodzie. Nieco mniejsza dysproporcja sił (1,35:2 w piechocie i 2:1 w artylerii) występowała na przedmościu praskim.
21 września z inicjatywy płk. Porwita przystąpiono do organizowania wysuniętej linii obrony na przedpolu, opartej przede wszystkim na starych carskich fortach. Dowódca odcinka „Warszawa–Zachód” liczył, że w momencie rozpoczęcia szturmu generalnego zmusi Niemców do wcześniejszego rozwinięcia sił i będzie mógł określić główne kierunki ich natarcia.
Tymczasem od 18 września Warszawa była intensywnie ostrzeliwana przez ciężką artylerię. 20 września miał również miejsce silny nalot Luftwaffe. Następnego dnia w godzinach popołudniowych ogłoszono czterogodzinne zawieszenie broni, podczas którego miasto opuściło 178 członków korpusu dyplomatycznego i 1,2 tys. cudzoziemców. Po zakończeniu jego obowiązywania niemiecka artyleria i lotnictwo wznowiły ataki na Warszawę. 23 września uległy zniszczeniu główne urządzenia Elektrowni Warszawskiej. W mieście zaczęło brakować prądu, czego efektem było m.in. unieruchomienie radia i drukarni. Następnego dnia, na skutek uszkodzenia Stacji Filtrów oraz uszkodzeń sieci wodociągowej, ustał dopływ bieżącej wody. Położenie ludności cywilnej stawało się coraz bardziej tragiczne. Szpitale były wypełnione rannymi. Na skutek zniszczenia magazynów żywności gwałtownie pogorszyła się sytuacja aprowizacyjna. Rosło zagrożenie wybuchem epidemii. Zaczęło także brakować paliwa dla sprawnych jeszcze pojazdów.
W nocy z 22 na 23 września z lotniska mokotowskiego wystartował samolot myśliwski P.11 pilotowany przez mjr. Eugeniusza Wyrwickiego. Jako pasażer dołączył ppłk. Mateusz Iżycki, który z rozkazu gen. Rómmla miał dotrzeć do kwatery Naczelnego Wodza, zdać relację o sytuacji panującej w Warszawie i uzyskać rozkaz w sprawie kontynuowania obrony lub kapitulacji. Myśliwiec doleciał na Węgry, gdzie obaj oficerowie zostali internowani. Niemniej za pośrednictwem polskiego poselstwa w Budapeszcie wiadomość od Rómmla dotarła do marsz. Rydza-Śmigłego. Ten w odpowiedzi rozkazał, iż „Warszawa winna bronić się tak długo, jak starczy zapasów żywności i amunicji”. Rozkaz ten nigdy nie dotarł do oblężonej stolicy.
W międzyczasie, zarówno na zachodnim, jak i na wschodnim przedpolu, Niemcy podejmowali niewielkie ataki, których celem była poprawa własnych pozycji oraz rozpoznanie stanowisk nieprzyjaciela. Polacy odpowiadali na nie kontratakami i wypadami. W nocy z 22 na 23 września (według innych źródeł: w nocy z 23 na 24 września) żołnierze Batalionu Stołecznego za cenę dużych strat zdobyli i obsadzili fort Blizne. Niemieckie kontrataki, podjęte w ciągu dnia i mające na celu odzyskanie fortu, zostały odparte. 23 września Niemcy podjęli próbę obsadzenia zajezdni tramwajowej „Rakowiec”, z której zostali jednak wyparci przez pluton 4. kompanii 40 pp. Tej samej nocy jednostki wysuniętego ośrodka oporu „Babice” przeprowadziły cztery wypady: na Blizne, Chrzanów Nowy, drogę Blizne–Babice oraz Włochy. Za wyjątkiem wypadu na Włochy, który nie przyniósł większego sukcesu, pozostałe akcje zakończyły się rozbiciem wysuniętych niemieckich placówek.
Na wschodzie oddziały 3 Armii przeprowadziły kilka ataków, których celem było związanie sił obrońców. Najgroźniejszy nastąpił 24 września, gdy silny oddział piechoty przeprowadził uderzenie między Dworcem Wileńskim a Dworcem Wschodnim, zamierzając opanować znajdujący się tam nasyp kolejowy. Niemcom udało się uzyskać efekt zaskoczenia, ostatecznie zostali jednak odparci kontratakiem na bagnety i ponieśli duże straty.
22 września, podczas wizytowania wysuniętego stanowiska w folwarku Lewinów, rykoszetem kuli z polskiego ckm został śmiertelnie zraniony gen. płk Werner von Fritsch, honorowy dowódca 12 pułku artylerii, do 1938 roku naczelny dowódca wojsk lądowych.

### Niemiecki szturm na lewobrzeżną Warszawę

#### 25 września

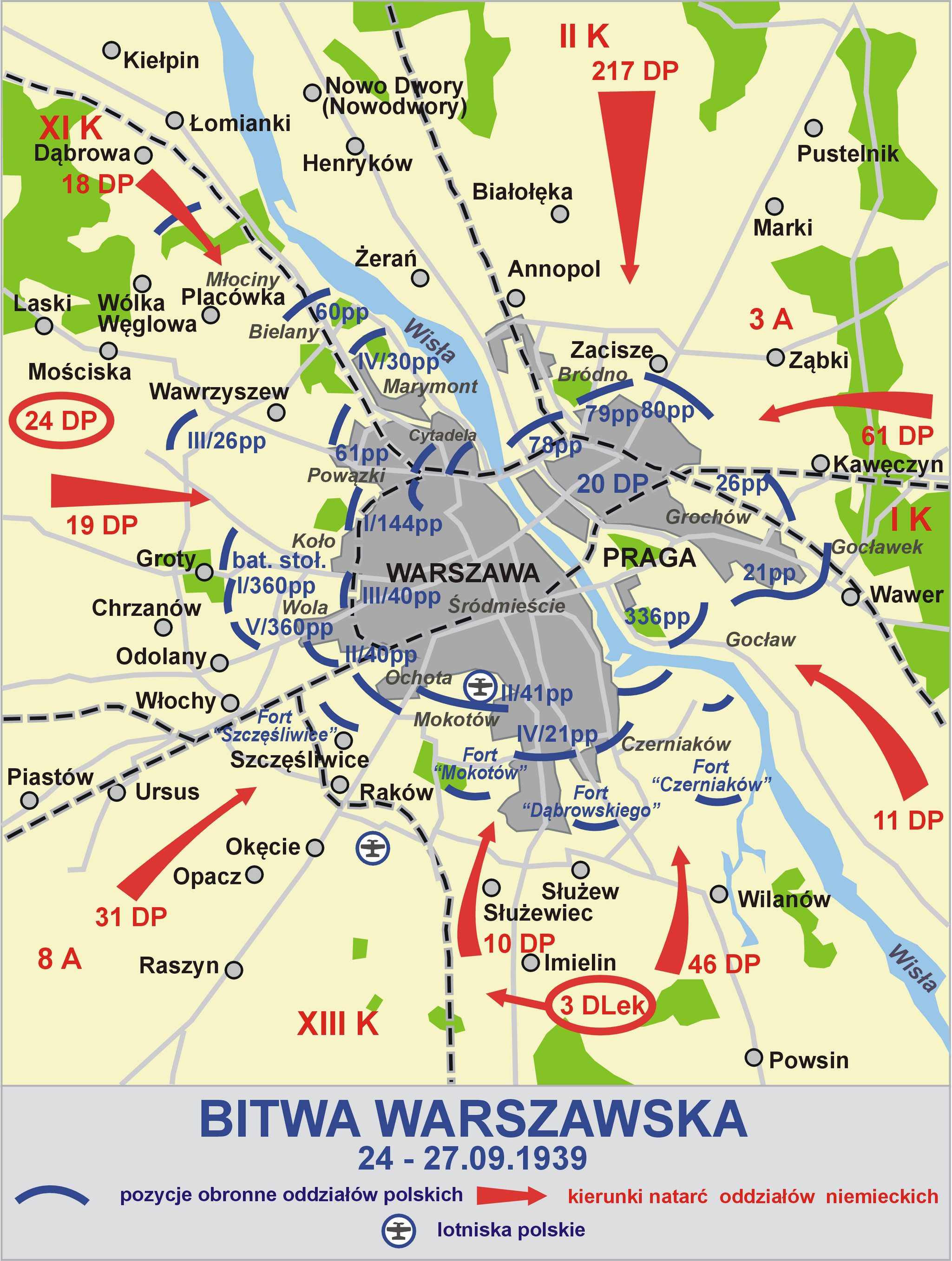
Przebieg ostatniej fazy oblężenia Warszawy

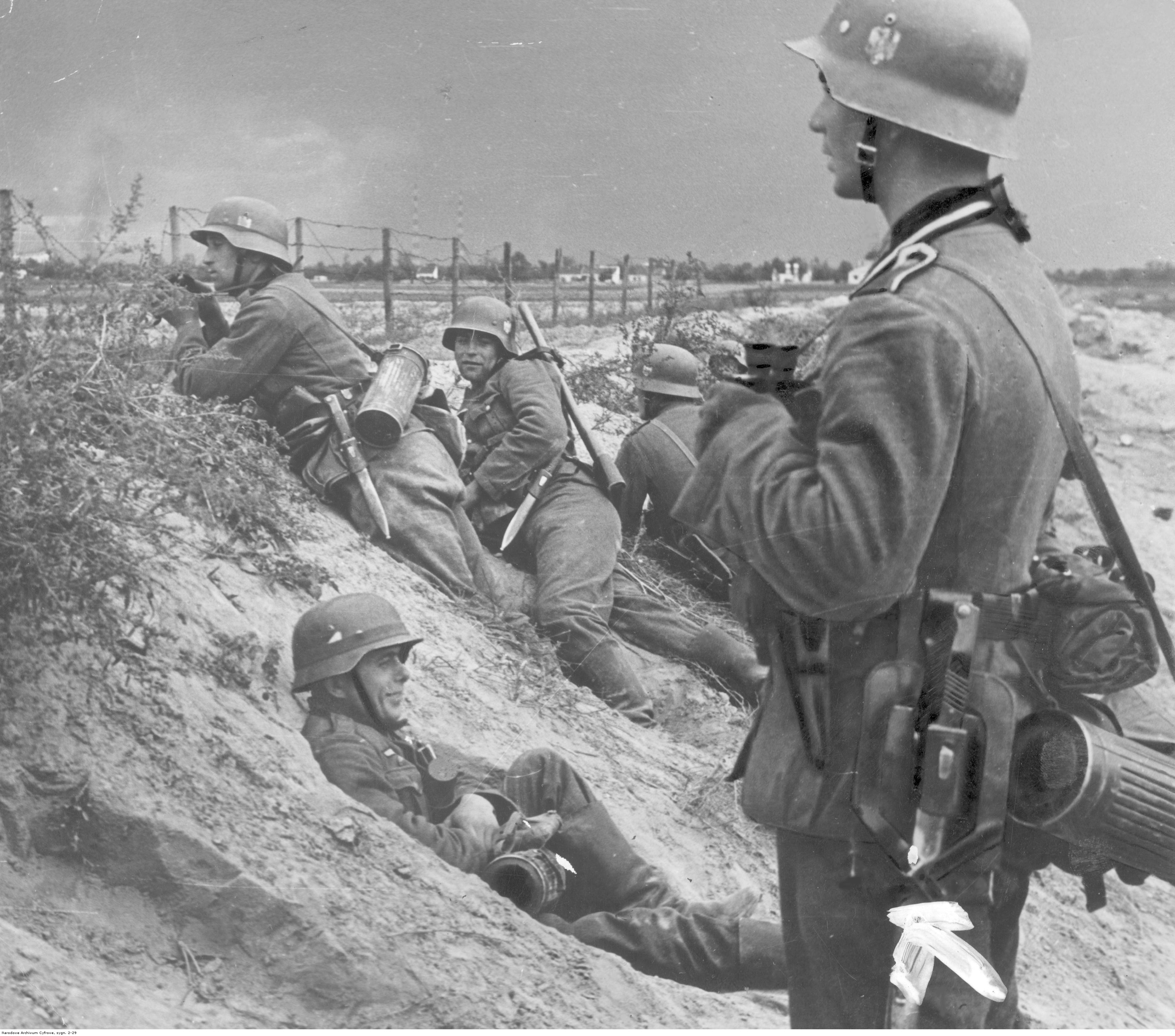
Żołnierze niemieccy w okopach podczas walk o Warszawę

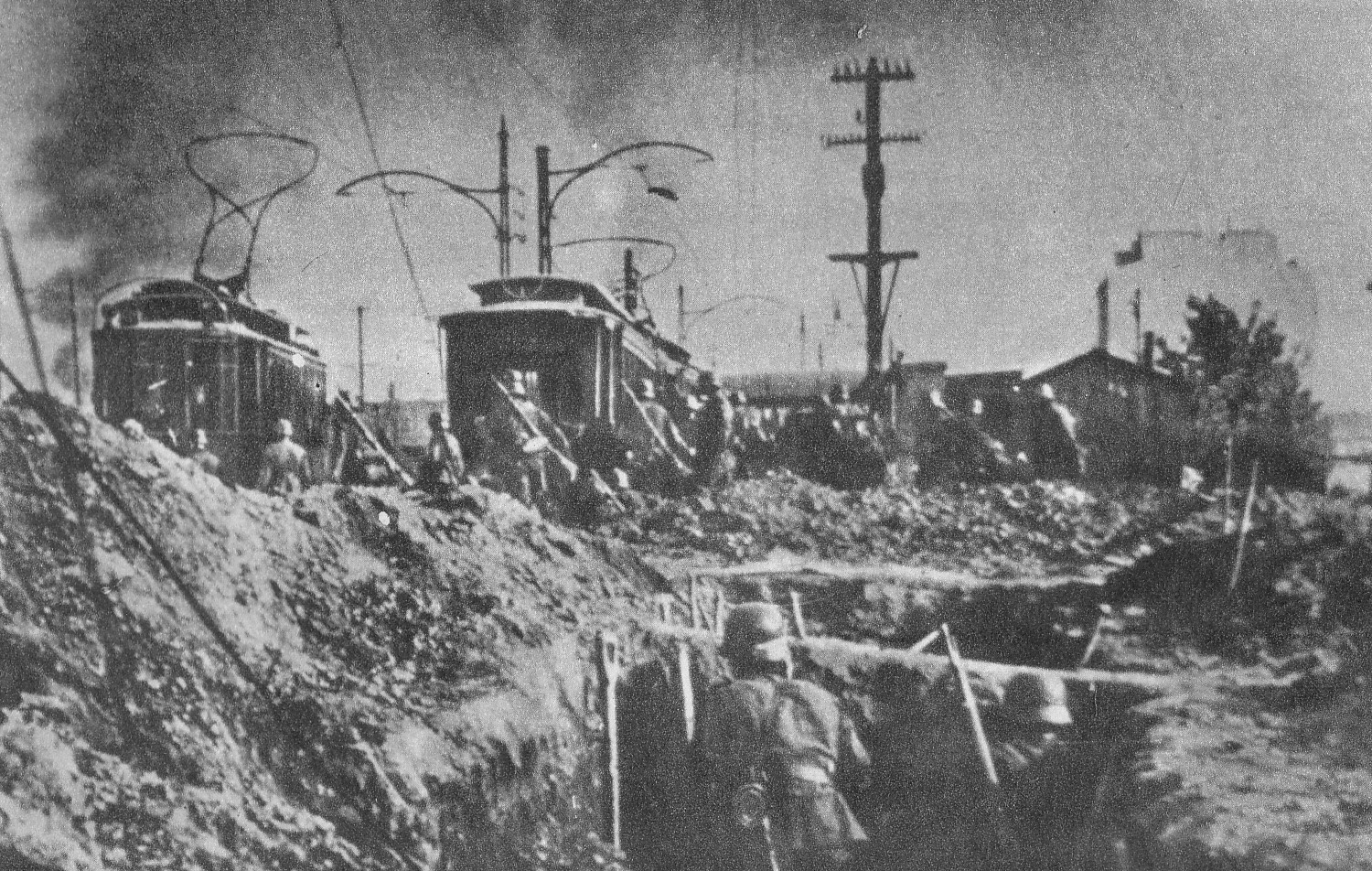
Żołnierze niemieccy przy pętli tramwajowej Opaczewska na ulicy Grójeckiej

25 września miał miejsce najsilniejszy jak dotąd nalot Luftwaffe na Warszawę. Jednocześnie Niemcy rozpoczęli działania naziemne, usiłując wywalczyć dogodniejsze podstawy wyjściowe do szturmu generalnego. Nad ranem grupa szturmowa 73 pp niemieckiej 19 DP wdarła się na teren osiedla łączności Babice, skąd została wyparta kontratakiem III/26 pp pod dowództwem mjr. Jacka Decowskiego. Z kolei 18 DP zaatakowała polskie wysunięte pozycje w fortach Bielany i Wawrzyszew, jednakże natarcie zostało odparte przez żołnierzy 61 pp. Pod Wawrzyszewem Polacy przeszli nawet do kontrataku, który zepchnął Niemców na skraj wsi. Jeszcze tego samego dnia obrońcy byli jednak zmuszeni opuścić fort Bielany. Został on późnym popołudniem obsadzony przez Niemców. Drugi fort był nieustannie ostrzeliwany przez artylerię.
Większe postępy odnotował XIII KA, który nacierał z południa. Jego 10 DP zaatakowała fort Mokotów, broniony przez 3. kompanię IV/21 pp. Niemieccy żołnierze wdarli się na wały, a do wieczora całkowicie zdławili opór obrońców i opanowali fort. Równocześnie 46 DP uderzyła na Czerniaków. Głównym celem natarcia był fort Piłsudskiego, którego broniły pluton strzelecki i 3. szwadron 9 puł oraz placówka oficerska II/360 pp. Po zaciętej walce, która trwała od 12:00 do 19:00, Niemcy zdołali wyprzeć obrońców z terenu fortu. Część polskich żołnierzy była zmuszona skapitulować, gdy budynek koszarowy, w którym się zamknęli, został podpalony przez Niemców przy użyciu miotaczy płomieni.
25 września gen. Blaskowitz wydał rozkaz przeprowadzenia następnego dnia natarcia na Warszawę od południa, po obu stronach Wisły. Był to najprawdopodobniej wstęp do przewidzianego na 27 września szturmu generalnego. Plan Blaskowitza zakładał, że XIII KA ponownie uderzy na Czerniaków, docierając w miarę możliwości do linii: most Poniatowskiego – północny skraj Pola Mokotowskiego – stacja rozrządowa na Ochocie. Po drugiej stronie Wisły I KA z 3 Armii miał przystąpić do natarcia w kierunku północnym, jednak dopiero w momencie, gdy oddziały XIII KA znajdą się na wysokości jego lewego skrzydła. Na północy XI KA miał przeprowadzić jedynie ograniczone ataki, aby uzyskać lepsze pozycje wyjściowe do natarcia.
W nocy z 25 na 26 września oddziały odcinka „Warszawa–Zachód” przeprowadziły kilka wypadów, których celem była poprawa własnego położenia. 61 pp zdołał opanować i obsadzić cmentarz Wawrzyszewski. Z powodu utraty elementu zaskoczenia nie powiódł się natomiast wypad 60 pp na wał fortu Bielany. Najbardziej dramatyczny przebieg miała jednak próba zdobycia fortu Szczęśliwice, podjęta przez I/56 pp i 9. kompanię III/56 pp. Ze względu na powstałe opóźnienie polscy żołnierze wyruszyli do natarcia o brzasku. Zdołali zepchnąć wysunięte niemieckie placówki i osiągnąć skraj wsi Szczęśliwice, tam jednak zalegli pod silnym ostrzałem nieprzyjaciela. Część żołnierzy, których ogień niemieckich moździerzy odciął w rowie melioracyjnym, była zmuszona się poddać. Z wypadu powróciło zaledwie 149 żołnierzy I/56 pp i 20 żołnierzy 9. kompanii. Na Rakowcu Niemcy wyparli polskich obrońców z domu mieszkalnego i części ogrodów folwarku „Agrilu”, niemniej Polacy nadal utrzymywali się na pozostałym terenie folwarku. Na pododcinku „Południe” nie doszedł do skutku wypad 62 pp na Augustówkę i Wilanów, gdyż z powodu zniszczeń i pożarów spowodowanych niemieckim nalotem żołnierze nie zdołali dotrzeć na czas na pozycje wyjściowe. Tej samej nocy pluton Batalionu Stołecznego bez rozkazu opuścił fort Blizne, dzięki czemu nad ranem Niemcy zajęli go bez walki. Za samowolne opuszczenie pozycji dowódca plutonu stanął przed sądem polowym.
Również tej samej nocy z lotniska mokotowskiego odleciało w kierunku Węgier 11 samolotów sportowych i dwa szybowce. Znajdowali się w nich wcześniej wyselekcjonowani, wysoko kwalifikowani piloci, którzy dołączyli później do Polskich Sił Powietrznych na Zachodzie.

#### 26 września

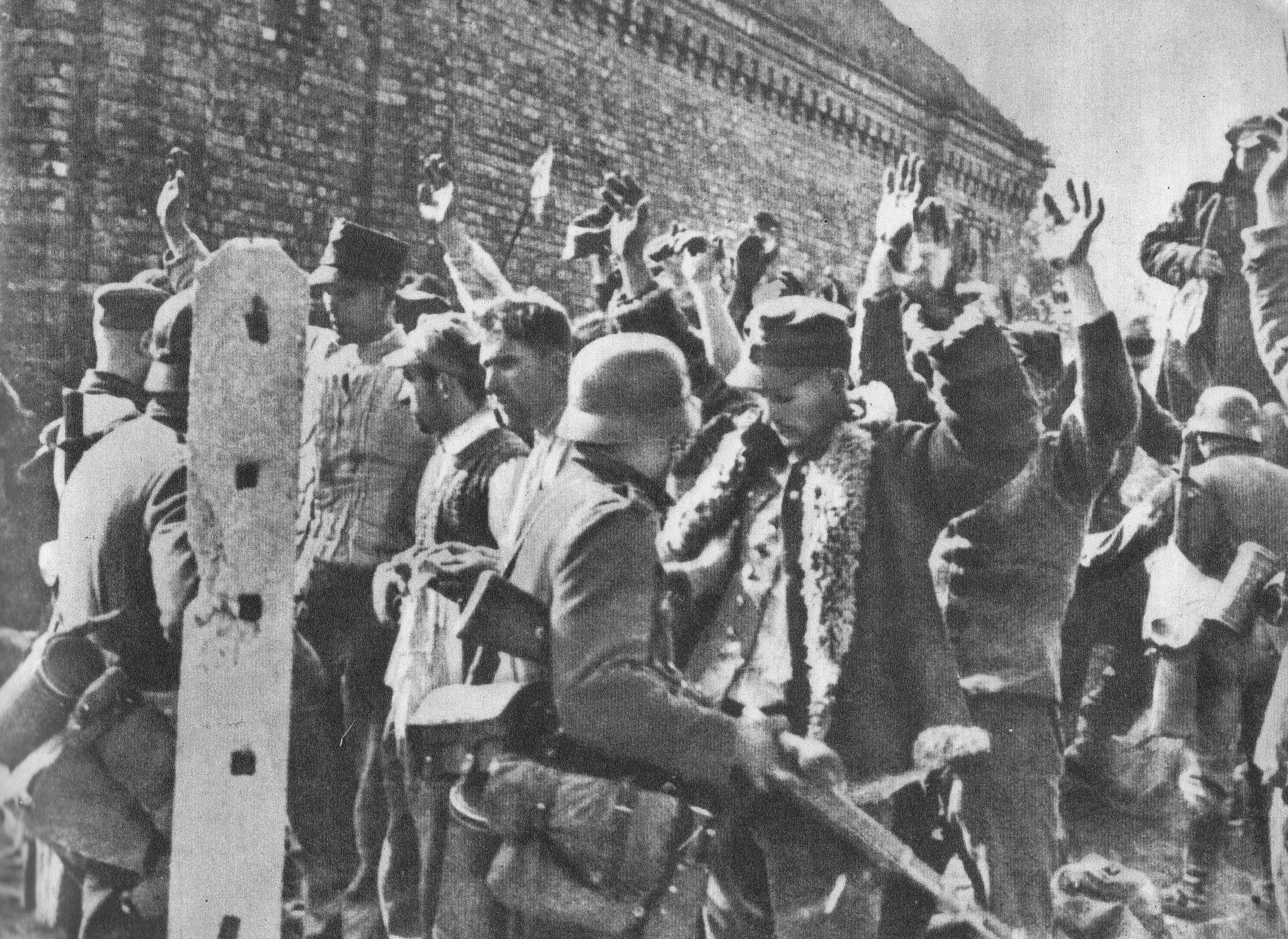
Wzięci do niewoli obrońcy fortu Dąbrowskiego

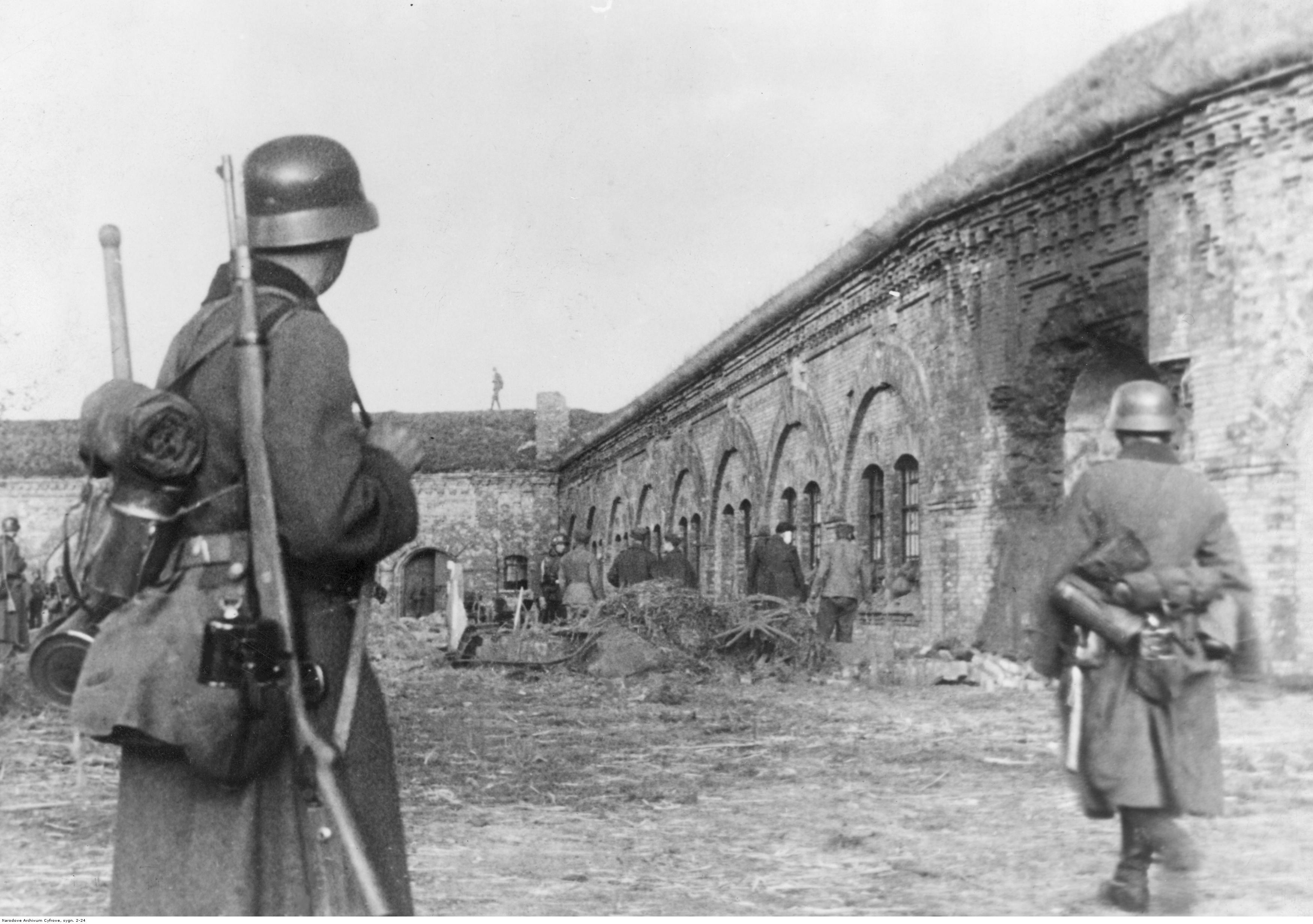
Żołnierze niemieccy w zdobytym forcie Dąbrowskiego

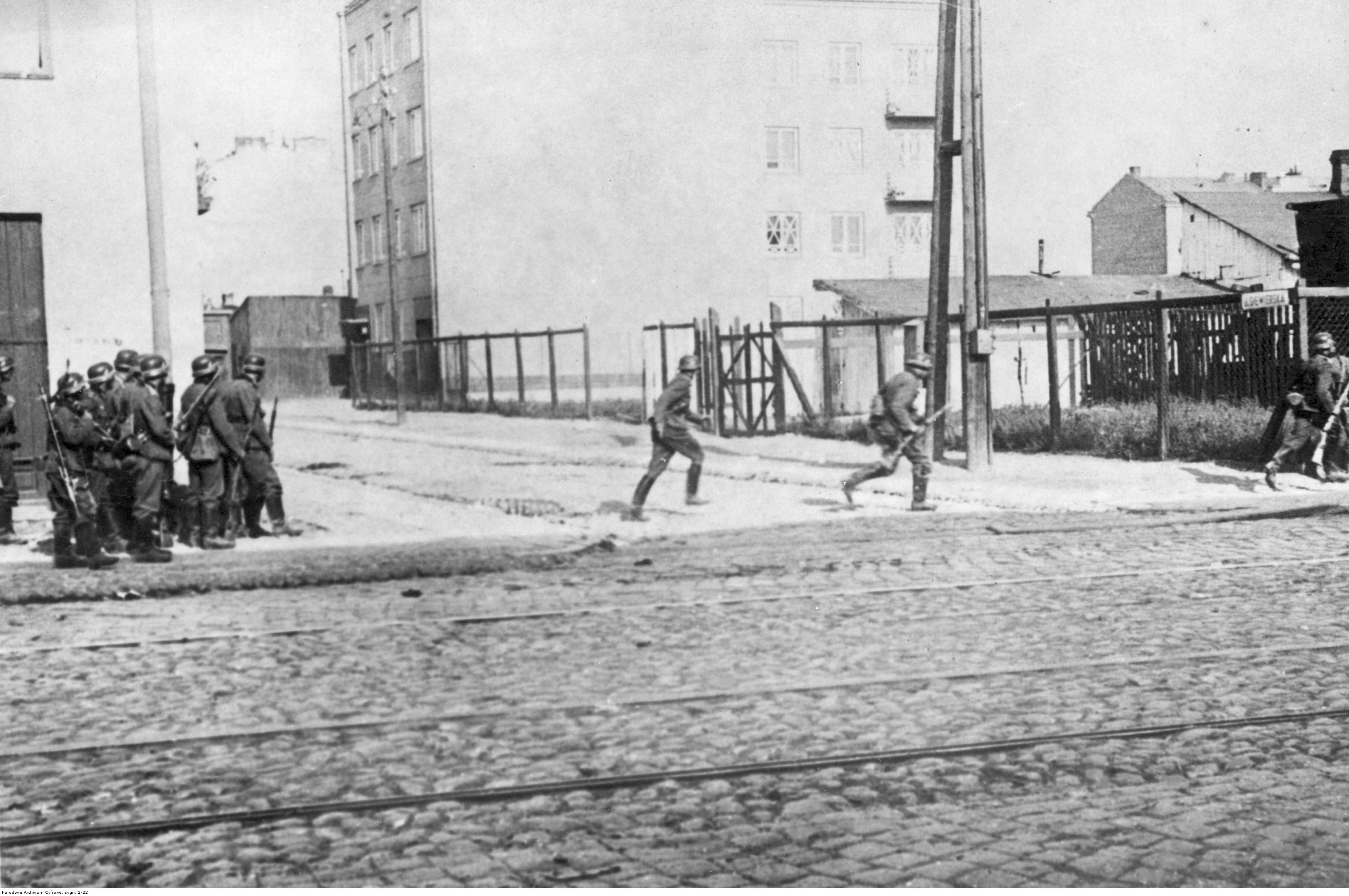
Niemiecka piechota na ulicach Ochoty

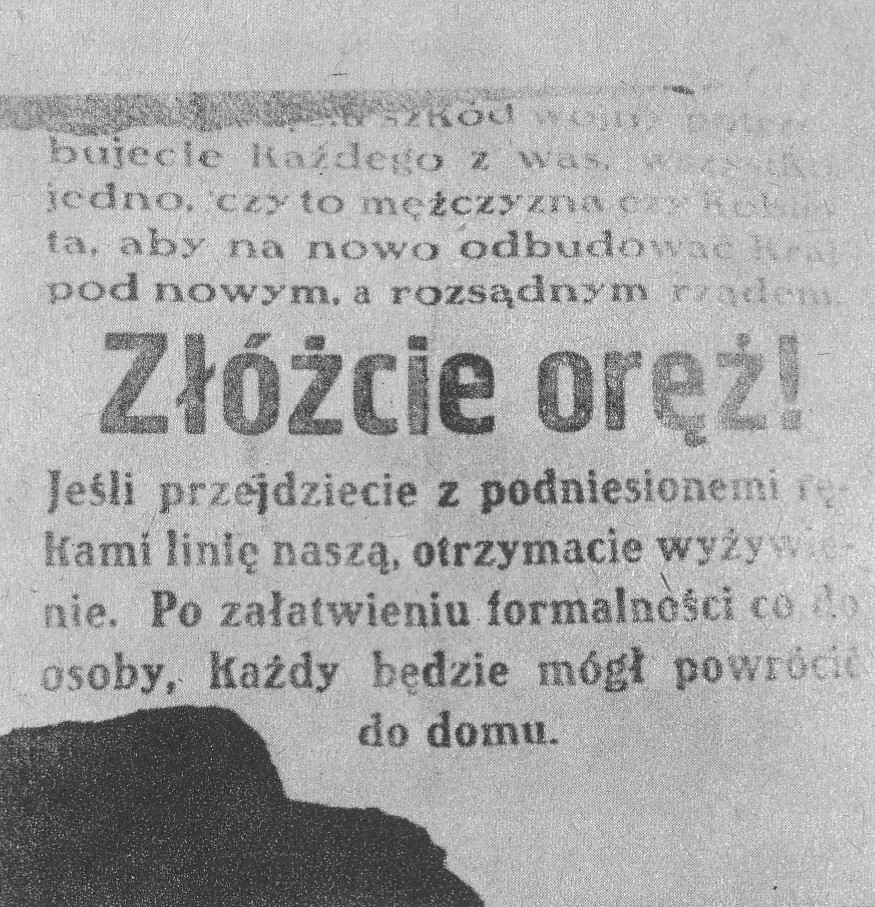
Jedna z ulotek zrzucanych nad miastem przez lotnictwo niemieckie

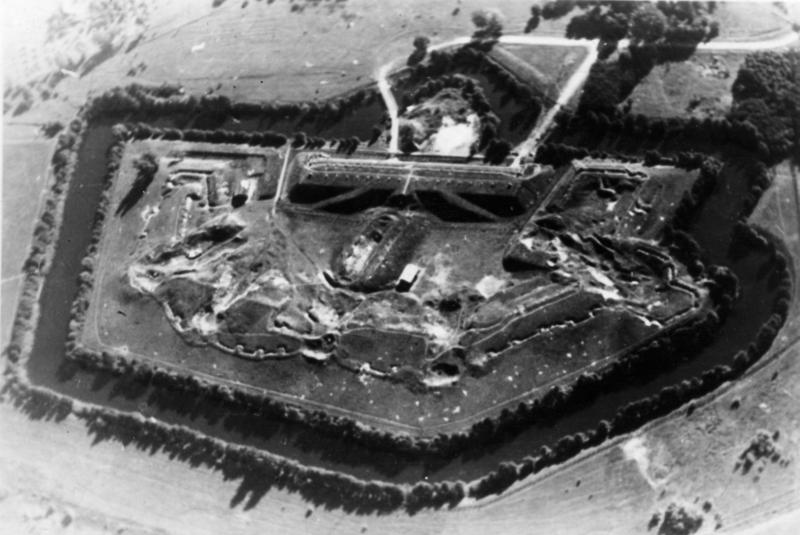
Zbombardowany przez Niemców fort Wawrzyszew

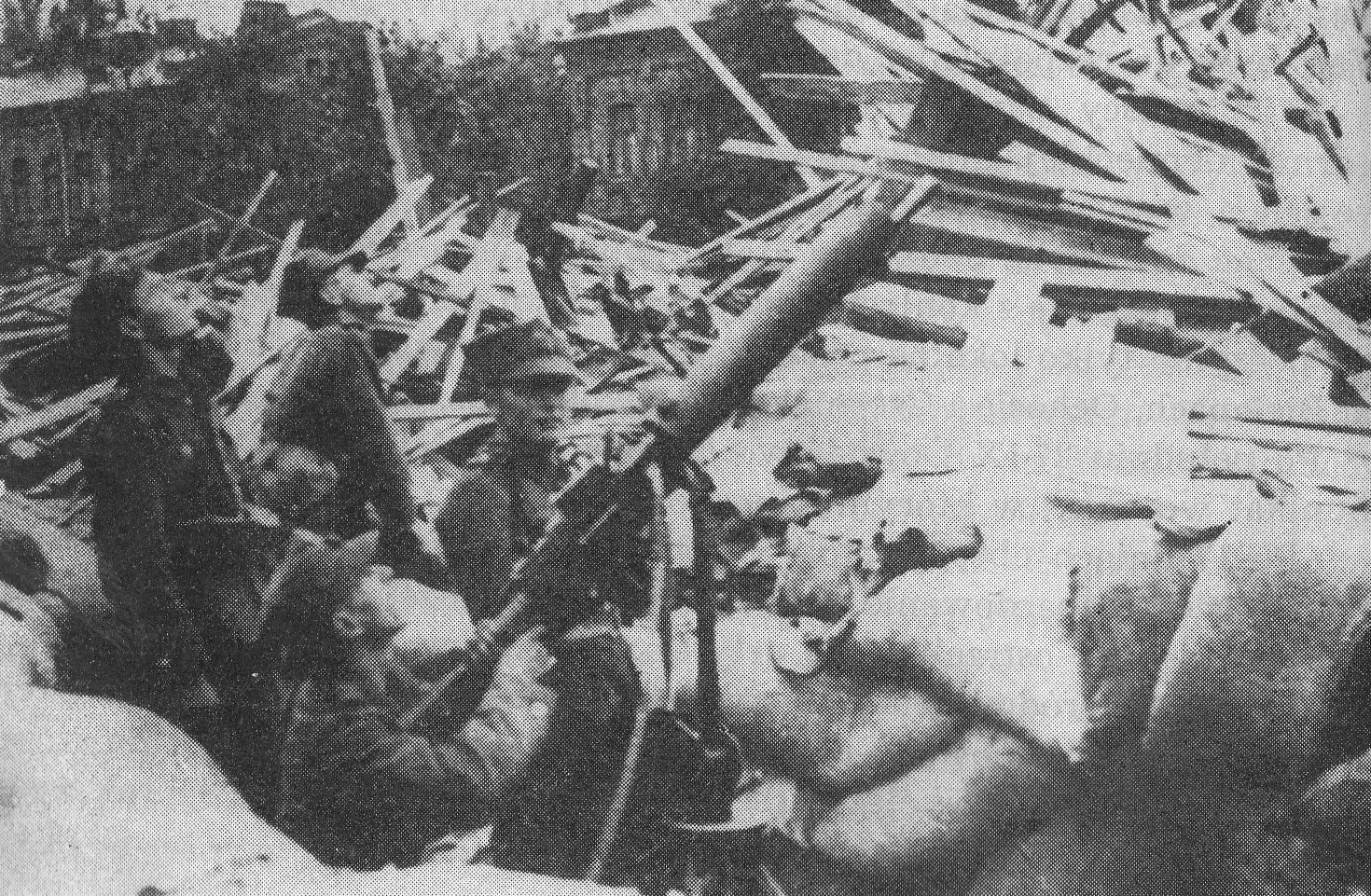
Stanowisko ogniowe polskiego ciężkiego karabinu maszynowego przy ulicy Puławskiej

26 września niemieckie lotnictwo zrzuciło nad miastem ulotki wzywające do kapitulacji. Grożono w nich całkowitym zniszczeniem miasta i zastosowaniem masowych represji wobec ludności, w tym rozstrzelaniem 20 Polaków za każdego zabitego niemieckiego żołnierza.
O godzinie 8:00 rano niemiecka artyleria rozpoczęła przygotowanie artyleryjskie. Następnie 46 DP uderzyła na Czerniaków, a sąsiednia 10 DP – na Mokotów. Po krótkiej, lecz zaciekłej walce 10 DP zdobyła Królikarnię, w której mieścił się polski samodzielny punkt oporu. Jeszcze tego samego dnia Polacy podjęli próbę odzyskania pałacu. Słabo zorganizowany i pozbawiony odpowiedniego wsparcia artylerii kontratak oddziału zbiorczego 27 DP został jednak przez Niemców odparty. Śmiertelne rany odniósł wtedy dowódca pododcinka „Południe” ppłk Kazimierz Galiński. Niepowodzeniem zakończył się również kontratak podjęty nad ranem przez szwadron marszowy 2 pułku szwoleżerów, mający na celu odzyskanie fortu Piłsudskiego. Po siedmiogodzinnej walce polskie uderzenie załamało się w ogniu nieprzyjaciela. Wśród poległych był dowódca szwadronu, rtm. Antoni Wieniawski.
W pasie natarcia 46 DP zaciekłe walki rozgorzały o fort Dąbrowskiego (zwyczajowo nazywany fortem Czerniakowskim). Broniły go 1. kompania II/360 pp oraz 3. kompania batalionu ochotniczego im. Ordona. Przez cały poprzedni dzień fort znajdował się pod ostrzałem artylerii. O godzinie 5:00 Niemcy przeprowadzili przygotowanie artyleryjskie, po czym do szturmu ruszyły pododdziały 72 pp 46 DP, wsparte przez 88. batalion pionierów. Początkowo natarcie grupy szturmowej „Titlus”, posuwającej się wzdłuż ul. Powsińskiej z zamiarem opanowania mostu na fosie otaczającej fort, zostało zatrzymane ogniem polskich ckm-ów. Nie powiodły się także próby sforsowania fosy za pomocą pontonów, podjęte przez pionierów. W tej sytuacji Niemcy skoncentrowali swoje wysiłki na zdobyciu sąsiadującej z fortem kamienicy. Budynek kilkukrotnie przechodził z rąk do rąk. Ostatecznie, po zaciekłej walce na najbliższe odległości, Niemcom udało się opanować kamienicę, obsadzić wały fortu, a następnie wedrzeć się na jego nawierzchnię. Przez otwory wentylacyjne wrzucono do środka granaty ręczne, gaz łzawiący i świece dymne. Polacy nie zaprzestali jednak oporu. W tej sytuacji niemieccy saperzy wykuli w ścianach otwory i założyli ładunki wybuchowe. Ich eksplozja, która nastąpiła około 11:00, spowodowała śmierć około 20 polskich żołnierzy. Pozostali przy życiu obrońcy usiłowali wyrwać się z okrążenia, gdy jednak otworzyli bramę fortu, Niemcy obłożyli ją ogniem broni maszynowej, od którego poległo trzech strzelców, a jeden podoficer został ranny. Około 12:00 załoga fortu skapitulowała. Według źródeł polskich w kazamatach skapitulowało około 60–80 żołnierzy.
Po zdobyciu fortu Niemcy opanowali Miasto-Ogród Czerniaków, rozbijając broniący go ochotniczy batalion kpt. Konstantego Zbijewskiego (on sam popełnił samobójstwo). Nacierające oddziały dotarły w rejon ul. Chełmskiej, osiągając w ten sposób główną linię polskiej obrony. Rezerwowy batalion strzelców z Rembertowa przystąpił do kontrataku, który w ogniu niemieckiej artylerii i piechoty załamał się w rejonie cmentarza Czerniakowskiego. Niemniej na skutek silnego polskiego oporu 46 DP ostatecznie nie zdołała przełamać linii ul. Chełmskiej.
Tymczasem sąsiednia 10 DP kontynuowała natarcie w kierunku Górnego Mokotowa. Zaciekłe walki rozgorzały w rejonie skrzyżowania al. Niepodległości z ul. Ursynowską, a także w rejonie skrzyżowania ulic Puławskiej i Ursynowskiej. Na pierwszej z tych pozycji niemieckie włamanie, które powstało na odcinku od ul. Odyńca po ul. Ursynowską, zostało zlikwidowane kontratakiem IV/21 pp. Niemcy stracili 3 czołgi i 2 lżejsze wozy pancerne, a także wielu zabitych i rannych.
Tego dnia zaciekłe walki toczyły się również na Ochocie. Około godziny 9:00 niemiecka artyleria ostrzelała polskie pozycje, a pół godziny później do natarcia przystąpił 82 pp 31 DP. Niemcy nacierali na odcinku od linii średnicowej (po obu jej stronach) po al. Żwirki i Wigury. Na prawym skrzydle zdołali ostatecznie opanować folwark „Agrilu”, a następnie uderzyli na pozycje II/41 pp przy ul. Opaczewskiej i al. Żwirki i Wigury. Mimo poważnych strat II/41 pp utrzymał swoje pozycje a Niemcy nie odnotowali tu żadnych postępów. Bardziej dramatyczny przebieg miała walka na lewym skrzydle, na odcinku bronionym przez II/40 pp. Ogień niemieckiej artylerii zadał bowiem ciężkie straty 4. i 6. kompanii tego batalionu, a dzięki wcześniejszemu opanowaniu przedpola, nieprzyjaciela dzieliła niewielka odległość od polskich pozycji. Co więcej, Niemcy do osłony swoich czołgów użyli tam „żywych tarcz” w postaci polskich jeńców. Po trwającej blisko półtorej godziny walce zdziesiątkowana 4. kompania była zmuszona się wycofać. Sąsiednia 6. kompania 41 pp, która dotąd skutecznie broniła wlotu ul. Grójeckiej, musiała w tej sytuacji zagiąć swoje prawe skrzydło i oprzeć je o zabudowania ul. Przemyskiej. Tymczasem na ul. Częstochowskiej polskie oddziały odwodowe – 9. kompania 360 pp, kompania batalionu ochotniczego im Ordona, pluton 6. kompanii 40 pp – poniosły duże straty, usiłując powstrzymać niemieckie natarcie. Około 11:30 poległ dowódca II/40 pp mjr Antoni Kassian. Polska obrona zaczęła się chwiać. W tym krytycznym momencie ppłk. Józef Kalandyk rzucił do kontrataku odwodowy III/56 pp. Około 15:00 Polacy odzyskali linię ul. Częstochowskiej i ustabilizowali front.
Na linii kolei średnicowej broniła się 5. kompania II/40 pp. Na skutek przewagi przeciwnika została zmuszona do odwrotu, aczkolwiek nie uległa dezorganizacji. Niemcom udało się opanować parowozownię na Szcześliwicach. Ciężar obrony Czystego wzięły na siebie dwa plutony 6. kompanii 40 pp, które za cenę 60% strat zatrzymały Niemców na wysokości ul. Kopińskiej. Dowódca 5. kompanii por. Jan Jeleń zorganizował kontratak celem odzyskania parowozowni. Zakończył się on niepowodzeniem, jednakże doprowadził do zatrzymania niemieckiego natarcia. Sytuacja na tym odcinku ustabilizowała się ostatecznie po przybyciu odwodowej 9. kompanii 40 pp. W międzyczasie Polacy podjęli jeszcze dwie próby odzyskania parowozowni. W pierwszym ataku wziął udział improwizowany oddział złożony z plutonu pionierów i części kompanii administracyjnej 40 pp, w drugim – Lotniczy Oddział Szturmowy, 3 kompania IV/360 pp i pluton tankietek. Oba zakończyły się niepowodzeniem. Lotnicy wdarli się co prawda na teren parowozowni, zostali jednak wyparci i zdziesiątkowani. Dopiero czwarty wypad, który brawurowo poprowadził pod osłoną nocy dowódca 8. kompanii 40 pp, por. Zdzisław Pacak-Kuźmirski, doprowadził do odzyskania budynku.
Tego dnia walki toczyły się również na pododcinku „Północ”, miały jednak znacznie mniej intensywny charakter. W godzinach porannych grupa szturmowa 51 pp 18 DP zdołała za cenę dużych strat zdobyć fort Wawrzyszew. Do niewoli trafiło 80 polskich żołnierzy. Zacięte walki toczyły się o wieś Blizne, której bronił Batalion Stołeczny. Po śmierci jednego z dowódców kompanii polska obrona zaczęła się załamywać, dowódca batalionu mjr. Józef Spychalski przełamał jednak kryzys, osobiście prowadząc żołnierzy do kontrataku. Ostatecznie Polacy zdołali się utrzymać we wschodniej części wsi.
Na Pradze Niemcy nie podejmowali poważniejszych działań, ograniczając się do silnego ostrzeliwania polskich pozycji ogniem artylerii.

#### 27 września

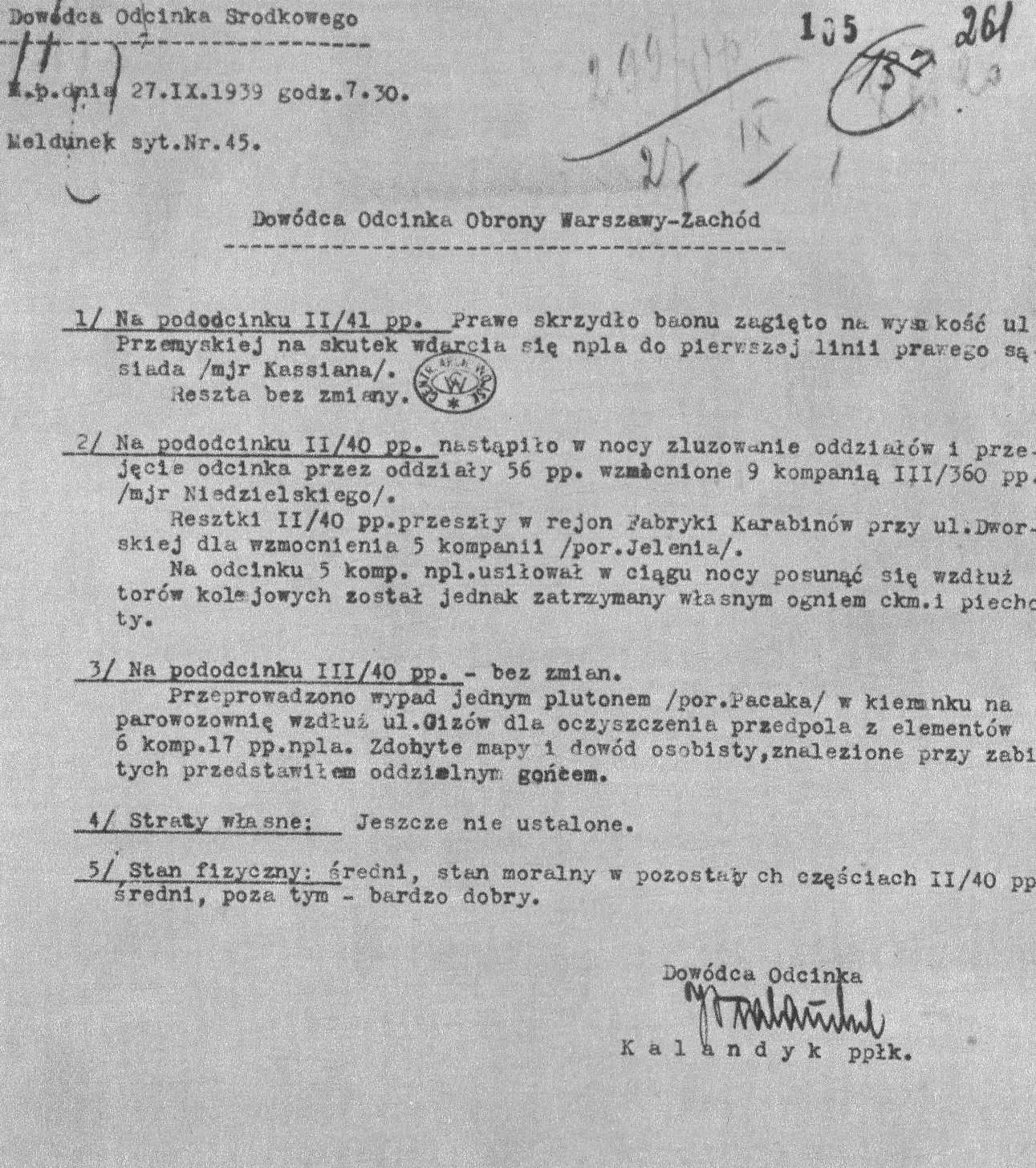
Meldunek dowódcy odcinka „Zachód” ppłk. Józefa Kalandyka z 27 września 1939 roku

27 września o godzinie 6:20 Niemcy wznowili szturm. Na pododcinku „Północ” 18 DP zdołała opanować Las Bielański wraz z zespołem klasztornym Zgromadzenia Księży Marianów. Żołnierze polskiego 60 pp utrzymali się natomiast na północnym skraju Centralnego Instytutu Wychowania Fizycznego. 61 pp mimo ciężkich strat utrzymał pozycje w rejonie Wawrzyszewa. W pasie natarcia sąsiedniej 19 DP Niemcom udało się zdobyć bronione od wielu dni Boernerowo. Do niewoli trafiło wielu żołnierzy III/26 pp, w tym jego dowódca mjr Jacek Decowski. W polskich rękach pozostawał nadal fort Bema. Zgrupowanie ppłk. Okulickiego stoczyło zaciętą walkę o Górce, z których Niemcy wypchnęli ostatecznie jedną z kompanii Batalionu Stołecznego. Zaplanowany przez dowódcę zgrupowania kontratak nie doszedł do skutku z powodu ogłoszonego niedługo później zawieszenia broni.
Na pododcinku „Południe” niemiecka 46 DP zaatakowała polskie pozycje na Sielcach. Najcięższe walki toczyły się w rejonie ul. Belwederskiej. Niemcy zostali tam odrzuceni kontratakiem na bagnety, który przeprowadził odwodowy III/145 pp. Za cenę dużych strat odparto także ataki 10 DP na polskie pozycje na Górnym Mokotowie.
Na Ochocie ppłk Józef Kalandyk podjął próbę odzyskania utraconej poprzedniego dnia pierwszej pozycji obronnej przy ul. Opaczewskiej. Rozpoczęty o poranku kontratak odwodowego 29 pp pozwolił odzyskać rejon Dworca Zachodniego (aż po tunel pod torami) oraz nawiązać styczność z prawym skrzydłem 56 pp przy ul. Częstochowskiej. Dalsze natarcie załamało się jednak w ogniu nieprzyjaciela. Polacy stracili około 20–30 zabitych. Ostatecznie 29 pp obsadził pozycje obronne na linii: wylot ul. Białobrzeskiej – ul. Częstochowska – Dworzec Zachodni.
Na prawym brzegu Wisły oddziały 3 Armii nadal ograniczały się do pozorowania działań zaczepnych. W nocy Niemcy przeprowadzili słabe ataki na folwarki Antoninów i Dotrzyma, które zostały odparte. W ciągu dnia dwie kompanie piechoty wspartej czołgami zaatakowały Saską Kępę, lecz również to natarcie zakończyło się niepowodzeniem. Polacy odpowiedzieli kilkoma wypadami na przedpolu.
Tego dnia o godzinie 12:00 na rozkaz gen. Czumy oddziały załogi Warszawy przerwały działania bojowe.

## Bombardowanie Warszawy

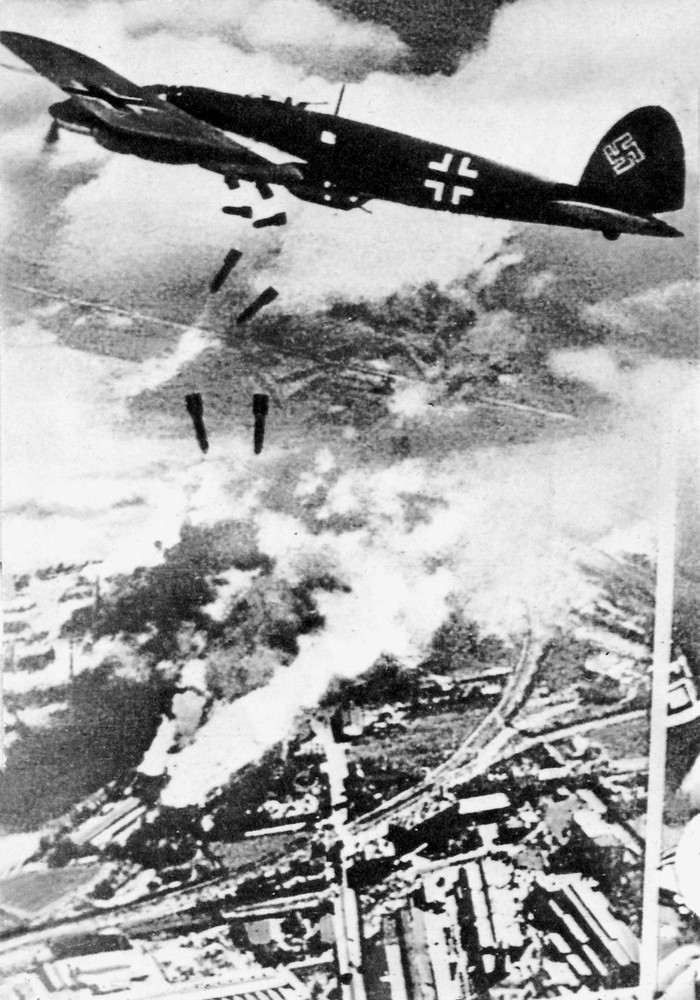
Niemiecki bombowiec He 111 nad Warszawą

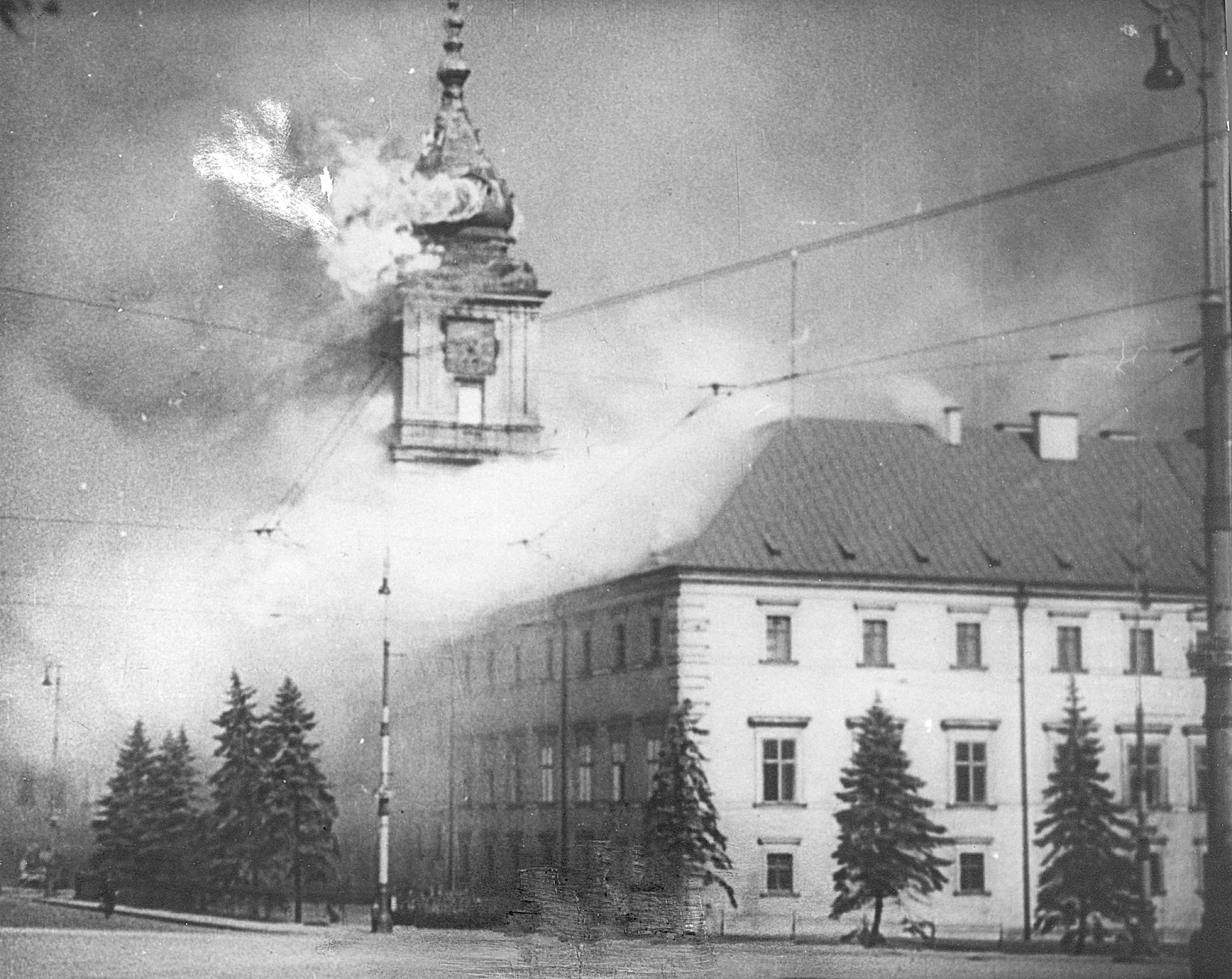
Płonący Zamek Królewski, 17 września 1939

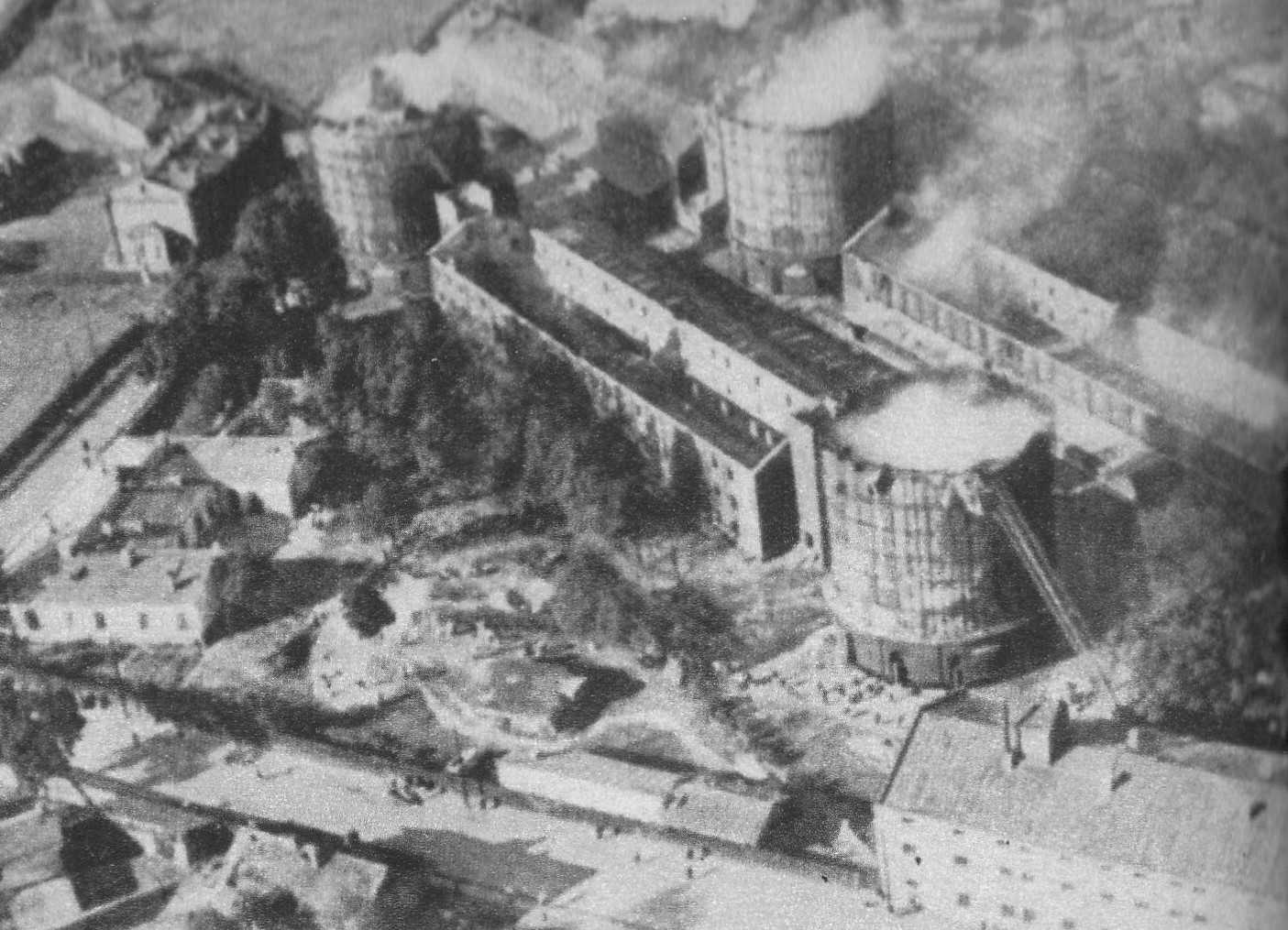
Zbombardowane elewatory zbożowe przy ul. Bema

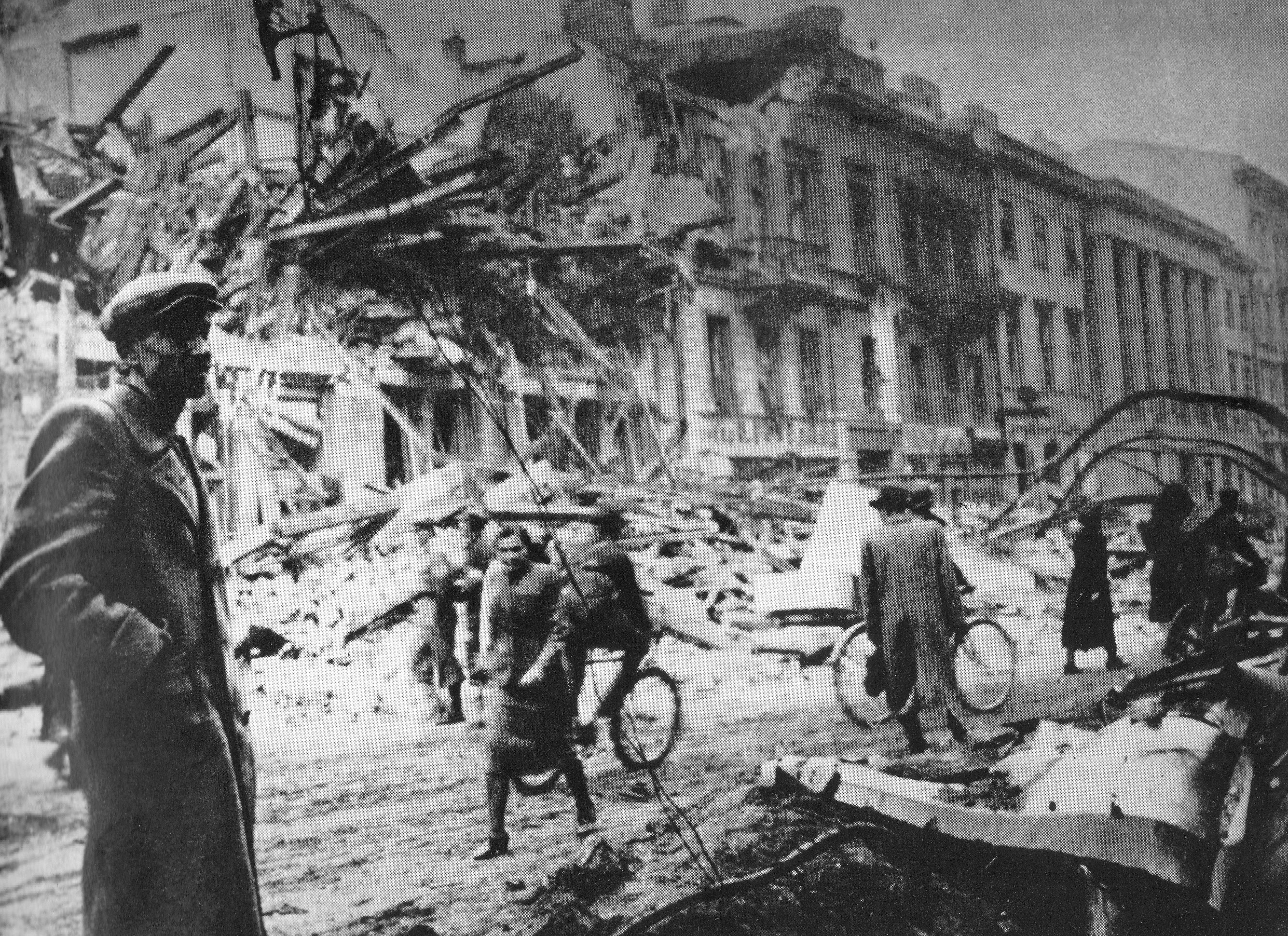
Zniszczone budynki przy ulicy Nowy Świat

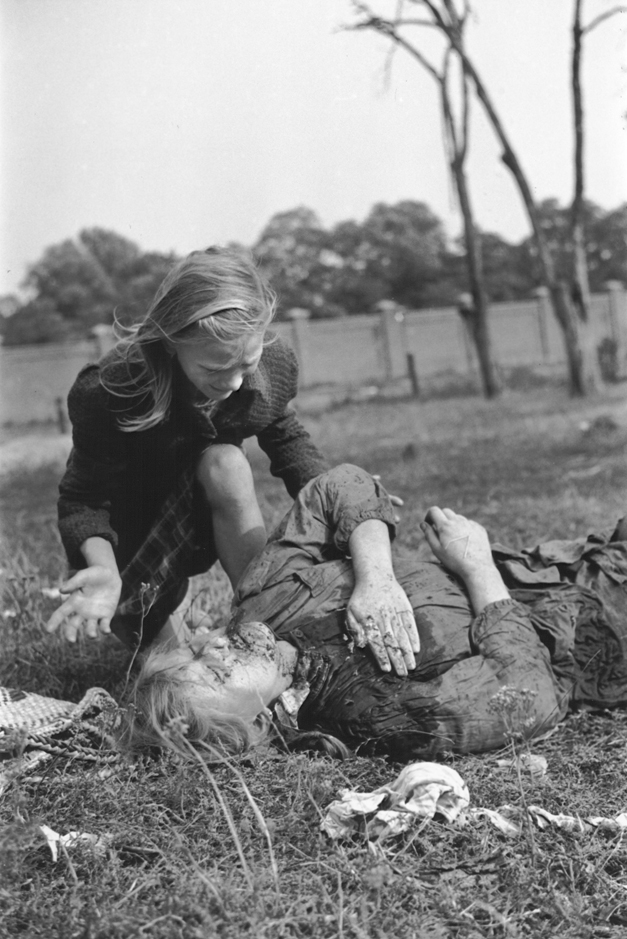
Kazimiera Kostewicz rozpaczająca nad zwłokami swej starszej siostry Anny, zabitej ogniem broni pokładowej z niemieckiego samolotu

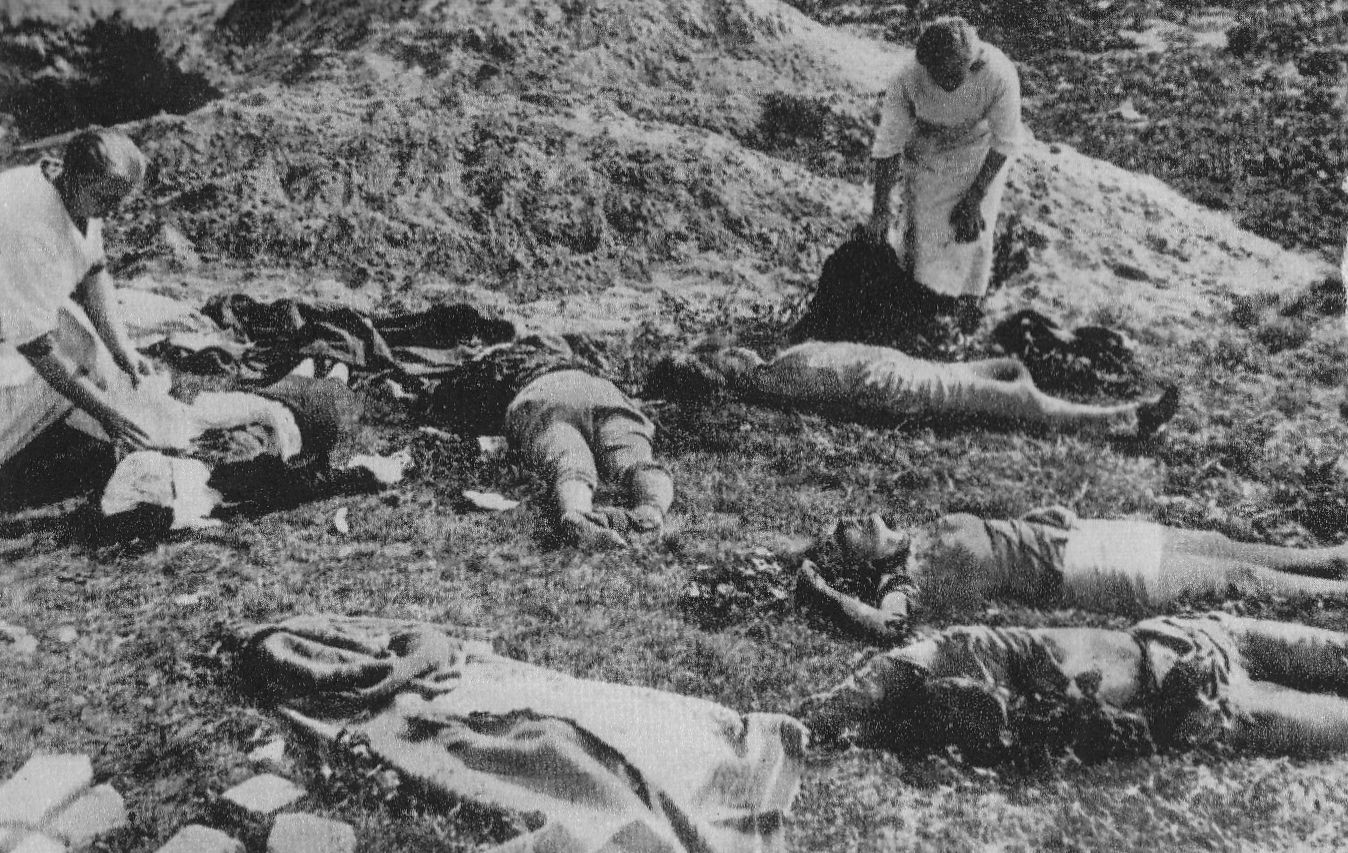
Ofiary nalotu przy ul. Ostroroga

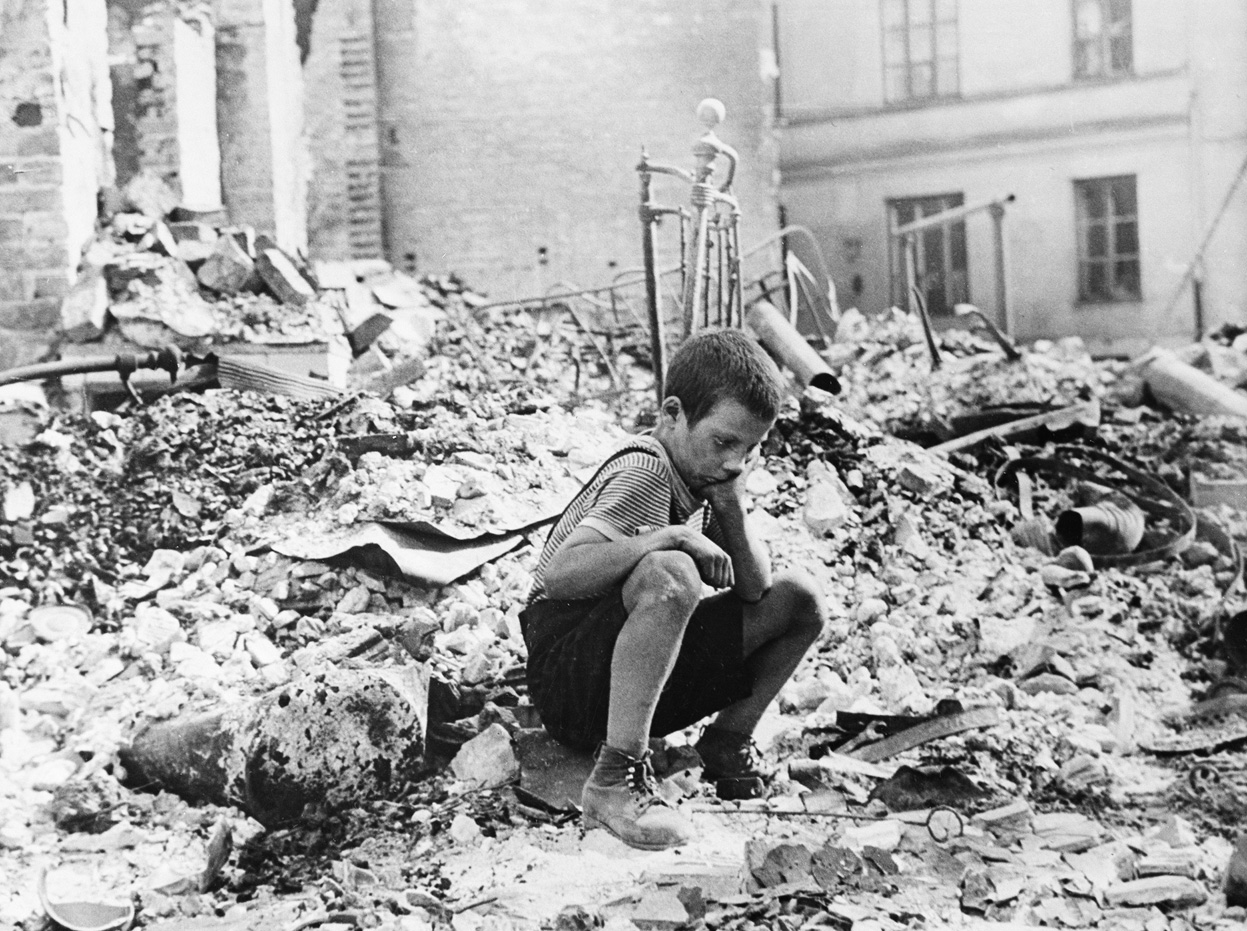
Ryszard Pajewski na gruzach rodzinnego domu

Przewidując, że Warszawa stanie się obiektem silnych nalotów Luftwaffe, polskie dowództwo zorganizowało w stolicy najsilniejszy ośrodek obrony przeciwlotniczej w skali całego kraju. Jego dowódcą był płk Kazimierz Baran. Czynna OPL stolicy dysponowała: 72–74 armatami plot. kal. 75 mm, 24–30 armatami plot. kal. 40 mm, 4–7 kompaniami przeciwlotniczych karabinów maszynowych, 1–3 kompaniami reflektorów przeciwlotniczych oraz 40 balonami zaporowymi. Było to aż 19% artylerii przeciwlotniczej, która we wrześniu 1939 roku pozostawała w dyspozycji Wojska Polskiego. Dodatkowym elementem była tzw. bierna obrona przeciwlotnicza, do której zadań należało gaszenie pożarów, ratowanie zasypanych, zabezpieczanie zakładów przemysłowych i budynków użyteczności publicznej, usuwanie gruzów itp.
Jednocześnie zadanie obrony Warszawy z powietrza powierzono jedynemu w Wojsku Polskim taktycznemu związkowi lotnictwa myśliwskiego, tj. Brygadzie Pościgowej pod dowództwem płk. Stefana Pawlikowskiego. Od 29 sierpnia operowała ona z lotnisk polowych w Zielonce i Poniatowie, a od 3 września z lotnisk polowych w Radzikowie i Zaborowie. W momencie wybuchu wojny liczyła 53 samoloty myśliwskie (43 P.11 i 10 P.7). Tym samym do obrony stolicy zaangażowano 33% polskiego lotnictwa myśliwskiego.
W pierwszych dniach wojny Brygada Pościgowa i naziemna OPL stosunkowo skutecznie odpierały naloty Luftwaffe. Polscy piloci zgłosili wtedy zestrzelenie 37 samolotów nieprzyjaciela. Według starszych polskich źródeł Brygada Pościgowa, walcząc w obronie Warszawy, miała zestrzelić 43 niemieckie samoloty na pewno oraz 9 prawdopodobnie. Jerzy Cynk szacował, że między 1 a 6 września Brygada Pościgowa zestrzeliła 30,5 niemieckich samolotów, z czego 26,5 bezpośrednio w obronie Warszawy. Leksykon Warszawa Walczy 1939–1945 podaje, że Brygada Pościgowa uzyskała 30 pewnych zestrzeleń. Z kolei według Dariusza Kalińskiego, w walkach z polskimi myśliwcami nad Warszawą Luftwaffe straciła 15 samolotów zniszczonych bezpowrotnie oraz kilkanaście ciężko uszkodzonych. Straty własne Brygady wyniosły 34 lub 36 myśliwców: zniszczonych lub uszkodzonych w stopniu nie nadającym się do remontu (odpowiednio 60% lub 68% stanu wyjściowego). Poległo lub zaginęło pięciu polskich pilotów, a dziesięciu zostało rannych. Z kolei artyleria przeciwlotnicza oraz przeciwlotnicze karabiny maszynowe miały, według meldunków Ośrodka OPL „Warszawa”, zestrzelić nad stolicą 97 samolotów w całym okresie niemieckiego oblężenia. Marian Porwit szacował, że ogień z ziemi strącił 106 nieprzyjacielskich samolotów, podczas gdy Janusz Kowalski i Józef Kazimierz Wroniszewski szacowali straty Luftwaffe na skutek ognia z ziemi znacznie niżej, tj. na około 60 lub 56 samolotów.
Po południu 6 września Brygada Pościgowa otrzymała rozkaz dyslokacji do węzła lotnisk w rejonie Lublina. Prawdopodobnie jeszcze tego samego wieczora udały się tam zarówno myśliwce, jak i rzuty kołowe obu dywizjonów (część źródeł podaje, że rzuty powietrzne odleciały dopiero nad ranem 7 września). Cały ciężar obrony stolicy przed atakami z powietrza spadł na artylerię przeciwlotniczą. Tymczasem między 3 a 5 września ewakuowano na wschód blisko 50% armat przeciwlotniczych, w tym nawet baterie półstałych armat kal. 75 mm, których przydatność w walce manewrowej była niewielka. Według meldunku płk. Barana z 6 września, w Warszawie pozostało zaledwie pięć baterii armat kal. 75 mm, 12 plutonów armat kal. 40 mm i pięć kompanii przeciwlotniczych karabinów maszynowych. Tadeusz Jurga szacował, że w wyniku wycofania Brygady Pościgowej, a także ewakuacji znacznej liczby armat plot., balonów zaporowych i reflektorów, skuteczność polskiej OPL zmniejszyła się o co najmniej 75%.
W tej sytuacji Luftwaffe mogła bombardować Warszawę niemalże bezkarnie. Szczególnie silne naloty miały miejsce 4, 8, 9, 10, 13, 17, 20, 24 września. Począwszy od 8 września, Warszawa była również ostrzeliwana przez niemiecką artylerię polową, a od 11 września – przez artylerię ciężką. Niemiecka artyleria prowadziła ostrzał miasta zarówno w dzień, jak i w nocy.
8 września w ogniu stanął jeden ze zbiorników gazu na Woli. W konsekwencji prezydent Starzyński był zmuszony podjąć decyzję o unieruchomieniu następnego dnia Gazowni Miejskiej. 17 września na skutek niemieckiego ostrzału w płomieniach stanął Zamek Królewski (uległ zniszczeniu w 80%). 23 września na skutek zniszczenia głównych urządzeń Elektrowni Warszawskiej miasto zostało pozbawione dostaw prądu. Konsekwencją było unieruchomienie radia i drukarni oraz poważne utrudnienia w funkcjonowaniu szpitali. Następnego dnia, na skutek uszkodzenia Stacji Filtrów oraz zniszczeń w sieci wodociągowej, ustał dopływ bieżącej wody, co m.in. uniemożliwiło skuteczną walkę z pożarami. Strażacy próbowali czerpać wodę z Wisły i przepompowywać ją w miejsca pożarów, jednak skuteczność tych działań była niewielka. Na skutek nalotów lotniczych i ostrzału artyleryjskiego położenie ludności cywilnej stało się tragiczne. Szpitale były wypełnione rannymi. Zniszczenie wielu magazynów przełożyło się na gwałtowne pogorszenie sytuacji aprowizacyjnej. Unieruchomienie central telefonicznych spowodowało, że Komisariat Cywilny i Zarząd Miejski były zmuszone posługiwać się gońcami. Ulice stawały się stopniowo nieprzejezdne z powodu zwałów gruzu i lejów po bombach.
Niemieccy lotnicy nie ograniczali się do atakowania celów militarnych, lecz bombardowali i ostrzeliwali także cele cywilne, w tym szpitale, kościoły, instytucje kultury oraz obiekty zabytkowe. Świadkowie wspominali, że upublicznianie adresów szpitali lub oznaczanie ich znakami Czerwonego Krzyża nie tylko nie zapobiegało atakom, lecz wręcz wzmagało ostrzał artyleryjski i bombardowania z powietrza. O tym, iż niemieckie naloty miały terrorystyczny charakter, świadczyć może m.in. fakt, że większe straty spowodowały one w centrum miasta, niż w dzielnicach podmiejskich, które leżały bliżej linii frontu. Celem ataków lotnictwa i artylerii stał się m.in. Zamek Królewski, będący siedzibą prezydenta i stanowiący symbol polskiej państwowości. Silnie bombardowano również obiekty pochodzące z epoki nowożytnej – reprezentujące styl klasycystyczny, wolne od wpływów niemieckich, podnoszące rangę stolicy (m.in. Teatr Wielki, Filharmonia Narodowa, zabudowania Uniwersytetu Warszawskiego, pałace przy pl. Bankowym). Celem ataków Luftwaffe stała się ponadto zamieszkiwana przez Żydów dzielnica północna. Co charakterystyczne, szczególnie silnie bombardowano ją w dniach, w których przypadały żydowskie święta religijne: Rosz ha-Szana (13 września) i Jom Kipur (23 września). Niemieccy lotnicy nie tylko bombardowali miasto, lecz również ostrzeliwali ludność z broni pokładowej, obierając za cel m.in. strażaków gaszących pożary, uchodźców na drogach wylotowych czy kobiety kopiące kartofle na polach.
Najsilniejszy nalot nastąpił 25 września. Dzień ten przeszedł do historii stolicy jako „lany poniedziałek”, „czarny poniedziałek” lub „krwawy poniedziałek”. Miasto było bombardowane przez około 430 samolotów, które wykonały 1176 lotów bojowych. Na Warszawę zrzucono wtedy 486 ton bomb burzących (według innych źródeł – 560 ton), a także ok. 72 tony bomb zapalających. Był to najsilniejszy nalot w dotychczasowej historii wojen, a zarazem największy atak Luftwaffe na pojedyncze miasto do czasu bombardowań Stalingradu w 1942 roku. Szacuje się, że tego dnia zginęło od 5 do 10 tys. osób, a nawet do 35 tys. odniosło rany. Wybuchło około 200 pożarów, a funkcjonowanie miasta zostało sparaliżowane. W płomieniach stanął m.in. szpital św. Ducha, w którym śmierć poniosło około 300 pacjentów i pracowników, oraz budynek główny Szpitala Dzieciątka Jezus, w którym zginęło około 350 pacjentów i 50 członków personelu. W zbombardowanym gmachu ratusza zginął wiceprezydent Warszawy Jan Około-Kułak. Nalot wywarł wstrząsające wrażenie na mieszkańcach. Spowodowane nim ofiary i zniszczenia uczyniły dalszą obronę niemożliwą i były jednym z czynników, które skłoniły polskie dowództwo do rozpoczęcia rokowań kapitulacyjnych.

## Cywilna obrona Warszawy

### Komisarz Cywilny przy Dowództwie Obrony Warszawy

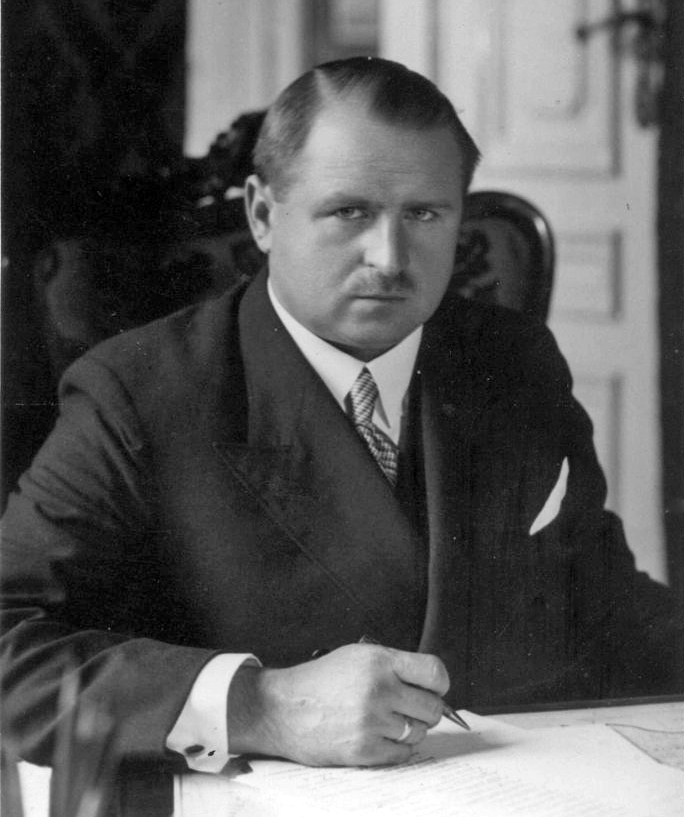
Komisaryczny prezydent Warszawy Stefan Starzyński, od 8 września Komisarz Cywilny przy Dowództwie Obrony Warszawy

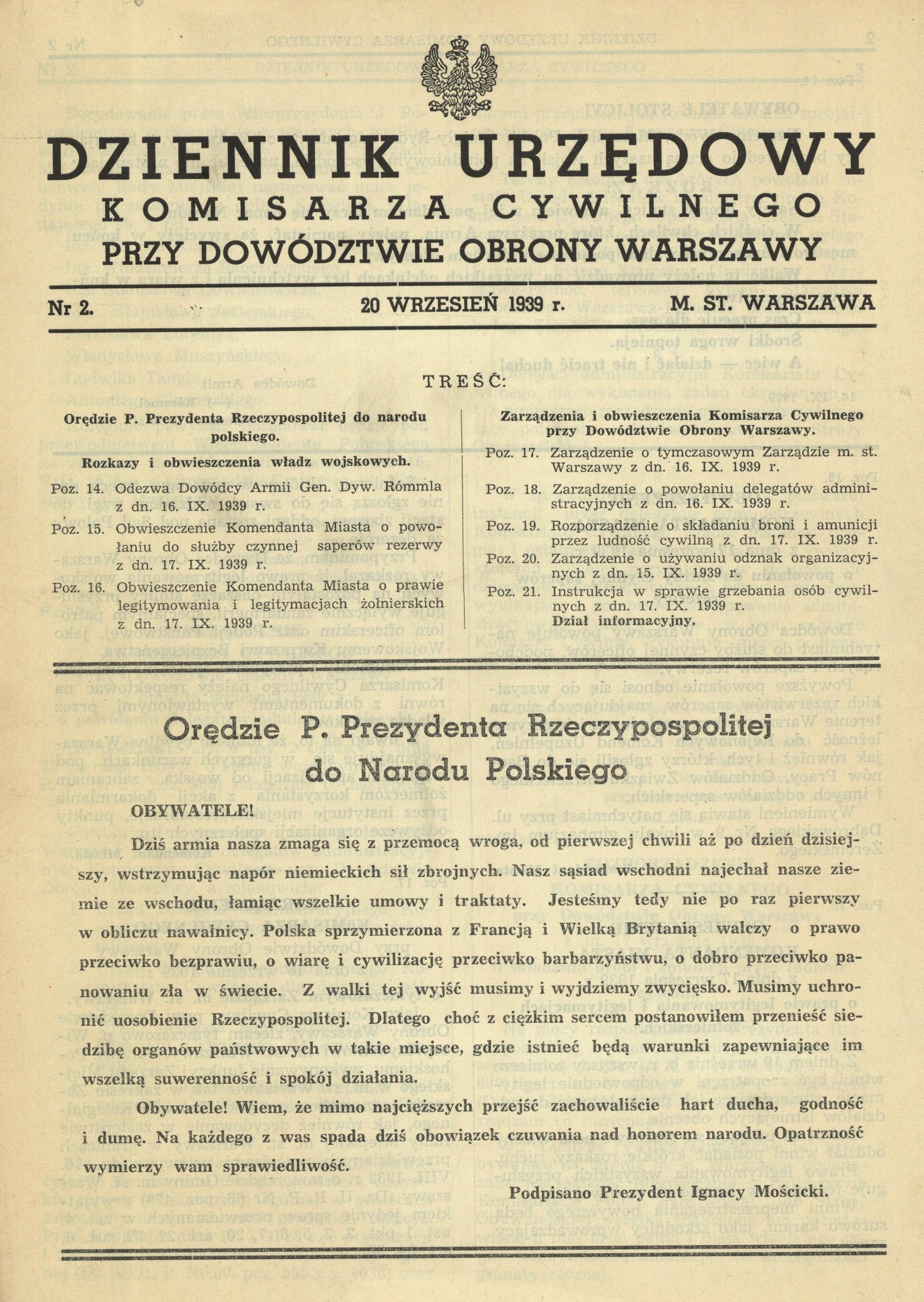
Pierwsza strona „Dziennika Urzędowego Komisarza Cywilnego przy Dowództwie Obrony Warszawy” nr 2 z 20 września 1939 roku

8 września w godzinach porannych komisaryczny prezydent Warszawy Stefan Starzyński został mianowany przez gen. Czumę Komisarzem Cywilnym przy Dowództwie Obrony Warszawy. Starzyński stał się w ten sposób zwierzchnikiem wszystkich władz cywilnych w Warszawie (samorządowych i administracyjnych), a także organizacji samoobrony i porządku publicznego, które były zaangażowane w szeroko rozumianą obronę stolicy. W Zarządzie Miejskim dotychczasowe obowiązki Starzyńskiego, niezwiązane ze sprawami obrony, przejął wiceprezydent Jan Pohoski. Funkcje Rady Miejskiej przejęło na czas wojny siedmioosobowe Kolegium Doradcze.
Na podległy Starzyńskiemu aparat wykonawczy składało się biuro komisarza oraz szefowie poszczególnych służb (administracyjnej, technicznej, sanitarnej, opieki społecznej, aprowizacji, transportu). 16 września Starzyński powołał swoich delegatów dla poszczególnych dzielnic, wykonujących w praktyce obowiązki przedwojennych starostów grodzkich. Zostali nimi: Marian Borzęcki (powiat śródmiejsko-warszawski), Stefan Zbrożyna (powiat północno-warszawski), Marceli Porowski (powiat południowo-warszawski) i Jan Delingowski (powiat prasko-warszawski). Ponadto już wcześniej, 11 września, Starzyński powołał swojego pełnomocnego zastępcę na Pragę, którym został Bronisław Chajęcki.
Od 15 września ukazywał się „Dziennik Urzędowy Komisarza Cywilnego przy Dowództwie Obrony Warszawy”, w którym publikowano rozkazy i zarządzenia.
Starzyński był „niekwestionowanym duchowym przywódcą obrony Warszawy”. Zajmował się wszystkimi jej cywilnymi aspektami. Odtworzył urzędy i instytucje miejskie, które zostały zdezorganizowane na skutek pośpiesznej ewakuacji. Codziennie przeprowadzał inspekcje w najbardziej zagrożonych lub w najbardziej zniszczonych rejonach miasta. Lustrował sklepy, restauracje i ruch uliczny. Codziennie, a niekiedy nawet kilka razy dziennie, wygłaszał przemówienia radiowe. Informował w nich o sytuacji w mieście, dziękował mieszkańcom za ich poświęcenia, wzywał do wytrwałości, spokoju i wytężonej pracy, starając się jednocześnie natchnąć słuchaczy optymizmem i wiarą w zwycięstwo. Jego przemówienia miały bardzo pozytywny wpływ na morale mieszkańców i stały się „jednym z najcharakterystyczniejszych elementów życia oblężonej stolicy”. Ostatnie radiowe wystąpienie Starzyńskiego wyemitowano 23 września.

### Straż Obywatelska

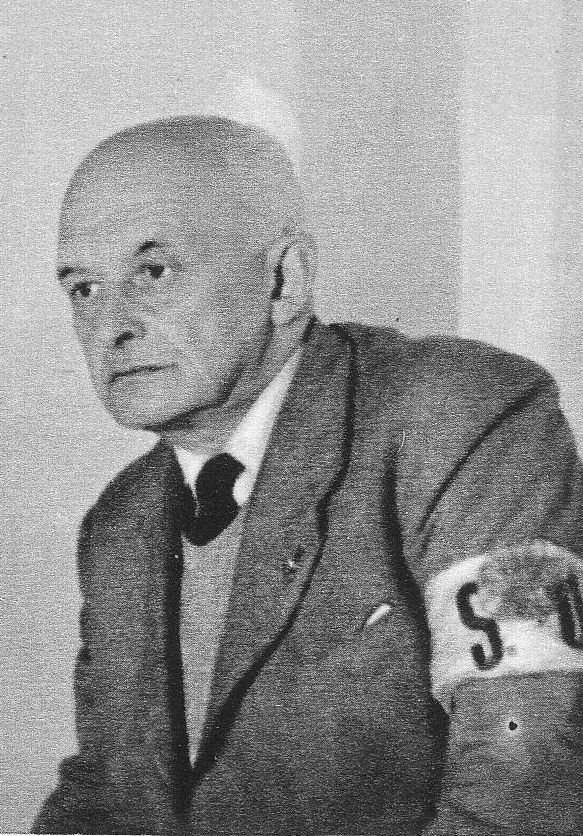
Janusz Regulski, komendant warszawskiej Straży Obywatelskiej

6 września na polecenie prezydenta Starzyńskiego rozpoczęto formowanie Straży Obywatelskiej (SO). Była to formacja ochotnicza o charakterze policyjno-porządkowym. Przejęła w dużym stopniu zadania Policji Państwowej, której wielu funkcjonariuszy opuściło miasto w czasie paniki ewakuacyjnej.
Komendantem SO został mianowany mjr rez. Janusz Regulski, a stanowiska jego zastępców objęli Jan Stanisław Gebethner i Bronisław Barylski. Wśród ochotników, którzy zgłaszali się do służby w SO, byli emerytowani funkcjonariusze policji oraz członkowie organizacji społecznych i zrzeszeń zawodowych, takich jak „Sokół” i Rada Adwokacka. Członkowie SO pełnili służbę społecznie, przysługiwało im jedynie wyżywienie, a rannym – zasiłki. Komenda Główna SO mieściła się początkowo w pomieszczeniach biura prawnego w gmachu ratusza, później przeniesiono ją do gmachu Banku Francusko-Polskiego przy ul. Czackiego 6. W momencie kapitulacji SO liczyła (łącznie z rezerwą dyspozycyjną) około 7 tys. członków.
SO zajmowała się ochroną życia, zdrowia i mienia mieszkańców, nie angażowała się natomiast w działania typu wojskowo-obronnego. Jej „neutralny” status miał bowiem umożliwić jej dalsze funkcjonowanie, gdyby miasto zostało zajęte przez Niemców, a członków uchronić przed ewentualnymi represjami.
Obok pełnienia służby porządkowej i wartowniczej członkowie SO czuwali nad przestrzeganiem zarządzeń władz miejskich i OPL, zajmowali się magazynowaniem i rozdziałem żywności, zwalczali spekulację, rejestrowali środki lokomocji oraz pełnili funkcję straży więziennej. Specjalnie wyznaczone patrole SO zajmowały się rozbrajaniem niewybuchów. Powołano również patrole przeciwpożarowe, złożone z członków SO i biernej OPL, które gasiły mniejsze pożary. Przy komendzie głównej SO powstało Biuro Ochrony Opuszczonych Zakładów Wytwórczych – zajmujące się kontrolą stanu opuszczonych zakładów, rejestracją ich majątku oraz sprzedażą znajdujących się w nich towarów (łatwo psujących się lub narażonych na zniszczenie). Utworzono również Biuro Ochrony Lokali Opuszczonych, które ewidencjonowało i zabezpieczało opuszczone lokale, a w uzasadnionych przypadkach – oddawało je osobom trzecim w tymczasowe użytkowanie. 23 września w ramach SO zorganizowano patrole sanitarne, które pod nadzorem przydzielonych do nich lekarzy czuwały nad należytym grzebaniem zwłok oraz usuwaniem śmieci i padliny.
W ramach SO funkcjonowała Kobieca Straż Obywatelska, której członkinie zajmowały się organizacją punktów żywienia dla uchodźców, pomocą rannym oraz opieką nad sierotami.

### Stołeczny Komitet Samopomocy Społecznej

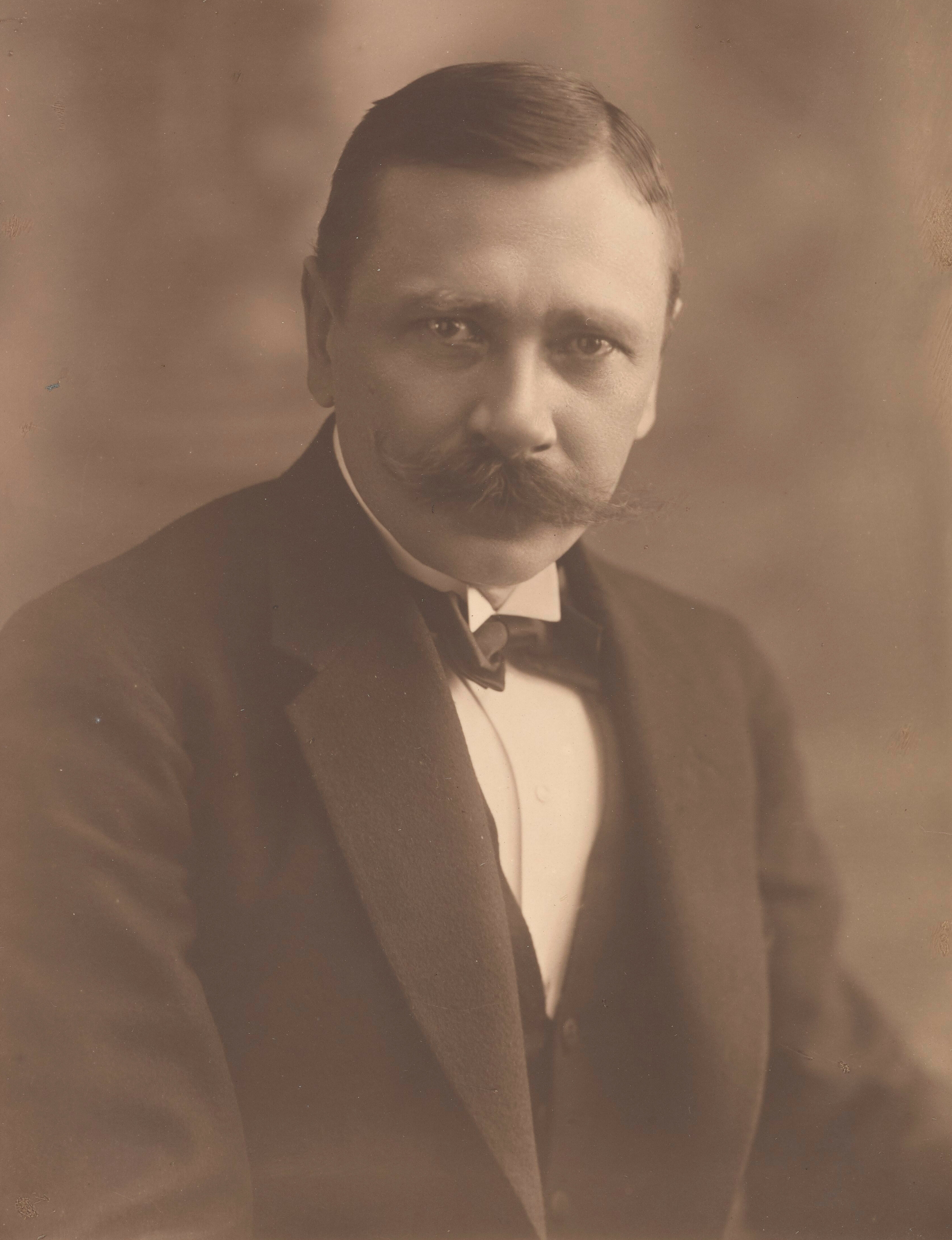
Artur Śliwiński, przewodniczący Stołecznego Komitetu Samopomocy Społecznej

5 września prezydent Starzyński powołał Stołeczny Komitet Samopomocy Społecznej (SKSS). Jego pierwszym prezesem został Kazimierz Tyszka. W praktyce komitet rozwinął poważniejszą działalność dopiero po ustaniu paniki ewakuacyjnej.
8 września (według innych źródeł 9 lub 10 września) SKSS został na nowo ukonstytuowany. Jego nowym przewodniczącym został Artur Śliwiński, wiceprzewodniczącymi: Witold Staniszkis, Jan Strzelecki, Władysław Lewandowicz, Witold Chodźko, skarbnikiem – Wacław Fabierkiewicz, sekretarzem generalnym – Henryk Drozdowski. Do zadań SKSS należało m.in. niesienie pomocy uchodźcom i ofiarom bombardowań. Komitet wynajdywał dla nich mieszkania lub miejsca w punktach etapowych, a także organizował zatrudnienie i wyżywienie w bezpłatnych kuchniach. We współpracy z Pogotowiem Harcerek i Akademicką Służbą Pomocniczą organizował pierwszą pomoc dla rannych i chorych. Roztoczył także opiekę nad dziećmi, w tym zwłaszcza nad wychowankami sierocińców. Działalność SKSS była w dużej mierze finansowana z wpłat prywatnych. Ponadto, na polecenie Starzyńskiego, na konto SKSS przelano tzw. fundusze eksportowe, ulokowane na kontach warszawskich banków, w wysokości 10,5 mln złotych.
14 września (według innych źródeł – 18 września) do prac komitetu włączył się Robotniczy Komitet Pomocy Społecznej (jako „Podkomitet Robotniczy”). Przedstawicielem PPS w prezydium SKSS, w randze wiceprzewodniczącego, został wtedy Jan Łazowski.
W połowie września komitety okręgowe SKSS prowadziły 40 punktów etapowych i około 100 punktów żywienia. Na przełomie września i października liczbę uchodźców i bezdomnych korzystających ze wsparcia SKSS szacowano na około 200 tys.

### Inne służby i organizacje społeczne

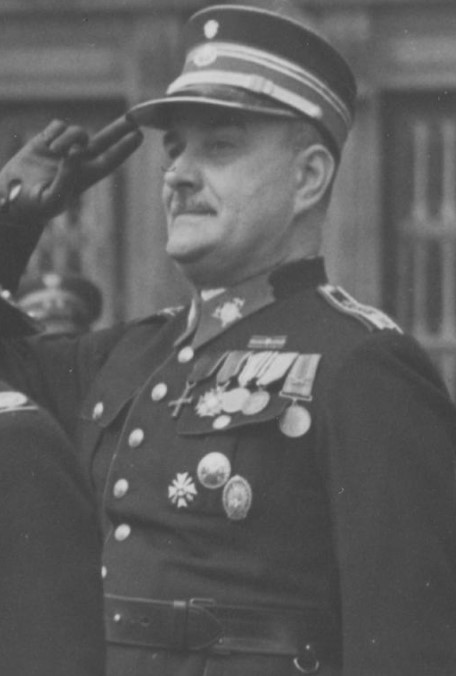
Płk Stanisław Gieysztor, komendant Warszawskiej Straży Ogniowej

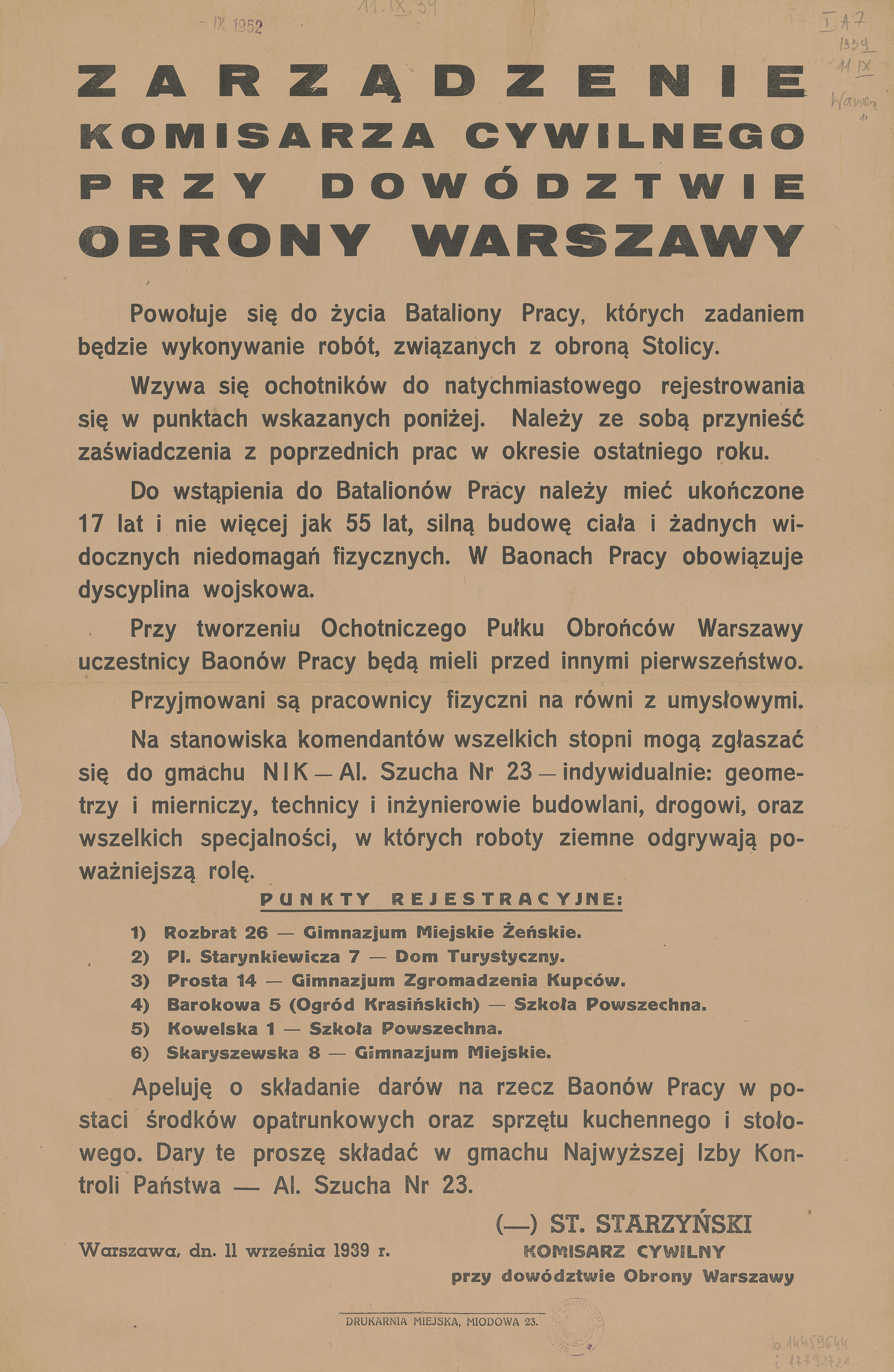
Zarządzenie Stefana Starzyńskiego z 11 września 1939 roku o utworzeniu Batalionów Pracy

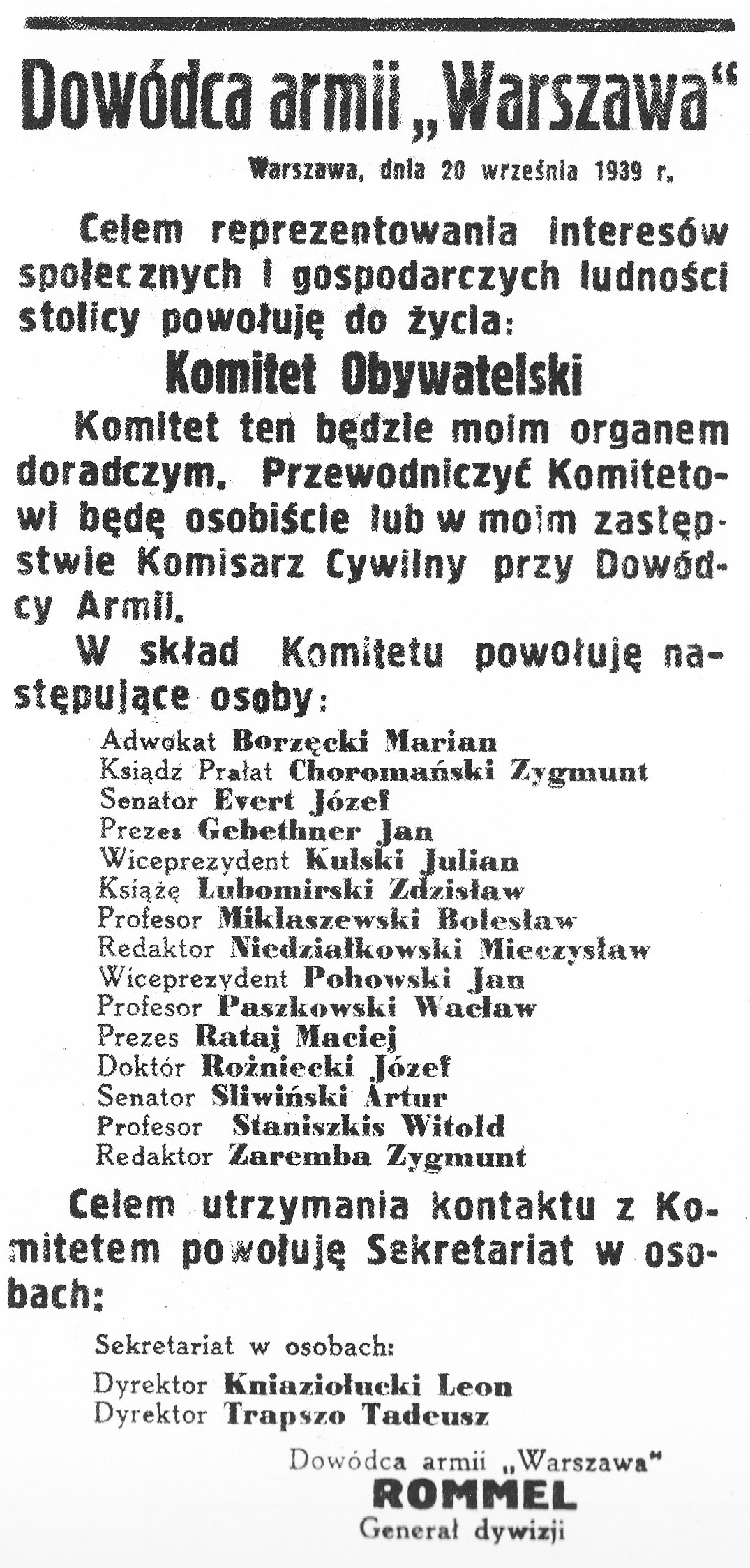
Obwieszczenie z 20 września 1939 roku o powołaniu Komitetu Obywatelskiego

1 września powołano Brygady Pogotowia Budowlanego, które miały wspierać bierną OPL oraz służby miejskie, niosąc natychmiastową pomoc ofiarom bombardowań i zajmując się usuwaniem ich skutków. Członkowie brygad pomagali także wojsku przy budowie i naprawie barykad oraz transporcie amunicji. Na czele brygad stanął inż. Stefan Zawidzki. Z inicjatywy prezydenta Starzyńskiego powołano również Oddział Naprawy Mostów (znany także jako Pogotowie Mostowe), którego zadaniem było zabezpieczanie i naprawa warszawskich mostów. Na jego czele stanął inż. Ludwik Grzybowski.
Z pożarami wywołanymi przez niemieckie naloty i ostrzał artyleryjski walczyła Warszawska Straż Ogniowa, której komendantem był płk Stanisław Gieysztor. W przeddzień wybuchu wojny została zreorganizowana − miasto podzielono na trzy dzielnice; czwartą utworzono przejściowo na Okęciu dla ochrony portu lotniczego. 1 września Warszawska Straż Ogniowa dysponowała 61 sekcjami, jednak niektóre z nich opuściły miasto podczas paniki ewakuacyjnej. W mieście pozostało 36 sekcji z 49 wozami. Po pewnym czasie warszawskich strażaków wzmocniły 23 sekcje Straży Ogniowej ewakuowane z Łodzi i 6 sekcji z Poznania, a także pojedyncze samochody m.in. z Płocka, Rawy Mazowieckiej i Żyrardowa. 6 września decyzją Ministerstwa Spraw Wewnętrznych zaprzestano powoływania szeregowych i oficerów Warszawskiej Straży Ogniowej do wojska (co wcześniej dezorganizowało jej pracę). 8 września liczyła ona 750 ludzi. Liczba strażaków wkrótce okazała się niewystarczająca, stąd 15 września płk Gieysztor wezwał ludność do czynnej współpracy przy gaszeniu pożarów, zalecając tworzenie w każdym budynku mieszkalnym trzech drużyn przeciwpożarowych. 10 września Warszawska Straż Ogniowa została zmilitaryzowana. Pod względem organizacyjnym pozostawała podporządkowana Komisarzowi Cywilnemu przy Dowództwie Obrony Warszawy, jednakże pod względem bojowym podlegała dowódcy wojskowemu biernej OPL płk. Tadeuszowi Bogdanowiczowi. Ten ostatni 22 września zrównał straż w prawach z oddziałami wojskowymi, nadając jej status pułku, a jej trzem dzielnicom – status batalionów.
11 września rozpoczęto werbunek w szeregi Batalionów Pracy, utworzonych z inicjatywy prezydenta Starzyńskiego. W ciągu czterech dni zgłosiło się około 3 tys. ochotników, spośród których sformowano sześć 500-osobowych batalionów. Podlegały one kierownictwu służby technicznej przy Komisarzu Cywilnym, a na ich czele stał Mieczysław Dębski (prezes okręgu stołecznego Ligi Obrony Powietrznej i Przeciwgazowej). Bataliony Pracy zajmowały się m.in. naprawą uszkodzonej sieci tramwajowej, uprzątaniem zwłok ludzkich i zwierzęcych, budową barykad i stawianiem min. 26 września Starzyński zarządził utworzenie siódmego batalionu (uzbrojonego), którego zdaniem miało być rekwirowanie żywności na dalszych przedpolach Warszawy. Batalion nie zdołał jednak wejść do akcji przed kapitulacją stolicy.
W działalność humanitarną oraz cywilną obronę stolicy były zaangażowane także inne organizacje paramilitarne i cywilne oraz ruchy społeczne, w tym Polski Czerwony Krzyż, Przysposobienie Wojskowe, harcerstwo. PCK prowadził m.in. cztery szpitale, które zorganizowano na czas działań wojennych. Prowadził także 82 punkty ratowniczo-sanitarne, w których udzielano rannym doraźnej pomocy ambulatoryjnej. Jego personel zajmował się ewidencją rannych, chorych i zaginionych, transportem pacjentów, a także zbieraniem darów od społeczeństwa. Z kolei członkinie Pogotowia Harcerek odbywały służbę w szpitalach i punktach ratowniczo-sanitarnych, niosły pomoc uchodźcom, obsługiwały punkty żywienia oraz punkty zbiorcze zaginionych dzieci, donosiły żywność na pozycje obronne, obsługiwały syreny alarmowe i cywilne centrale telefoniczne. Członkowie Pogotowia Harcerzy pełnili służbę łącznikową, a także angażowali się w działalność patroli sanitarnych i biernej OPL.
Aktywne były również inne organizacje. Bratnia Pomoc Akademicka utworzyła Akademicką Służbę Pomocniczą, która niosła pomoc studentom-uchodźcom. Komitet Opieki nad Najbiedniejszymi Mieszkańcami Warszawy i Okolic Podmiejskich „Osiedle” oraz Towarzystwo Wychowawczo-Społeczne „Opieka” uruchomiły szwalnie bielizny i odzieży dla uchodźców i żołnierzy. Caritas powołał oddziały parafialne, które organizowały punkty żywienia oraz sprawowały doraźną opiekę nad uchodźcami i bezdomnymi.
17 września z inicjatywy gen. Rómmla powołano Komitet Obywatelski przy dowódcy Armii „Warszawa”. Zrzeszał on czołowe osobistości życia politycznego, społecznego i naukowego, reprezentujące różne środowiska i opcje polityczne. Komitet liczył kilkudziesięciu członków. Na jego czele stanął Rómmel, jego zastępcą został Stefan Starzyński. W gronie jego pierwotnych członków byli: Marian Borzęcki, ks. Zygmunt Choromański, Ludwik Evert, Jan Gebethner, Julian Kulski, Zdzisław Lubomirski, Bolesław Miklaszewski, Mieczysław Niedziałkowski, Jan Pohoski, Wacław Paszkowski, Maciej Rataj, Józef Rożniecki, Artur Śliwiński, Witold Staniszkis, Zygmunt Zaremba. Później dołączyli do nich także Czesław Klarner, Leon Nowodworski, Janusz Regulski, Antoni Snopczyński i Andrzej Wierzbicki. Funkcję sekretarzy pełnili Leon Kniaziołucki i Tadeusz Trapszo. Komitet miał pełnić funkcje doradcze przy dowództwie armijnym, reprezentując jednocześnie interesy ludności cywilnej. W praktyce zebrał się tylko kilka razy i nie odegrał poważniejszej roli.
Dyrektor Muzeum Narodowego, Stanisław Lorentz, zorganizował społeczną akcję ratowania zabytków i dzieł sztuki. Jego wysiłki wsparły władze cywilne, tworząc 20 września Komisariat Ratowania Zabytków przy Społecznym Pogotowiu Technicznym. Na polecenie Starzyńskiego Muzeum Narodowe przejęło obowiązki zdekompletowanej państwowej służby ochrony zabytków, zajmując się ratowaniem nie tylko swoich zbiorów, lecz również zbiorów Łazienek Królewskich i Zamku Królewskiego.
Mimo niemieckich nalotów i ostrzału nadal funkcjonowała poczta, doręczając zaległą korespondencję, przyjmując nową (bez gwarancji doręczenia), a także wypłacając renty, emerytury i przekazy pocztowe.

### Robotnicza Brygada Obrony Warszawy

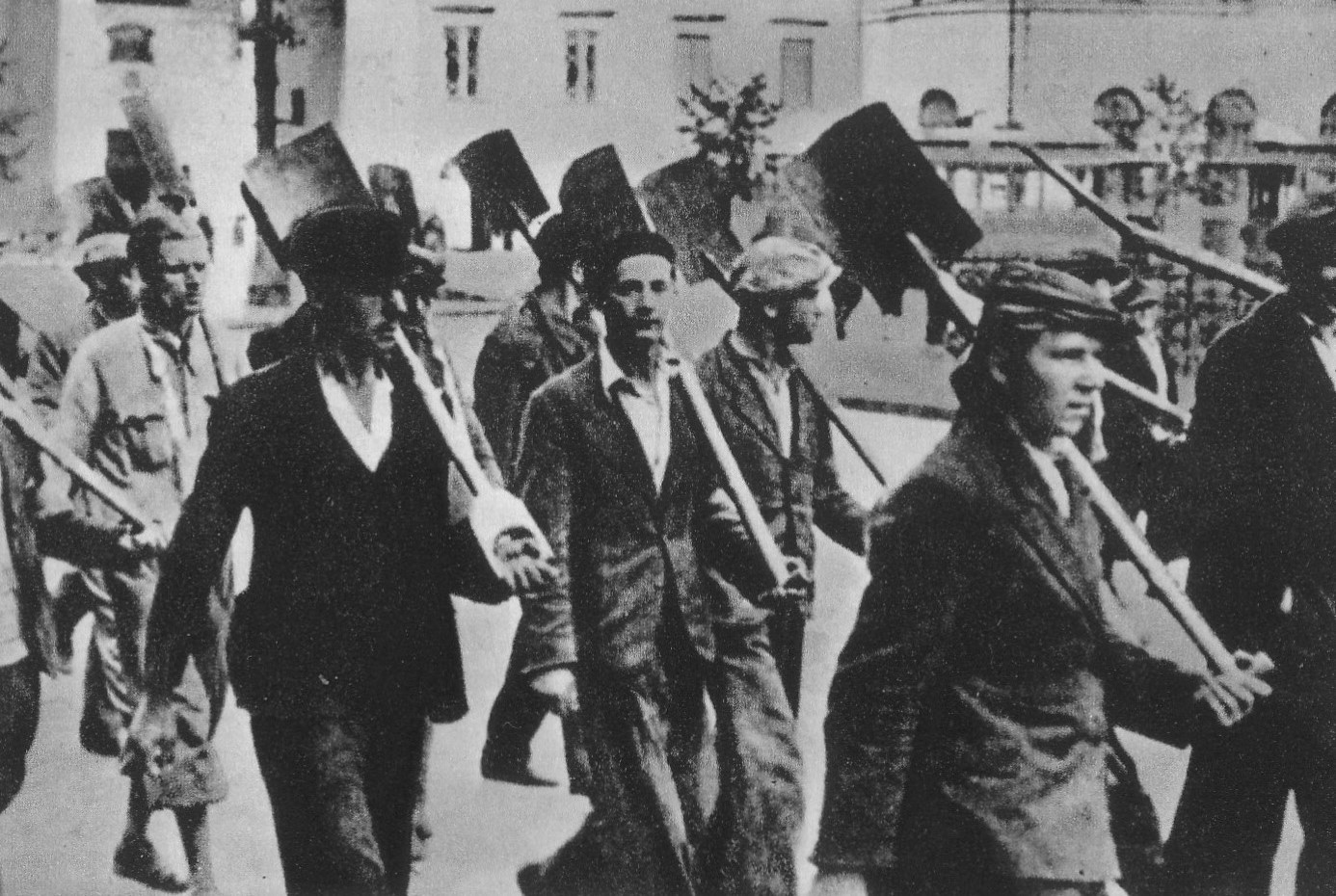
Oddział Robotniczej Brygady Obrony Warszawy w drodze do kopania okopów

4 września (według innych źródeł – 6 września) z inicjatywy Warszawskiego Okręgowego Komitetu Robotniczego PPS oraz Rady Zawodowej m.st. Warszawy powołano Robotniczy Komitet Pomocy Społecznej (RKPS). Miał on za zadanie utrzymywać łączność z żołnierzami na froncie, objąć opieką socjalną uchodźców, bezdomne ofiary nalotów i innych potrzebujących (zwłaszcza robotników i ich rodziny), zwalczać spekulację, prowadzić działania propagandowe oraz brać „czynny udział w akcji obronnej stolicy”. Na czele komitetu stanął Zygmunt Zaremba.
6 września gen. Czuma wyraził zgodę na sformowanie przez socjalistów sześciu nieuzbrojonych kompanii ochotniczych oraz obsadzenie ich wytypowaną przez PPS kadrą dowódczą. Powstały w ten sposób Robotnicze Bataliony Obrony Warszawy, których dowódcą został kpt. Marian Kenig. Werbunek w ich szeregi rozpoczął się 9 września; w ciągu kilku dni zgłosiło się 6 tys. ochotników. Początkowo Dowództwo Obrony Warszawy ograniczyło zadania kompanii ochotniczych wyłącznie do wykonywania „robót saperskich”, tj. budowy umocnień i przeszkód, przygotowywania stanowisk artyleryjskich, oczyszczania ulic z uszkodzonego sprzętu itp.. 10 września, aby lepiej skoordynować działania jednostek ochotniczych z działalnością władz PPS i RKPS, utworzono w ramach WOKR PPS wydział wojskowy z Józefem Dzięgielewskim na czele.
12 września gen. Czuma zaproponował kierownictwu PPS włączenie tysiąca przeszkolonych wojskowo ochotników w skład jednostek bojowych. Zaproponowano również wydzielenie około 100 ochotników do specjalnych zadań wywiadowczo-dywersyjnych. Na niektórych odcinkach rzeczywiście wykorzystano ich do pełnienia służby patrolowej i wywiadowczej oraz dywersji przyfrontowej, jednakże bez większych sukcesów. Również 12 września gen. Czuma podjął decyzję o przekształceniu batalionów robotniczych w Robotniczą Brygadę Obrony Warszawy. 26 września brygadę jako zwartą jednostkę wcielono do odtwarzanej 13 DP.

### Prasa i radio

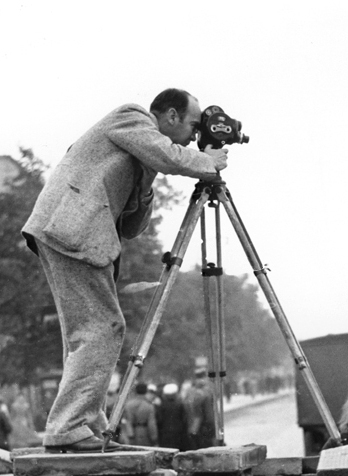
Julien Bryan w Warszawie podczas filmowania Oblężenia

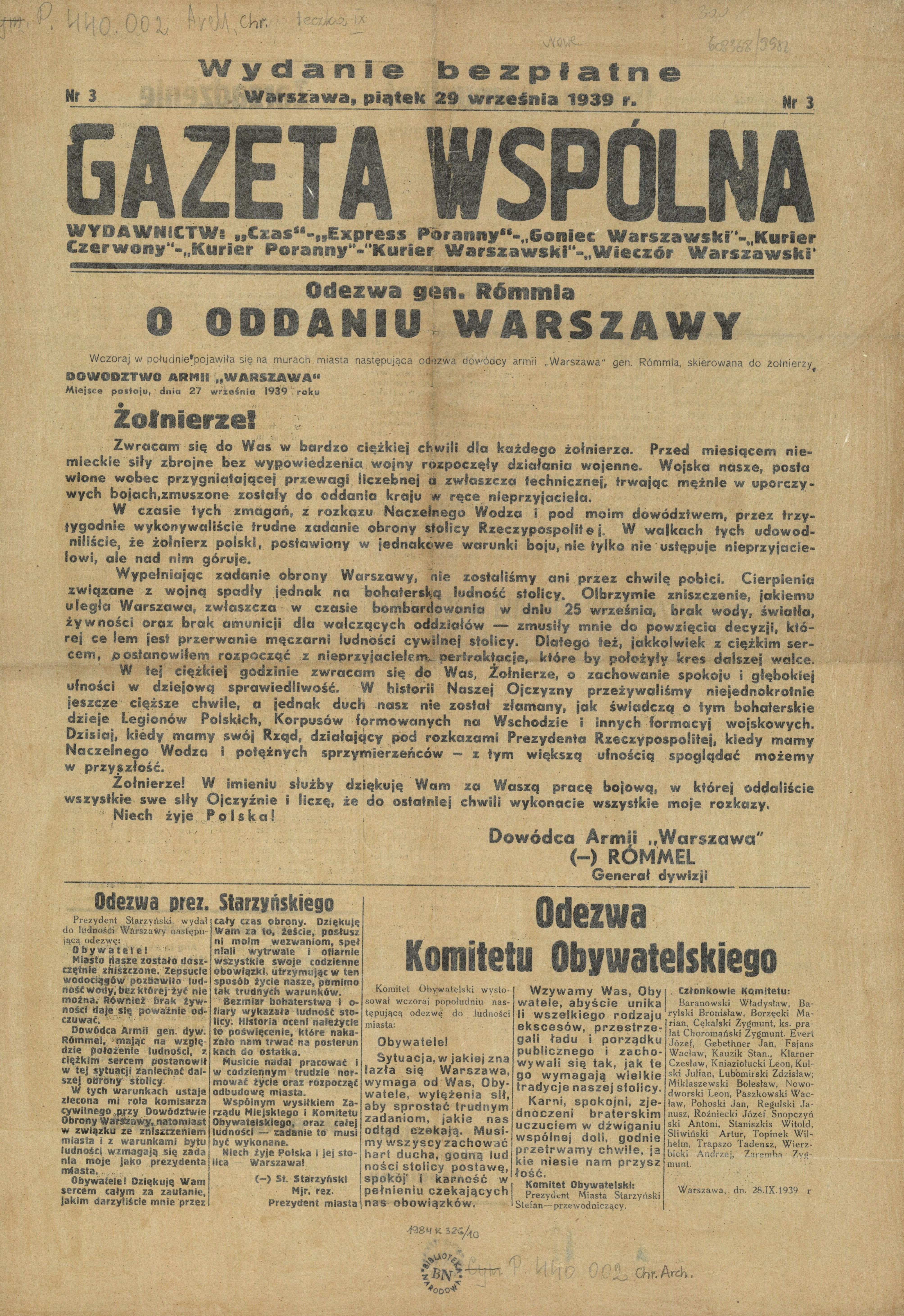
Pierwsza strona ostatniego numeru „Gazety Wspólnej” z 29 września 1939 roku

Ważną rolę w podtrzymywaniu morale wojska i ludności odgrywał ośrodek propagandy Dowództwa Obrony Warszawy, kierowany przez ppłk. Wacława Lipińskiego. Podlegało mu (w sprawach związanych z działaniami wojennymi) Polskie Radio.
Radiostacja Polskiego Radia, nadająca program Warszawa I, została unieruchomiona na krótko przed zajęciem Raszyna przez niemiecką 4 DPanc. W trakcie pośpiesznej ewakuacji władz wojskowych i państwowych dyrektor PR, ppłk Konrad Libicki, zarządził zamknięcie gmachu radia przy ul. Zielnej 25 i wyjechał na wschód. Niemniej 7 września, z inicjatywy Dowództwa Obrony Warszawy i prezydenta Starzyńskiego, radio wznowiło nadawanie. Ponownego uruchomienia rozgłośni podjął się dotychczasowy kierownik muzyczny, Edmund Rudnicki, który skupił wokół siebie zespół złożony z pracowników centrali PR, którzy nie opuścili miasta, oraz pracowników rozgłośni regionalnych, którzy po wybuchu wojny znaleźli się w stolicy. Rozpoczęto nadawanie programu Warszawa II, którego studio mieściło się w siedzibie radia przy ul. Zielnej, a nadajnik w forcie Mokotów. Rozgłośnia nadawała komunikaty DOW, Zarządu Miejskiego, służby OPL i PCK. Nadawała również przemówienia Starzyńskiego – także w językach obcych, kierowane do odbiorców zagranicznych.
Ppłk Lipiński zorganizował ponadto dział filmu i fotografiki, odpowiedzialny za wizualną dokumentację obrony Warszawy. Współpracowali z nim przebywający w Warszawie filmowcy i fotografowie. Przez dwa tygodnie życie oblężonego miasta oraz skutki niemieckich bombardowań dokumentował amerykański korespondent Julien Bryan. Dokumentacją fotograficzną oblężenia zajmowali się m.in. Henryk Śmigacz, Jan Ryś i Antoni Bończa-Snawadzki. Kronikę filmową oblężenia nakręcił Jerzy Zarzycki. Skutki niemieckich nalotów i ostrzału filmował ponadto Wacław Kaźmierczak z operatorem Zbigniewem Jaszczem.
Duży wpływ na morale ludności miała prasa różnych nurtów. Po 7 września w Warszawie ukazywało się 10 dzienników. Gazety wychodziły regularnie do 23 września, kiedy to z powodu braku prądu warszawskie drukarnie zostały unieruchomione. Później, wspólnym wysiłkiem redakcji „Gońca Warszawskiego”, „Kuriera Porannego”, „Expressu Porannego”, „Czasu”, „Kuriera Czerwonego” i „Wieczora Warszawskiego”, ukazały się jeszcze, począwszy od 27 września, trzy numery składanej ręcznie „Gazety Wspólnej”.
11 września ukazał się pierwszy numer „Biuletynu Prasowego dla Użytku Pism Warszawskich”. Jego twórcami byli Stanisław Kauzik i Jan Kuczabiński, a redaktorem naczelnym Witold Giełżyński. „Biuletyn” pełnił funkcję improwizowanej agencji prasowej. Był wydawany nieprzerwanie do 20 września, a z zamieszczanych w nim informacji korzystali dziennikarze prasy warszawskiej.

## Życie codzienne i porządek publiczny

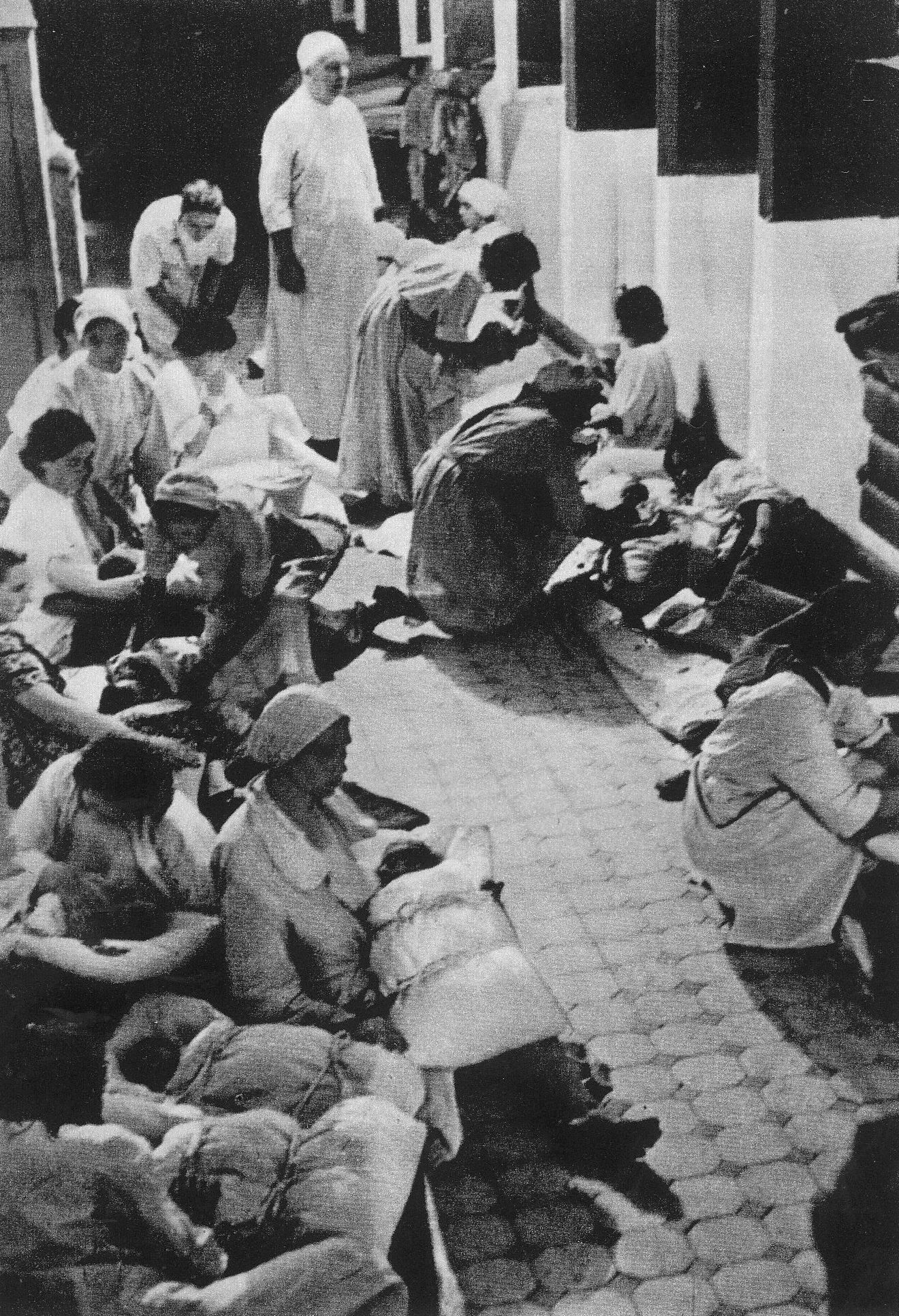
Pacjentki i personel na korytarzu w podziemiach Szpitala św. Zofii po zbombardowaniu placówki przez Luftwaffe 14 września 1939

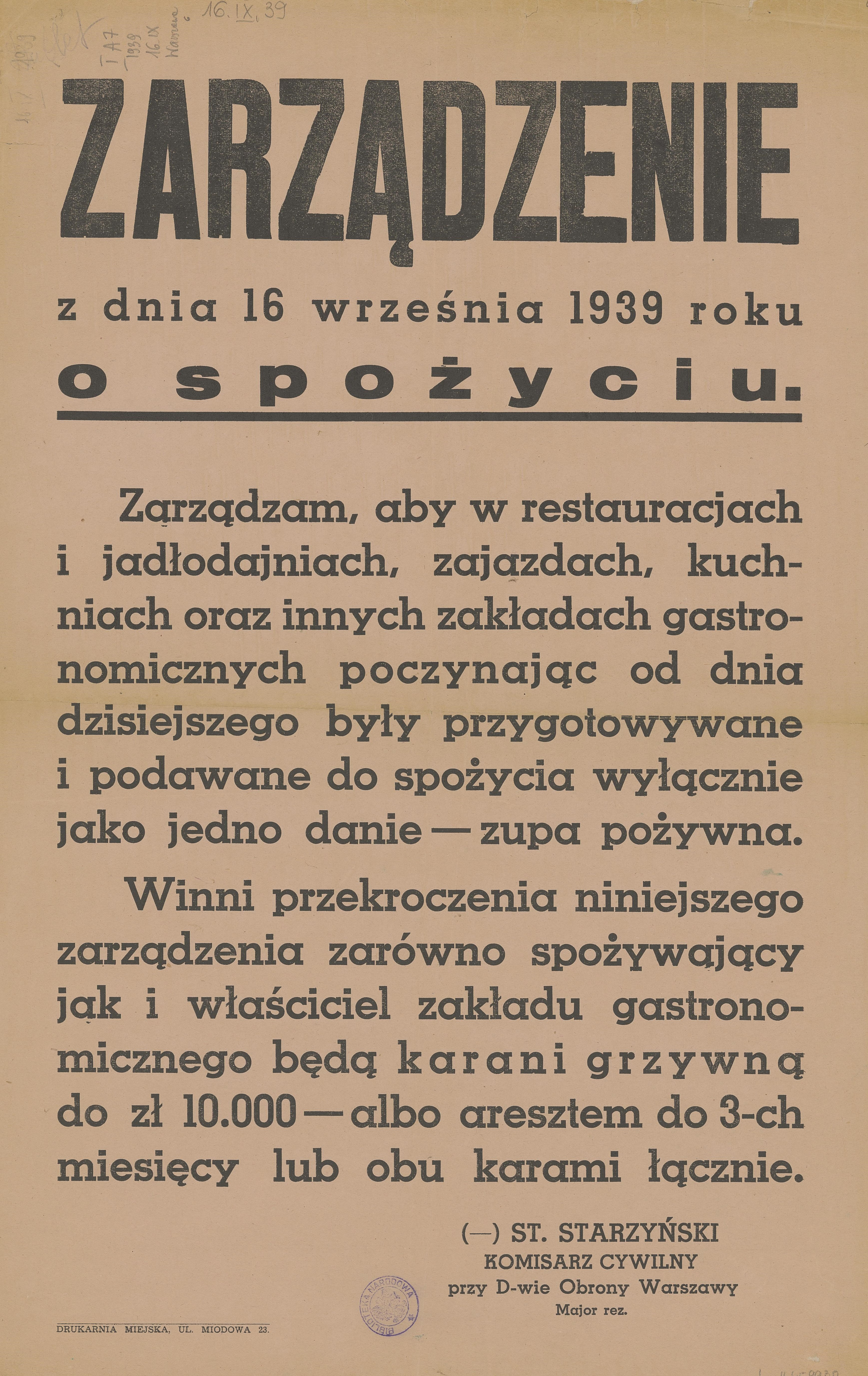
Zarządzenie Stefana Starzyńskiego z 16 września 1939 w sprawie ograniczenia oferty stołecznych lokali gastronomicznych do jednego dania − pożywnej zupy

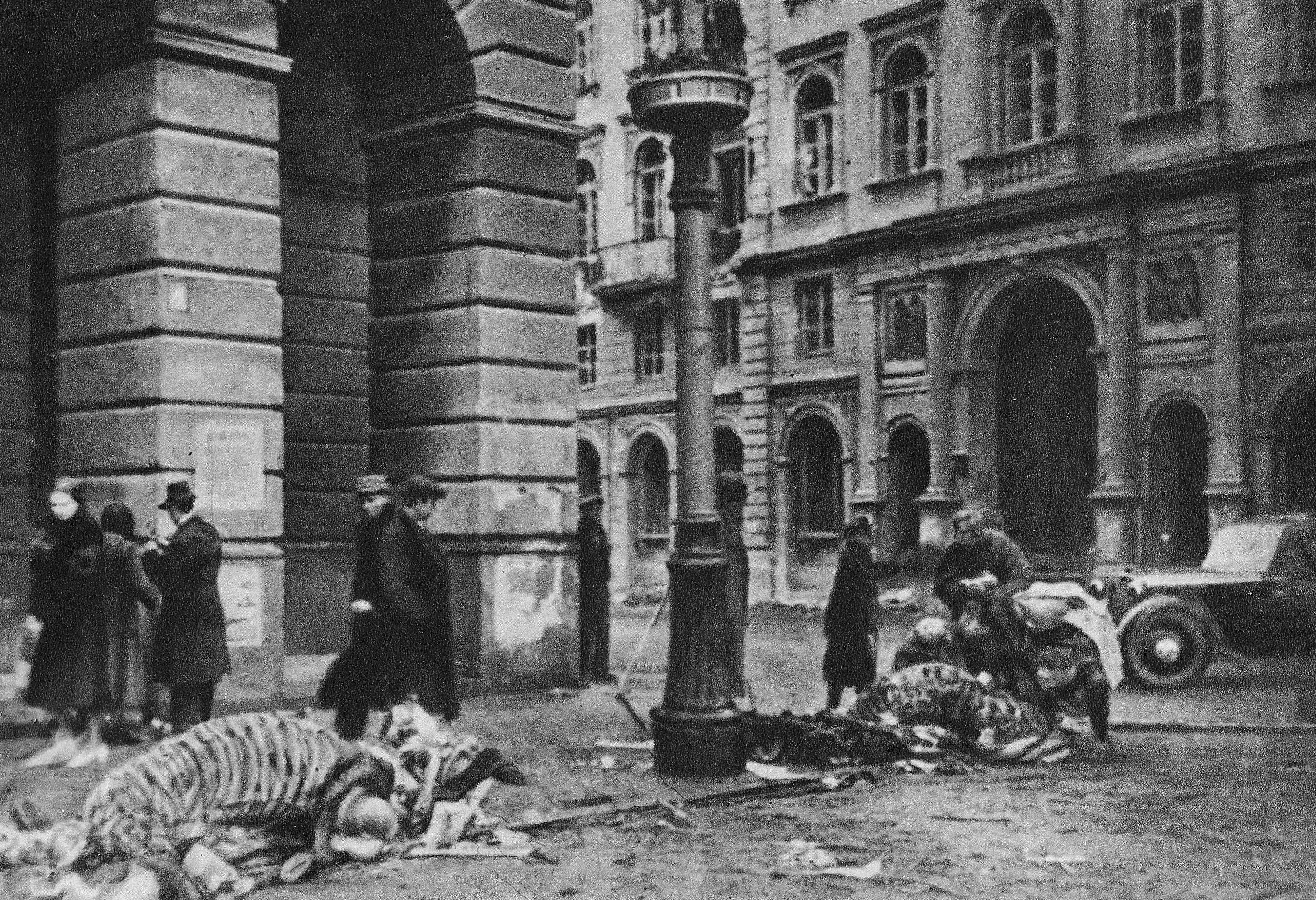
Szkielety koni pod Pałacem Staszica. Mięso zabitych zwierząt zostało zabrane przez głodującą ludność

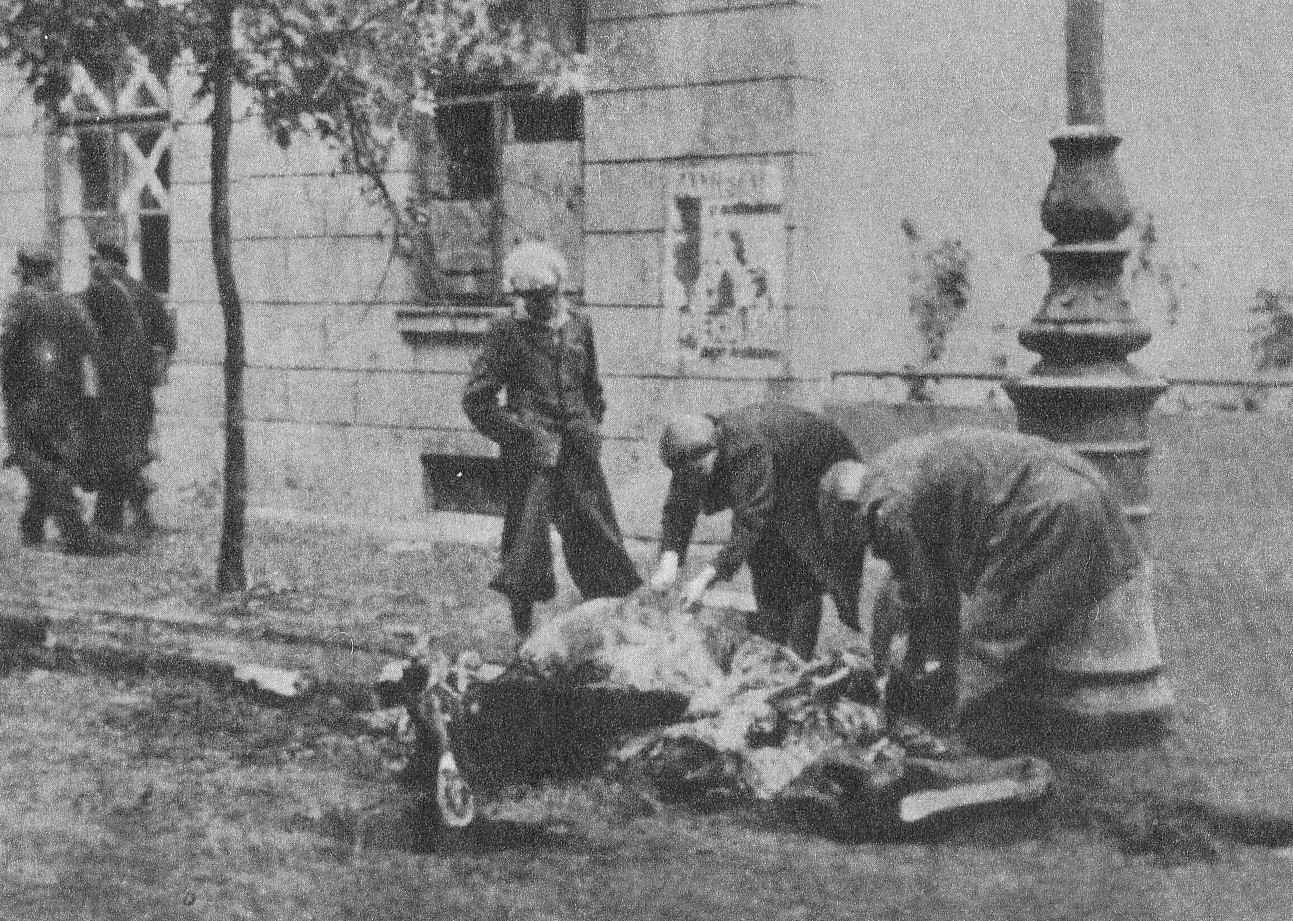
Wycinanie mięsa z zabitego konia na ulicy Raszyńskiej

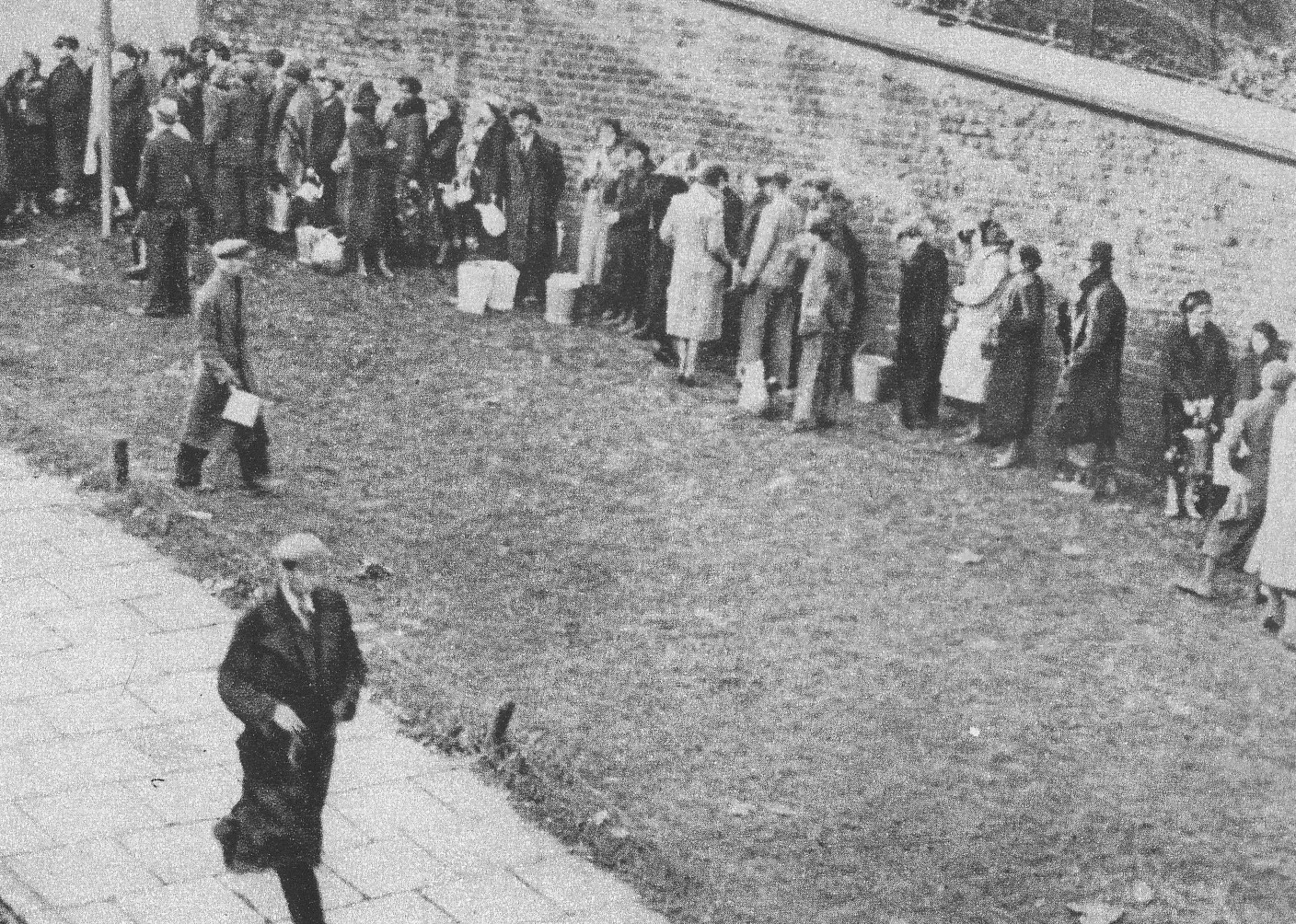
Kolejka po wodę

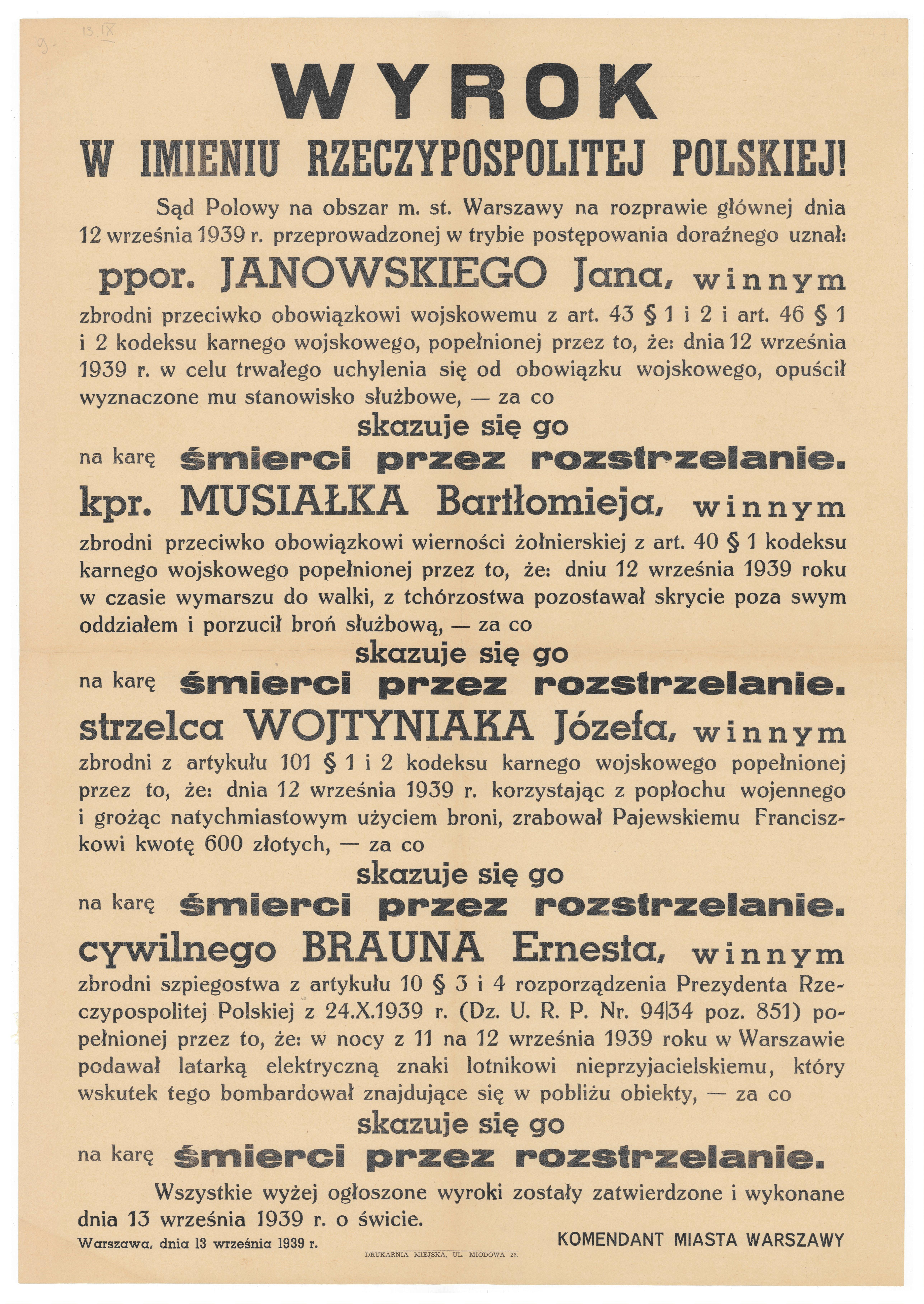
Obwieszczenie o wyroku Sądu Polowego na obszar m. st. Warszawy z 12 września 1939 o skazaniu i wykonaniu czterech wyroków śmierci

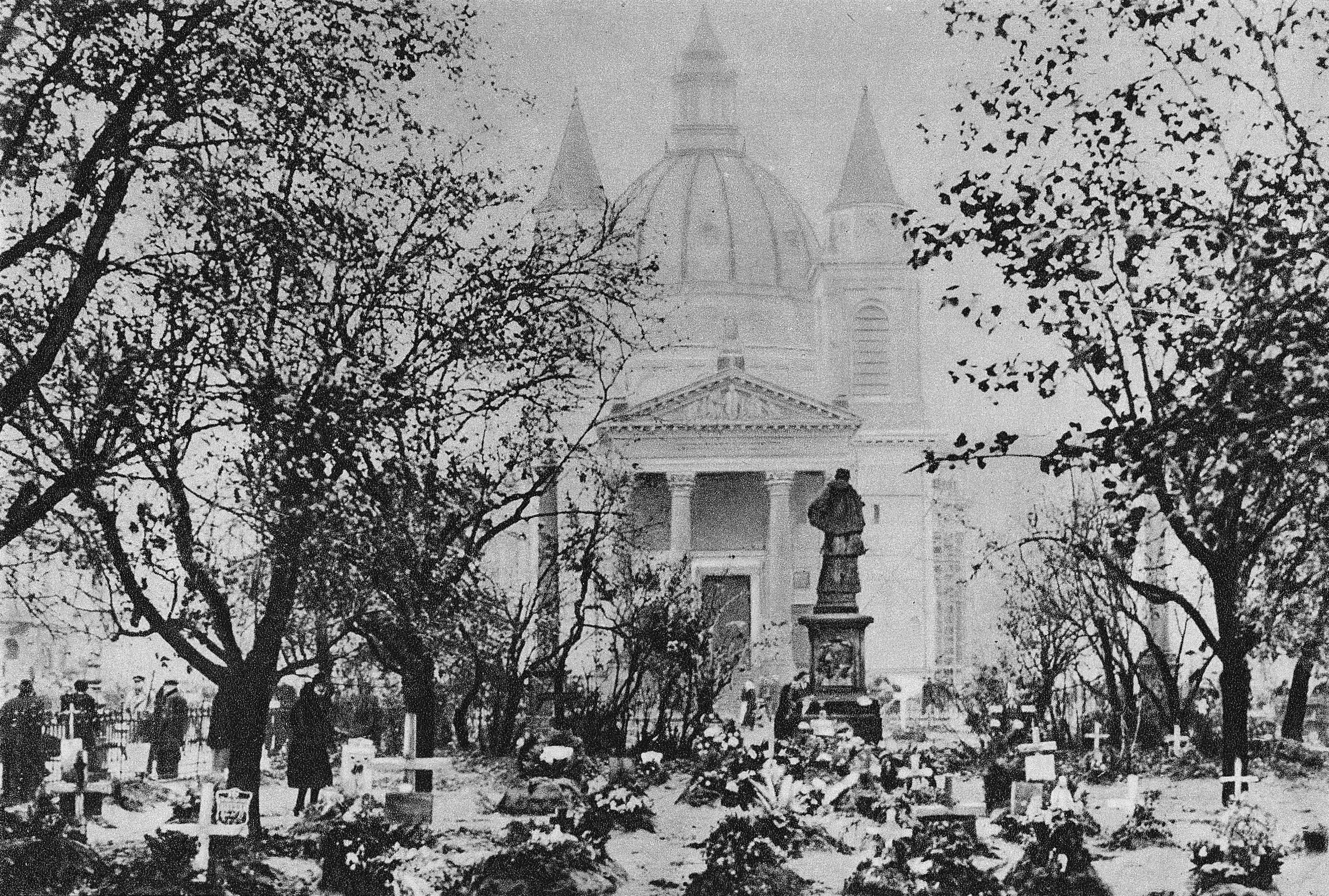
Prowizoryczne mogiły przed kościołem św. Aleksandra na pl.Trzech Krzyży

Na skutek niemieckich nalotów i ostrzału artyleryjskiego rosła liczba ofiar i zniszczeń. Niemniej nastroje w mieście przez długi czas pozostawały dobre a ludność ze stoicyzmem znosiła trudy oblężenia. Po opanowaniu paniki ewakuacyjnej, 8 września na niektórych liniach na kilka godzin przywrócono komunikację tramwajową. Wstrzymanej regularnej komunikacji tramwajowej nie zdołały zastąpić pozostałe jeszcze w mieście i nieuszkodzone w wyniku ostrzału i nalotów autobusy, gdyż zaczęły pełnić funkcje transportowe i pomocnicze dla wojska. 11 września na apel prezydenta Starzyńskiego, egzekwowany przez Straż Obywatelską, ponownie otwarto nieczynne sklepy i składy. Zabroniono jednocześnie ich właścicielom podnoszenia cen. Restauracje również pozostawały otwarte, jednakże ich asortyment, podobnie jak w przypadku sklepów, stopniowo się pogarszał. 16 września Starzyński wydał zarządzenie w sprawie ograniczenia spożycia w warszawskich restauracjach, jadłodajniach i kuchniach publicznych do jednego dania − pożywnej zupy − dziennie.
Wraz z nasilaniem się ostrzału artyleryjskiego i coraz liczniejszych uszkodzeń sieci, niektóre rejony miasta zaczęły być pozbawiane prądu. Pomimo pomocy Wydziału Technicznego Straży Obywatelskiej, zdekompletowane drużyny pogotowia technicznego Elektrowni Warszawskiej nie nadążały bowiem z naprawami. Z powodu niszczenia kabli ułożonych na mostach najbardziej dotknięta przerwami w dostawach elektryczności była prawobrzeżna Warszawa. 11 września kable te zostały prawie całkowicie zniszczone. Na prośbę dyrekcji elektrowni, zarząd spółki E. Wedel zgodził się uruchomić należący do niej generator o mocy 600 kW, z którego zaczęto zasilać budynek centrali telefonicznej przy ulicy Brzeskiej i niektóre obiekty wojskowe na Pradze.
W drugiej dekadzie września zaczęły narastać problemy z aprowizacją, co było spowodowane m.in. ograniczaniem dostaw żywności do miasta, wzrostem liczby ludności na skutek napływu uchodźców i żołnierzy, zniszczeniem wielu magazynów, a także złą organizacją i brakiem środków transportu. Od 10 września przed piekarniami i sklepami zaczęły formować się długie kolejki. Od 13 września zaczęto odnotowywać wyraźne objawy drożyzny. Odczuwalny stał się niedobór mięsa i świeżych jarzyn.  Z czasem jedynym źródłem mięsa stała się konina. 
Oczekujący godzinami w kolejkach cywile nierzadko padali ofiarą niemieckich bomb i pocisków artyleryjskich. Aby choć częściowo zaradzić niedoborom, Szefostwo Aprowizacji przy Komisariacie Cywilnym przeszukiwało opuszczone magazyny, hurtownie, składy kolejowe i barki rzeczne. Znaleziona tam żywność była magazynowana i dystrybuowana. Ponadto zorganizowano specjalne grupy, złożone z warszawskich robotników i członków Straży Obywatelskiej, które każdej nocy udawały się do podwarszawskich wsi, aby zakupić żywność lub zebrać plony z pól. 15 września, podczas specjalnej odprawy poświęconej sprawom administracyjno-gospodarczym, gen. Rómmel zakazał wpuszczania do miasta nowych uchodźców. Zarządził także ubój koni (osłabłych, bezpańskich lub niewykorzystywanych przez wojsko). W drugiej połowie września uruchomiono trzy punkty uboju koni. Głodujący mieszkańcy wycinali również mięso z koni, które ginęły na ulicach w czasie niemieckiego ostrzału i bombardowań. W ostatniej dekadzie września gen. Rómmel wydał zgodę na korzystanie z zapasów wojskowych przez ludność cywilną.
9 września odcięto dopływ gazu do miasta, co spowodowało problemy m.in. z gotowaniem jedzenia i sterylizacją narzędzi w szpitalach. 23 września zbombardowana Elektrownia Warszawska przerwała dostawy prądu. 24 września, na skutek uszkodzenia Stacji Filtrów i sieci wodociągowej, ustał dopływ bieżącej wody. Ludność mogła odtąd czerpać wodę wyłącznie z Wisły, glinianek, Stawu Ujazdowskiego, a także z nielicznych studni artezyjskich i podwórkowych.
Warszawska służba zdrowia szybko stała się niewydolna. Od 4 września do stołecznych szpitali zaczęły napływać ze zbliżającego się do miasta frontu tysiące rannych żołnierzy. Po rozpoczęciu oblężenia przeciętnie każdego dnia napływało 2 tys. rannych żołnierzy i cywilów. 26 września w warszawskich szpitalach przebywało 21 tys. ciężko rannych oraz około 12–15 tys. lżej rannych i chorych. W ostatnich dniach września ranni stanowili prawie 90% wszystkich pacjentów. Na skutek mobilizacji oraz nieprzemyślanej ewakuacji brakowało lekarzy. Co gorsza, szpitale były rozmyślnie atakowane przez niemieckie lotnictwo i artylerię. Z tego powodu częstym zjawiskiem, były przenosiny lub ewakuacje pacjentów i personelu. Zagrożenie niemieckimi atakami wymusiło podział niektórych większych szpitali na mniejsze placówki. Powstały również nowe szpitale: Maltański (przy ul. Senatorskiej), Skarbowców (przy ul. Grochowskiej), dwa Warszawskiej Chorągwi Harcerek i jeden Warszawskiej Szkoły Pielęgniarstwa (przy ul. Piusa XI). 
Kolejnym problemem był brak wystarczającej ilości leków i środków opatrunkowych. Niedoborom starano się zaradzić, organizując zbiórki koców, pościeli, łóżek, bielizny i materiałów na środki opatrunkowe. Wysiłkiem SKSS i PCK organizowano prowizoryczne szpitale i punkty ratowniczo-sanitarne, w których służbę pełniły ochotniczo harcerki, studentki Akademickiej Służby Pomocniczej oraz siostry pogotowia sanitarnego PCK. Na apel PCK do służby zgłosiło się około 3 tys. sióstr i sanitariuszy. Zgłaszali się również emerytowani pracownicy służby zdrowia. Z inicjatywy Ludwika Hirszfelda zorganizowano akcję honorowego krwiodawstwa. Pod koniec września pod patronatem PCK działało już około 120 polowych i prowizorycznych szpitali oraz 82 punkty ratowniczo-sanitarne. Komisariat Cywilny przy Dowództwie Obrony Warszawy zarządził, że apteki będą funkcjonować całodobowo. Z jego inicjatywy uruchomiono również siedem ośrodków zdrowia, które zajmowały się m.in. szczepieniami ochronnymi, pomocą lekarską i dystrybucją leków wśród najuboższych, kontrolą sanitarną i zwalczaniem chorób zakaźnych. Dodatkowo Zarząd Miejski przejął kontrolę nad Państwowym Zakładem Higieny i udostępnił jego urządzenia ludności cywilnej.
Wraz z nasilaniem się niemieckiego ostrzału i nalotów lotniczych coraz więcej mieszkańców przenosiło się do piwnic lub mieszkań na niżej położonych piętrach. Warunki panujące w poszczególnych dzielnicach nie były jednak jednakowe. O ile Śródmieście, Wola, Ochota, Praga i Żoliborz były silnie ostrzeliwane i bombardowane, o tyle Mokotów był przez długi czas uznawany za „najspokojniejszą” dzielnicę stolicy. Lepiej przedstawiała się tam również sytuacja aprowizacyjna.
W trzecim tygodniu września w Warszawie odnotowano pierwsze przypadki dyzenterii i duru brzusznego. Służba sanitarna Komisariatu Cywilnego wydała w związku z tym zarządzenie w sprawie likwidacji wałęsających się psów, zaostrzenia nadzoru sanitarnego oraz zwiększenia dbałości o higienę osobistą i czystość w mieszkaniach.
Wraz ze wzrastającą liczbą poległych i zmarłych, zwłoki były coraz częściej grzebane w prowizorycznych miejscach pochówku: na skwerach, w ogrodach, na większych podwórzach. 17 września Komisarz Cywilny przy Dowództwie Obrony Warszawy wydał instrukcję, w której wyznaczył lokalizację dla 36 prowizorycznych cmentarzy. Pochówkiem zajmowali się najczęściej członkowie Batalionów Pracy, a także członkowie Robotniczych Batalionów Obrony Warszawy.
Mimo iż morale żołnierzy i ludności cywilnej utrzymywało się na wysokim poziomie, odnotowywano także negatywne zjawiska i postawy. Miały miejsce przypadki napadów rabunkowych, włamań, kradzieży, szabru, paserstwa, spekulacji, a w przypadku żołnierzy – także maruderstwa, dezercji, samowolnego opuszczenia stanowiska czy handlu mieniem wojskowym. Jednocześnie w mieście zapanowała psychoza na punkcie szpiegów i dywersantów. Aby utrzymać porządek publiczny i uspokoić nastroje, gen. Czuma powołał do służby płk. st. sp. Witolda Szulborskiego oraz ppłk. rez. Jana Nowodworskiego. Ten pierwszy został szefem służby sprawiedliwości Dowództwa Obrony Warszawy, a drugi – przewodniczącym sądu polowego. Sąd polowy, którego sędziami byli zmobilizowani cywilni prawnicy i audytorzy, rozpoczął urzędowanie 11 września. Następnego dnia działalność rozpoczęły również Sąd Grodzki i Sąd Okręgowy, które rozpatrywały sprawy nieobjęte rozkazem o postępowaniu doraźnym przed sądem polowym. Ponadto przy DOW powstał Oficerski Sąd Honorowy, a przy poszczególnych dywizjach i zgrupowaniach – doraźne sądy polowe. 23 września, z rozkazu gen. Rómmla, powołano sąd polowy Armii „Warszawa”, który zastąpił sądy polowe funkcjonujące dotąd przy DOW i poszczególnych jednostkach. Jego przewodniczącym został ppłk. Nowodworski. Sądy polowe przy DOW i Armii „Warszawa” prowadziły w okresie oblężenia łącznie około 350 spraw przeciwko oskarżonym żołnierzom i cywilom, a sądy cywilne – kolejnych kilkaset. Orzeczono kilkadziesiąt wyroków śmierci, z czego kilkanaście zostało wykonanych.

## Żydzi warszawscy we wrześniu 1939 roku

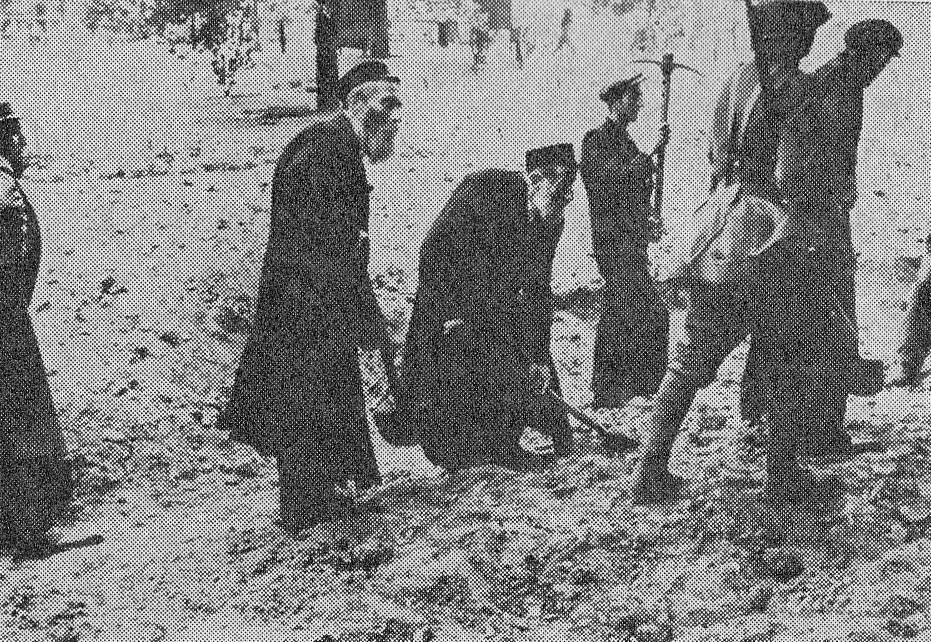
Warszawscy Żydzi kopiący okopy

W cywilną obronę stolicy zaangażowała się społeczność żydowska. Już 1 września przy Gminie Wyznaniowej Żydowskiej utworzono Społeczny Komitet dla Spraw Związanych z Obroną Państwa (SKdSZzOP), który miał koordynować współpracę z aparatem państwowym. Z kolei 4 września z inicjatywy Bundu utworzono Żydowski Komitet Robotniczy Samopomocy Społecznej, który zajmował się przede wszystkim niesieniem pomocy robotnikom, chałupnikom i drobnym rzemieślnikom. 14 września powstała Komisja Koordynacyjna Żydowskich Instytucji Społecznych, która podlegała Stołecznemu Komitetowi Samopomocy Społecznej. W jej skład weszli przedstawiciele CENTOSu, Towarzystwa Ochrony Zdrowia Ludności Żydowskiej w Polsce, Centralnego Komitetu Pomocy Żydom w Warszawie oraz Zjednoczonego Komitetu ds. Rzemiosła Żydowskiego. Pod nadzorem komisji zorganizowano 32 kuchnie i 52 schroniska, w których dach nad głową znalazło około 7 tys. żydowskich uchodźców.
Na potrzeby Zarządu Miejskiego żydowscy przedsiębiorcy i rzemieślnicy udostępniali szwalnie, piekarnie, pralnie i inne zakłady. Warszawscy Żydzi licznie angażowali się w działania biernej OPL, uczestniczyli w kopaniu okopów i budowie barykad, brali udział w zbiórkach i akcjach charytatywnych, zgłaszali się do formacji ochotniczych.
Gminy Wyznaniowej Żydowskiej nie ominęła „gorączka ewakuacyjna”. 6 września prezes Maurycy Mayzel opuścił miasto, pozostawiając gminę w chaosie. W tej sytuacji ciężar kierowania jej strukturami wziął na siebie Adam Czerniaków. 23 sierpnia został formalnie mianowany przez prezydenta Starzyńskiego komisarycznym prezesem gminy. Jego zastępcą został Marek Lichtenbaum.
11–12 września został zorganizowany Żydowski Komitet Obywatelski (ŻKO). Stanowił niejako przedłużenie SKdSZzOP, którego wielu członków opuściło Warszawę w czasie paniki ewakuacyjnej. ŻKO zajął się m.in. organizacją prowizorycznego szpitala przy ul. Zielnej. W charakterze „pomocy technicznej” współpracowali z nim członkowie He-Chaluc. 15 września ŻKO został zalegalizowany przez prezydenta Starzyńskiego. Niemniej, mimo zabiegów Czerniakowa i pozostałych członków egzekutywy ŻKO, jego przedstawicieli nie dokooptowano do Komitetu Obywatelskiego przy dowódcy Armii „Warszawa”. Był to po części efekt wewnętrznych sporów w KO, a zwłaszcza zabiegów Starzyńskiego, który starał się marginalizować znaczenie tego ciała i nie zamierzał go wzmacniać poprzez dokooptowanie przedstawicieli społeczności żydowskiej.
Czerniaków starał się również uzyskać dla siebie miejsce w Komendzie Głównej Straży Obywatelskiej, odmówiono mu jednak ze względu na panującą tam nieufność wobec Żydów. Niemniej w czasie oblężenia w szeregi SO wstąpiło ochotniczo około 200 Żydów.
Emanuel Ringelblum wspominał, że wrzesień 1939 roku przyniósł zbliżenie narodów polskiego i żydowskiego, co przełożyło się na akty solidarności i braterstwa, porównywalne z atmosferą poprzedzającą wybuch powstania styczniowego. Niemniej jednak wspominał także o zdarzających się podczas oblężenia incydentach antysemickich, w tym o nieprzyjmowaniu Żydów do niektórych schronów przeciwlotniczych, zmuszaniu ich do stania w osobnych kolejkach po wodę oraz o dyskryminacji żydowskich pracowników w niektórych agendach SKSS.

## Niemieckie zbrodnie
Podczas oblężenia Warszawy w miejscowościach leżących na przedpolu stolicy żołnierze niemieccy kilkukrotnie przeprowadzili zbiorowe egzekucje polskich cywilów:
- 12 września na dziedzińcu zakładów PZL na Okęciu, w odwecie za śmierć niemieckiego oficera, rzekomo zastrzelonego przez członka klubu sportowego PZL, żołnierze Wehrmachtu zamordowali co najmniej 25 polskich mężczyzn, których wyciągnęli z pobliskich domów[518][519].
- 15 września, w odwecie za śmierć co najmniej jednego Niemca, żołnierze Wehrmachtu spacyfikowali Cechówkę (ob. Miłosna). Spalono część zabudowań i zamordowano co najmniej 58 osób – mieszkańców Cechówki i uchodźców[520]. Tego samego dnia Niemcy spacyfikowali także sąsiednią Długą Szlachecką, gdzie rozstrzelali 42 osoby, w tym co najmniej jedno dziecko[521].
- 22 września w Młocinach żołnierze Wehrmachtu podpalili murowany dom należący do rodziny Grzechocińskich i zastrzelili sześciu polskich mężczyzn wyciągniętych z jego piwnicy. Prawdopodobnie niektóre ranne ofiary tej egzekucji zostały zakopane żywcem w zbiorowym grobie[522].
- 22 września w Chrzanowie rozstrzelano sześciu Polaków[523].
- w Starych Babicach „za przechowywanie żołnierzy Wojska Polskiego” Niemcy rozstrzelali siedmiu mieszkańców[523].

26 września, podczas natarcia na Ochotę, Niemcy – co odnotowano w relacjach bezpośrednich świadków – użyli polskich jeńców wojennych w charakterze „żywych tarcz”, pędząc ich przed swoimi czołgami. Wielu jeńców poniosło wtedy śmierć.

## Kapitulacja

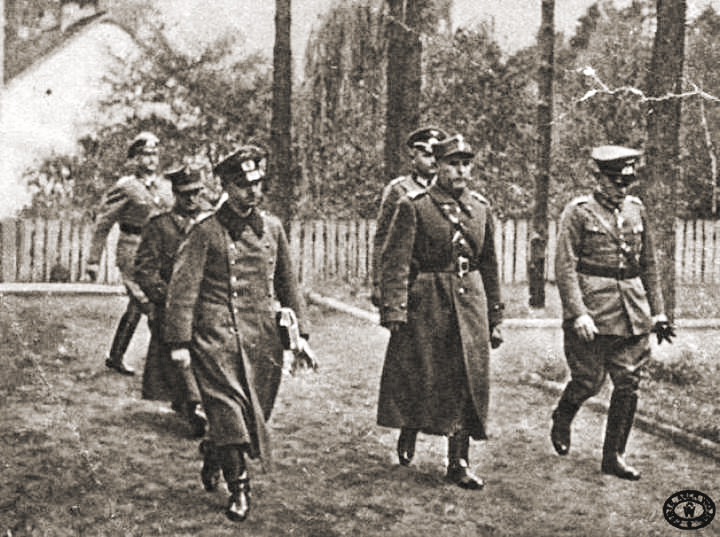
Gen. Tadeusz Kutrzeba i gen. Johannes Blaskowitz (z prawej) udają się na rozmowy w sprawie kapitulacji Warszawy. 27 września 1939 roku

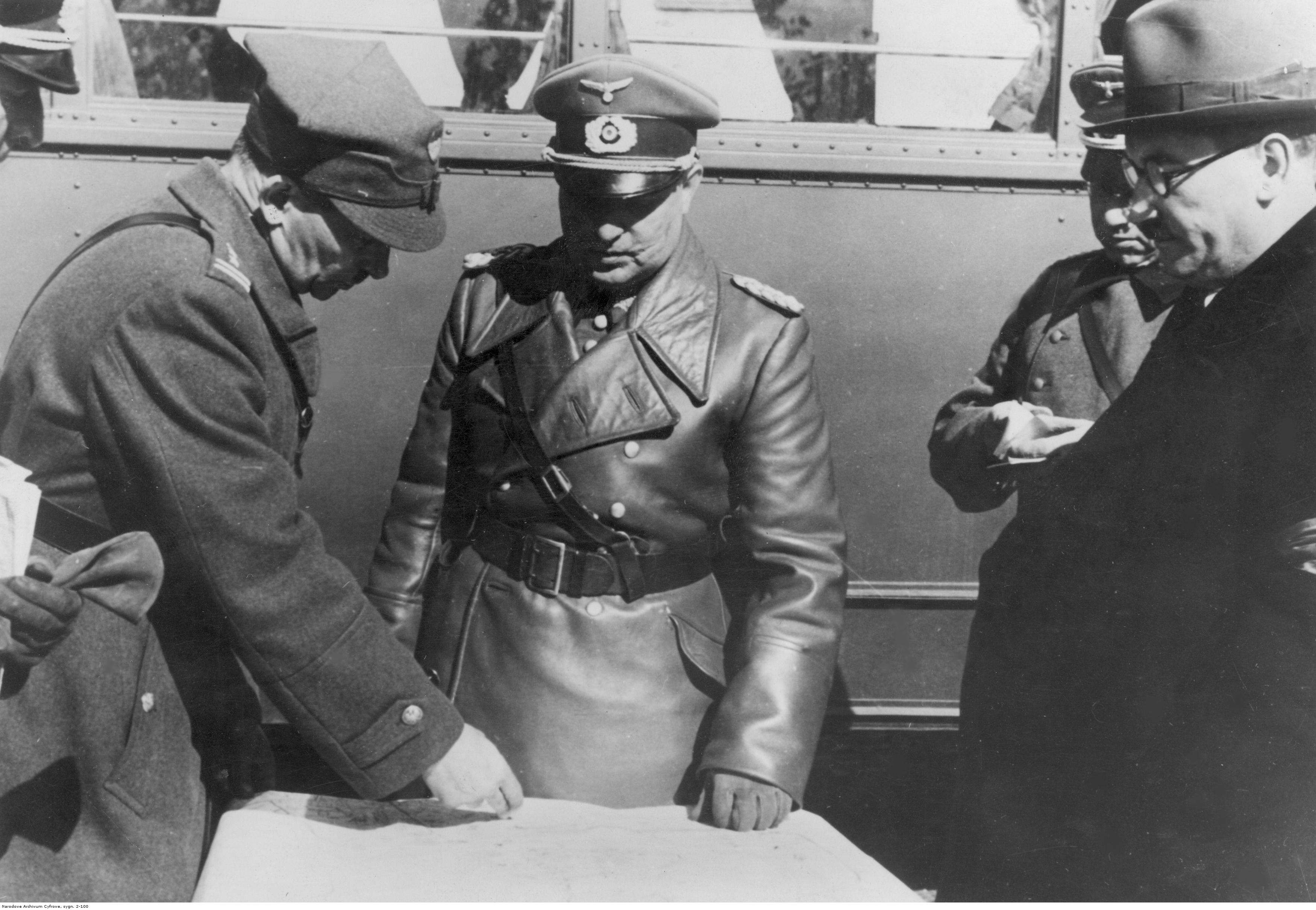
Rokowania kapitulacyjne

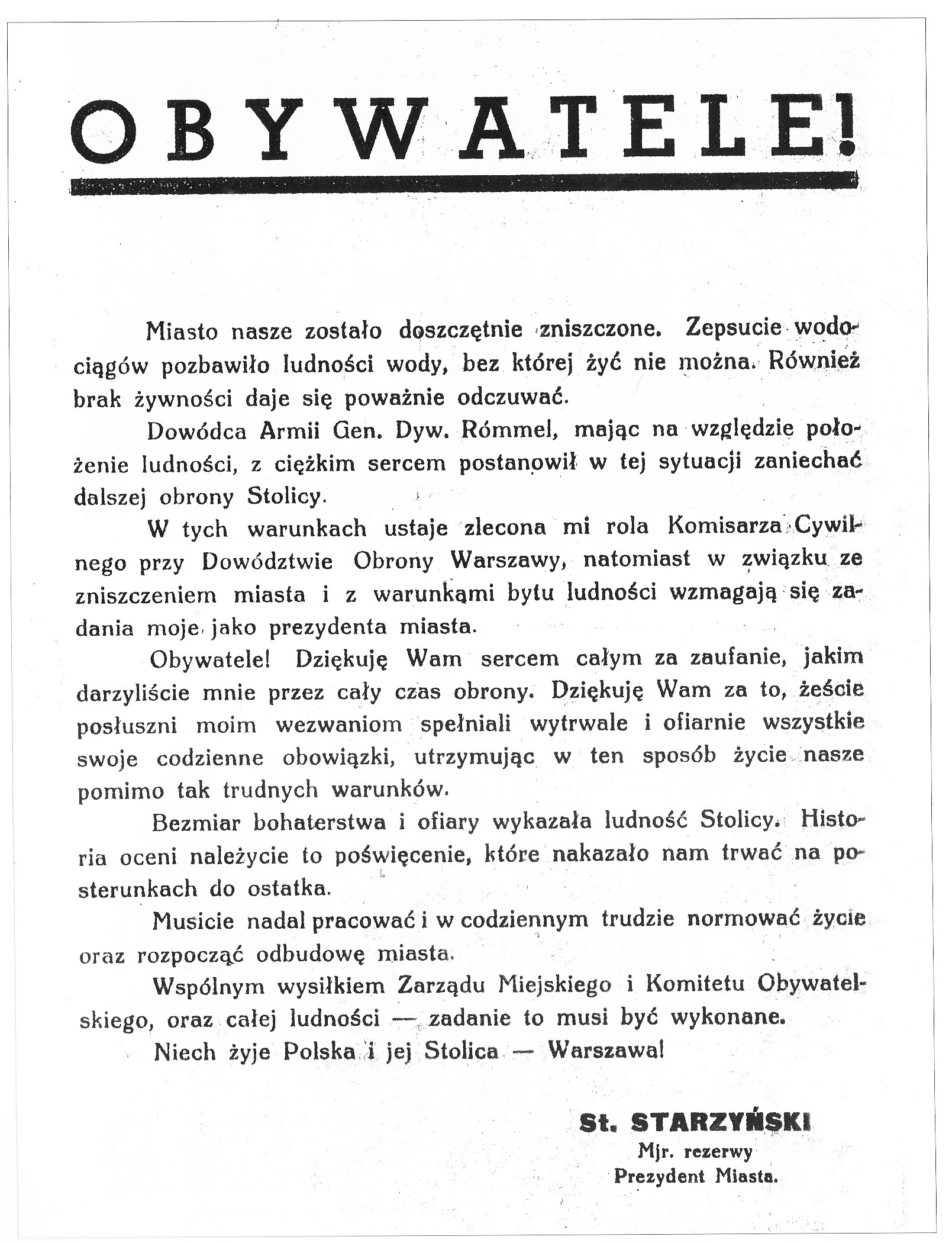
Odezwa Stefana Starzyńskiego z 28 września 1939 roku do mieszkańców informująca o zaniechaniu dalszej obrony Warszawy

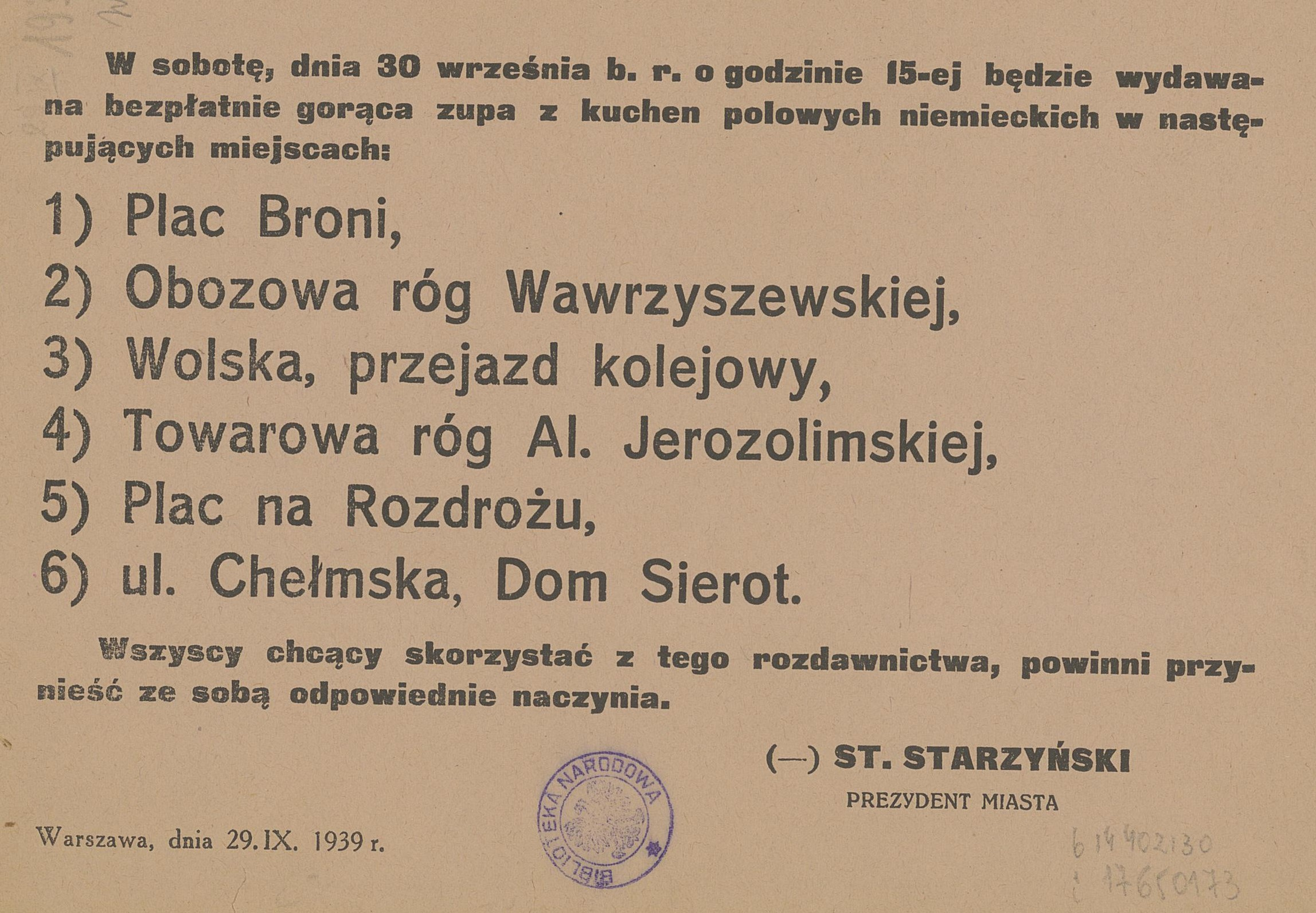
Obwieszczenie Stefana Starzyńskiego z 29 września 1939 roku o miejscach bezpłatnego wydawania zupy z niemieckich kuchni polowych

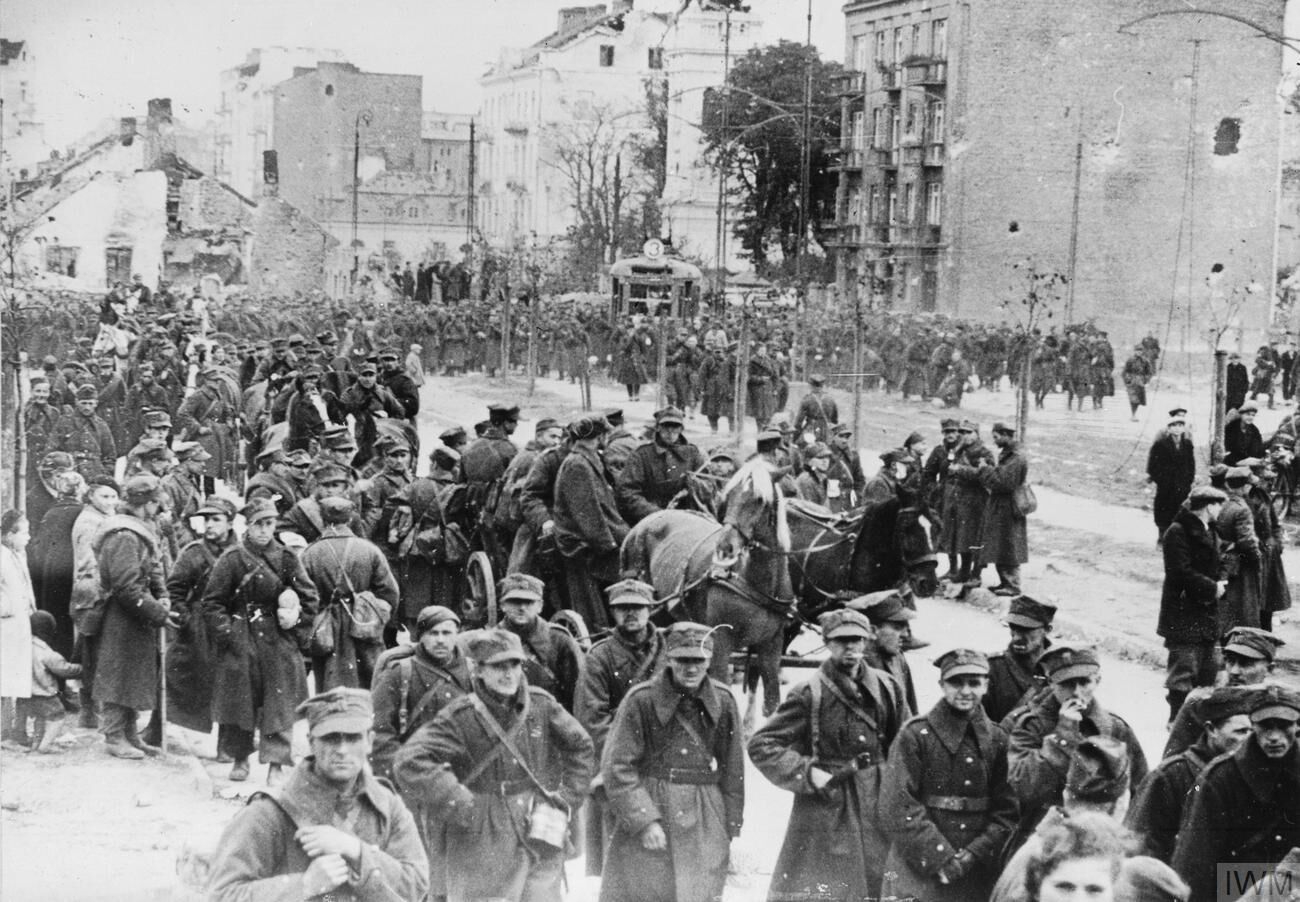
Wymarsz polskich żołnierzy do niewoli ulicą Puławską, 30 września 1939

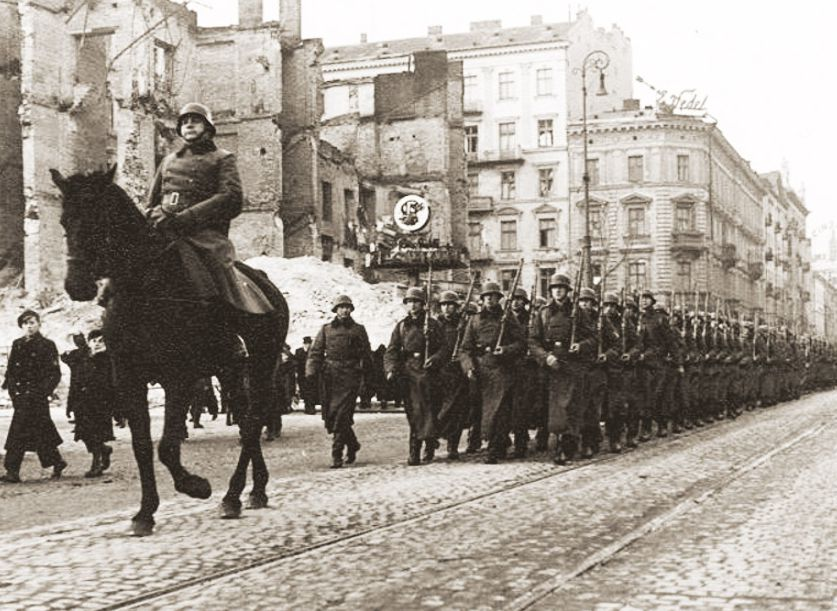
Wkraczające do Warszawy oddziały Wehrmachtu na ulicy Marszałkowskiej, 1 października 1939

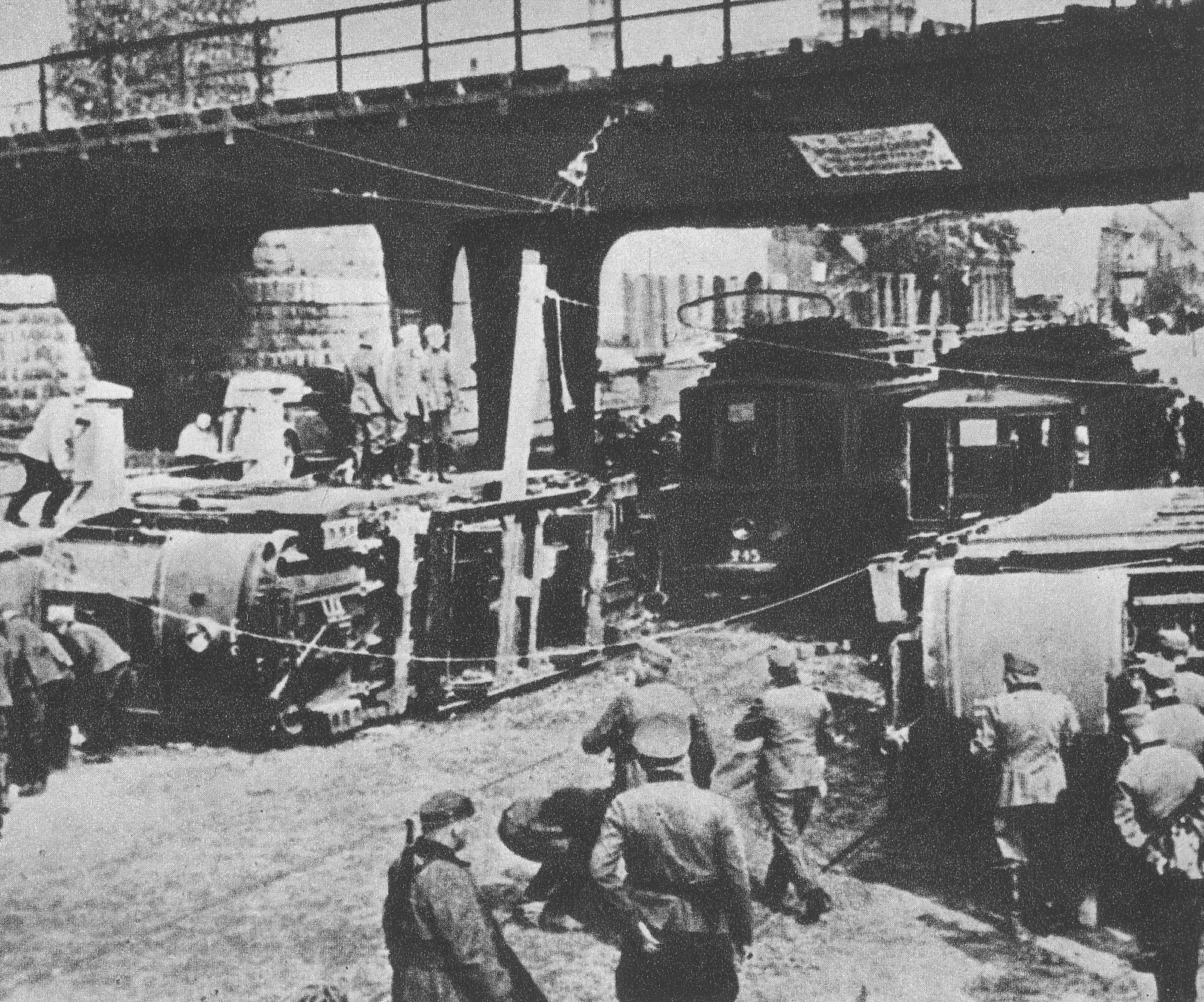
Usuwanie przez Niemców barykady pod wiaduktem kolei obwodowej na ulicy Wolskiej

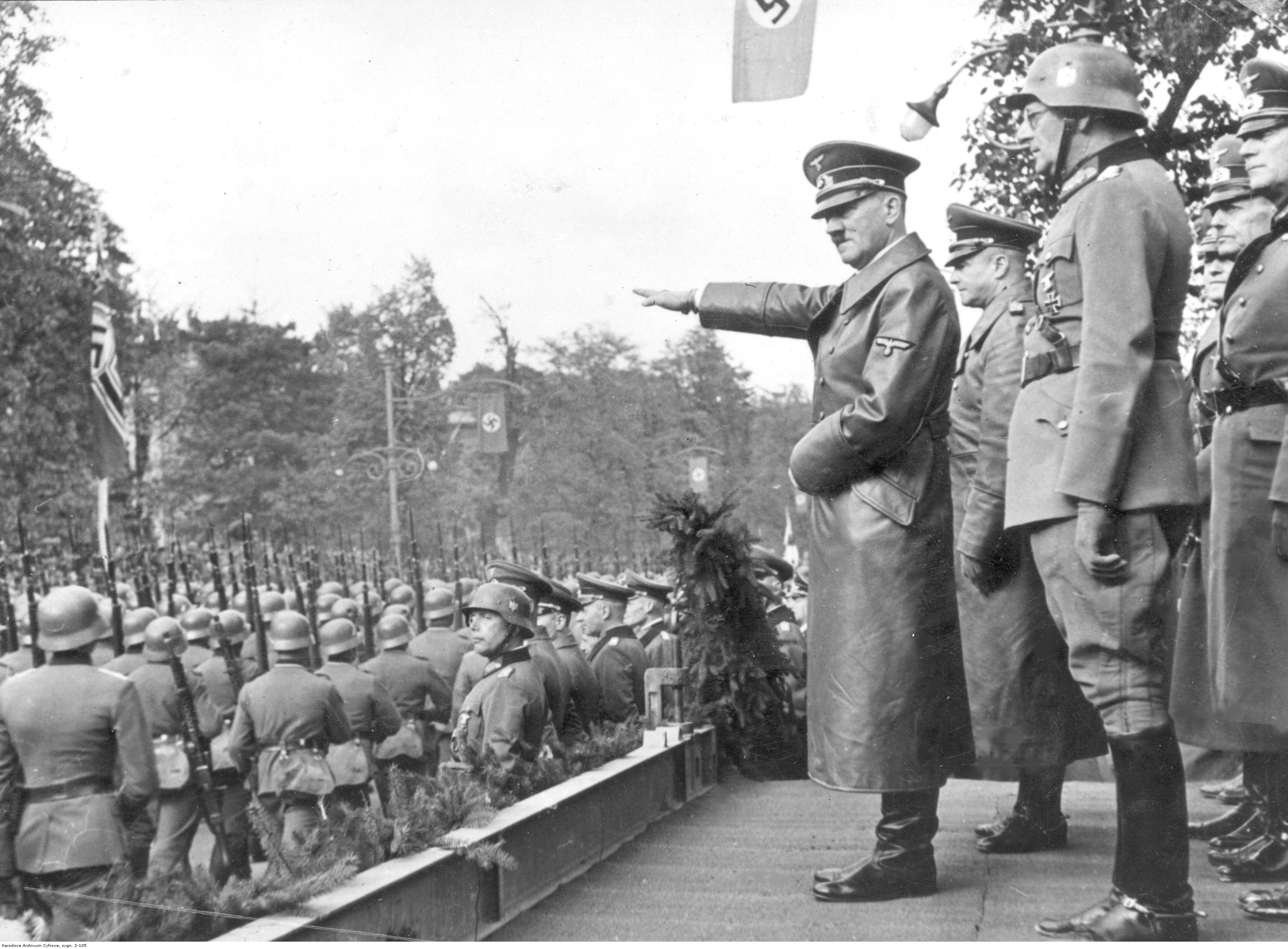
Adolf Hitler odbierający paradę zwycięstwa Wehrmachtu w Alejach Ujazdowskich w Warszawie. 5 października 1939

25–26 września obrońcom udało się odeprzeć niemieckie ataki i utrzymać główne pozycje na wszystkich odcinkach. Sytuacja stawała się jednak krytyczna. Kończyły się zapasy amunicji, żywności, lekarstw i środków opatrunkowych. Nie było nadziei na jakąkolwiek odsiecz z zewnątrz. Miasto było pozbawione prądu i bieżącej wody, a naloty lotnicze i ostrzał artyleryjski powodowały bardzo liczne ofiary. Szalały pożary, których z powodu braku wody nie dało się ugasić. Większość szpitali była zniszczona lub poważnie uszkodzona. W tragicznym położeniu znajdowało się kilkadziesiąt tysięcy rannych i chorych. Narastała groźba wybuchu epidemii.
25 września gen. Rómmel zwołał posiedzenie Komisji Ogólnej Komitetu Obywatelskiego, aby zasięgnąć opinii jej członków w sprawie rozpoczęcia rokowań kapitulacyjnych. Następnego dnia zwołał także Radę Wojenną w sztabie Dowództwa Obrony Warszawy. Po wysłuchaniu wszystkich opinii dowódca Armii „Warszawa” podjął jednoosobowo decyzję o kapitulacji. Po południu 26 września Niemcy przyjęli polskiego parlamentariusza, jednakże początkowo uchylili się od podjęcia rozmów. Gen. Blaskowitz liczył bowiem, że zmusi obrońców Warszawy do bezwarunkowej kapitulacji. Dopiero rankiem 27 września uzgodniono zawieszenie broni. Obowiązywało ono od godziny 12:00 tegoż dnia. Tego samego popołudnia gen. Czuma wydał rozkaz w sprawie zwolnienia niemieckich jeńców wojennych, przetrzymywanych w prowizorycznych obozach jenieckich w Cytadeli i przy ul. Dzikiej. Po zmroku odprowadzono ich pod eskortą do niemieckich linii. Przystąpiono także do rozminowywania dróg.
Wieczorem 26 września na Polu Mokotowskim wylądował samolot PZL.46 Sum. Jego pasażerem był mjr Edmund Galinat, który przywiózł ze sobą rozkaz marsz. Rydza-Śmigłego w sprawie utworzenia ogólnopolskiej organizacji konspiracyjnej. Przed świtem 27 września samolot odleciał na Litwę. Mimo możliwości ewakuacji, generałowie Rómmel i Kutrzeba oraz prezydent Starzyński postanowili pozostać w stolicy.
Zasadnicze negocjacje kapitulacyjne rozpoczęły się 28 września o godzinie 9:00 rano. Delegacji polskiej przewodniczył gen. Kutrzeba, a niemieckiej – gen. Blaskowitz. Na żądanie Niemców w rozmowach wzięli także udział przedstawiciele cywilnych władz Warszawy ze Stefanem Starzyńskim na czele. Układ kapitulacyjny podpisano o godzinie 13:15 w dawnej fabryce Škody na Rakowcu. Jego postanowienia przewidywały, że polscy podoficerowie i żołnierze zostaną zwolnieni do domów, a do niewoli udadzą się wyłącznie oficerowie. Tym ostatnim pozwolono zachować broń białą. Celem zapewnienia sprawnego przebiegu procesu składania broni, miasto podzielono na cztery sektory. Obrońcy mieli złożyć broń do 30 września do godz. 12:00, a miasto opuścić do 3 października. Obsadzanie miasta przez oddziały Wehrmachtu miało się z kolei rozpocząć 29 września o 12:00. Działalność polskich partii politycznych i organizacji została na mocy układu zawieszona. Jako zabezpieczenie przed ewentualnymi akcjami sabotażu, Niemcy zażądali wydania 12 zakładników spośród czołowych obywateli Warszawy. Prezydenta Starzyńskiego zobowiązano do jak najszybszego uruchomienia urządzeń miejskich. W okresie przejściowym za porządek w mieście odpowiadać miała polska policja i Straż Obywatelska. Mimo protestów gen. Kutrzeby strona niemiecka wprowadziła do tekstu układu określenie „Twierdza Warszawa” (niem. Festung Warschau) – chcąc uzasadnić w ten sposób wielodniowe bombardowanie i ostrzał artyleryjski miasta. Jednocześnie Niemcy zobowiązali się dostarczyć mieszkańcom Warszawy 160 tys. porcji obiadowych dziennie, poczynając od 30 września.
Ludność przyjęła wiadomość o rozpoczęciu pertraktacji z mieszanymi uczuciami. Część żołnierzy nie chciała się pogodzić z decyzją o kapitulacji. W Robotniczej Brygadzie Obrony Warszawy doszło do fermentu, który z dużym trudem zdołał opanować jej dowódca kpt. Marian Kenig. W sztabie Armii „Warszawa” pojawił się młody podchorąży z zamiarem zabicia gen. Rómmla „za zdradę”. Po „ojcowskiej” rozmowie ten ostatni zdołał go odwieść od tego zamiaru. Miały miejsce przypadki samobójstw oficerów. Jednocześnie odnotowano objawy rozprężenia, w tym liczne przypadki szabru i grabieży. Ich największe nasilenie nastąpiło w nocy z 28 na 29 września. Porządek przywróciły dopiero wysłane na ulice patrole wojskowe.
29 września po godzinie 20:00 rozpoczął się wymarsz polskich oddziałów z Warszawy. Główne siły polskiego zgrupowania opuściły miasto w ośmiu kolumnach, przede wszystkim ulicami Puławską i Wolską, a także Grójecką, Górczewską oraz szosą na Babice. Osobno wyszły z miasta kolumna sztabowa Armii „Warszawa” oraz Zbiorcza Brygada Kawalerii. Ostatni polscy żołnierze opuścili Warszawę 2 października. Masowe rozmiary przybrało niszczenie broni lub ukrywanie jej na potrzeby konspiracji. Niektóre oddziały rozwiązały się, a żołnierze i oficerowie zmieszali się z ludnością cywilną.
Równocześnie, już po południu 29 września, do Warszawy wkroczyły pierwsze oddziały niemieckie. Jako pierwsze zostały obsadzone Czerniaków i Powiśle. Do 1 października Niemcy zajęli całe miasto. Tego dnia o godzinie 15:00 zaciągnęli wartę główną przy komendzie miasta. Wojskowym komendantem Warszawy został mianowany dowódca 10 DP gen. Conrad von Cochenhausen, podczas gdy stanowisko szefa zarządu cywilnego objął Harry von Craushaar. Ponadto już 1 października do Warszawy wkroczyli funkcjonariusze Einsatzgruppe IV, którymi dowodził SS-Brigadeführer Lothar Beutel. Następnego dnia w mieście rozpoczęły się masowe aresztowania zakładników, w szczególności przedstawicieli inteligencji. Wkroczeniu Wehrmachtu do Warszawy towarzyszyły liczne przypadki grabieży, których dopuszczali się zarówno szeregowi żołnierze, jak i oficerowie.
5 października Niemcy zorganizowali w Warszawie defiladę zwycięstwa, w której wziął udział Adolf Hitler.

## Bilans

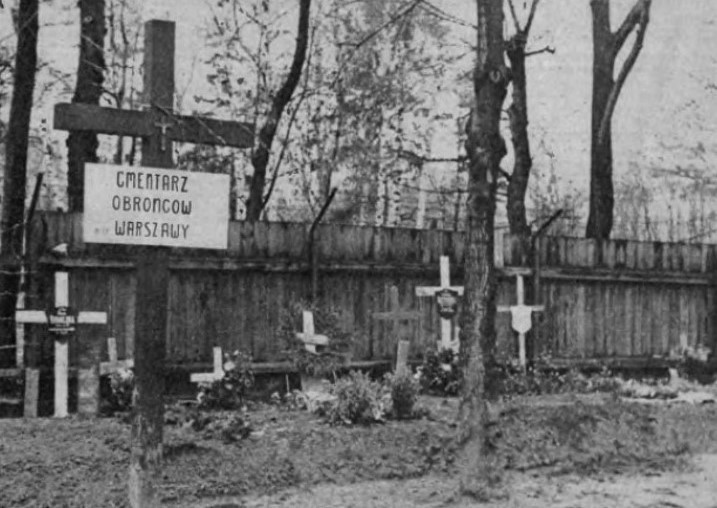
Cmentarz wojenny przy Szpitalu Ujazdowskim

Podczas trwającego blisko trzy tygodnie oblężenia Wojsko Polskie poniosło straty sięgające od 5 do 6 tys. zabitych i 16 tys. rannych. Broń złożyło 5031 oficerów oraz 97 425 podoficerów i szeregowych.
Najbardziej ostrożne szacunki na temat ofiar wśród ludności cywilnej mówią o 10 tys. zabitych i 50 tys. rannych. Karol Mórawski, Henryk Stańczyk, Marian Marek Drozdowski i Dariusz Kaliński podają liczbę 25 tys. zabitych oraz około 20 tys., kilkudziesięciu tysięcy lub 50 tys.  rannych.
Według oficjalnych danych Wehrmachtu, straty osobowe Niemców podczas walk o Warszawę wyniosły 1782 zabitych, 5652 rannych oraz 4822 żołnierzy określonych jako „chorzy”.
Straty w substancji materialnej miasta powstałe we wrześniu 1939 roku są szacowane na 10%, 12%, 20% lub nawet do 25% (z uszkodzeniami). Wartość zniszczeń szacowano na ok. 3 mld przedwojennych złotych.

## Upamiętnienie

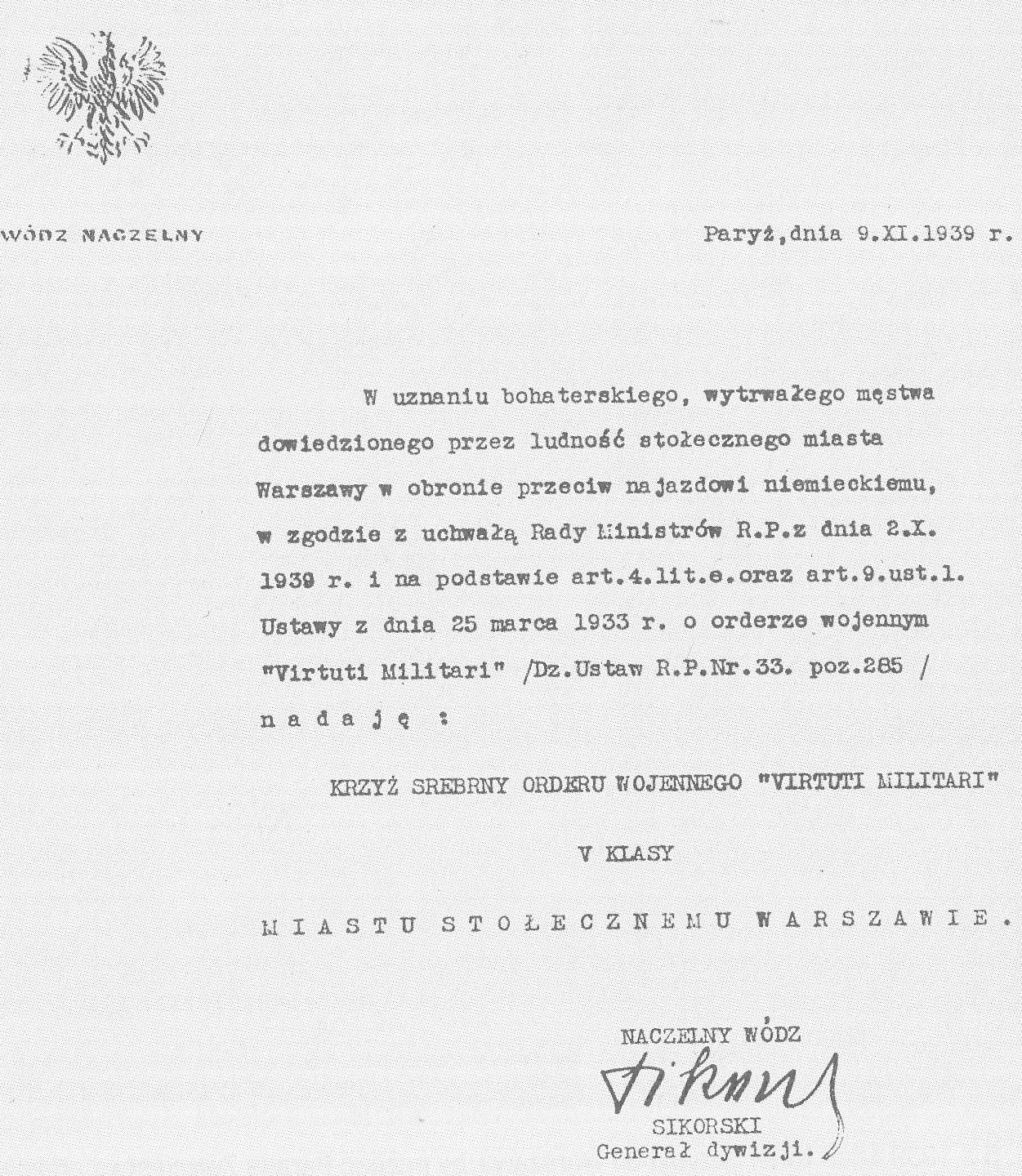
Zarządzenie Naczelnego Wodza Władysława Sikorskiego z 9 listopada 1939 roku o nadaniu Warszawie Krzyża Srebrnego Orderu Virtuti Militari

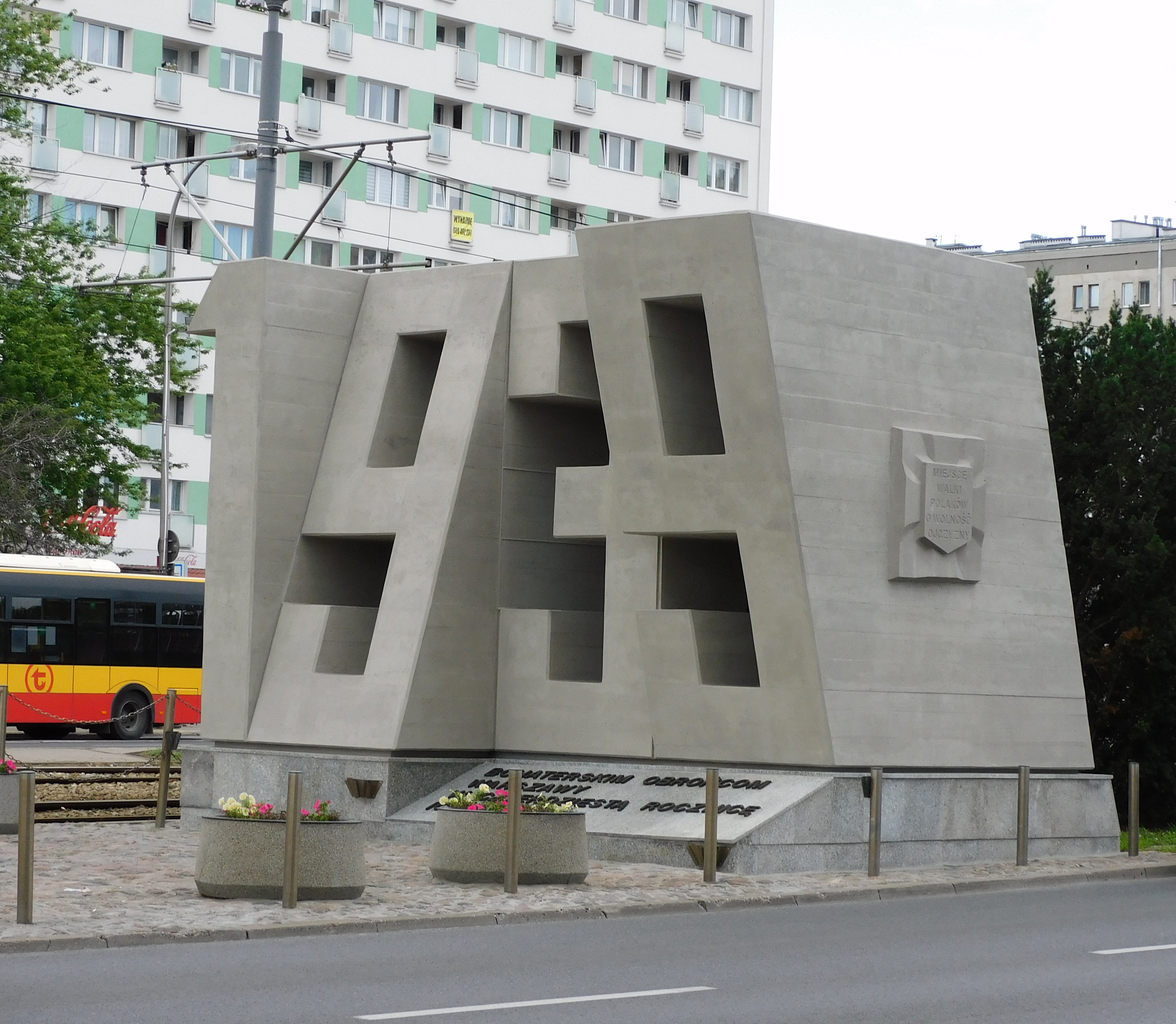
Bryła główna pomnika „Barykada Września”

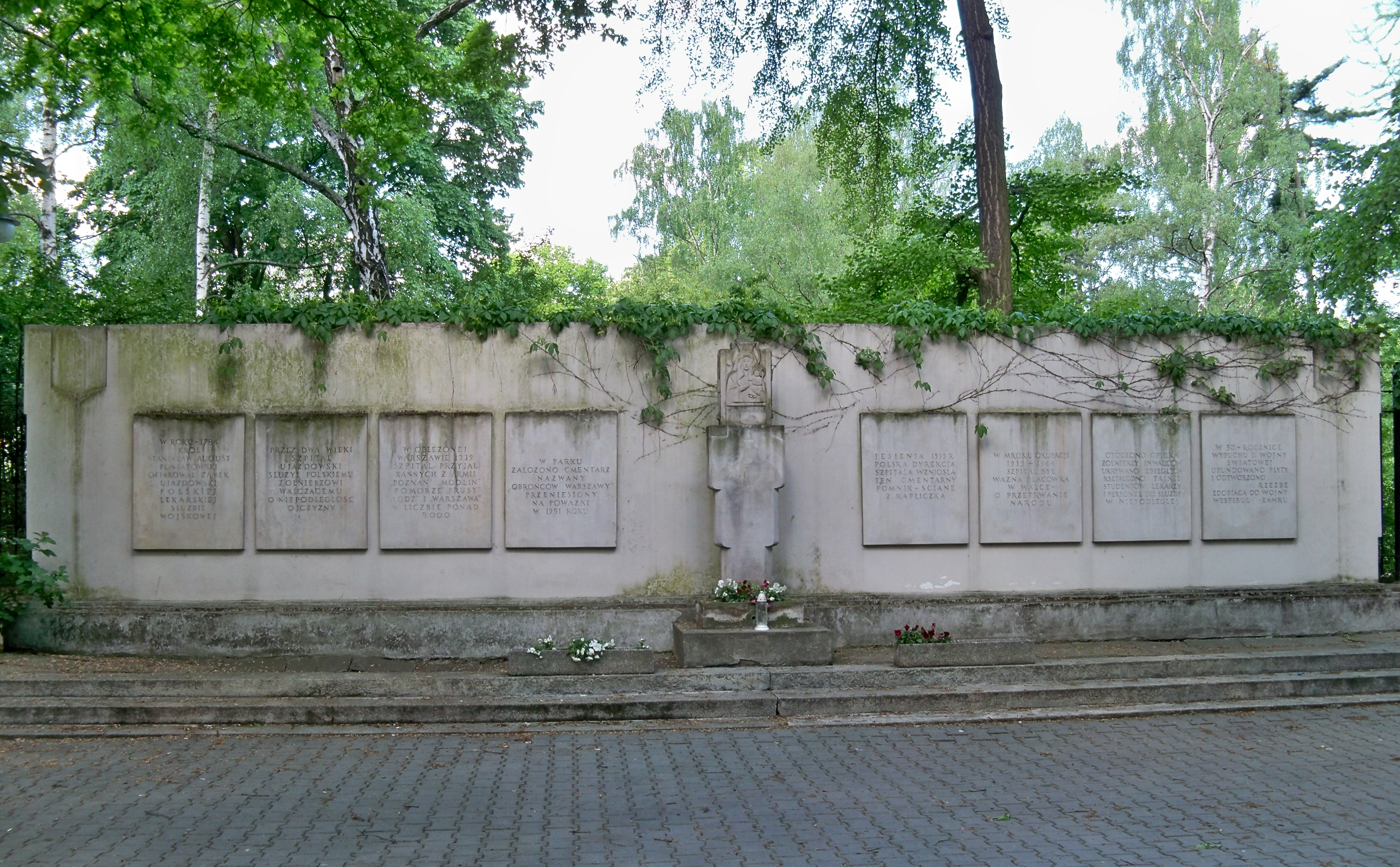
Pomnik na terenie dawnego Szpitala Ujazdowskiego

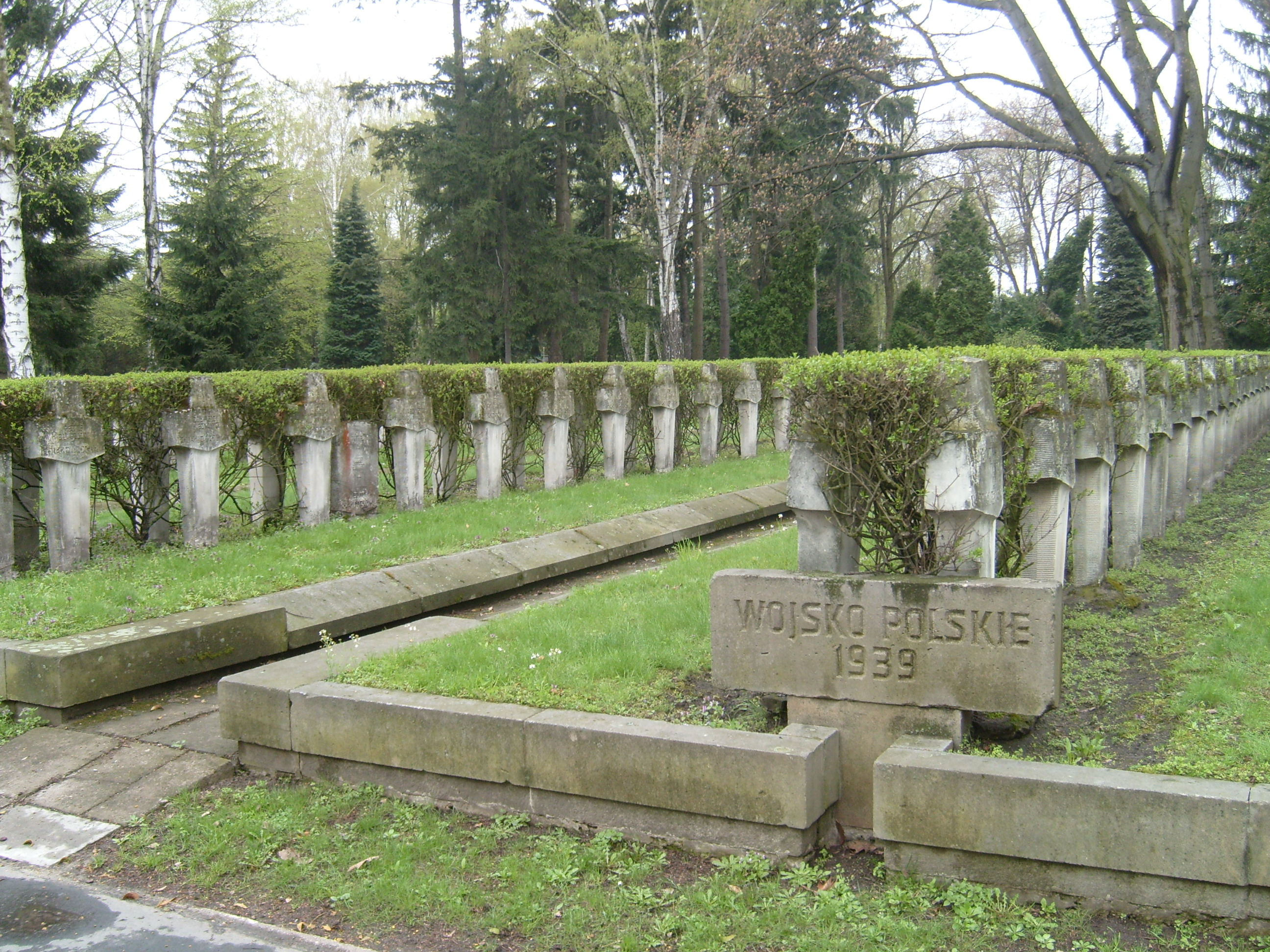
Mogiły żołnierzy WP poległych we wrześniu 1939. Cmentarz Wojskowy na Powązkach

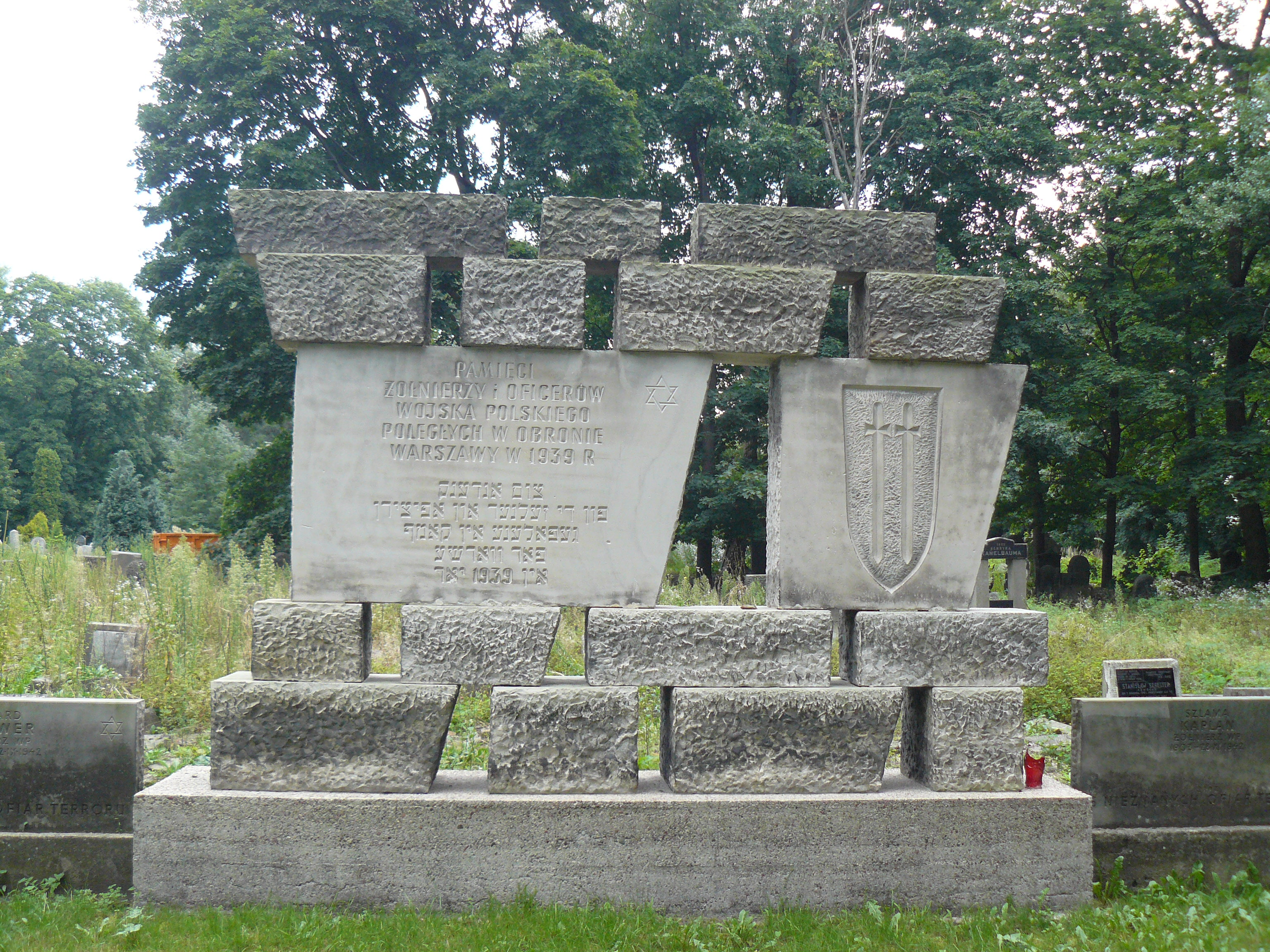
Pomnik na cmentarzu żydowskim przy ul. Okopowej

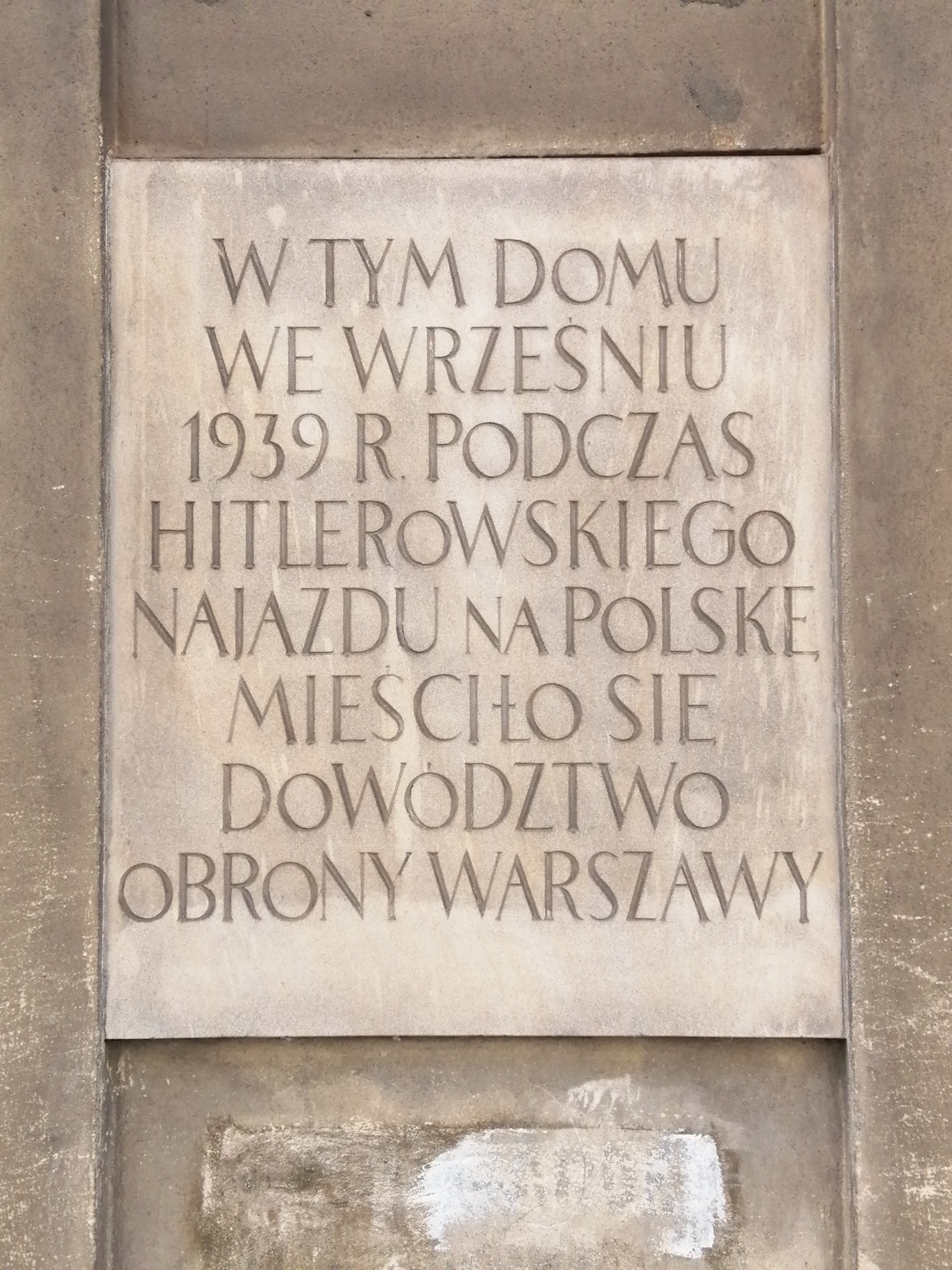
Tablica na ścianie pałacu Zamoyskich upamiętniająca drugą siedzibę Dowództwa Obrony Warszawy

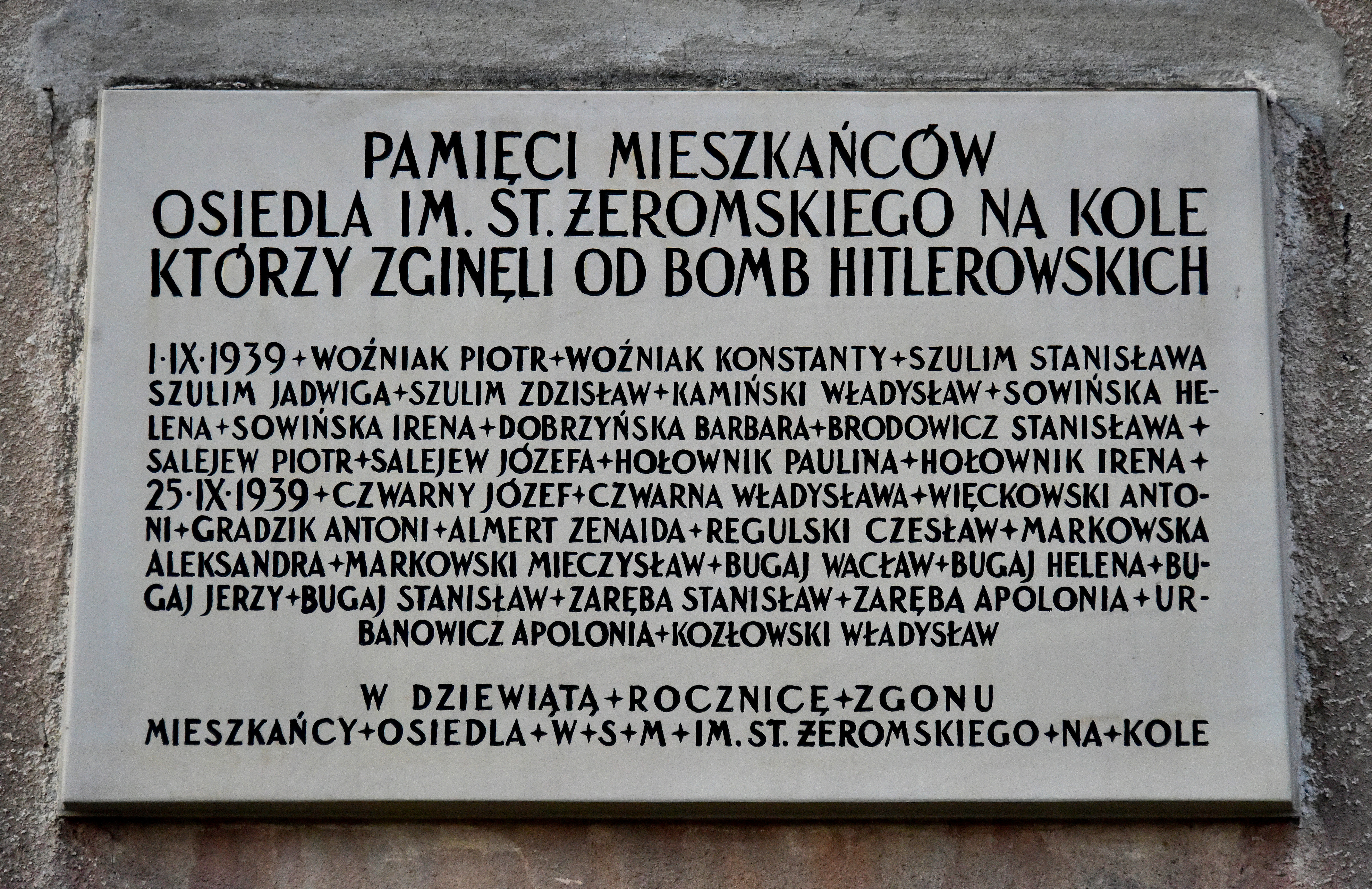
Tablica przy ul. Obozowej 76, upamiętniająca ofiary niemieckich nalotów we wrześniu 1939

Zarządzeniem Naczelnego Wodza gen. Władysława Sikorskiego z 9 listopada 1939 roku Warszawie nadano Krzyż Srebrny Orderu Virtuti Militari.

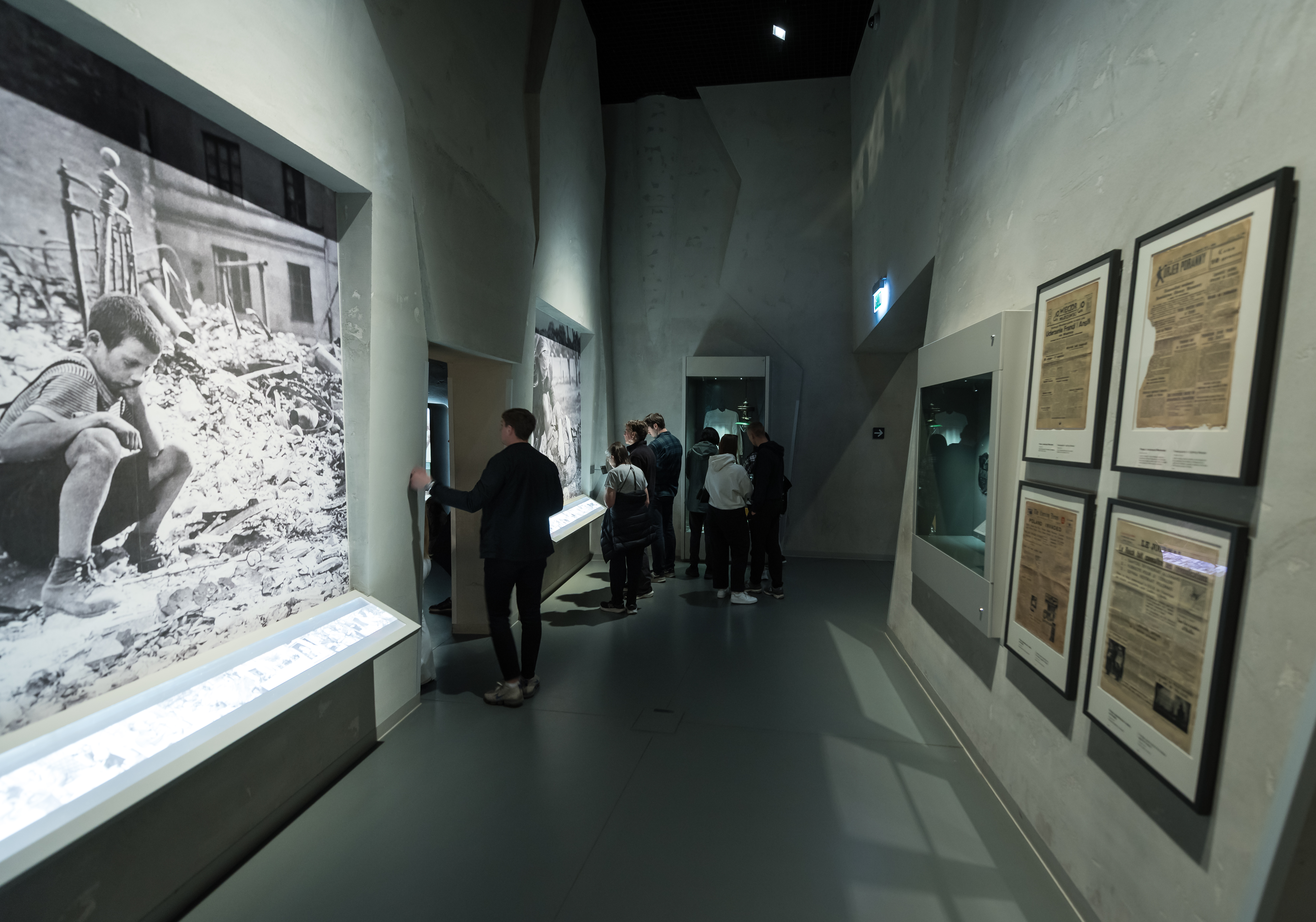
Fragment wystawy stałej Muzeum II Wojny Światowej w Gdańsku poświęcony obronie Warszawy we wrześniu 1939

Na cmentarzu wojskowym na Powązkach spoczywa 6689 żołnierzy Wojska Polskiego poległych we wrześniu 1939 roku.
Pierwszy pomnik upamiętniający obrońców Warszawy wzniesiono już wiosną 1940 roku na terenie Szpitala Ujazdowskiego. Znajduje się w miejscu, w którym znajdował się podówczas cmentarz polowy. Ma formę betonowego muru-płyty, przed którym postawiono wykonany z piaskowca obelisk z płaskorzeźbą Madonny. Pomnik powstał staraniem komendy szpitala, a jego autorem był Stanisław Komaszewski. Po wojnie na pomniku zainstalowano osiem tablic upamiętniających historię szpitala, z czego dwie poświęcone są wydarzeniom z września 1939 roku.
12 września 1979 roku przy ul. Grójeckiej na warszawskiej Ochocie, na wysokości ul. Opaczewskiej, w miejscu, gdzie we wrześniu 1939 roku znajdowała się polska barykada, odsłonięto pomnik „Barykada Września” projektu Juliana Pałki. Ma formę trzyczęściowej kompozycji przestrzennej, która symbolizuje zarówno barykadę, jak i datację rozpoczęcia i zakończenia walk. Dwie bryły zewnętrzne, usytuowane po przeciwnych stronach ul. Grójeckiej, wyrażają daty dzienne (8 IX i 27 IX), a bryła główna, usytuowana między jezdniami – datę roczną (1939).
Inne upamiętnienia obrony Warszawy we wrześniu 1939 roku:
- inskrypcja „Warszawa – Modlin 8–29 IX 1939” na jednej z tablic na Grobie Nieznanego Żołnierza w Warszawie[563].
- pomnik „Poległym w obronie Warszawy w 1939 r.” znajdujący się na cmentarzu wojskowym na Powązkach, pośród mogił żołnierzy poległych w kampanii wrześniowej[560].
- pomnik pamięci żołnierzy i oficerów Wojska Polskiego narodowości żydowskiej, poległych w obronie Warszawy w 1939 roku, znajdujący się na terenie cmentarza żydowskiego przy ul. Okopowej[564].
- tablica na ścianie pałacu Zamoyskich przy ul. Nowy Świat 69, informująca, że mieściło się w nim Dowództwo Obrony Warszawy[565].
- tablica na ścianie budynku przy ul. Wareckiej 5/7, informująca, że mieścił się w nim sztab Robotniczych Batalionów Obrony Warszawy[566].
- pomnik na skwerze 30 Pułku Strzelców Kaniowskich w dzielnicy Bielany, upamiętniający bitwę, którą 21 września 1939 roku stoczył w tym rejonie I/30 pp (tzw. Warszawskie Termopile). Żołnierzy 30 pp poległych w wojnie obronnej upamiętnia ponadto pomnik na cmentarzu Wawrzyszewskim[242].
- pomnik na skwerze przy al. Waszyngtona (u zbiegu z ulic Grenadierów i Siennickiej), upamiętniający żołnierzy 21 pp walczących w obronie stolicy we wrześniu 1939 roku oraz w powstaniu warszawskim[567].
- tablica na ścianie budynku przy al. Waszyngtona 104, upamiętniająca żołnierzy II/21 pp, którzy walczyli w obronie tzw. Reduty Skrzyżowanie[567].
- pomnik na skwerze im. mjr. Jacka Decowskiego (przed klubem WAT) upamiętniający obrońców przedpola Warszawy – żołnierzy zgrupowania ppłk. Leopolda Okulickiego, którzy walczyli w rejonie Babic i Boernerowa[568].
- tablica na bocznej ścianie kościoła św. Wawrzyńca oraz płyta na terenie dawnej reduty nr 56, upamiętniające por. Zdzisława Pacak-Kuźmirskiego i żołnierzy 40 pp[568][569].
- tablica na frontowej ścianie kościoła NMP Królowej Świata przy ul. Opaczewskiej, upamiętniająca żołnierzy 40 pp poległych we wrześniu 1939 roku w obronie Ochoty i Woli[570].
- tablica na murze fortu Czerniakowskiego (od strony ul. Czerniakowskiej), upamiętniająca walki w obronie fortu stoczone we wrześniu 1939 roku[571].
- głaz z tablicą nieopodal willi Podgórskich przy ul. Powsińskiej 104, upamiętniający żołnierzy 14 Pułku Ułanów Jazłowieckich, którzy walczyli na terenie Sadyby, Siekierek i Czerniakowa[572].
- głaz z tablicą przy ul. 11 Listopada, upamiętniające 36 pp, 1 pp „Obrony Pragi” oraz 336 pp AK Obwodu Praga[573].
- dwie tablice, usytuowane przy ul. Francuskiej 1 i 4, upamiętniające obronę Saskiej Kępy we wrześniu 1939 roku oraz barykadę, której bronili w tym miejscu żołnierze 21 pp, 336 pp i 21 puł[574].
- tablica na ścianie budynku przy ul. Bajońskiej 6, upamiętniająca walki toczone w tym rejonie przez żołnierzy 336 pp[573].
- tablica przy ul. Konopczyńskiego 4, informująca, iż we wrześniu 1939 roku znajdowało się tam stanowisko polskiej artylerii[565].
- tablica wewnątrz gmachu pałacu Komisji Rządowej Przychodów i Skarbu przy pl. Bankowym 3/5 (siedziba Prezydenta m.st. Warszawy), upamiętniająca nadanie Warszawie orderu Virtuti Militari[559]. Niewielki obelisk z tablicą upamiętniająca nadanie stolicy tego odznaczenia znajduje się również przy ul. Wybrzeże Kościuszkowskie, przed pomnikiem Syreny[575].
- tablica w bramie pałacu Jabłonowskich przy ul. Senatorskiej 14/16, upamiętniająca wiceprezydenta Warszawy Jana Około-Kułaka oraz jego współpracowników, którzy zginęli w nalocie 25 września 1939 roku[576].
- tablica na ścianie budynku Komendy Głównej Żandarmerii Wojskowej przy ul. Ostroroga 35, upamiętniająca Annę Kostewicz i Juliena Bryana[577].
- kamień pamiątkowy z tablicą przy ul. Kijowskiej, na skwerze przed Dworcem Wschodnim, upamiętniający harcerki zabite w czasie bombardowania dworca 5 września 1939 roku[573].
- tablica na ścianie domu przy ul. Obozowej 76, upamiętniająca mieszkańców osiedla TOR im. Stefana Żeromskiego na Kole zabitych w czasie niemieckich nalotów we wrześniu 1939 roku[578].
- tablica Tchorka w Ogrodzie Saskim, upamiętniająca m.in. „teren bohaterskich walk obrońców Warszawy 1939 r.”[579]
- tablica Tchorka przy ul. Pułkowej 30 upamiętniająca sześciu mieszkańców Młocin zamordowanych przez żołnierzy Wehrmachtu 22 września 1939 roku[580].

W 1989 roku został wybity medal z podobizną Waleriana Czumy o treści Obrona Warszawy 1939 – 1989, wydany przez Mennicę Państwową, a zaprojektowany przez Annę Wątróbską-Wdowiarską.

## Odniesienia w kulturze
Do obrony Warszawy we wrześniu 1939 roku i niemieckich nalotów na miasto nawiązali Antoni Słonimski w wierszu Alarm oraz Jan Lechoń w wierszu Pieśń o Stefanie Starzyńskim.
Obrona Warszawy we wrześniu 1939 roku, w tym zwłaszcza walki stoczone w obronie Ochoty, stały się inspiracją dla cyklu wierszy Jana Janiczka wydanego konspiracyjnie w 1941 roku. Najbardziej znanym z nich jest Ulica Opaczewska.
Oblężenie Warszawy, a zwłaszcza rolę, którą odegrał w jego trakcie Stefan Starzyński, ukazano w polskim filmie biograficznym ...Gdziekolwiek jesteś panie prezydencie... z 1978 roku (reż. Andrzej Trzos-Rastawiecki).